# Paris
Cet article concerne la capitale de la France. Pour les autres significations, voir Paris (homonymie).
Paris (/pa.ʁi/ ) est la capitale de la France ainsi qu'une collectivité à statut particulier. Elle est divisée en vingt arrondissements. Elle est le chef-lieu de la région Île-de-France et le siège de la métropole du Grand Paris. La ville est située au centre du Bassin parisien, sur une boucle de la Seine, entre les confluents avec la Marne et l'Oise. Le site est occupé à partir du IIIe siècle avant notre ère sous le nom Lutèce par le peuple gaulois des Parisii, qui donne son nom à la ville. 
Au début du VIe siècle, Clovis choisit Paris comme capitale de son royaume. Profitant de la fertilité agricole de son bassin alentour alliée au pouvoir institutionnel lui étant conféré, la cité devient alors une des principales villes de l'ancienne Gaule avec des palais royaux, de riches abbayes et une cathédrale. Au cours du Moyen Âge, elle s'impose comme un foyer intellectuel et artistique majeur avec la création de l'université de Paris. Son importance économique et politique ne cesse de croître, ce qui en fait l'une des villes les plus importantes de l'Occident médiéval. La montée en puissance de la monarchie française à partir du XVIe siècle — d'abord en Europe puis dans le monde — en fait une métropole au rayonnement planétaire, capitale d'un empire colonial jusqu'au XXe siècle. Aujourd'hui, Paris est l'une des villes mondiales les plus importantes,,, tant pour les arts, l'architecture, l'histoire, le commerce, l'éducation et la recherche que pour la finance.
Le paysage urbain parisien est facilement reconnaissable, caractérisé par de grands boulevards, des places dégagées et des immeubles d'un style spécifique appelé « haussmannien ». Il est le résultat de grands travaux d'urbanisme réalisés entre 1853 et 1870 sous le Second Empire, sous la houlette du baron Haussmann, qui ont profondément modifié la Capitale en lui donnant le visage qu'on lui connaît de nos jours, tout en laissant subsister des pans du tissu urbain antérieur. Au cours du XXe siècle, la physionomie de Paris a continué à se transformer avec la mise en service du métro parisien ainsi que la construction dans les arrondissements périphériques d'habitations à bon marché puis de tours et de barres d'immeubles. Le centre de la capitale a également été profondément rénové dans les années 1970 (avec le déménagement des Halles vers Rungis et la construction du Centre Pompidou) tandis que l'introduction de la voiture s'est concrétisée par l'aménagement du boulevard périphérique.
Paris intra-muros a une superficie de 105 km2 et compte 2 113 705 habitants au 1er janvier 2022. Son agglomération s'étend sur 2 846 km2 et compte 10 944 094 habitants au 1er janvier 2022, ce qui en fait l'agglomération la plus peuplée de France et d'Europe de l'Ouest. Outre de nombreux sièges de multinationales, la ville accueille plusieurs institutions européennes et internationales. C'est également l'une des principales places financières mondiales. Elle est par ailleurs la capitale mondiale du luxe, de la haute couture et de la haute gastronomie. La densité de l'habitat, de la population, des activités et des réseaux conduisent néanmoins à certains problèmes de déplacements, de pollution atmosphérique, d'approvisionnement de la capitale ou de coût de l'immobilier.
Destination touristique visitée chaque année par quelque dix millions de touristes étrangers, Paris possède un patrimoine architectural mondialement célèbre comme la cathédrale Notre-Dame de Paris, la tour Eiffel, le musée du Louvre ou encore l'Arc de Triomphe. De nombreux styles architecturaux sont représentés, du classicisme à l'architecture contemporaine en passant par l'Art nouveau. Plusieurs ensembles sont inscrits au patrimoine mondial de l'UNESCO : les rives de la Seine, depuis 1991, la tour Saint-Jacques, au titre des Chemins de Compostelle, depuis 1998, et les maisons Jeanneret et La Roche par Le Corbusier, depuis 2016. La capitale accueille également de nombreux grands évènements culturels et sportifs tels que Nuit Blanche, le tournoi de Roland-Garros ou encore l'arrivée du Tour de France. Elle héberge des clubs sportifs renommés comme le club de football du Paris Saint-Germain et celui de rugby à XV du Stade français. Paris a organisé les Jeux olympiques en 1900, en 1924 et en 2024.

## Géographie

### Localisation
Paris se situe au cœur d'un vaste bassin sédimentaire aux sols fertiles et au climat tempéré, le bassin parisien, sur une boucle de la Seine, entre les confluents de celle-ci avec la Marne et l'Oise.
Les départements limitrophes sont les Hauts-de-Seine, la Seine-Saint-Denis et le Val-de-Marne.
| Clichy, Levallois-Perret, Neuilly-sur-Seine       | Saint-Ouen-sur-Seine, Saint-Denis, Aubervilliers  | Pantin, Le Pré-Saint-Gervais, Les Lilas                                           |
| Puteaux, Suresnes, Saint-Cloud                    | Paris                                             | Bagnolet, Montreuil, Saint-Mandé, Vincennes, Fontenay-sous-Bois, Nogent-sur-Marne |
| Boulogne-Billancourt, Issy-les-Moulineaux, Vanves | Malakoff, Montrouge, Gentilly, Le Kremlin-Bicêtre | Joinville-le-Pont, Saint-Maurice, Charenton-le-Pont, Ivry-sur-Seine               |

Selon la géographie des régions naturelles de France, la ville de Paris se situe entre le Pays de France (rive droite) et le Hurepoix (rive gauche), la Seine correspondant à la limite entre les deux régions.

### Topographie

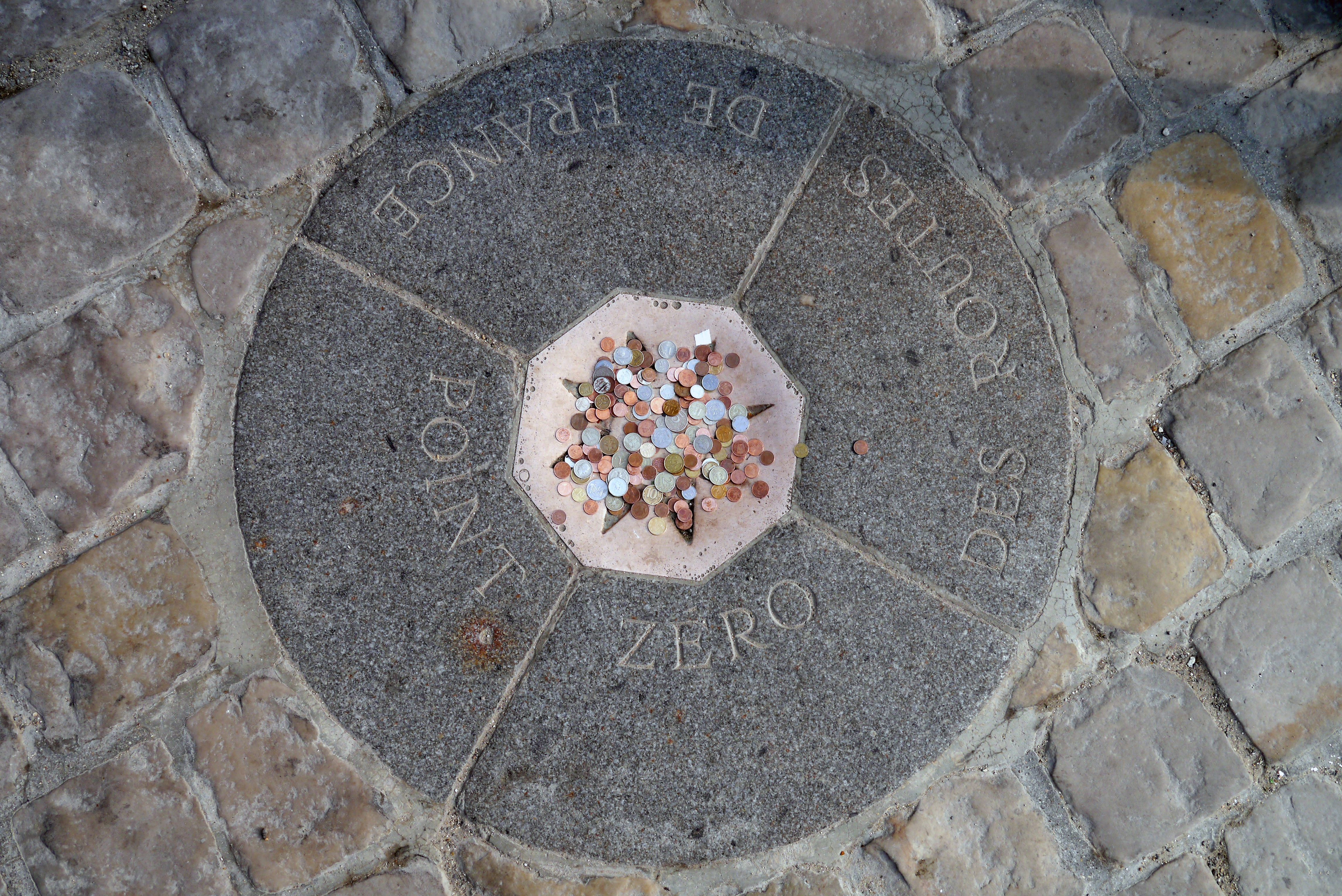
Point zéro des routes de France, devant la cathédrale Notre-Dame de Paris.

Au milieu du Bassin parisien, deux îles sur la Seine constituent le cœur historique de Paris : l'île Saint-Louis, la plus à l'est et l'île de la Cité, la plus à l'ouest. La ville s'étend de part et d'autre du fleuve, sur une superficie environ deux fois supérieure au nord, sur la rive droite, à celle au sud, sur la rive gauche.
Paris intra-muros, délimité de fait en 1844 par l'enceinte de Thiers, puis administrativement en 1860 par l'annexion de communes ou de leurs quartiers, est aujourd'hui séparé de ses communes limitrophes par une frontière artificielle, le boulevard périphérique, voie rapide urbaine de 35 km. Les accès routiers se font par les portes de Paris ou par les routes et autoroutes qui rejoignent cette rocade, dont la couverture progressive permet de mieux ouvrir Paris à son agglomération.
Au-delà de l'enceinte de Thiers, deux grands espaces boisés ont été aménagés par le baron Haussmann, préfet de la Seine de 1853 à 1870, sur des communes voisines, avant d'être rattachés à Paris en 1929 : à l'ouest, le bois de Boulogne (846 hectares, 16e arrondissement) et à l'est, le bois de Vincennes (995 hectares, 12e arrondissement), ce qui porte le périmètre de la ville à 54,74 km. Paris s'étend également sur l'héliport (15e arrondissement). Plus anecdotique, depuis 1864, la ville de Paris est propriétaire du domaine entourant les sources de la Seine, à 231 km de la ville.
La superficie de la ville de Paris est de 105,40 km2 (113e rang des communes de France métropolitaine).
Le boulevard périphérique mesure 34,98 km, donnant ainsi une surface de 84,45 km2 à Paris intra-muros en excluant les bois de Boulogne et de Vincennes.
Son unité urbaine s'étend sur 2 853,5 km2 et rassemble 10 858 852 habitants, répartis dans 411 communes d'Île-de-France.
Le point zéro des routes de France est matérialisé par une dalle située sur la place Jean-Paul II, nom donné au parvis de la cathédrale Notre-Dame de Paris.

Vue sur Paris, au crépuscule, depuis la tour Montparnasse.

### Hydrographie
La Seine traverse la ville en formant un arc de cercle, y entrant par le sud-est pour en sortir au sud-ouest. Plus de trente ponts permettent de la franchir ; paradoxalement, le plus ancien (subsistant) d'entre eux s'appelle le Pont Neuf.

Le pont des Arts et le pont Neuf, deux des plus célèbres ponts de Paris.

La ville est également traversée par la Bièvre, une modeste rivière aujourd'hui entièrement souterraine, qui arrive du sud, et par le canal Saint-Martin (4,5 km), inauguré en 1825. Il constitue la partie terminale du canal de l'Ourcq (108 km) et du canal Saint-Denis (6,6 km), ouvert en 1821, qui permet de rejoindre la Seine en aval en évitant la traversée de la ville. Il alimente le bassin de la Villette, passe en souterrain sous les boulevards Jules-Ferry et Richard-Lenoir et la place de la Bastille, traverse le port de l'Arsenal et rejoint la Seine en amont de l'île Saint-Louis.
Autrefois, la Seine recevait encore dans Paris un autre affluent : le ruisseau de Ménilmontant qui traversait les faubourgs Saint-Martin et Saint-Denis, passait derrière la Grange-Batelière, continuait en traversant la Ville-l'Évêque et le Roule et se jetait dans la Seine au nord de la colline de Chaillot. À partir du XVIe siècle, il fut transformé en égout et devint le Grand Égout recouvert autour de 1760.
D'autres cours d'eau ont traversé Paris, dont le ru Orgueilleux (parfois orthographié ru des Orgueuilleux), la darse du fond de Rouvray, le ruisseau de Gravelle, le ruisseau de Montreuil — également appelé ruisseau de la Pissotte — ou le ruisseau de Saint-Germain.
La ville a été marquée par de nombreuses inondations, dont les plus importantes avant le XXe siècle sont celles de 583, 842, 1206, 1280, 1325, 1407, 1499, 1616, 1658, 1663, 1719, 1733, 1740, 1764, 1799, 1802, 1836, 1844 et 1876. Pour la période récente, les plus importantes sont la crue de la Seine de 1910, celles de 1924, 1955, 1982 et 2016.

### Relief

Relief de Paris.

Le site de Paris s'étend autour d'une large vallée englobant le cours actuel de la Seine, la captation de la Bièvre à l'époque néolithique, et le cours de la Seine antérieur à cette captation qui formait un arc-de-cercle de Bercy au pont de l'Alma autour des Grands Boulevards. Cet ancien cours qui divaguait en bras multiples était un territoire marécageux drainé au Moyen Âge qui fut inondé en 1910. Cette plaine alluviale s’étend au nord jusqu’aux rues de Paradis, Bleue, Lamartine, Saint-Lazare, de la Pépinière, La Boétie dont le tracé correspond à un ancien fossé qui marquait au Moyen Âge la limite de la censive (voir droit féodal à Paris) des Marais Sainte-Opportune.
Au-delà le terrain s’élève vers le col de la Chapelle à l’est, la butte Montmartre au centre et, en pente douce, vers le large col d’une altitude de 40 mètres à 50 mètres entre cette butte et la colline de Chaillot. Passé ce col, la pente très faible en direction de la Seine à Levallois-Perret et à Clichy correspond aux quartiers de la Plaine-de-Monceaux et des Batignolles. Sur la rive gauche, la vallée s'étend à l'ouest sur les territoires du 7e arrondissement, et aux quartiers de Grenelle et de Javel, à l'est sur ceux des quartiers du Jardin-des-Plantes, de la Salpêtrière et de la Gare. L'altitude de ces territoires, de 31 mètres à 39 mètres, est de peu supérieure au niveau moyen du fleuve de 26,72 mètres.
L’érosion entre les deux cours du fleuve, actuel et ancien, avait laissé subsister sur la rive droite les modestes éminences insubmersibles de Saint-Germain-l’Auxerrois, de Saint-Jacques-la-Boucherie, de Saint-Merri, de Saint-Gervais, de la butte des Moulins et de la butte Saint-Roch en grande partie arasées lors de travaux d’urbanisme. Le monceau Saint-Gervais est cependant encore perceptible autour de l’église éponyme. Les escaliers de la rue Saint-Bon et de la rue Cloche-Perce débouchant sur la rue de Rivoli et l'élévation sur un socle de la tour Saint-Jacques, vestige de l'ancienne église éponyme, témoignent également des opérations de nivellement du Second Empire.
Cette vallée est entourée par des collines qui sont des buttes-témoins ; ce sont, sur la rive droite, Montmartre (131 m), Belleville (128,5 m), Ménilmontant (108 m), les Buttes-Chaumont (103 m), Passy (71 m) et Chaillot (67 m) ainsi que, sur la rive gauche, Montparnasse (66 m), la Butte-aux-Cailles (63 m) et la Montagne Sainte-Geneviève (61 m). Le col de la Chapelle entre les hauteurs de Belleville et la butte Montmartre est le lieu de passage des voies de communication vers les régions du Nord et de l'Est, routières depuis l'Antiquité (rues du Faubourg-Saint-Denis, du Faubourg-Saint-Martin, du Faubourg-Poissonnière et leurs prolongements dans le 18e arrondissement), puis fluviales canal de l'Ourcq, canal Saint-Martin et ferroviaires au départ des gares du Nord et de l'Est.
Bien que remblayée de plusieurs mètres dans le 13e arrondissement, la vallée de la Bièvre devenue souterraine est perceptible entre la montagne Sainte-Geneviève, Montparnasse et Montsouris à l'ouest, et la butte-aux-Cailles à l'est.
Par ailleurs, les déblais du rempart dit de Charles V, augmentés d’accumulations d’immondices, avaient formé une série de petites buttes utilisées comme éléments de fortification au début du XVIIe siècle, bastion de la porte Saint-Antoine à l’est de l’actuel boulevard Beaumarchais, bastion du Temple au nord de l’actuelle place de la République, bastion Saint-Martin, butte de Bonne-Nouvelle, butte des Moulins et butte Saint-Roch. Ces buttes ont également été nivelées à l’exception de la butte Saint-Martin au sommet de la rue Meslay et de la butte de Bonne-Nouvelle qui domine à une altitude de 47 m les quartiers environnants. Dans d’autres quartiers, le relief a été modifié au cours des siècles par l’apport de déblais, l’accumulation de matériaux de démolition et de débris qui ont élevé le niveau du sol dans le centre de Paris et dans l’île de la Cité ou par des actions volontaires d’abaissement de 5 m de la butte de l’Étoile, d’adoucissement de la pente de l’avenue des Champs-Élysées au XVIIIe siècle, d'arasement du sommet de la colline de Chaillot (actuelle place du Trocadéro-et-du-11-Novembre) dans les années 1860 et de remblaiement de la vallée de la Bièvre au début du XXe siècle.

### Géologie
Paris est situé dans la partie centrale du bassin parisien. Cet ensemble géologique est une cuvette orientée nord-nord-ouest/sud-sud-est limitée par des massifs hercyniens (Ardenne, Hunsrück, Vosges, Morvan, Massif central et Massif armoricain), sur laquelle sont accumulés des terrains sédimentaires. Le centre de cette cuvette est situé dans la Brie à Courgivaux au sud de Château-Thierry, 80 km à l’est de la capitale. La géologie de Paris et de ses alentours représente une synthèse de cet ensemble.
Les premiers sédiments (grès et schistes) ont été déposés sur le socle cristallin par une mer peu profonde au Cambrien, au Silurien et au Dévonien (de –540 à –358 millions d’années). Après une émersion au Carbonifère et au Permien (de –358 à –252 millions d'années), les mers chaudes ont envahi le bassin déposant des micro-organismes formant des couches calcaires, se sont retirées puis sont revenues. Ces phases de transgressions marines, d’émersion, entrecoupées d’épisodes lacustres ont formé sous le sol de Paris, au-dessus des plus anciennes strates profondément enfouies, des couches successives de calcaires, de sables, de gypse et de marnes d’une épaisseur totale d'environ 2 500 mètres en plusieurs cycles.
- Cycle dano-montien, il y a environ 60 millions d’années. La mer venue de l’ouest dépose des calcaires pisolithiques (calcaire en grains irréguliers en forme de pois).
- Cycle thanétien de –59 à –55 millions d’années. Le bassin parisien est un golfe ouvert au nord dans un climat tropical où se forme un banc calcaire qui absorbe les produits de l’érosion continentale.
- Cycle yprésien de –55 à –47 millions d'années. Le bassin parisien est recouvert par une mer au nord et au nord-ouest. L’anticlinal de l’Artois se forme à cette époque séparant le bassin parisien de la Flandre. Une argile plastique provenant du Massif central par les cours d’eau débouchant dans des lagunes se dépose au sud de la vallée de la Seine et dans la Brie jusqu’à Provins.
- Cycle lutétien de –47 à –41 millions d'années. Les dépôts marins atteignent Houdan et Melun. Un nouveau soulèvement de l’anticlinal de l’Artois sépare définitivement le bassin parisien de la Flandre. Cet épisode est celui de la formation de calcaires grossiers.
- Cycle ludien de –38 à –34 millions d'années. Après une immersion, la mer se retire laissant place à une dépression lagunaire où se jettent des cours d’eau venant de l’est. Ce lac s’assèche ce qui entraîne la formation de gypse apporté par les eaux douces ayant lessivé les terrains salifères de Lorraine.
- Cycle stampien de –34 à –28 millions d'années. Cette période est celle du dernier retour de la mer qui dépose les sables de Fontainebleau.
- Cycle aquitanien de –23 à –20 millions d'années. Ce cycle est le dernier épisode lacustre. Les lacs s’assèchent progressivement, d’abord temporairement en été puis définitivement. Le calcaire de Beauce partiellement silicifié se forme à cette époque.
- Miocène de –20 à –5 millions d'années. Après l’assèchement du lac de Beauce, la région connaît un climat subtropical humide au cours duquel les roches superficielles s’altèrent formant l’argile à silex et les meulières puis un refroidissement pendant lequel la surface se couvre d’un manteau de poudre apporté par le vent, le lœss, mélange de calcaire, d’argile et de grains de sable qui rend fertile les plateaux calcaires.
- Pliocène de –5 à –2,5 millions d'années (orogenèse). Le dernier plissement ayant affecté le sol de Paris à l’époque de la formation du massif alpin, a déterminé sa structure actuelle formant deux bombements d’orientation nord-ouest-sud-est ; au sud l’anticlinal de Meudon qui passe par Versailles, Meudon, Châtillon, Bagneux Saint-Maur en s’enfonçant de l’ouest vers l’est ; au nord un anticlinal par Ronquerolles et Louvres. Ces bombements encadrent un synclinal, la fosse de Saint-Denis qui passe par Pontoise, Cormeilles-en-Parisis, Argenteuil, Villemomble, Rosny-sous-Bois. Cet ensemble est incliné en pente douce vers le nord. La ville de Paris est principalement située entre ces deux saillies sur le synclinal de Saint-Denis. Ce soulèvement du bassin et l’abaissement du niveau de la mer due aux glaciations ont eu pour résultat l’enfoncement des vallées au quaternaire récent. La Seine dont le débit était beaucoup plus important à l’époque glaciaire a tracé de larges méandres. L’érosion du fleuve dans cette vallée a laissé émerger les buttes-témoins de Montmartre et des collines de Belleville-Ménilmontant[15],[16],[17].

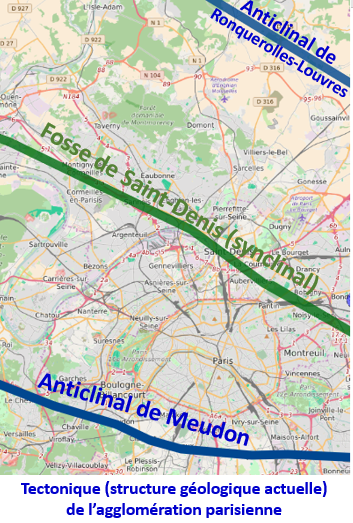
Tectonique de Paris et de ses environs.
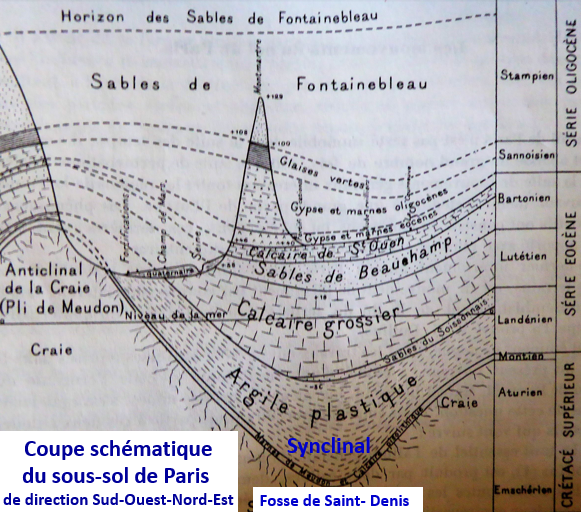
Coupe du sous-sol de Paris.

Ces plissements et l’érosion font affleurer quatre couches sédimentaires correspondant aux quatre types structuraux géologiques du bassin parisien présents à Paris.
- Le calcaire grossier du Lutécien sur une épaisseur pouvant atteindre vingt mètres s’étend rive gauche du Jardin des plantes à Vaugirard et colline de Chaillot.
- Le calcaire de Saint-Ouen sous la plaine Monceaux et la montagne Sainte-Geneviève.
- Le plateau de la Brie à Belleville et Ménilmontant avec des calcaires datant de 35 millions d’années d’une épaisseur de l’ordre de douze mètres.
- Le plateau de la Beauce (Stampien) au sommet des buttes témoins de Montmartre et de Belleville-Ménilmontant.

D’autres roches qui ont également été exploitées pour la construction sont présentes dans le sous-sol : les sables (alluvions) de la Seine, les argiles dans la vallée de la Bièvre et à Vaugirard, le gypse à Montmartre et à Belleville.
Ces matériaux ont été extraits sous forme de carrières de calcaire, gypse et pierre meulière principalement sur la rive gauche, de la place d'Italie à Vaugirard pour le calcaire, à Montmartre, Belleville et Ménilmontant pour le gypse. Cette exploitation datant probablement de l'époque romaine et attestée par des documents de 1292, s'est poursuivie jusqu'au milieu du XIXe siècle, les dernières ayant été fermées en 1860 à l'emplacement de l'actuel parc des Buttes-Chaumont et du quartier de la Mouzaïa. Cette extraction s'est aujourd'hui déplacée vers l'Oise, à Saint-Maximin par exemple. Certaines ont été utilisées comme catacombes et forment l'ossuaire municipal, dont une partie est ouverte au public. La superficie excavée représente plus de 850 hectares soit plus du dixième du territoire de Paris. Le sous-sol fragilisé est surveillé et consolidé par l'Inspection générale des carrières fondée en 1777.

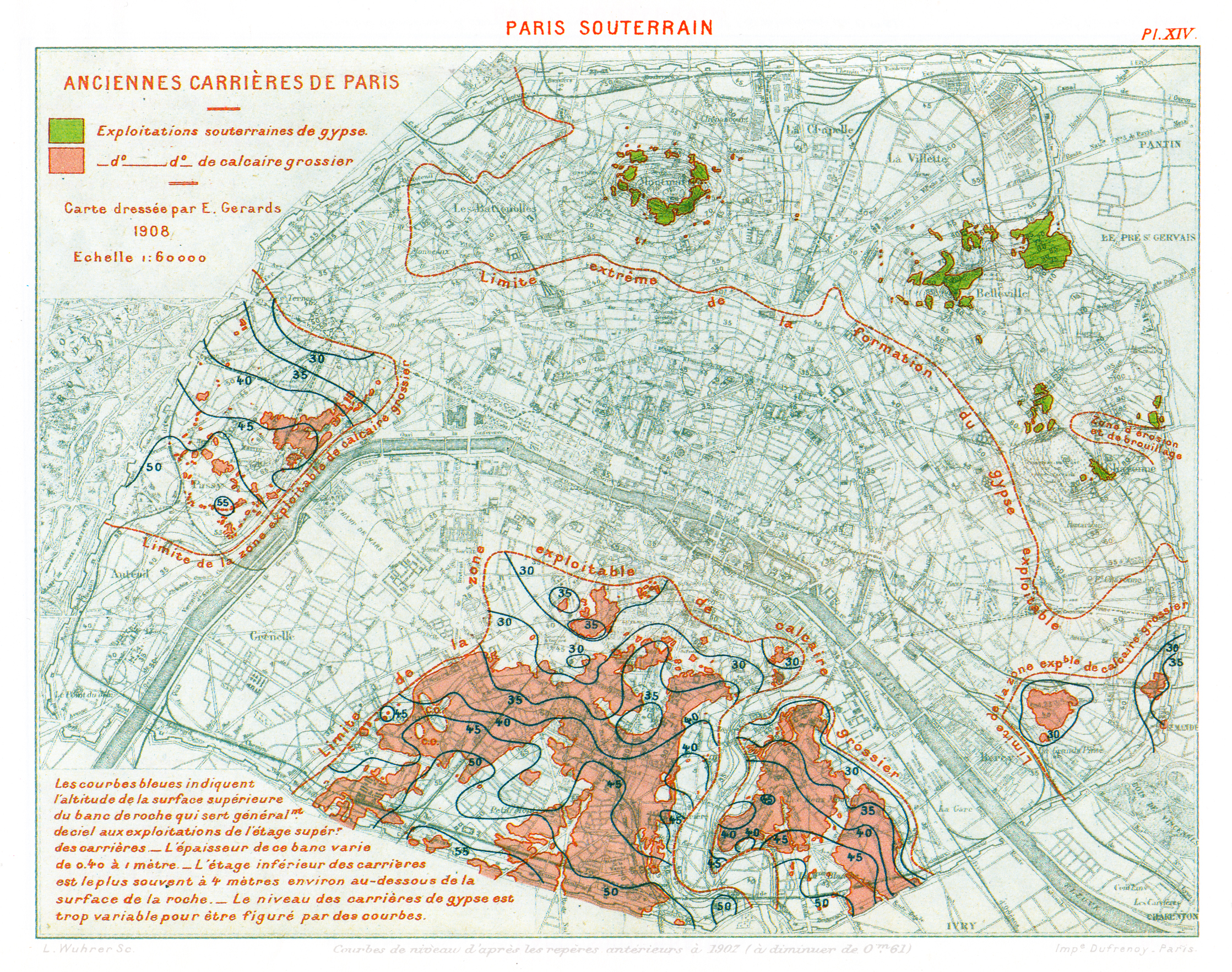
Carte des anciennes carrières de Paris
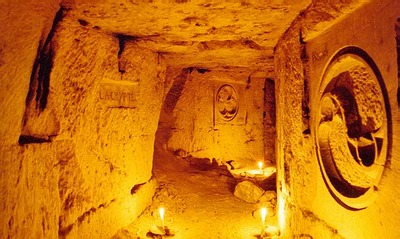
Aperçu des carrières souterraines de Paris.

Les nappes d'eau du sous-sol parisien dans la nappe des sables albiens ont fourni de l'eau à la ville, par forage de puits artésiens.

### Climat

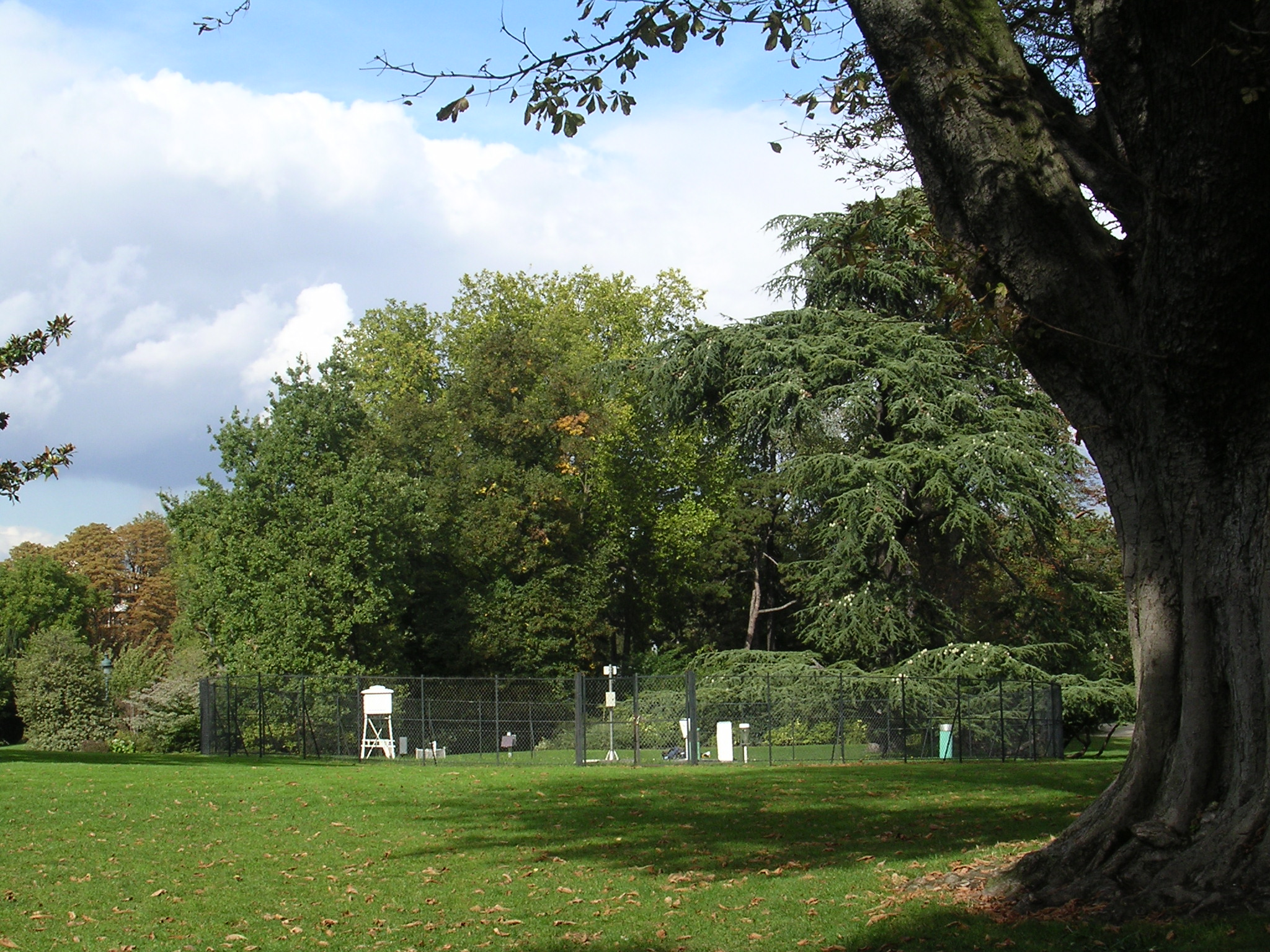
Station météorologique du parc Montsouris.

Une station météorologique, ouverte le 17 juin 1872, est située dans le 14e arrondissement, dans la partie sud du parc Montsouris (coordonnées : 48° 49′ 18″ N, 2° 20′ 16″ E), à 75 mètres d'altitude.
Paris a un climat de type océanique dégradé, codé « Cfb » selon la classification de Köppen : l'influence océanique dépasse celle continentale et se traduit (1981 - 2010) par une température minimale moyenne de 15,1 °C de juin à août et de 3 °C de décembre à février et de 8,9 °C sur l'année, avec des pluies fréquentes en toutes saisons (111 jours) et un temps changeant mais avec des pluies plus faibles (637 millimètres) que sur les côtes, et quelques pointes de températures (influence continentale) au cœur de l'hiver ou de l'été. Le développement de l'urbanisation provoque une augmentation de la température et une baisse du nombre de jours de brouillard,. Au cours du XXe siècle, le climat de Paris est devenu plus doux et légèrement plus arrosé. Les températures minimales ont augmenté de 1,4 °C entre 1901 et 2000, avec une accélération notable à compter de la deuxième moitié du XXe siècle.
Lors de la canicule européenne d'août 2003, il a fait 39,4 °C le 6 août, 39,5 °C le 11 août et 39,4 °C le 12 août. Le record de température minimale la plus chaude a eu lieu les 11 et 12 août 2003 avec 25,5 °C. En raison de l'effet d'îlot de chaleur urbain, un écart de 4 °C à 8 °C a été observé lors de cette canicule entre le centre de Paris et les zones moins urbanisées alentour.
En 2012, le maximum observé a été de 38,4 °C le 18 août et de 38,1 °C le 19 août. Le 31 octobre 2014, le maximum était de 22 °C. Le 1er novembre 2014, le maximum du mois de novembre est battu de 0,4 °C avec 21,4 °C. Le 7 novembre 2015, la température culmine à 21,6 °C.
Durant la période froide, la journée où il a gelé le plus tardivement était le 8 janvier 1935 avec −0,7 °C, puis le 18 janvier 2016 avec −1,2 °C. Aucun gel n'est survenu pendant 340 jours de suite en 2015-2016 (il avait gelé le 12 février 2015).
En 2003, le 25 août, la température atteint 36,5 °C et à 22 h, elle atteint 29,2 °C (33,7 °C le 12 août 2003 à 22 h).
Le 25 juillet 2019, est battu le record absolu de chaleur s'élevant à 42,6 °C mesuré depuis la station du parc Montsouris.
En raison du réchauffement climatique, le climat de Paris à la fin du XXIe siècle sera plus chaud. On projette pour Paris, à la fin du siècle, un climat proche de celui existant au début du siècle à Séville. Le nombre de journées estivales par an (température maximale supérieure à 25 °C) devrait augmenter de dix à soixante jours (pour une moyenne annuelle de quarante-neuf jours aujourd’hui). Les canicules sont appelées à devenir plus fréquentes, plus intenses et plus longues, et les hivers plus doux et arrosés,. Le nombre de jours très chauds (température maximale supérieure à 30 °C) atteindrait dix à quarante-cinq jours par an à la fin du siècle, contre dix jours en moyenne au début du siècle. Alors que la période de retour des canicules en région parisienne était d'environ neuf ans entre 1960 et 1989, une ou deux canicules sont à prévoir chaque année entre 2070 et 2099. La durée des vagues de chaleur augmentera également, passant de cinq à huit jours (écart interquartile) en 1960-1989 à six à douze jours à la fin du XXIe siècle. Des vagues de chaleur avec des durées exceptionnelles (par exemple, cinq semaines) sont attendues à la fin du XXIe siècle. Un été comme celui de 2003, soit le plus chaud jamais observé à Paris avec une température moyenne de 22,6 °C, deviendrait fréquent à la fin du siècle et pour les scénarios les plus pessimistes (sans politique climatique visant à faire baisser ou stabiliser les émissions de gaz à effet de serre).
| Mois                                            | jan.          | fév.          | mars         | avril        | mai          | juin         | jui.         | août         | sep.         | oct.         | nov.         | déc.          | année      |
| ----------------------------------------------- | ------------- | ------------- | ------------ | ------------ | ------------ | ------------ | ------------ | ------------ | ------------ | ------------ | ------------ | ------------- | ---------- |
| Température minimale moyenne (°C)               | 2,7           | 2,8           | 5,3          | 7,3          | 10,9         | 13,8         | 15,8         | 15,7         | 12,7         | 9,6          | 5,8          | 3,4           | 8,9        |
| Température moyenne (°C)                        | 4,9           | 5,6           | 8,8          | 11,5         | 15,2         | 18,3         | 20,5         | 20,3         | 16,9         | 13           | 8,3          | 5,5           | 12,4       |
| Température maximale moyenne (°C)               | 7,2           | 8,3           | 12,2         | 15,6         | 19,6         | 22,7         | 25,2         | 25           | 21,1         | 16,3         | 10,8         | 7,5           | 16         |
| Record de froid (°C) date du record             | −14,6 23/1940 | −14,7 02/1956 | −9,1 03/1890 | −3,5 13/1879 | −0,1 07/1874 | 3,1 10/1881  | 6 03/1907    | 6,3 29/1881  | 1,8 26/1889  | −3,8 29/1877 | −14 28/1890  | −23,9 10/1879 | −23,9 1879 |
| Record de chaleur (°C) date du record           | 16,1 05/1999  | 21,4 28/1960  | 26 31/2021   | 30,2 18/1949 | 34,8 29/1944 | 37,6 26/1947 | 42,6 25/2019 | 39,5 11/2003 | 36,2 07/1895 | 28,9 01/2011 | 21,6 07/2015 | 17,1 16/1989  | 42,6 2019  |
| Ensoleillement (h)                              | 62,5          | 79,2          | 128,9        | 166          | 193,8        | 202,1        | 212,2        | 212,1        | 167,9        | 117,8        | 67,7         | 51,4          | 1 661,6    |
| Précipitations (mm)                             | 51            | 41,2          | 47,6         | 51,8         | 63,2         | 49,6         | 62,3         | 52,7         | 47,6         | 61,5         | 51,1         | 57,8          | 637,4      |
| dont nombre de jours avec précipitations ≥ 1 mm | 9,9           | 9             | 10,6         | 9,3          | 9,8          | 8,4          | 8,1          | 7,7          | 7,8          | 9,6          | 10           | 10,9          | 111,1      |
| dont nombre de jours avec précipitations ≥ 5 mm | 3,7           | 2,5           | 3,4          | 3,7          | 4,4          | 3,4          | 3,7          | 3            | 3,4          | 3,8          | 3,6          | 4,2           | 42,7       |
| Nombre de jours avec neige                      | 3             | 3,9           | 1,6          | 0,6          | 0            | 0            | 0            | 0            | 0            | 0            | 0,7          | 2,1           | 11,9       |
| Nombre de jours avec grêle                      | 0,2           | 0,1           | 0,4          | 0,6          | 0,2          | 0,2          | 0,1          | 0            | 0            | 0,1          | 0,1          | 0,2           | 2,2        |
| Nombre de jours d'orage                         | 0,3           | 0,2           | 0,6          | 1,4          | 2,8          | 3            | 3,4          | 2,9          | 1,2          | 0,6          | 0,2          | 0,1           | 16,8       |
| Nombre de jours avec brouillard                 | 1,4           | 1,4           | 0,3          | 0,2          | 0,1          | 0            | 0            | 0,1          | 0,4          | 1,1          | 1,7          | 1,3           | 7,9        |

L'Agence Parisienne du Climat et Météo-France collaborent afin d'informer sur l'évolution du climat à Paris.
Le 10 septembre 1896, une violente tornade frappe le cœur de Paris, peu avant 15 heures. Elle se déplace de six kilomètres et fait cinq morts et une centaine de blessés.

### Environnement
La pollution atmosphérique est un problème de santé publique à Paris, qui a motivé la création du réseau de surveillance Airparif en 1984 et, depuis 2001, des politiques de réduction de la présence automobile, en particulier des véhicules les plus polluants. Selon une étude publiée en 2021 dans la revue The Lancet Planetary Health, Paris est la 4e ville européenne où la mortalité due à l’exposition au dioxyde d’azote, émis majoritairement par le trafic routier et principalement par les motorisations diesels, est la plus importante.
La densité urbaine de Paris, triple de celle de Londres, découle des immeubles plus hauts, du nombre réduit de maisons de ville et d'espaces verts (2 300 hectares en incluant les bois) avec une biodiversité assez limitée. Hormis la création du parc de la Villette dans les années 1980, la reconquête d'espaces verts est récente.
En cas de rupture des transports, Paris n'est que peu résiliente, avec à peine quelques jours d'autonomie alimentaire, notamment depuis la disparition d'une ceinture maraîchère autour de Paris au XXe siècle. L’Île-de-France n’est autonome qu’à hauteur de 10 % pour les légumes frais, de 1,5 % pour les fruits, de 12 % pour les œufs et de 1 % pour le lait, l’autonomie alimentaire n’étant atteinte que pour le blé (159 %) et le sucre (117 %).
Paris est un îlot de chaleur urbain avec un excédent moyen supérieur à 3 °C pour les valeurs nocturnes. De ce fait, la canicule d’août 2003 a engendré une surmortalité constatée en Île-de-France supérieure à la moyenne nationale. Aussi reconnue comme un élément de modération du climat, l'agriculture urbaine a en 2016 une place très modeste comparée à d'autres métropoles comme Détroit, Montréal, Berlin ou Bruxelles, avec seulement quarante-quatre installations agricoles (1,6 hectare sur les toits et 1,3 hectare au sol). La Ville se donne un objectif de 33 hectares en 2020 en mobilisant de l'espace sur les toits de Paris.
En 2023, la capitale comptait désormais deux cent vingt sites d'agriculture pour une surface de 30 hectares.
Le 15 septembre 2021, la Mairie de Paris ouvre les portes de l'Académie du Climat dans la Mairie du 4e. Elle a pour but de réfléchir et d'agir contre le réchauffement climatique à Paris. Elle est seulement ouverte pour les jeunes entre neuf et vingt-cinq ans.

#### Qualité de l'air

##### 2019
Le Commissariat général au développement durable rattaché au ministère de la Transition écologique a publié un bilan montrant une amélioration de la qualité de l’air extérieur en France. Les émissions liées à l’activité humaine ont baissé entre 2000 et 2018 pour la majorité des polluants étudiés : les émissions de dioxyde de soufre, provenant de l'industrie, ont été divisées par cinq en raison du développement des énergies renouvelables et de réglementations plus contraignantes tandis que les émissions d’oxydes d’azote ont baissé de 54 %, principalement du fait du renouvellement du parc de véhicules.
Néanmoins, l'ozone et cinq autres polluants présentent des dépassements des normes réglementaires de la qualité de l’air, et les grandes villes comme la capitale sont fréquemment touchées par ces pics de pollution. Les niveaux moyens annuels d’ozone dans l’agglomération parisienne ont grimpé de 90 % entre 1995 et 2017.
La pollution atmosphérique provoque chaque année la mort de 6 600 parisiens selon l'Observatoire régional de santé.
Selon une enquête du journal Le Parisien, les niveaux de pollution sont nettement plus élevés que les données officielles communiquées par les autorités sur la qualité de l'air en région Île-de-France. Pour le journaliste Jean-Christophe Brisard interrogé par le quotidien, les données seraient délibérément faussées « parce qu'au lieu d’avoir des pics de pollution quelques jours par an, on serait presque toujours en pic ».

##### 2020
Le confinement pour limiter l'impact de la pandémie de Covid-19 permet d'atteindre à Paris le plus faible niveau de pollution enregistré par Airparif depuis quarante ans. Cette baisse du niveau de pollution limite les risques d'asphyxie des personnes touchées par le syndrome de détresse respiratoire aiguë. Cet épisode permet également de démontrer que les crises d'asthme et allergies printanières de saison ont pour cause la pollution atmosphérique et routière.

### Transports

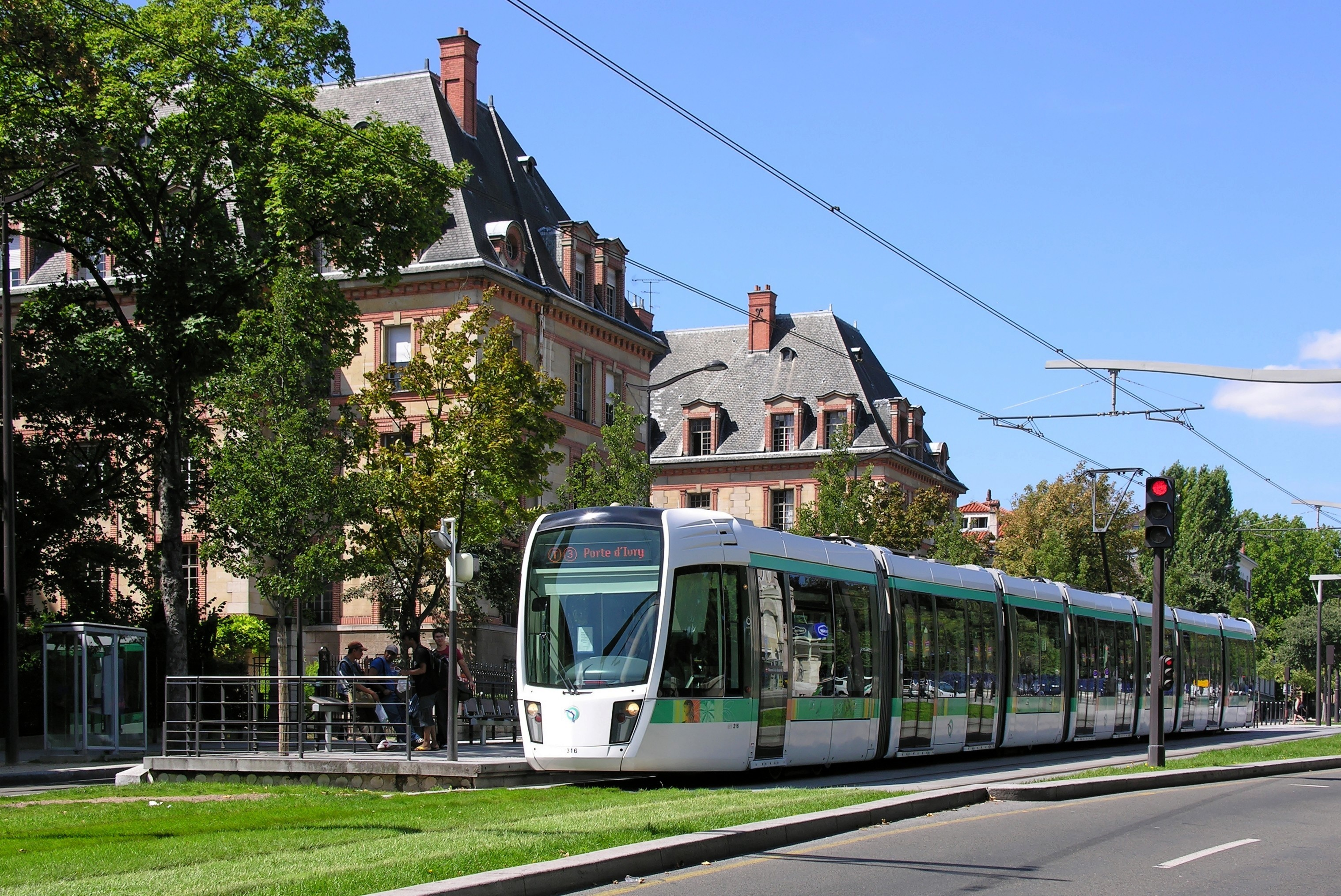
La ligne 3a du tramway.

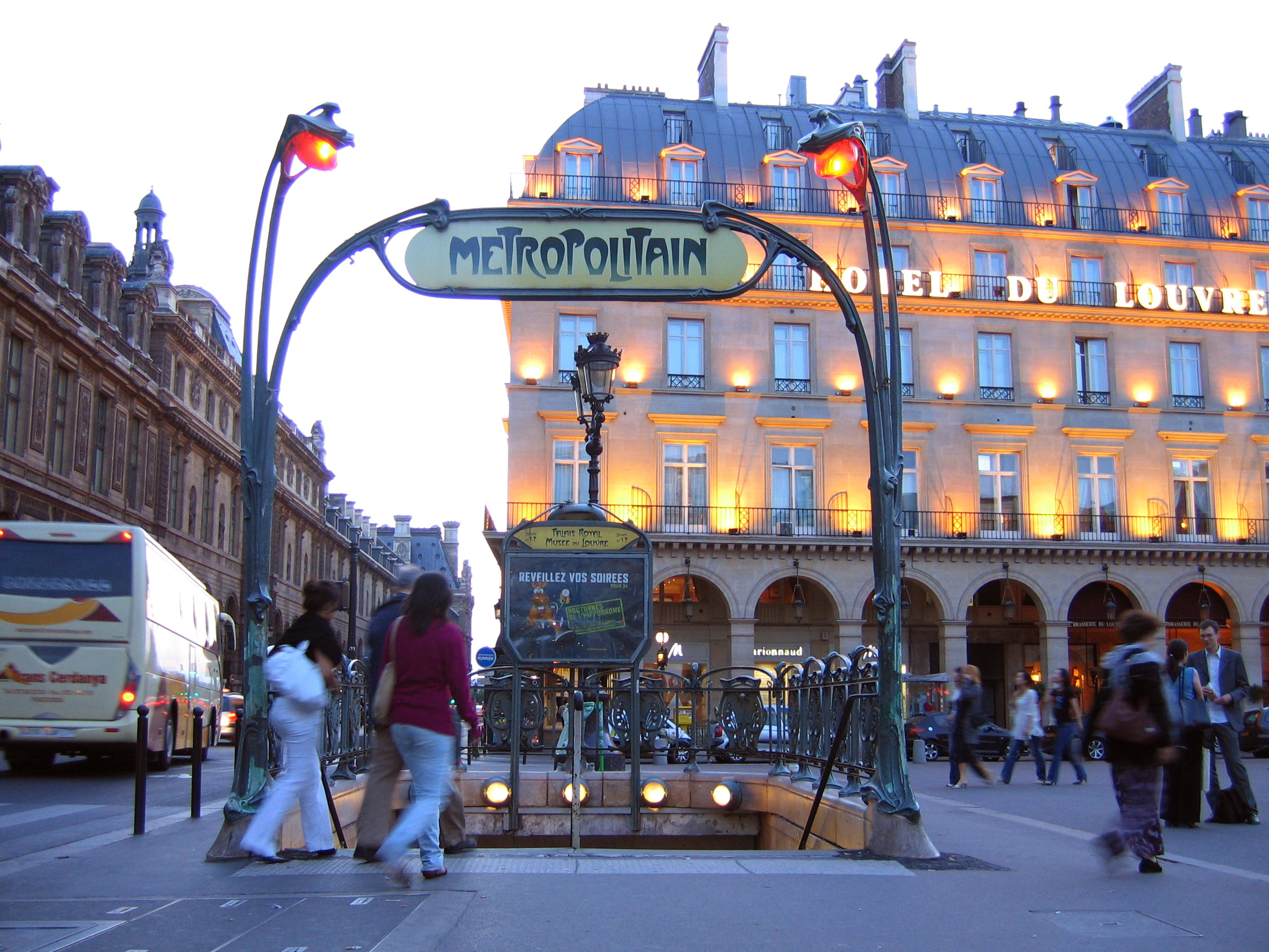
Édicule Guimard à la station de métro Palais-Royal - Musée du Louvre.

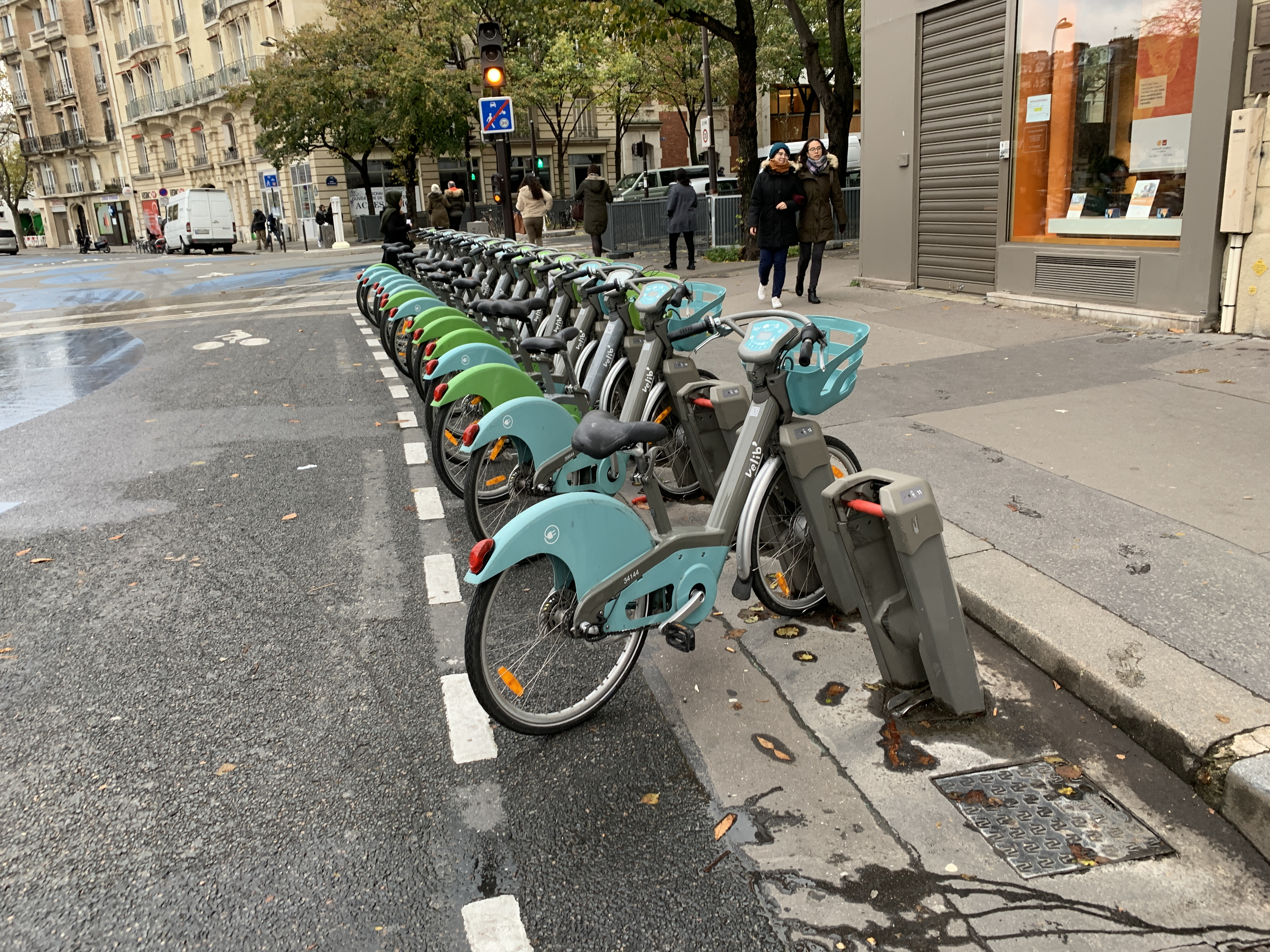
Station Vélib' Métropole place de la Nation.

Le premier mode de déplacement est la marche, qui assure 40 % des trajets quotidiens, qu'ils soient internes à Paris ou entre Paris et sa banlieue. En surface, elle représente 75 % des déplacements.
Viennent ensuite les transports en commun, au premier rang desquels figure le métro, qui assure 20 % des déplacements parisiens. Présent depuis 1900 (date d'ouverture du premier tronçon de la ligne 1), il compte en 2017 seize lignes, et est considéré comme l'un des symboles de la ville, notamment grâce à son style architectural Art nouveau. Les transports en commun ferrés sont complétés par les cinq lignes du RER, réseau ferroviaire suburbain qui facilite les relations à l'échelle de l'agglomération parisienne ; par les six grandes gares ferroviaires (Paris-Austerlitz, Paris-Est, Paris-Gare-de-Lyon, Paris-Montparnasse, Paris-Nord, Paris-Saint-Lazare) qui relient Paris à sa périphérie grâce à une quinzaine de lignes de chemin de fer de banlieue (Transilien), ainsi qu'à toutes les villes de France et aux pays proches par le biais du TGV ou de trains classiques ; et enfin, plus récemment, par un tramway quasi circulaire (lignes T3a et T3b). Enfin, à côté des transports en commun ferroviaires existe un réseau dense d'une centaine de lignes de bus sur un plan initialement tracé pour l'essentiel en 1947 et restructuré depuis avril 2019.
Pour ce qui est des déplacements quotidiens, aussi bien dans Paris qu'entre Paris et sa banlieue, la voiture, dont l'usage est en baisse continue depuis les années 1990, ne joue plus qu'un rôle secondaire - elle ne représente plus aujourd'hui que 13 % des déplacements. Le taux d'équipement automobile des ménages à Paris est inférieur à un tiers en 2023. La circulation routière n'en reste pas moins dense et souvent difficile, et génère une pollution très élevée (90 % des Parisiens sont exposés à des taux de pollution supérieurs aux normes sanitaires, et la qualité de l'air est mauvaise ou très mauvaise 40 % de l'année). La circulation automobile bénéficie pourtant, pour s'effectuer, d'un important ensemble d'infrastructures successivement créées. Ce sont tout d'abord les larges avenues tracées par Haussmann au XIXe siècle, qui facilitèrent alors grandement un trafic déjà important à cette époque. La ville a ensuite été entourée par le boulevard périphérique, terminé en 1973, qui est l'autoroute urbaine la plus empruntée d'Europe avec 270 000 véhicules par jour. Au même moment était mis en place un réseau d'autoroutes urbaines en toile d'araignée reliant Paris aux banlieues périphériques et au reste du pays. En 2010, une étude place néanmoins l'agglomération parisienne championne d'Europe des embouteillages routiers sur 109 agglomérations étudiées. Les automobilistes passent en moyenne 78 heures par an dans le trafic routier, soit 11 minutes par jour. Le stationnement à Paris est payant dans la quasi-totalité des rues, mais il s'effectue essentiellement (à 80 %) en parkings souterrains. En 2014, 17 636 taxis circulent à Paris; ils assurent 0,5 % des déplacements. La mairie a lancé le 2 octobre 2011 le système de location de voitures en libre-service de courte durée « Autolib' ». Confié par délégation de service public au groupe Bolloré, ce service permettait de louer un véhicule conçu spécifiquement pour cet usage : la Bluecar, voiture totalement électrique à quatre places de 3,65 m de longueur, dotée d'un coffre de 350 dm3 et d'une autonomie variant de 150 à 250 km,. Le service a été définitivement fermé le 31 juillet 2018.
Après avoir quasiment disparu dans les années 1980 (la circulation automobile était alors 85 fois supérieure à la circulation cycliste à Paris), le vélo n'a cessé d'augmenter très rapidement depuis les années 1990 - le nombre de déplacements effectués à vélo a été multiplié par 10 entre 1991 et 2010. Pour les Parisiens, la circulation cycliste représente désormais un tiers de la circulation automobile, et est supérieure de 45 % à la circulation en deux-roues motorisés. La prolongation de ces tendances laisse penser qu'au cours des années 2020 la circulation cycliste deviendra supérieure à la circulation automobile. Néanmoins, la part des vélos dans les déplacements n'était encore estimée qu'à 3 % en 2008, positionnant Paris dans le bas du classement des capitales européennes les plus cyclistes. La ville développe depuis 1996 un réseau de pistes cyclables en augmentation constante qui atteint en 2011 700 km incluant les bandes et pistes cyclables ainsi que les couloirs de bus élargis,. À la suite de Rennes et Lyon, la mairie de Paris lance le 15 juillet 2007 un système de location de vélos en libre-service, baptisé Vélib', avec le réseau le plus dense d'Europe, 20 000 vélos fin 2007, 1 400 stations dans Paris, une tous les 300 mètres en moyenne, et géré par JCDecaux puis par Smovengo depuis le 1er janvier 2018.
Paris est la deuxième ville d'Europe en trafic aérien de passagers en 2015 derrière Londres, et la cinquième au monde en 2015. Les deux aéroports qui accueillent l'essentiel du trafic — Orly et surtout Roissy-Charles-de-Gaulle — ont transporté 108 millions de passagers et 2,2 millions de tonnes de fret en 2019.
Les aéroports franciliens sont gérés par le Groupe ADP. Afin de les relier à Paris, plusieurs moyens de transport routiers sont disponibles comme l'OrlyBus et le RoissyBus, ainsi que des navettes ferroviaires comme l'Orlyval, le tramway T7 (en correspondance à la gare de Rungis - La Fraternelle avec les trains de la ligne C du RER) et la Ligne B du RER.

## Urbanisme

### Morphologie urbaine
La plupart des souverains français depuis le Moyen Âge ont tenu à laisser leur marque sur une ville qui n'a jamais été détruite, contrairement à Londres (grand incendie de 1666), Lisbonne (tremblement de terre de 1755) ou Berlin (combats de la Seconde Guerre mondiale). Tout en conservant l'empreinte du passé le plus ancien dans le tracé de certaines rues, Paris a élaboré au cours des siècles un style homogène et a su moderniser ses infrastructures.

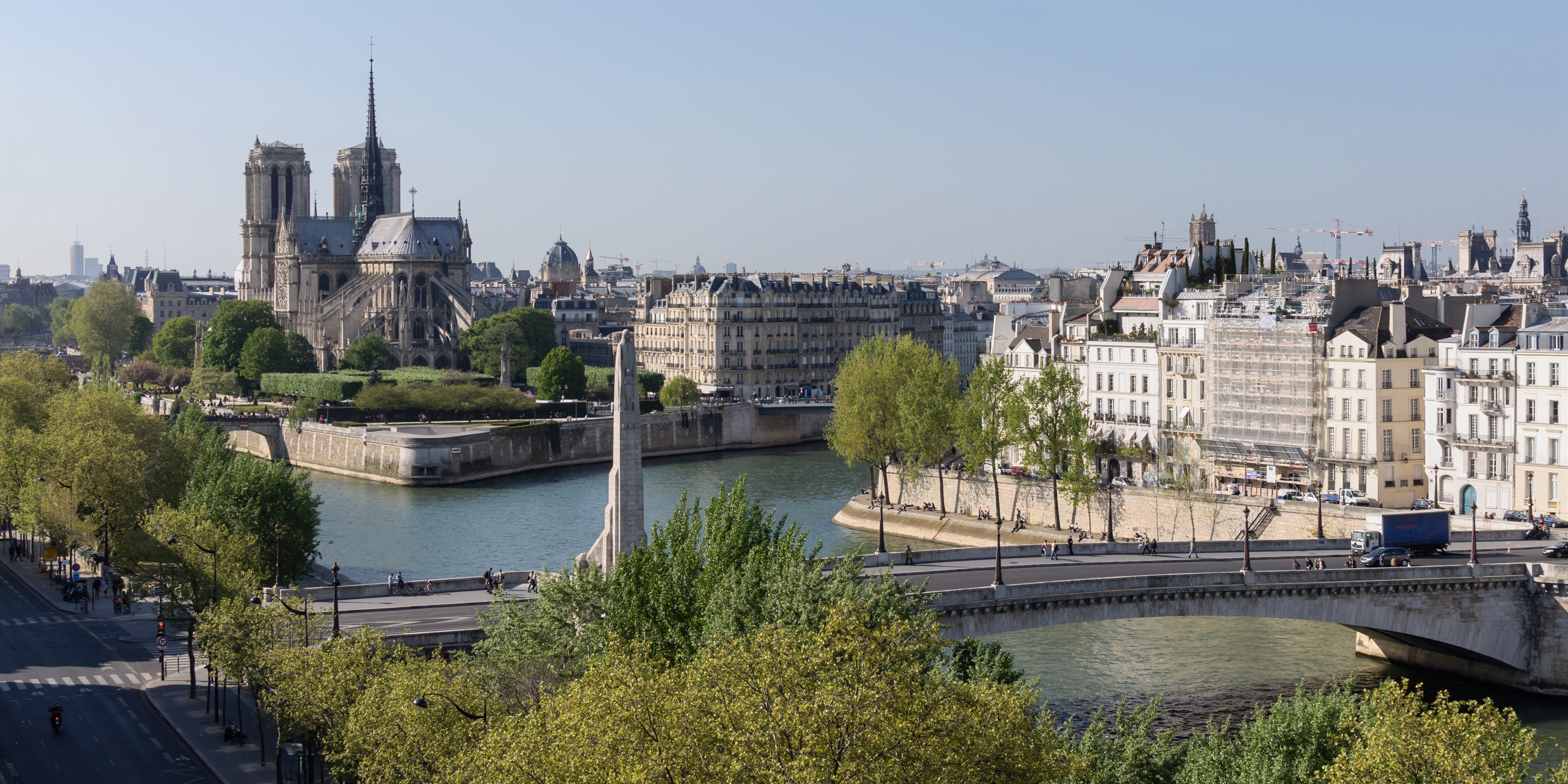
L’île de la Cité et l'île Saint-Louis.

Jusqu'au Moyen Âge, la ville était composée d'une dizaine d'îles ou bancs de sable dans la Seine ; il en subsiste trois : l'île Saint-Louis, l'île de la Cité et l'île aux Cygnes.
L'organisation actuelle de la ville doit beaucoup aux travaux d'Haussmann, sous le Second Empire. Il a fait percer la plupart des voies les plus fréquentées aujourd'hui (Boulevard Saint-Germain, Boulevard de Sébastopol, etc.). On associe souvent Paris à l'alignement d'immeubles de hauteur égale le long d'avenues bordées d'arbres, aux façades rythmées par les ornements du deuxième étage et le balcon filant du cinquième étage. Le centre de Paris se distingue de celui de beaucoup d'autres grandes villes occidentales par la densité de sa population.
Depuis l'édit du grand voyer de France de 1607 réglementant les saillies sur voie, il existe des règles strictes d'urbanisme à Paris, en particulier des limites de hauteur et de densité des immeubles. Aujourd'hui, les nouveaux bâtiments de plus de trente-sept mètres, hauteur maximale admise entre 1974 et 2010, sont autorisés jusqu'à 50 m voire 180 m seulement dans quelques quartiers périphériques ; la limite de hauteur est encore moins élevée dans de nombreux quartiers centraux. La tour Montparnasse (210 m) était depuis 1973 le plus haut immeuble de Paris et de France, jusqu'à l'exhaussement à 231 m de la tour First en 2011, dans le quartier de la Défense, à Courbevoie. Les gratte-ciels se multiplient en proche banlieue, en particulier dans le quartier de La Défense, où plusieurs bâtiments sont en cours de construction, dont certains frôlant les 250 m de hauteur.

La Seine, le pont Royal et le musée du Louvre.

Panorama à 360° de Paris, photographié depuis la Tour Eiffel.

### Voirie parisienne

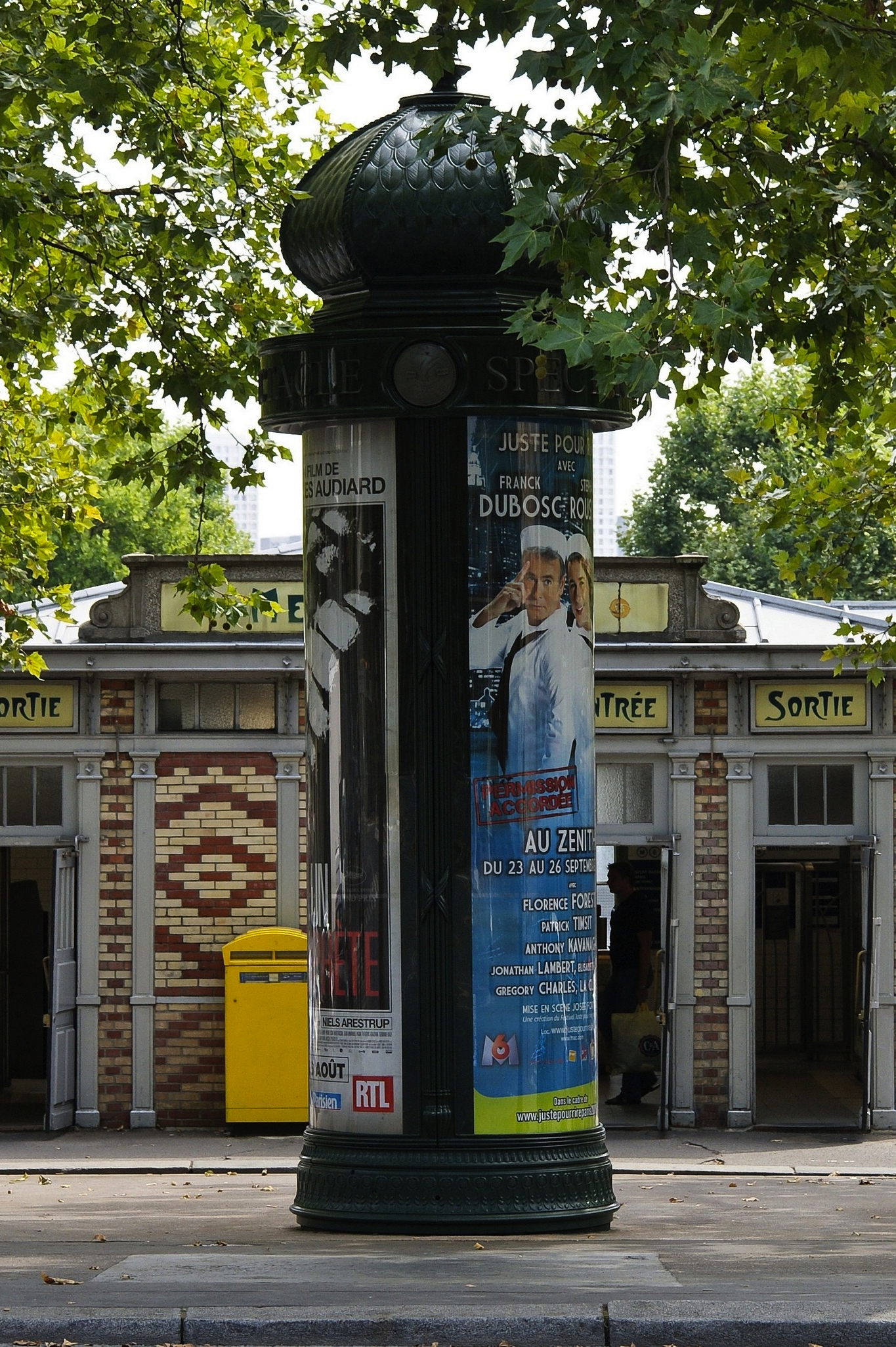
Colonne Morris devant l'entrée de la station de métro Saint-Jacques.

La voirie parisienne consacre 60 % de son espace aux chaussées et 40 % aux trottoirs.
Paris comptait 6 088 voies publiques ou privées en 1997. La plus large (120 mètres) est l'avenue Foch (16e), la plus étroite (largeur minimale 1,80 m) la rue du Chat-qui-Pêche (5e). La plus longue (4 360 m) de Paris intra-muros est la rue de Vaugirard (6e et 15e), la plus courte (5,75 m) la rue des Degrés (2e). L'avenue la plus courte (14 m) est l'avenue Georges-Risler (16e). La voie la plus pentue (17 %) est la rue Gasnier-Guy (20e).

### Mobilier urbain
Il existe un mobilier urbain typiquement parisien, hérité de la période Art nouveau, immédiatement associé à la ville, généralement de couleur vert bouteille, et qui participe à l'image et à l'âme de Paris :
- les fontaines Wallace (1872)[80];
- les entrées de certaines stations de métro dotées d'édicules Guimard (1900-1913)[81];
- les colonnes Morris (1868-1870)[82];
- les kiosques à journaux Davioud (1857, voir Gabriel Davioud), avec leur petit dôme et leur frise caractéristique ;
- les échoppes des bouquinistes (XVIe siècle);
- mais aussi certains modèles de kiosques à musique, réverbères, lampadaires, bancs publics, la chaise Sénat, etc.

Exemples de divers types du mobilier urbain
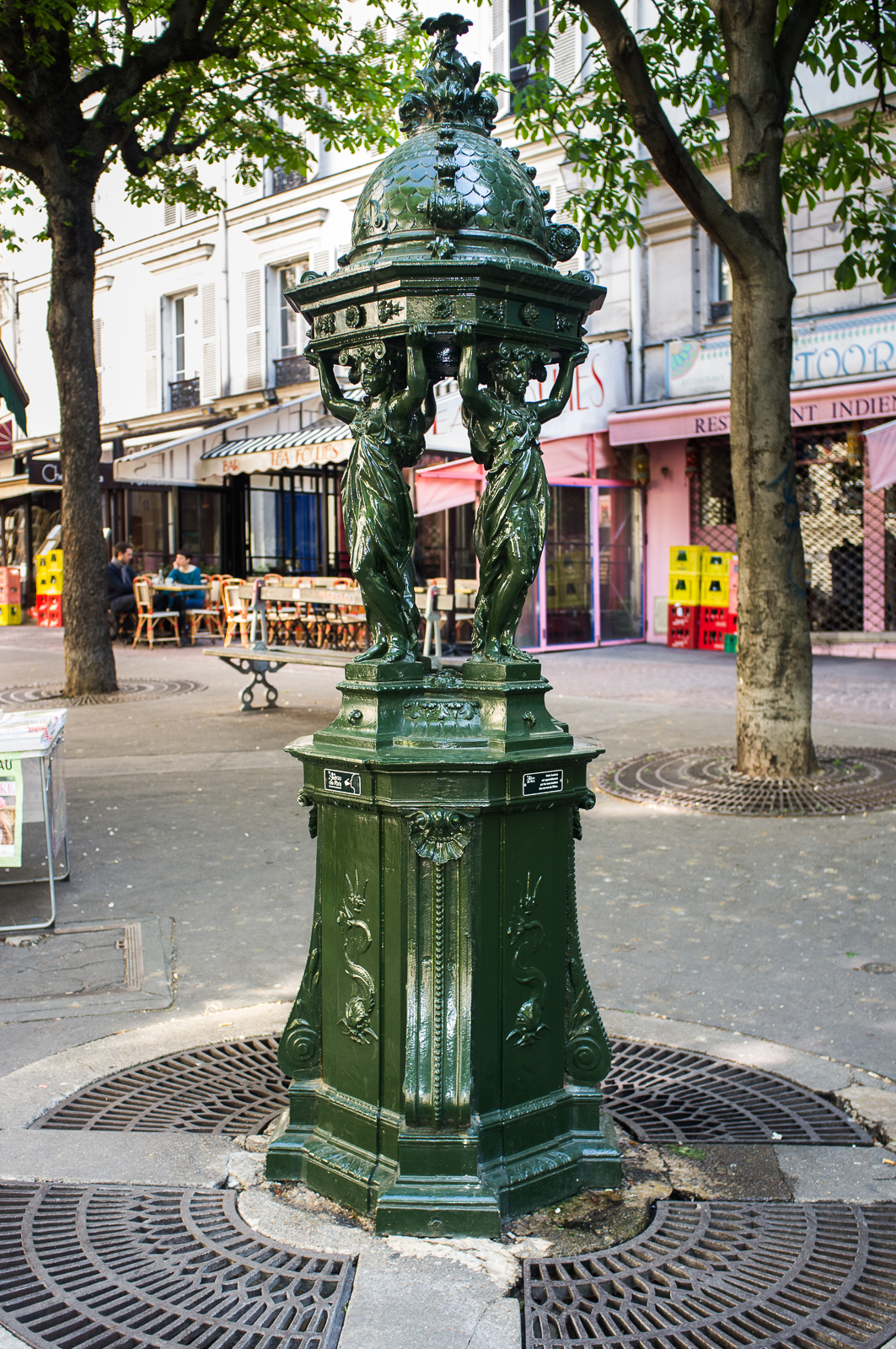
Une fontaine Wallace.
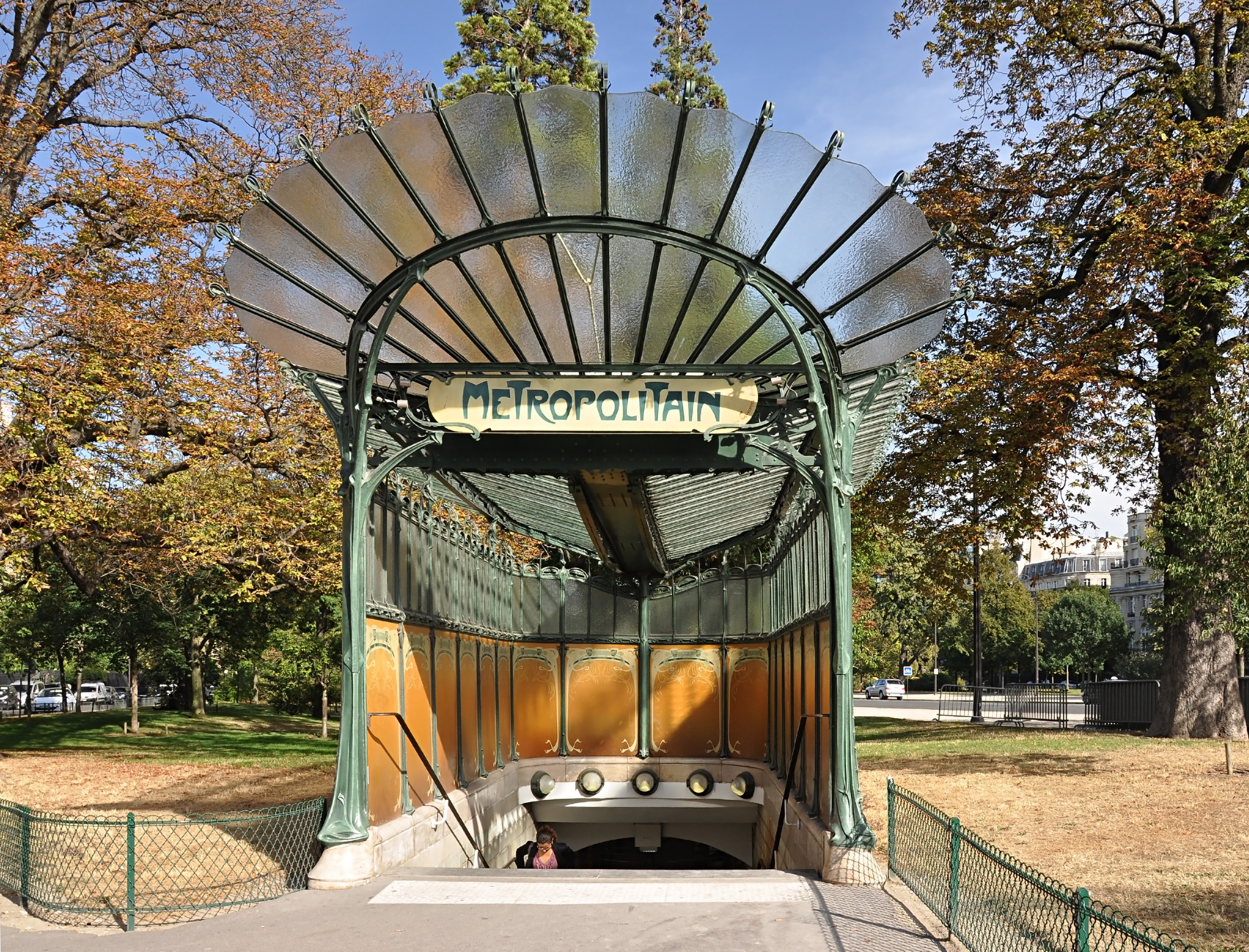
Entrée Guimard de la station de métro Porte Dauphine.
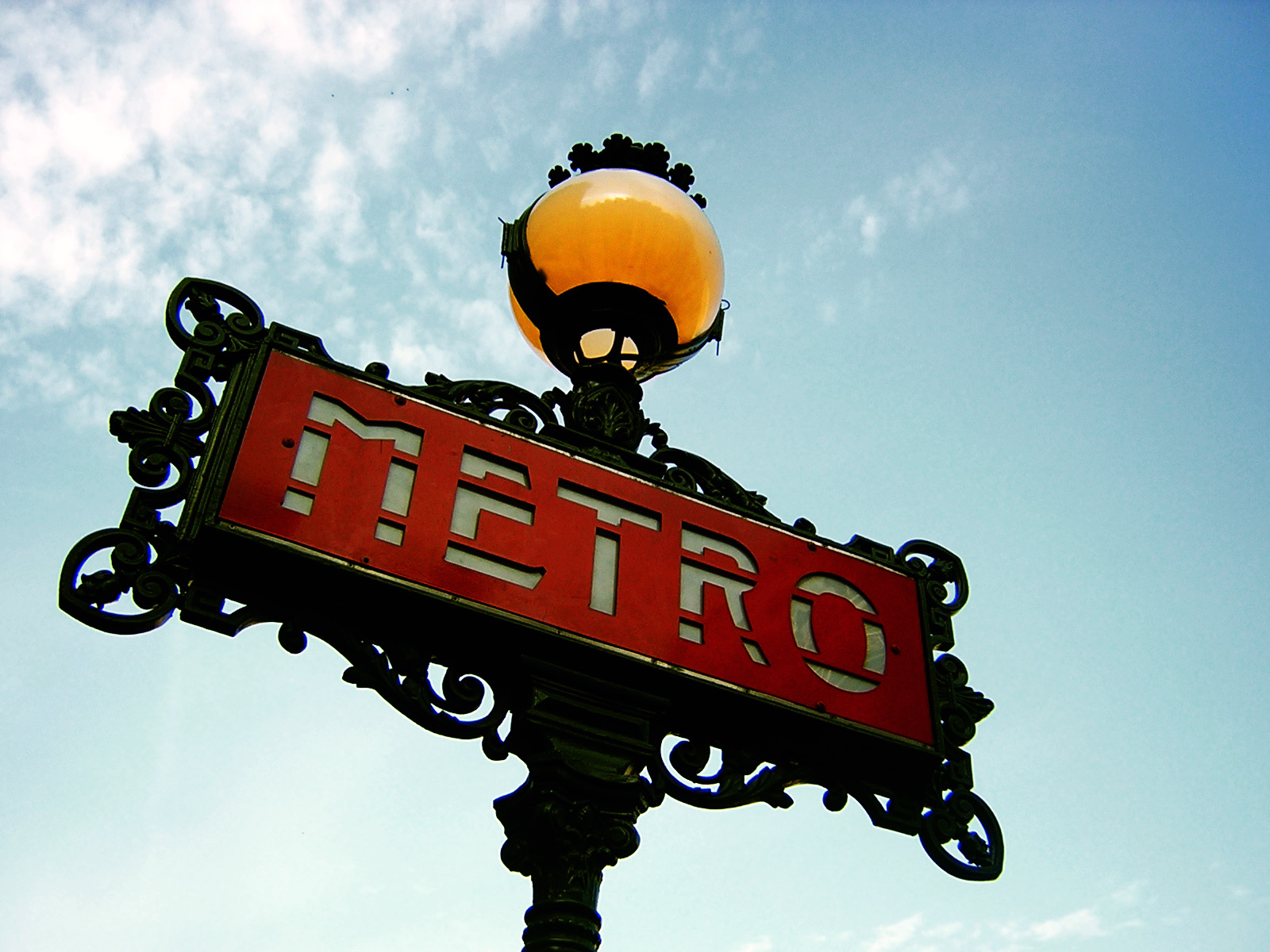
Mât Val d'Osne de métro (1920)
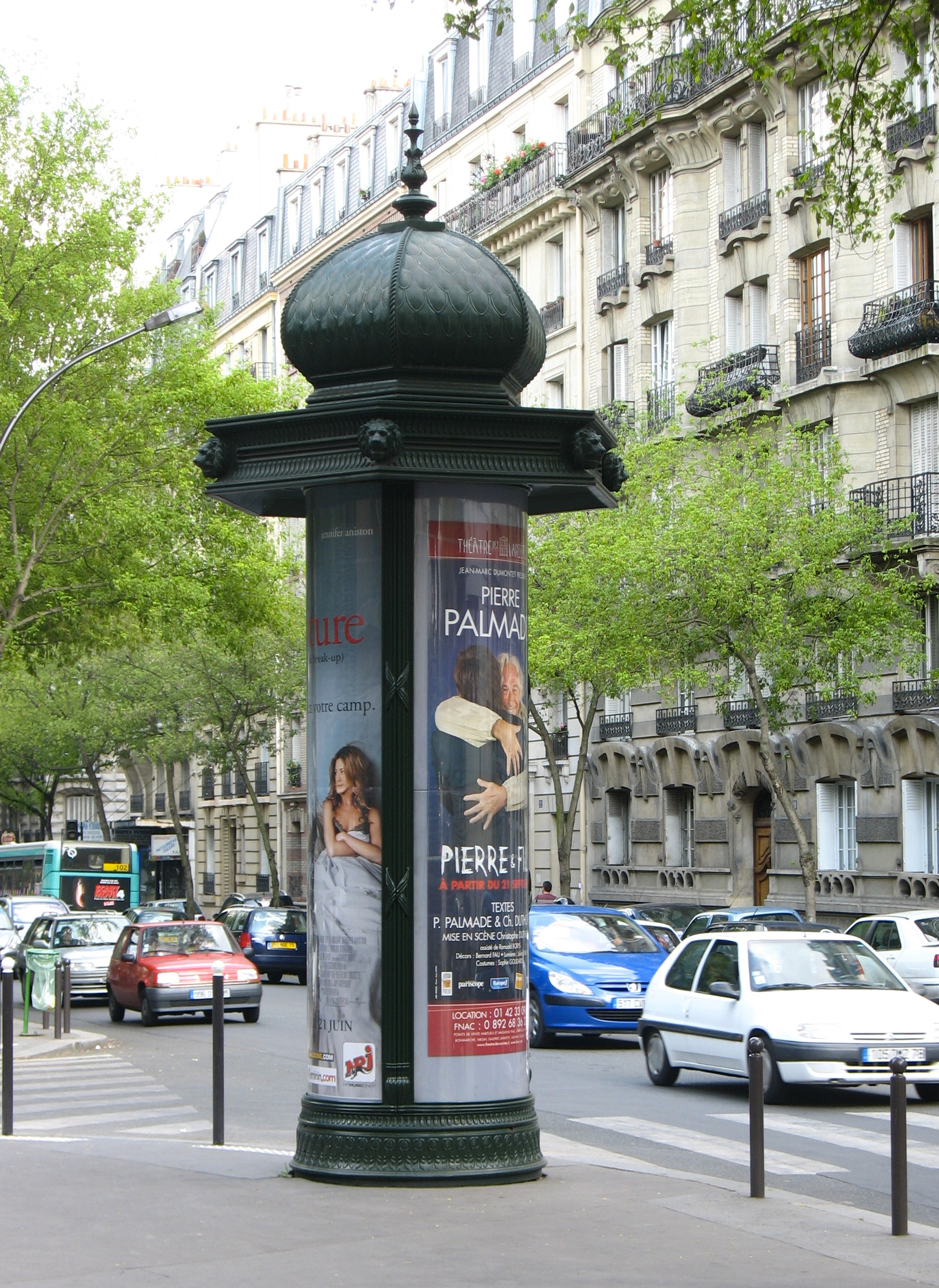
Colonne Morris
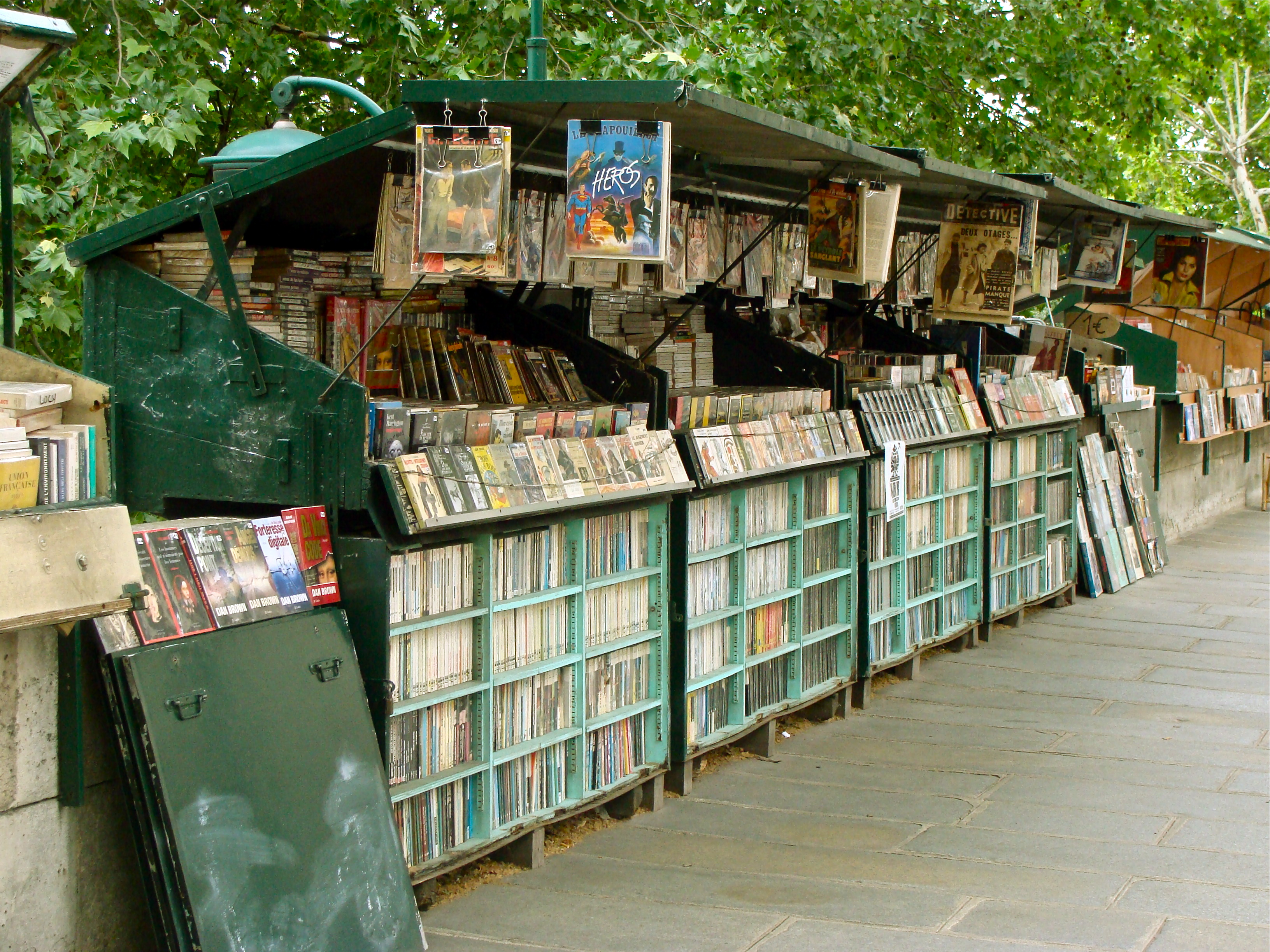
Échoppes de bouquinistes, Quai de la Tournelle
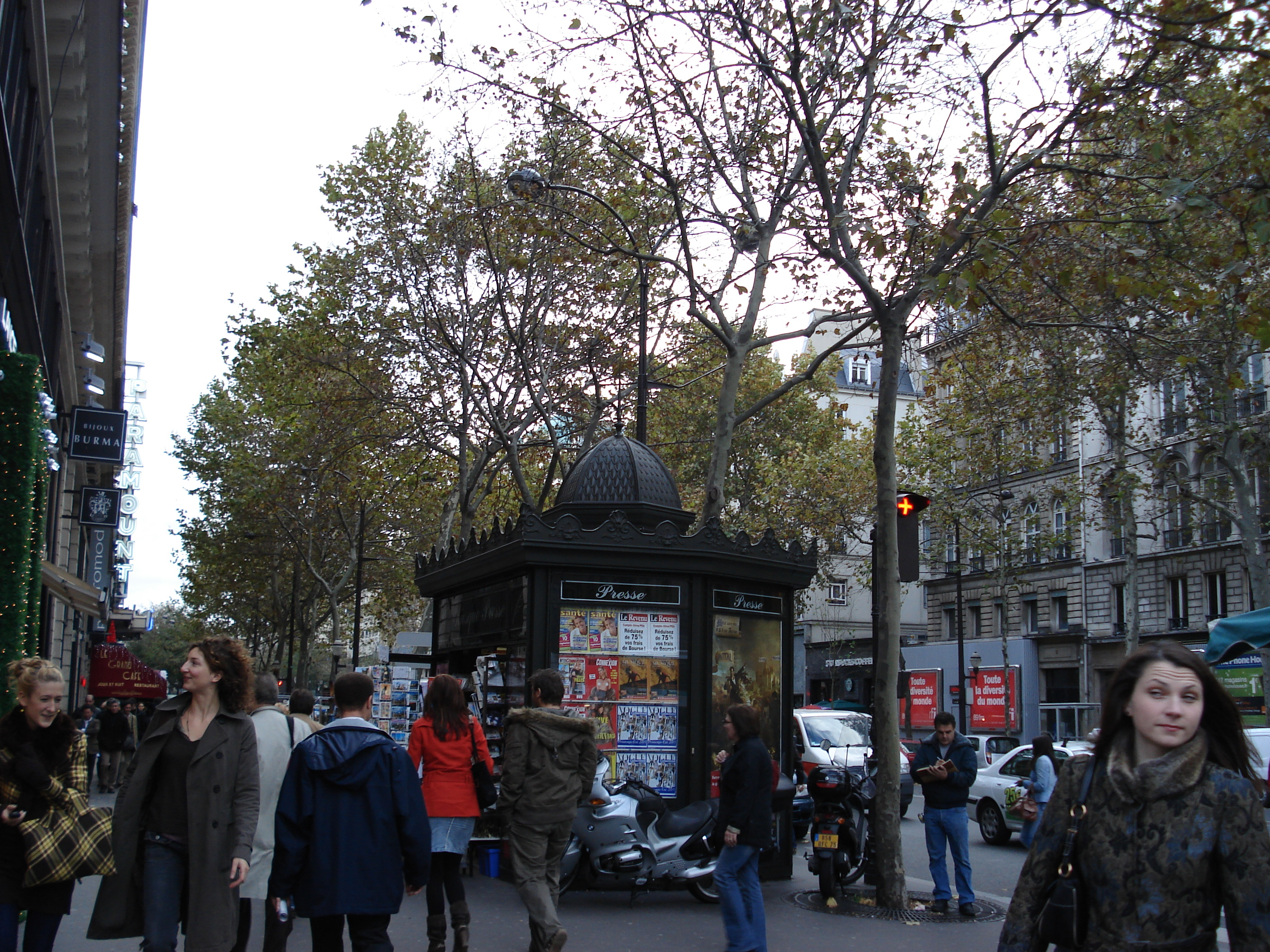
Kiosque à journaux modèle Davioud.
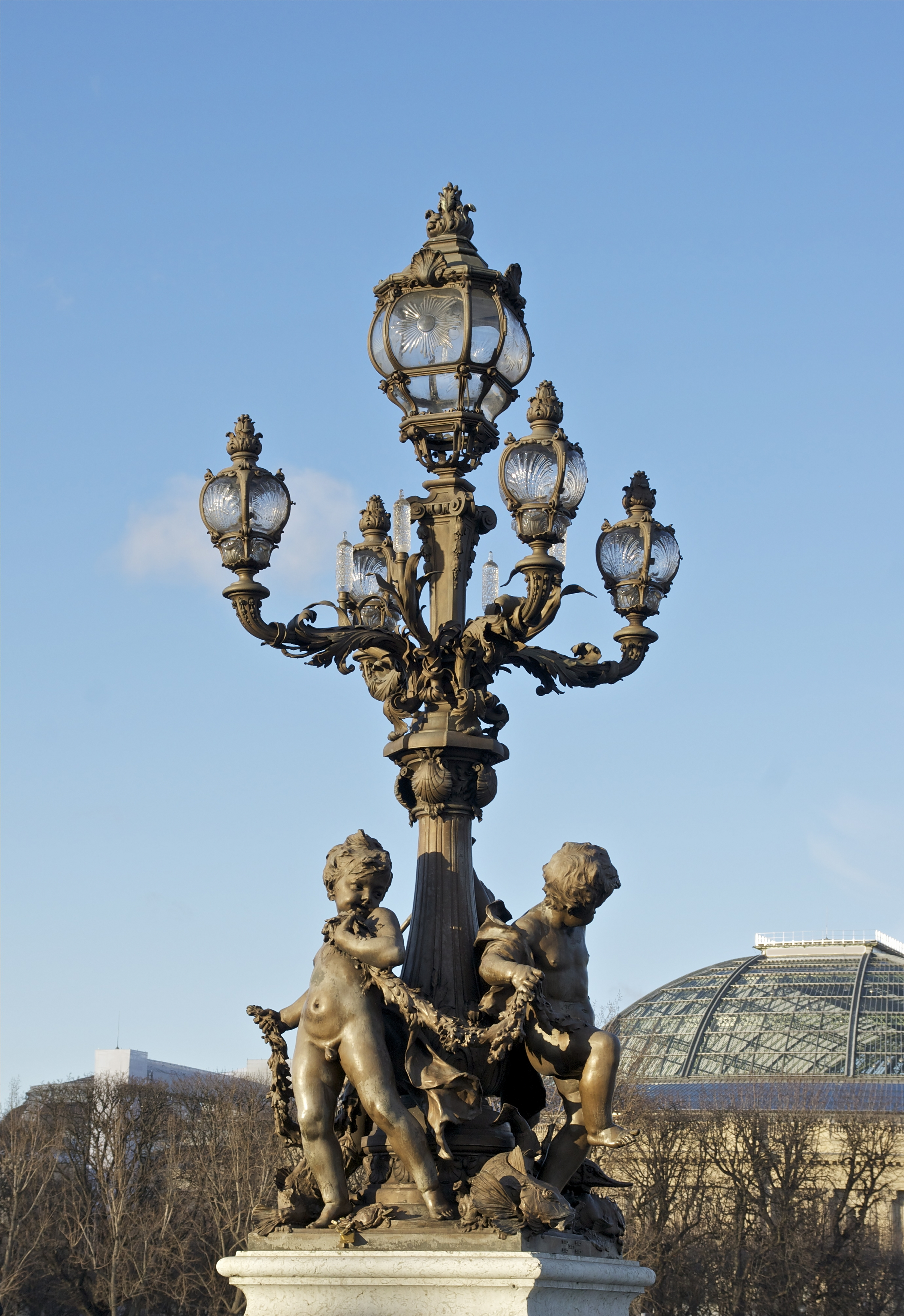
Lampadaire "Ronde des Amours" de Henri Désiré Gauquié, Pont Alexandre III
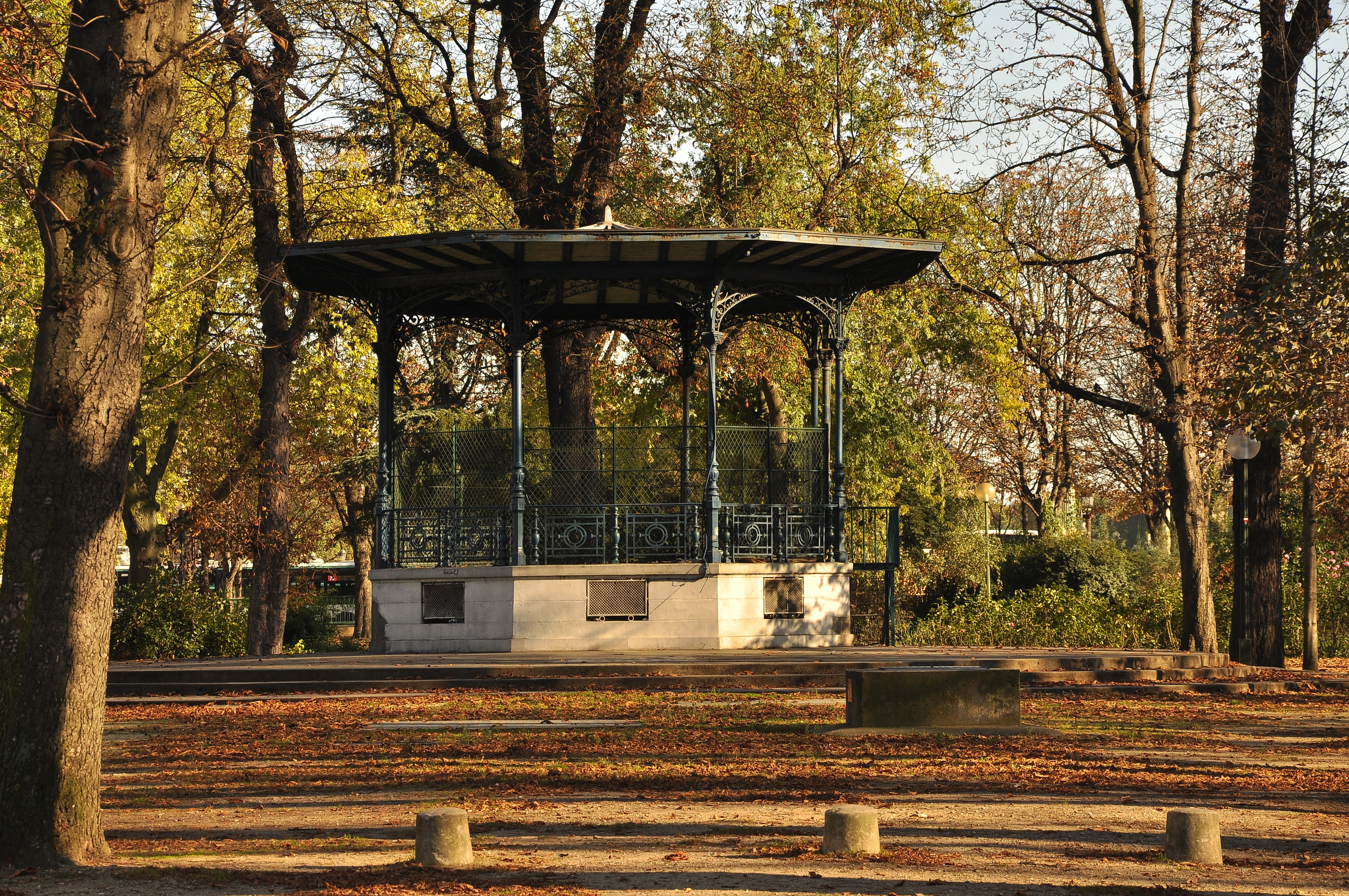
Kiosque à musique près de la place de la Concorde.
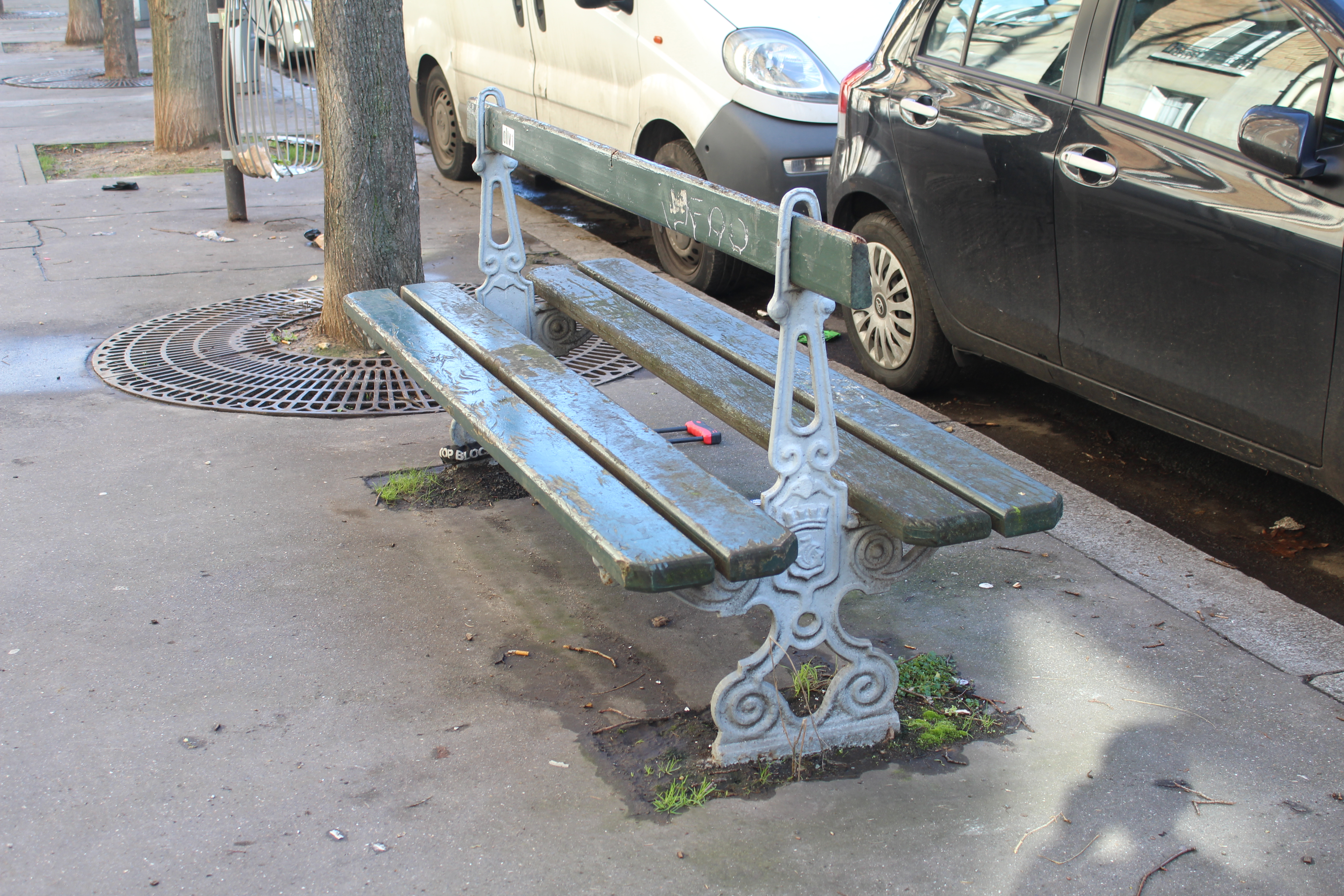
Banc public "Davioud" Avenue de Versailles à Paris
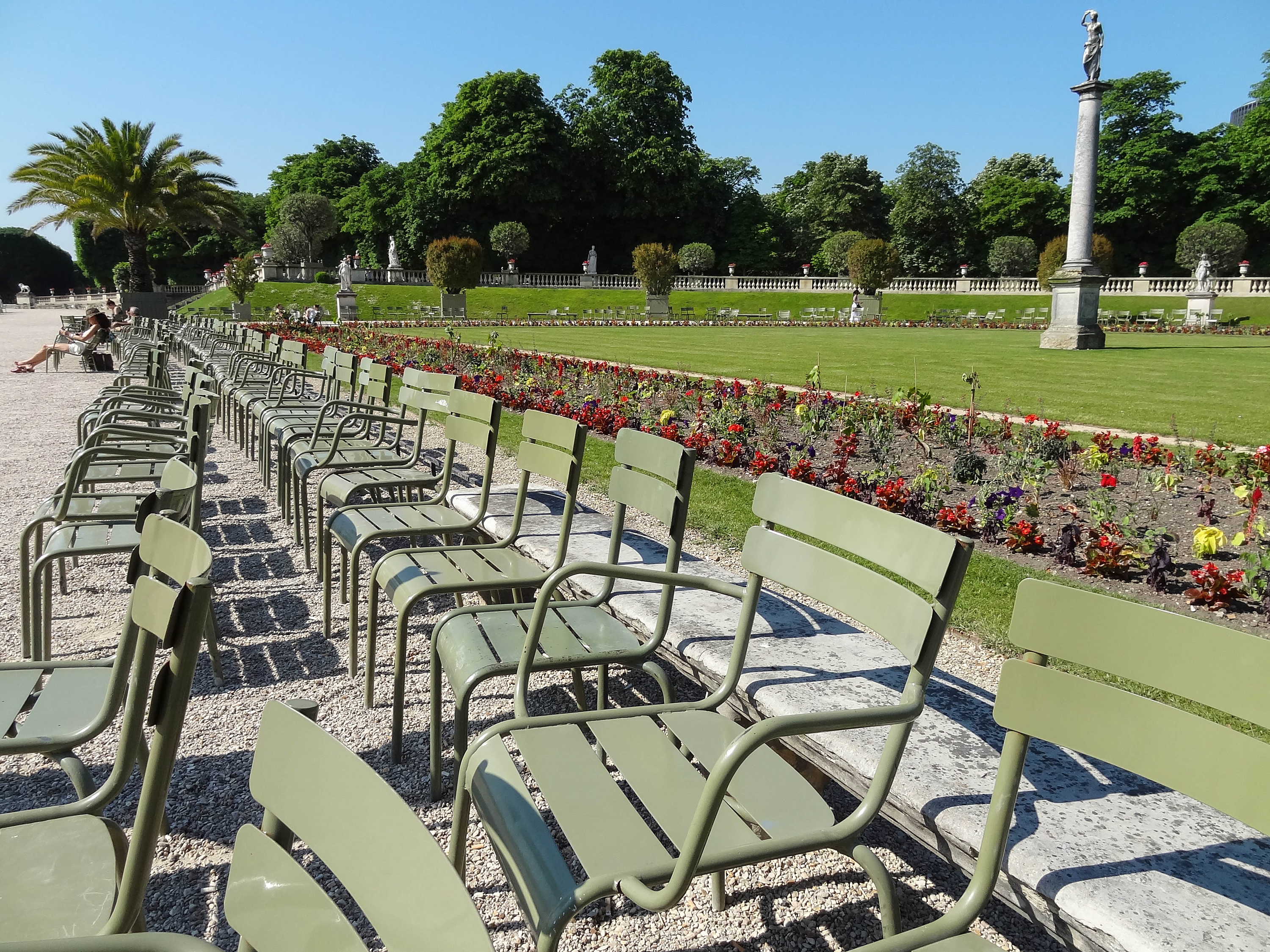
Chaises "Sénat" du Jardin du Luxembourg
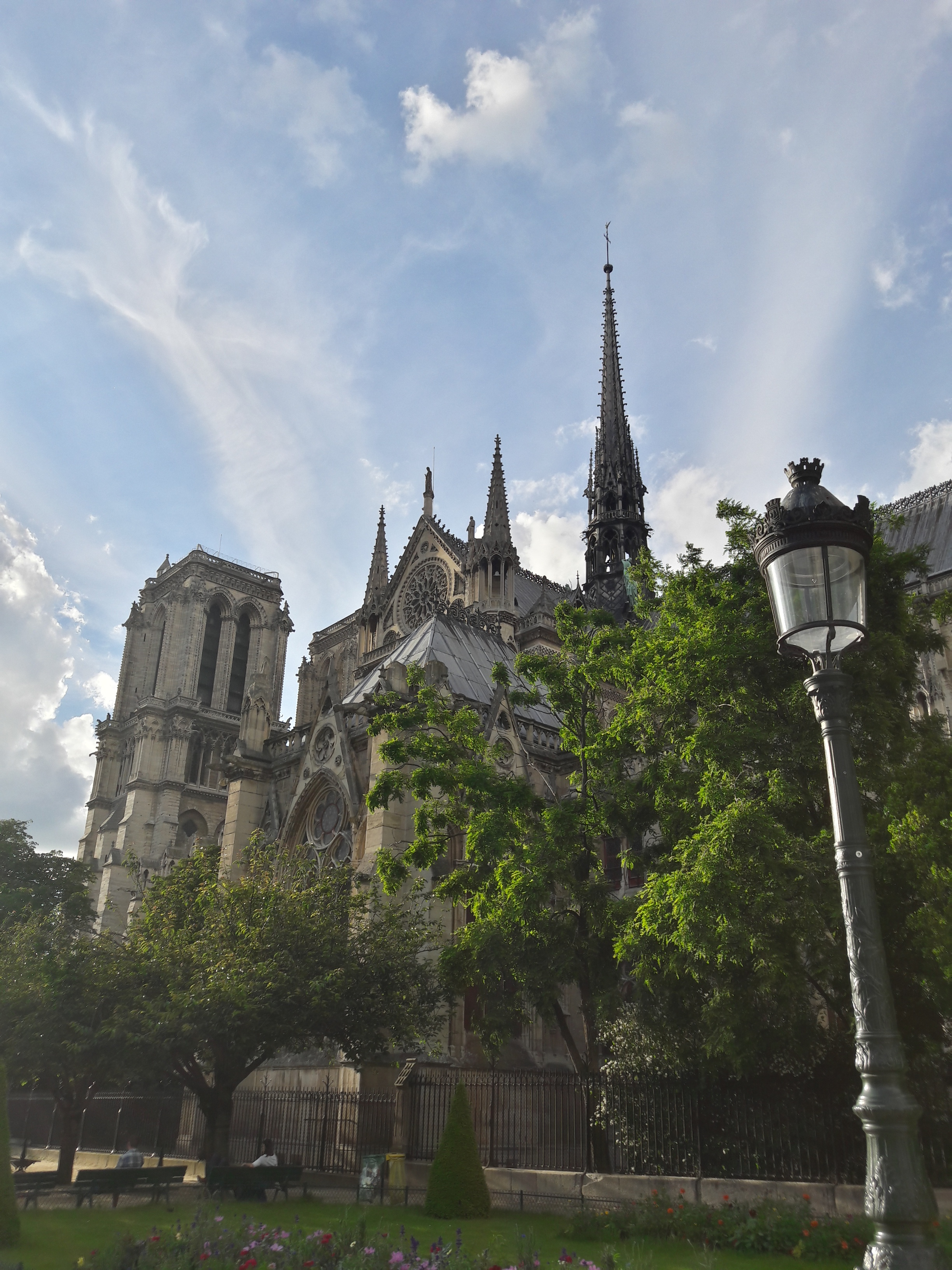
Réverbère devant la Cathédrale Notre-Dame de Paris

### Paris et ses alentours

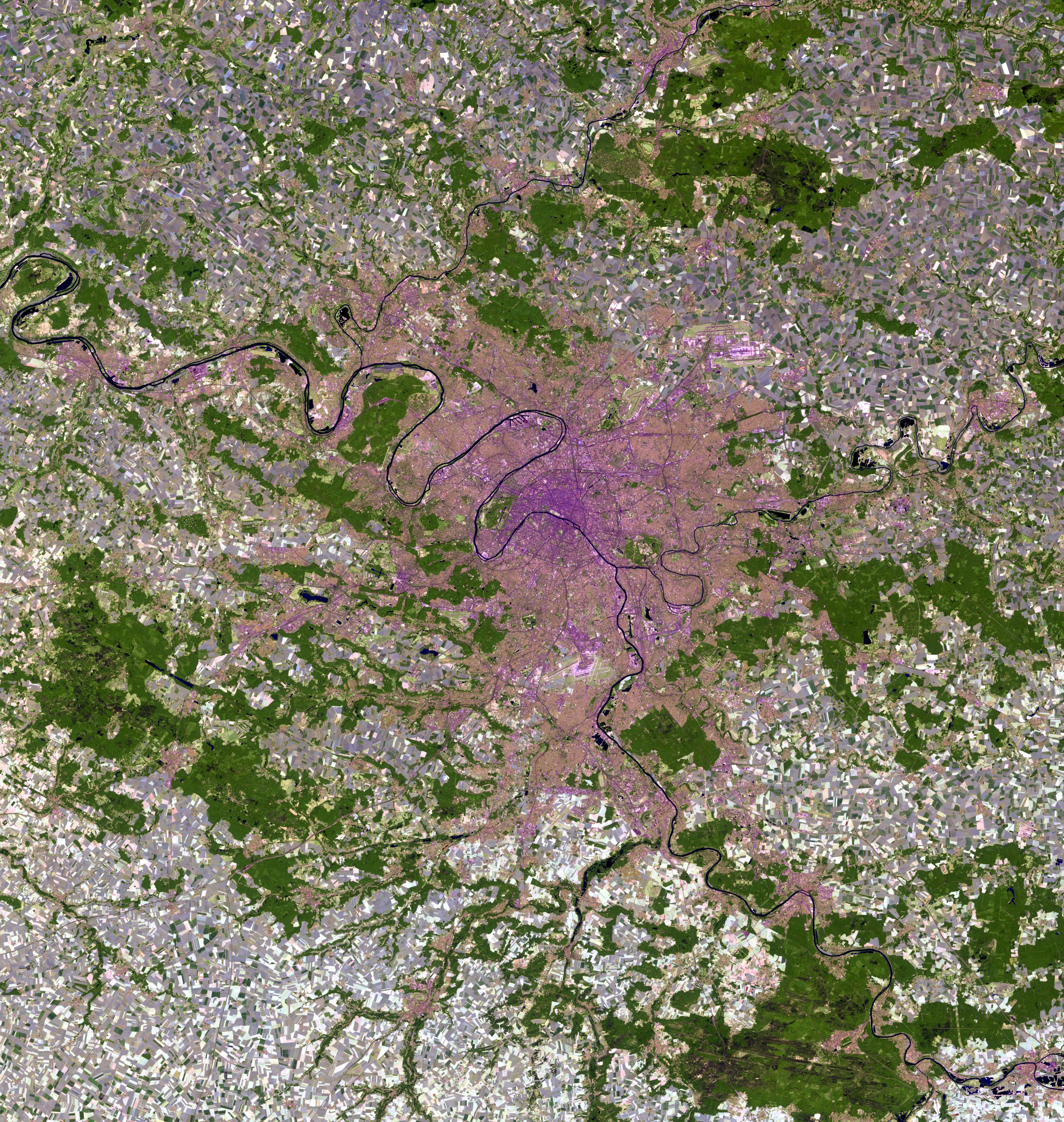
L'unité urbaine de Paris vue par satellite, en fausses couleurs (bleu en rouge, marron en vert). On distingue nettement l'expansion de l'urbanisation le long des vallées et grandes voies de communication.

Entre 1870 et 1940, la capitale de la France prend peu à peu un nouveau visage : Paris laisse place au « Grand Paris ». L'organisation administrative de Paris avait connu sous Napoléon III une adaptation à l'évolution démographique. Mais la ville est restée ensuite enfermée dans l’enceinte de Thiers (sa limite en 1860), sans connaître de nouvelle évolution administrative. Paris, surpeuplée, ne pouvant loger l'importante immigration provinciale, les communes périphériques absorbent le trop-plein de l'expansion démographique liée à l'exode rural et à la croissance économique de la ville : la notion contemporaine de « banlieue » fait son apparition,. Désormais, on parle moins de Paris que de la région parisienne. Jusqu’alors largement négligés, de nouveaux problèmes, comme celui des transports, apparaissent. En 1961, à la demande du général de Gaulle, Paul Delouvrier planifie enfin l'évolution urbaine et élabore la construction de cinq villes nouvelles et du réseau de RER. Mais cette mutation majeure ne s'accompagne pas de la création d'une autorité unique, voyant au contraire deux des trois départements de la région parisienne (la Seine et la Seine-et-Oise) en constituer sept qui, s'ils sont plus proches des habitants, dispersent également les ressources fiscales et les compétences politiques. Tandis que la population de la ville de Paris diminue sensiblement de 1954 à 1982 (- 23,6 %), puis plus lentement à la fin du XXe siècle avant d'augmenter légèrement ces dernières années, celle de la banlieue s'accroît sans discontinuer depuis la fin du XIXe siècle, jusqu'à totaliser au XXIe siècle près de 80 % de la population du grand Paris.
La géographie sociale de l’agglomération s'est calquée sur les grandes tendances de la ville durant le XIXe siècle : les classes aisées se retrouvent dans l'Ouest et dans le Sud-Ouest et les plus populaires dans le Nord et dans l'Est. Les autres secteurs sont peuplés de classes moyennes, avec cependant des exceptions liées au site et à l'histoire des communes, comme Saint-Maur-des-Fossés à l'est et Enghien-les-Bains au nord, qui accueillent une population fortunée.
Les grands ensembles ont été édifiés durant les années 1960 et 1970 afin d'y loger rapidement et à bas coût une population en rapide expansion. Une certaine mixité sociale y existait à l'origine, mais l'accession à la propriété (ouverte aux classes moyennes à partir des années 1970), leur piètre qualité de construction et leur mauvaise insertion dans le tissu urbain ont contribué à les faire déserter par ceux qui le pouvaient et à n'y attirer qu'une population sans grandes possibilités de choisir : la proportion d’immigrés pauvres y est très forte.
On trouve des « quartiers prioritaires » dans les arrondissements du Nord et de l'Est parisien, autour de la Goutte-d'Or et de Belleville notamment. En banlieue nord de Paris, ces quartiers sont essentiellement concentrés dans une grande partie du département de la Seine-Saint-Denis et dans une moindre mesure à l'est du Val-d'Oise. D'autres, plus épars, se trouvent par exemple dans la vallée de la Seine, en amont à Évry et Corbeil-Essonnes (Essonne), en aval aux Mureaux et à Mantes-la-Jolie (Yvelines) ou dans certains ensembles sociaux des villes nouvelles.

### Logement

#### Données générales
En 2015, le nombre total de logements à Paris était de 1 336 438, alors qu'il était de 1 353 036 en 2009,.
Parmi ces logements, toujours en 2015, 83,6 % étaient des résidences principales, 8,2 % des résidences secondaires et 8,1 % des logements vacants (en nette diminution par rapport à 1999 : 10,3 %). Les logements parisiens sont majoritairement collectifs (78,8 % des résidences), le logement individuel ne représentant que 21,2 % des logements en 2016.
La proportion des résidences principales, propriétés de leurs occupants était de 33,1 %, légèrement en hausse par rapport à 1999 (29,6 %).
En 2009, 55 % des appartements de Paris ne possédaient qu'une ou deux pièces.

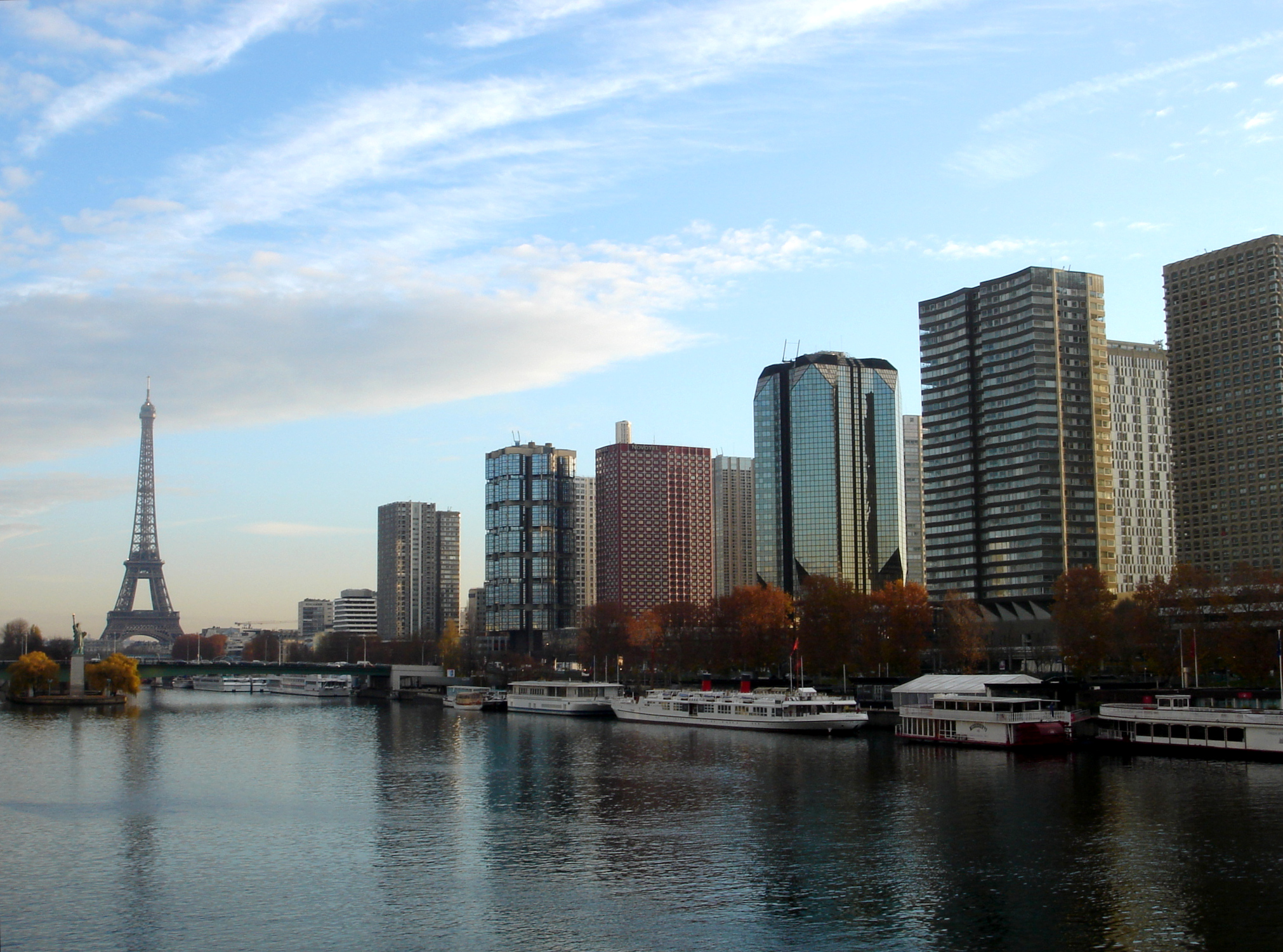
Front-de-Seine vu du pont Mirabeau.

#### Logement social
Le logement social représente un peu plus de 17 % du parc immobilier urbain, mais ce taux moyen cache de fortes disparités dans sa répartition spatiale : les dix premiers arrondissements du centre historique ne totalisent que 6 % des logements sociaux de la ville, pour 23 % du parc total. Les 13e, 19e et 20e en comptaient 96 000 en 1999, soit 47 % du parc social parisien concentré dans seulement trois arrondissements. Si on ajoute les 12e, 14e, 15e et 18e arrondissements, on atteint un taux de 81 % concentrés dans un croissant périphérique du sud au nord-est de la ville. La proportion de logements sociaux comptabilisés selon la loi SRU en 2006 varie de 1,2 % dans le 7e arrondissement (357) à 34,1 % dans le 19e arrondissement (28 147). Entre 2001 et 2006, 23 851 logements ont été agréés dans la ville mais 88 131 Parisiens et 21 266 non-Parisiens étaient demandeurs d'un logement social en 2006. La rotation des locataires est faible en raison du niveau élevé des prix de l'immobilier. Ce taux est de 10 % par an en France, 7,5 % en Île-de-France mais de seulement 5 % à Paris intra-muros. De nombreuses associations œuvrent pour trouver des solutions au mal-logement et à la précarité de personnes sans logement (Emmaüs, Secours catholique, Croix-Rouge française, etc.).

#### Mal-logement
Paris est la ville française où le phénomène du mal-logement est le plus présent. Ce mal-logement connaît deux acceptations : d’une part, le statut juridique d’une personne qui ne maîtrise pas elle-même la durée de son hébergement ; d’autre part, les caractéristiques techniques du logement. Selon le 23e rapport sur l'état du mal-logement, publié par la fondation Abbé-Pierre, le mal-logement n’est pas vécu de la même manière à Paris qu’ailleurs. De manière générale, les personnes « supportent » le surpeuplement pour pouvoir rester dans la capitale, car ils effectuent un arbitrage entre la localisation et le confort.

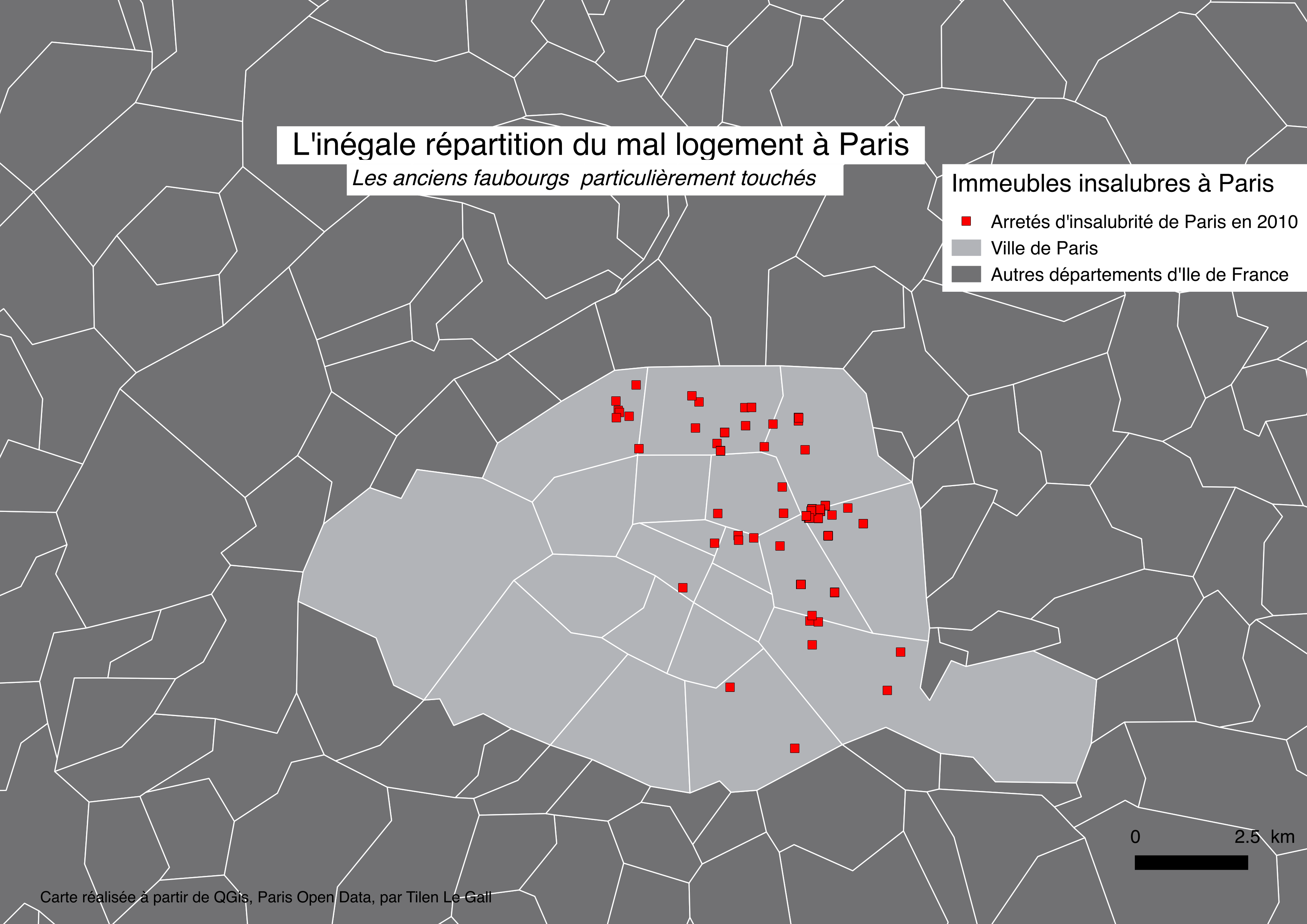
Cette carte permet de visualiser que les arrêtés d'insalubrité pris en 2010 portent sur des immeubles se trouvant dans les anciens faubourgs parisiens, à l'est de la ville de Paris.

Les difficultés de logement sont importantes à Paris, avec plus de 10 % des ménages de la capitale qui y sont confrontés en 2016, taux en hausse depuis 2015. Néanmoins, en tendance longue, ces difficultés décroissent, puisqu'en 2004, elles touchaient 14 % des ménages.
Ces difficultés sont héritées d’enjeux de salubrité datant du XIXe siècle, à la suite d'une croissance soudaine et très importante de la population parisienne depuis 1840. Il est nécessaire d’adapter la ville à la demande exponentielle de logements, des politiques publiques sont menées notamment celle d'Haussmann, afin d’améliorer l’hygiène de la ville et réduire l’insalubrité. Cela a eu pour effet de repousser l’enjeu de l’insalubrité dans les anciens de faubourgs de Paris. Cela est encore visible aujourd’hui : c'est dans les secteurs écartés par Haussmann que sont présents les arrêtés d’insalubrité datant de 2010, visibles sur la carte ci-contre.

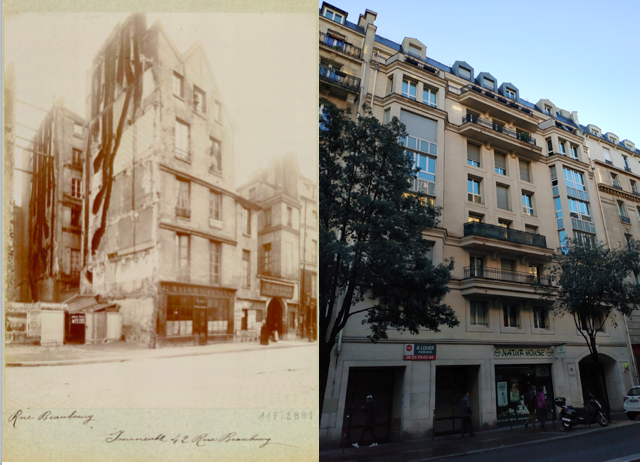
Cette photo illustre l'évolution que l'îlot 1 a pu connaître, les travaux de destruction-reconstruction ayant eu lieu entre 1914 et 1939.

Plusieurs mesures sont prises afin de réduire l’habitat indigne, notamment par la mise en place d’un Casier Sanitaire des maisons de Paris, qui a permis d’identifier dix-sept îlots insalubres à Paris en 1906. Paul Juillerat a participé à l’élaboration de ce casier, le but étant de détruire ces îlots pour reconstruire un habitat sain. Le plan de ces îlots insalubres a été repris par la suite, entre autres par Louis Sellier en 1937, et les îlots voient leur forme évoluer. Par exemple, le centre Pompidou a été bâti en 1970 sur les décombres d’immeubles insalubres, détruits dans les années 1930. Face à ce musée, un exemple d’habitat insalubre détruit puis reconstruit entre 1915 et 1945 au 42 rue de Beaubourg illustre cette politique. Cette rue appartient à l’îlot 1 tel que défini dans la communication de M. le préfet de la Seine au conseil municipal et au conseil général sur le problème du logement en 1946.
Ensuite, une enquête économico-immobilière est réalisée à la fin des années 1950 afin de déterminer des espaces à détruire afin de constituer de grands ensembles. L’insalubrité est alors marquée par un manque d’air et de lumière. L’une des causes principales de cette insalubrité est que les propriétaires ne tirent pas assez de revenus de leurs immeubles et ne cherchent plus à les entretenir car un moratoire des loyers est mis en place après la guerre pour geler les loyers pour les familles des hommes partis à la guerre qui ont été blessés ou qui sont décédés.
Depuis les années 2000, plusieurs sociétés ont reçu mission de résoudre l’insalubrité qui touche de nombreux logements parisiens. C’est le cas de la SIEMP entre 2002 et 2008 qui s’est vu confier la gestion de 1 030 immeubles dont les travaux sont aujourd’hui achevés, ou encore la SOREGA depuis 2010. Des mesures sont en place pour lutter contre le mal-logement ; cela implique souvent un relogement temporaire ou définitif afin de réhabiliter ou détruire puis reconstruire le bâtiment touché. En 2018, l’habitat indigne a reculé à Paris ; il reste seulement des pôles diffus souffrant de blocages en matière de gestion ou connaissant des problèmes de suroccupation.

#### Prix des logements
Paris est la neuvième ville la plus chère du monde en ce qui concerne les prix de l'immobilier de luxe : 12 600 euros/m2 en 2007 (contre 36 800 pour Londres, la plus chère),. Selon une enquête réalisée pour le journal La Tribune, au 1er septembre 2012, la rue la plus chère de Paris est le quai des Orfèvres (1er arr.), avec un prix médian de 20 665 euros/m2, contre 3 900 euros/m2 rue Pajol (18e). Paris devient en 2017 la ville la plus attractive d'Europe pour les investisseurs immobiliers, ce qui ne s'était pas produit depuis 2007. Une étude de l'Institut d'aménagement et d'urbanisme (IAU) publiée en 2019 souligne que les prix du logement poussent les personnes modestes à quitter Paris et à s'installer dans des départements limitrophes comme la Seine-Saint-Denis, ce qui tend à provoquer un « embourgeoisement » de la capitale et une paupérisation des proches départements.
Une étude publiée par le site « Meilleurs Agents » en juin 2020, montre que 53 % des annonces à Paris ne respectent pas le plafonnement des loyers. Le dépassement est en moyenne de 130 euros par mois, soit 1 500 euros par an.

#### Personnes sans-abris
Paris compte en 2019 un nombre de 346 000 logements vacants, soit 11,7 % des logements de la capitale. Des associations entreprennent des actions pour tenter d'obtenir des réquisitions afin de loger les sans-abris.
En février 2019, des bénévoles et travailleurs sociaux ont recensé 3 641 sans-abri à Paris, soit 600 de plus que l'année précédente. Les deux-tiers disent ne jamais appeler le « 115 », parce qu'ils ne connaissent pas l'existence de ce dispositif, ou parce que les conditions d'accueil ou de sécurité ne leur conviennent pas. Le SAMU social alerte sur le manque de place en hébergement d'urgence ; chaque jour, 400 familles qui composent le 115 dans l'espoir de trouver un toit pour passer la nuit, restent sans réponse.

### Sociologie urbaine

Revenu disponible médian en 2018.
Les ménages aisés vivent essentiellement dans l'Ouest et au Sud de la ville tandis que le Nord-Est concentre les populations les plus pauvres et d'origine immigrée.
< 19 500 €
de 19 500 € à 25 000 €
de 25 000 € à 32 500 €
> 32 500 €

La hausse continue des prix de l'immobilier explique le remplacement progressif des populations modestes ou intermédiaires par une nouvelle classe plus aisée. On constate ce processus de gentrification dans de nombreuses autres mégapoles comme Londres ou New York. À Paris, cette évolution a vulgarisé le terme de bobos (pour bourgeois-bohème, terme flou mais très usité, sauf par les sociologues qui y font rarement référence) avant de provoquer une mutation sociale de quartiers encore récemment considérés comme populaires, tels le 10e arrondissement ou certaines communes de proche banlieue comme Montreuil en Seine-Saint-Denis. Ainsi, la part des cadres et des professions intellectuelles est passée de 24,7 % de la population active en 1982 à 46,4 % en 2013.
Paris est la 12e ville de France de plus de 20 000 habitants pour la proportion d'assujettis à l'impôt de solidarité sur la fortune (ISF), soit 34,5 foyers fiscaux pour 1 000 habitants. 73 362 foyers fiscaux déclaraient un patrimoine moyen de 1 961 667 euros en 2006. Le 16e arrondissement arrive en tête pour le nombre de redevables avec 17 356 contribuables,. Avec 27 400 euros de revenu moyen par unité de consommation en 2001, les ménages parisiens sont les plus aisés de France. Les quatre autres départements en tête du palmarès sont tous franciliens : Hauts-de-Seine, Yvelines, Essonne et Val-de-Marne, ce qui reflète la concentration de professions très qualifiées à haut revenu dans la région Île-de-France.
Mais si Paris a une image d'une « ville de riches » avec une proportion de classes sociales élevées plus importante qu'ailleurs, sa sociologie intra-muros reste en réalité très contrastée. Selon l'indice de parité de pouvoir d'achat (PPA), les revenus réels des Parisiens sont très inférieurs à leurs revenus nominaux : le coût de la vie intra-muros (à commencer par celui du logement) est particulièrement élevé, et certains types de denrées coûtent plus cher à Paris que dans le reste de la France. De plus, au contraire du revenu médian, le revenu moyen cache les disparités, quelques très hauts revenus pouvant éclipser de très bas revenus beaucoup plus nombreux. Dans le cas de Paris, le seuil des 10 % de revenus les plus hauts (9e décile) s'élève à 50 961 euros annuels, ce qui explique en partie le haut revenu moyen de la capitale et l'écart important entre le revenu moyen et le revenu médian.
Les différences sociales sont traditionnellement marquées entre les habitants de l'Ouest de Paris (essentiellement aisés) et ceux de l'Est. Ainsi, le revenu moyen déclaré dans le 7e arrondissement, le plus élevé, était de 31 521 euros par unité de consommation en 2001, soit plus du double de celui du 19e arrondissement qui n'était que de 13 759 euros, valeur proche de la médiane des revenus de la Seine-Saint-Denis de 13 155 euros. Les 6e, 7e, 8e et 16e arrondissements sont classés au niveau des dix communes franciliennes au revenu moyen le plus élevé alors que les 10e, 18e, 19e et 20e arrondissements sont au niveau des communes les plus pauvres d'Île-de-France.
On note enfin de très fortes disparités de revenus au sein même de tous les arrondissements : le rapport interdécile (le seuil des 10 % des revenus les plus élevés divisé par le seuil des 10 % des revenus les plus bas) le plus faible est 6,7% dans le 12e arrondissement, contre 13% pour le 2e arrondissement (qui présente la plus forte dispersion de revenus). Plus globalement, Paris se classe parmi les départements métropolitains aux seuils de bas revenus les plus faibles (81e rang), et présente un rapport interdécile de 10,5 qui en fait le département français où se concentrent les plus fortes disparités sociales.

Carte de l'évolution de la part des ouvriers et des cadres par IRIS à Paris en 2006 et 2013.

On y constate également des formes de ségrégation sociale dans certains quartiers du nord-est parisien comme celui de Barbès - Rochechouart. En effet, la sociologie de certains arrondissements de l'Est de Paris (comme le 19e) ressemble à celle de quelques quartiers sensibles de banlieue ne constituant que l'extension extra-muros de la cartographie sociale de la ville : le 16e arrondissement se prolonge par des communes de banlieue aisées, alors que le Nord-Est de la ville a pour appendice les communes de la Seine-Saint-Denis, réputées pauvres. Au début des années 2000, la population la plus démunie est concentrée dans les arrondissements du nord-est : 40 % des foyers concernés résident dans les 18e, 19e et 20e arrondissements, contre 2 % dans les 4e et 6e arrondissements. 32,6 % des familles parisiennes d'origine étrangère hors Union européenne vivent sous le seuil de pauvreté ; ce n'est le cas que pour 9,7 % des Français dont la personne de référence est française. Aujourd'hui, on constate une arrivée de plus en plus importante de cadres, aux dépens de la classe ouvrière historiquement installée dans ces quartiers. Cela induit un phénomène de gentrification qui se traduit par une augmentation du prix du foncier et des mutations du paysage urbain. Au quartier de la Goutte-d'Or, l'apparition de la brasserie Barbès caractérisée par une carte chère et une architecture classieuse est représentative de l'embourgeoisement des quartiers du nord-est parisien.
Certains quartiers se caractérisent par des regroupements communautaires : le quartier du Marais a la particularité d'attirer une importante communauté homosexuelle à proximité de la communauté juive ashkénaze dont l'implantation autour de la rue des Rosiers remonte au XIIIe siècle. Le 13e arrondissement regroupe quant à lui une importante communauté asiatique dans le quartier des Olympiades.
La sociologie d'un quartier peut varier selon les heures. Celui de la place de la Bastille, par exemple, avec ses nombreux bars et lieux de vie nocturne, est animé le soir par beaucoup de jeunes tandis que, dans la journée, il jouit d'une relative tranquillité.
Les catégories socioprofessionnelles les plus favorisées représentent, en 2018, 86 % des transactions de logements contre 69 % en 1998. Inversement, la part des employés et ouvriers achetant un logement n’a cessé de fondre en 20 ans. Leur proportion a été divisée par trois, passant de 15 % à 5 %.

### Gestion des déchets
La saleté de la ville de Paris est souvent dénoncée et débattue. En 2021, selon une étude réalisée par l’Ifop, pour plus de 8 Parisiens sur 10, la capitale est « sale ». Un hashtag #SaccageParis rencontre alors un vif succès sur Twitter, avec plus de deux millions de publications. Sous ce hashtag, des riverains et des touristes postent des photos illustrant, selon eux, la saleté et l’enlaidissement de la ville. La presse rappelle lors de cet épisode que la propreté de Paris est un problème qui s'étend sur la longue durée.
En 2022, la gestion des déchets à Paris est épinglée par la chambre régionale des comptes. Les magistrats dénoncent des progrès insuffisants, des innovations hors de prix et une organisation complexe,.
En février 2024, dans une étude de la Commission européenne, Paris est classée en huitième position du classement des villes les plus sales d'Europe selon ses habitants. Seulement 36 % des habitants interrogés s'estiment satisfaits par la salubrité et l'hygiène.

## Toponymie
Le nom de la cité est attesté pour la première fois par Jules César, au milieu du Ier siècle av. J.-C., dans La Guerre des Gaules, sous la forme Lutecia ou Lutetia (selon les manuscrits). On trouve ensuite Lutetia apud Parisios au IVe siècle (Parisios étant à l'accusatif pluriel) ; puis Parisios [usque] en 400 - 410, et enfin Paris, attestée dès 887.
Le mot Paris est issu du nom du peuple gaulois des Parisii (au datif locatif pluriel : Parisiis), dont Paris était la capitale à l'époque gallo-romaine. La première désignation Lutetia (Lutèce) a été remplacée au IVe siècle, suivant un processus général observé dans la Gaule du Bas-Empire pour les capitales de civitas (cités gallo-romaines) : celles-ci furent d'abord appelées de leur nom originel complété du nom du peuple dont elles étaient la capitale, comme Lutecia des Parisii en l'occurrence. Puis le nom du peuple au datif locatif est seul resté, le nom signifiant alors chez les Parisii (voir entre autres Angers capitale des Andécaves, Tours des Turones, Évreux des Éburovices, Saintes des Santons, Poitiers des Pictons, Amiens des Ambiens, etc., qui sont toutes dans le même cas).
Selon Pierre-Henry Billy, Lutetia pourrait être issu du gaulois *luta, boue, avec le suffixe -etia, ce qui correspond très bien à la nature du terrain décrit par César dans la Guerre des Gaules (existence d'un marais permanent qui déversait ses eaux dans la Seine). Quant à l'étymologie de l'ethnonyme Parisii, elle n'est pas connue avec certitude. Il pourrait provenir du gaulois *pario, chaudron (cf. le provençal pairol de même sens), signifiant alors « Ceux du chaudron », avec une référence mythique et sacrée (thème celtique du chaudron d'abondance représentant la survie dans l'Au-delà et les richesses de l'Autre Monde).
Les Parisii ont donné leur nom à Paris, ainsi qu'au pays du Parisis (maintenant « pays de France »), qui subsiste dans Villeparisis, Cormeilles-en-Parisis, Fontenay-en-Parisis. On trouvait également des gaulois de la même tribu des Parisii en Angleterre, dans l'actuel Yorkshire de l'Est.

## Histoire

### Préhistoire et Antiquité

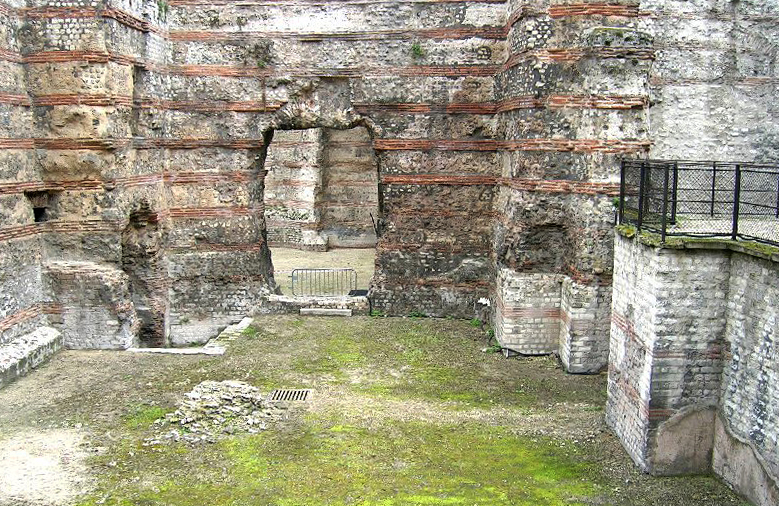
Caldarium des Thermes de Cluny.

Un habitat permanent est attesté dans les limites du Paris actuel à partir de la période chasséenne (entre 4 000 et 3 800 avant notre ère) au village de Bercy ; les restes de trois pirogues néolithiques aujourd'hui visibles au musée Carnavalet ont ainsi été retrouvés, sur la rive gauche d'un ancien bras de la Seine dans le 12e arrondissement, où la présence humaine semble avoir été continue durant le Néolithique.
De façon générale, l'histoire du site parisien est toutefois mal connue jusqu'à la période gallo-romaine. Seule certitude, les Parisii, l'un des 98 peuples gaulois, vivent dans cette région en 52 avant notre ère, au moment d'être soumis à Rome. Ainsi, on ne connaît pas précisément l'emplacement de la cité gauloise mentionnée dans les sources latines : il pourrait s'agir de l'île de la Cité (aucun vestige archéologique antérieur à Auguste n'y a toutefois été retrouvé), de l'île Saint-Louis, d'une autre île aujourd'hui rattachée à la rive gauche, voire du site de Nanterre, où a été découverte en 2003 une importante agglomération ordonnée,,. Dans tous les cas, la cité romaine s'étend sur la rive gauche et sur l’île de la Cité ; elle prend le nom de Lutetia (Lutèce).
À l'époque gallo-romaine, Lutèce n'est qu'une cité relativement modeste du monde romain avec une population de l'ordre de dix mille habitants à son apogée, ; en comparaison, Lugdunum (Lyon), capitale des trois Gaules (dont la lyonnaise qui englobe la région de Lutèce), aurait compté, au IIe siècle, de 50 000 à 80 000 habitants. Elle connait toutefois une certaine prospérité grâce au trafic fluvial. Suivant la tradition, la cité aurait été christianisée par saint Denis, martyrisé vers 250.
La position stratégique de Lutèce face aux grandes invasions en fait un lieu de séjour pour l'empereur Julien entre 357 et 360, puis Valentinien Ier en 365-366. La cité prend le nom de Paris à cette époque. Si ses faubourgs subsistent encore au IVe siècle, la population se replie au Ve siècle dans l'île de la Cité, fortifiée par la récupération de pierres prises aux grands édifices ruinés. En 451, sainte Geneviève, future patronne de la ville, serait parvenue à convaincre les habitants de ne pas fuir devant les Huns d'Attila, qui s'en détournent effectivement sans combat.

### Moyen Âge
En 508, après avoir conquis la majeure partie de la Gaule, Clovis fait de Paris sa capitale. Il y établit sa résidence principale (Palais des Thermes), et y fait construire plusieurs édifices religieux, dont la basilique des Saints-Apôtres, où il est enterré ; le rôle de la cité doit cependant être relativisé, dans la mesure où il n’existe pas alors d’administration royale. Tout au long des VIe et VIIe siècles, Paris garde une importance particulière, même si les divisions du royaume de Clovis entre ses héritiers limitent son rayonnement. Childebert Ier y fait ainsi construire la plus grande cathédrale de la Gaule (la cathédrale Saint-Étienne), tandis que Childéric II fait rénover les arènes gallo-romaines. Durant cette période, revitalisée par les fondations monastiques et sa fonction de capitale, la ville commence probablement à s’étendre sur la rive droite, alors que la rive gauche est réoccupée.

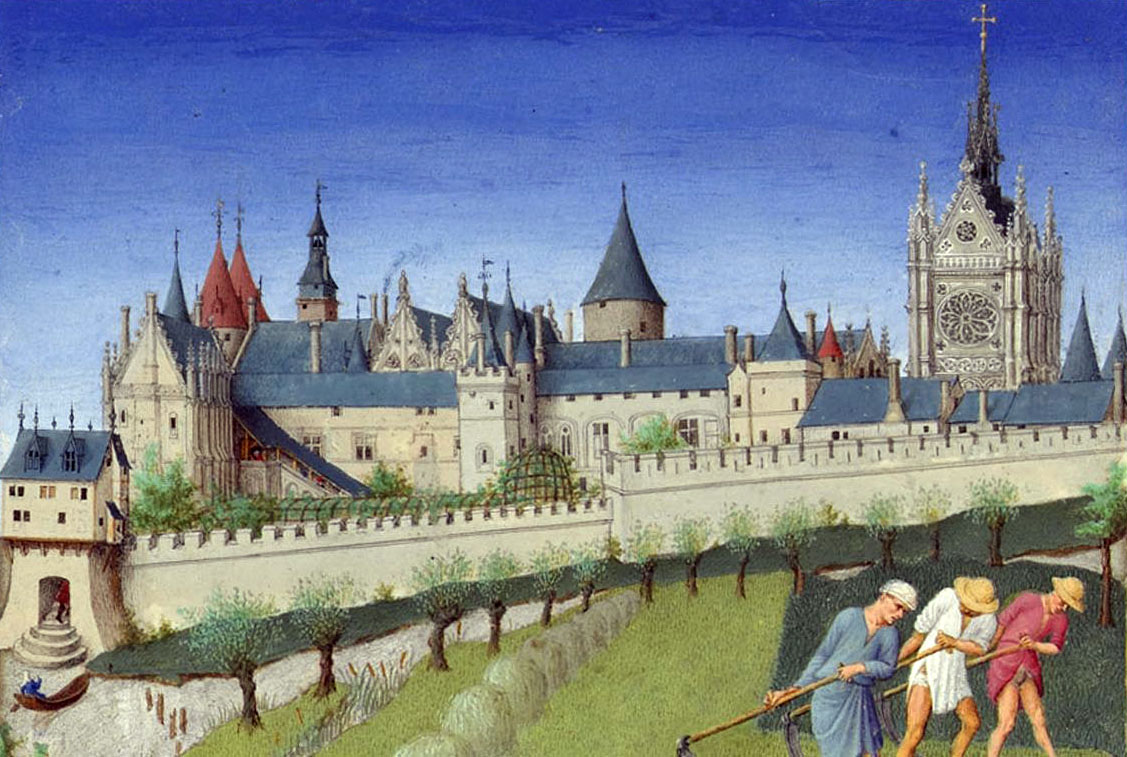
Représentation du palais de la Cité dans Les Très Riches Heures du duc de Berry.

L’extension vers l’est du royaume des Francs sous le règne de Charlemagne fait perdre à Paris sa position politique privilégiée. À partir du milieu du IXe siècle, elle fait partie du territoire des Robertiens, qui prennent le titre de comte de Paris. Particulièrement exposée à cause de sa situation sur la Seine, elle est en 845 dévastée par les raids des Vikings, qui la ravagèrent par la suite à plusieurs reprises, ce qui oblige la population à se replier à nouveau sur l’île de la Cité. En 885-886, assiégée par les Normands, la cité parvient à leur résister avec succès, tout en leur barrant l’accès au fleuve. Cet épisode procure un grand prestige à Paris et à son comte, Eudes, qui a aidé à sa défense ; il marque par contre une étape du déclin de l’Empire carolingien, le comportement de Charles le Gros ayant été jugé indigne durant les événements. En juillet 889, les Normands sont une fois encore devant Paris ; leur départ sera acheté.

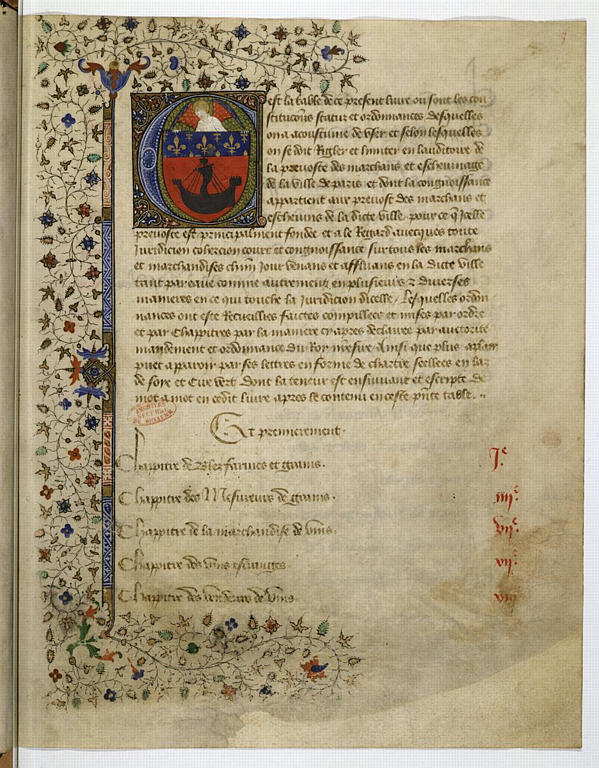
Recueil des ordonnances de la prévôté des marchands de Paris, contenant la transcription de l'ordonnance rendue en février 1416 par Charles VI.

Sous le règne des premiers Capétiens, Paris est une des principales villes du domaine royal, mais pas une capitale, n’étant pour eux qu’une résidence parmi d’autres. Elle gagne cependant en importance avec le temps : Robert le Pieux fait ainsi restaurer le Palais de la Cité et plusieurs abbayes, tandis que Louis VI puis Louis VII y fixent leur cour et leur chancellerie. La construction de la Cathédrale Notre-Dame est commencée sous le règne de Louis VII. Dans le même temps, la cité prospère, devenant une place importante du commerce du blé, du poisson et du drap, les marchands parisiens s’unissant au sein d'une « hanse des marchands de l’eau » privilégiée par Louis VII en 1170-1171. Elle devient également un centre d’enseignement majeur, grâce aux écoles épiscopales dans un premier temps, puis à partir du milieu du XIIe siècle, aux communautés religieuses qui s’établissent sur la rive gauche alors dépeuplée. À l’image de l’ensemble de l’Occident chrétien, sa population augmente à cette époque de façon considérable : Paris s’étend d'abord sur la rive droite (début du XIe siècle), qui devient son poumon économique, l’île de la Cité abritant dès lors les grands édifices administratifs et religieux.
C’est Philippe Auguste qui fait de Paris la capitale incontestée du royaume, sur lequel il est le premier des capétiens à exercer un fort contrôle ; cette position est encore renforcée sous les règnes de Louis IX et de Philippe IV le Bel. L’administration royale, qui se développe considérablement, tient ainsi son siège dans la cité, où se situent la Chambre des comptes, le Trésor, et les Archives du royaume. Les bourgeois parisiens jouent un rôle majeur dans la gestion de l’État, faisant souvent partie du proche entourage du souverain. Les monarques veillent néanmoins à limiter l’autonomie de la ville, qui n’obtient pas le statut de commune ; les corporations se voient seulement accorder divers privilèges politiques, ce qui aboutit en 1263 à l’apparition d’une municipalité composée d’un prévôt des marchands et quatre échevins. Dans le même temps, les écoles de la rive gauche s’unifient en une « universitas », reconnue par le pape en 1209-1210, faisant de Paris un centre d’enseignement d’Europe occidentale pendant au moins un siècle. La cité devient également le symbole du pouvoir royal, qui cherche à lui donner des édifices dignes de son rang : la cathédrale Notre-Dame est achevée vers 1250, la Sainte-Chapelle abritant la couronne d'épine du Christ en 1248, le Palais de la Cité est rénové et étendu, et le marché parisien est couvert et emmuré (Halles). Philippe Auguste entoure par ailleurs les deux rives de la cité de murailles de pierres, terminées en 1209-1212. Paris poursuit sa croissance, la rive gauche étant repeuplée au XIIIe siècle ; au début du XIVe siècle, on estime sa population à environ 200 000 habitants, ce qui en fait la ville la plus peuplée d'Europe.
En 1348, la cité est frappée pour la première fois par la peste, qui ravage l’Europe entre 1347 et 1351 ; ce mal l’atteint ensuite de façon cyclique pendant plusieurs siècles. Pendant la guerre de Cent Ans, elle est exposée aux attaques anglaises, ce qui amène Charles V à construire sur la rive droite un nouveau rempart englobant les faubourgs. Dans le même temps, dans un contexte de dépression économique et de défaite militaire, l’autorité royale est remise en cause : le prévôt des marchands Étienne Marcel tente ainsi de s'emparer du pouvoir en 1357-1358, tandis que les émeutes populaires se multiplient, telle celle des Maillotins en 1382. En réaction, Charles V puis Charles VI élisent résidence dans l’est parisien, moins exposé aux troubles. Au début du XVe siècle, le conflit entre Armagnacs et Bourguignons occasionne également de nombreuses violences dans la capitale ; ces derniers s'imposent en 1418, et Paris tombe en conséquence aux mains du roi d’Angleterre deux ans plus tard. La cité est reconquise en 1436 par Charles VII, mais celui-ci préfère résider près de la Loire, et il en est de même pour ses successeurs Louis XI, Charles VIII et Louis XII. À l’issue de la guerre, Paris s’est rétractée derrière ses murailles, et sa population est tombée à environ 100 000 habitants.

### De la Renaissance auXVIIIesiècle

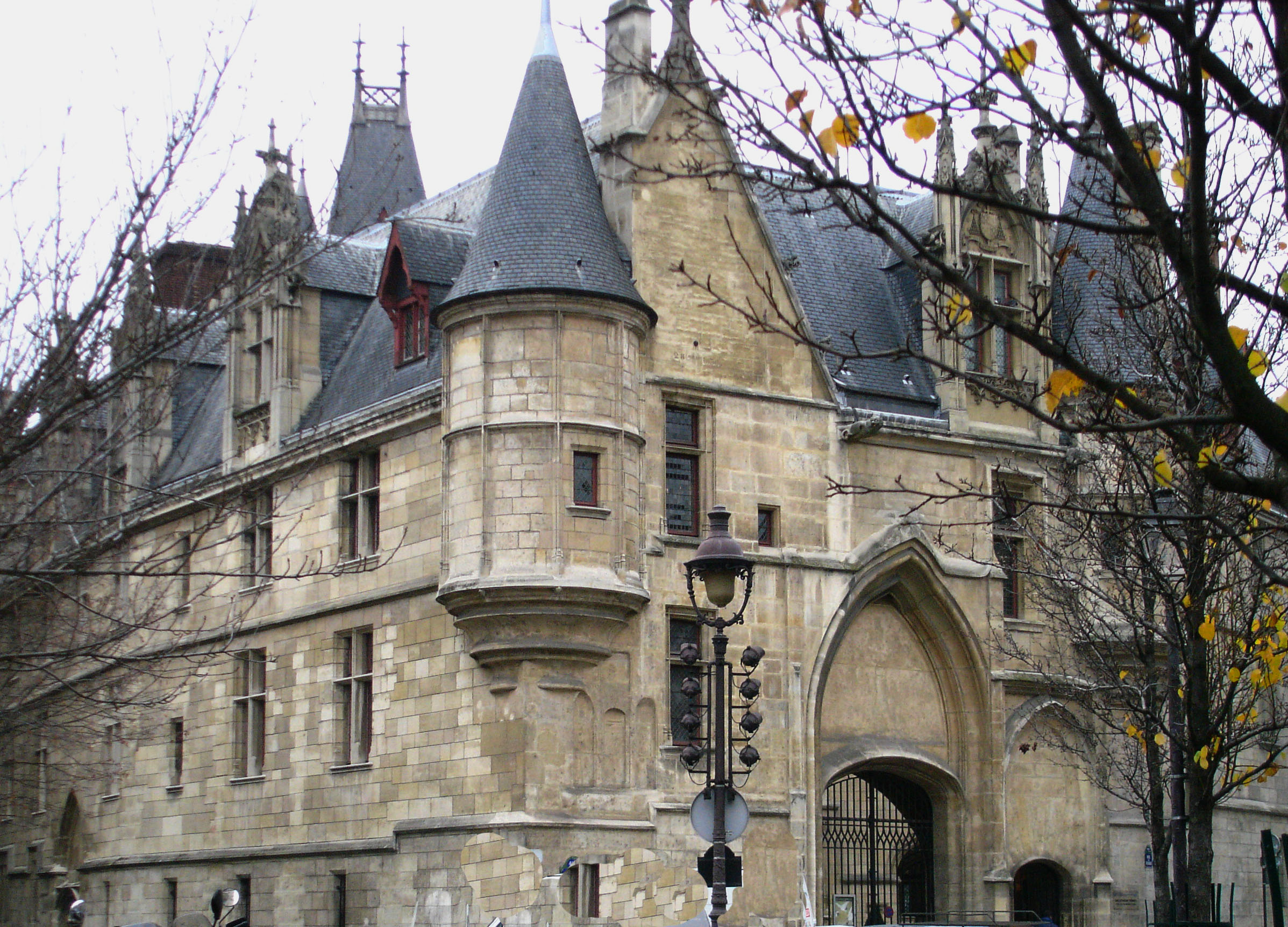
L'hôtel de Sens, édifié entre 1475 et 1519, est l'un des plus anciens hôtels particuliers de Paris.

La Renaissance, marquée par le roi et sa cour résidant dans le Val de Loire, ne bénéficie donc guère à Paris. Malgré son éloignement, la monarchie s’inquiète de l'expansion désordonnée de la cité. Une première réglementation d’urbanisme est édictée en 1500 à propos du nouveau pont Notre-Dame, bordé de maisons uniformes de brique et de pierre de style Louis XII.
En 1528, François Ier fixe officiellement sa résidence à Paris. Le rayonnement intellectuel s'accroît : à l'enseignement de l'université (théologie et arts libéraux) s'ajoute un enseignement moderne tourné vers l'humanisme et les sciences exactes voulues par le roi, au Collège de France. Sous son règne, Paris atteint 280 000 habitants et reste la plus grande ville du monde chrétien.

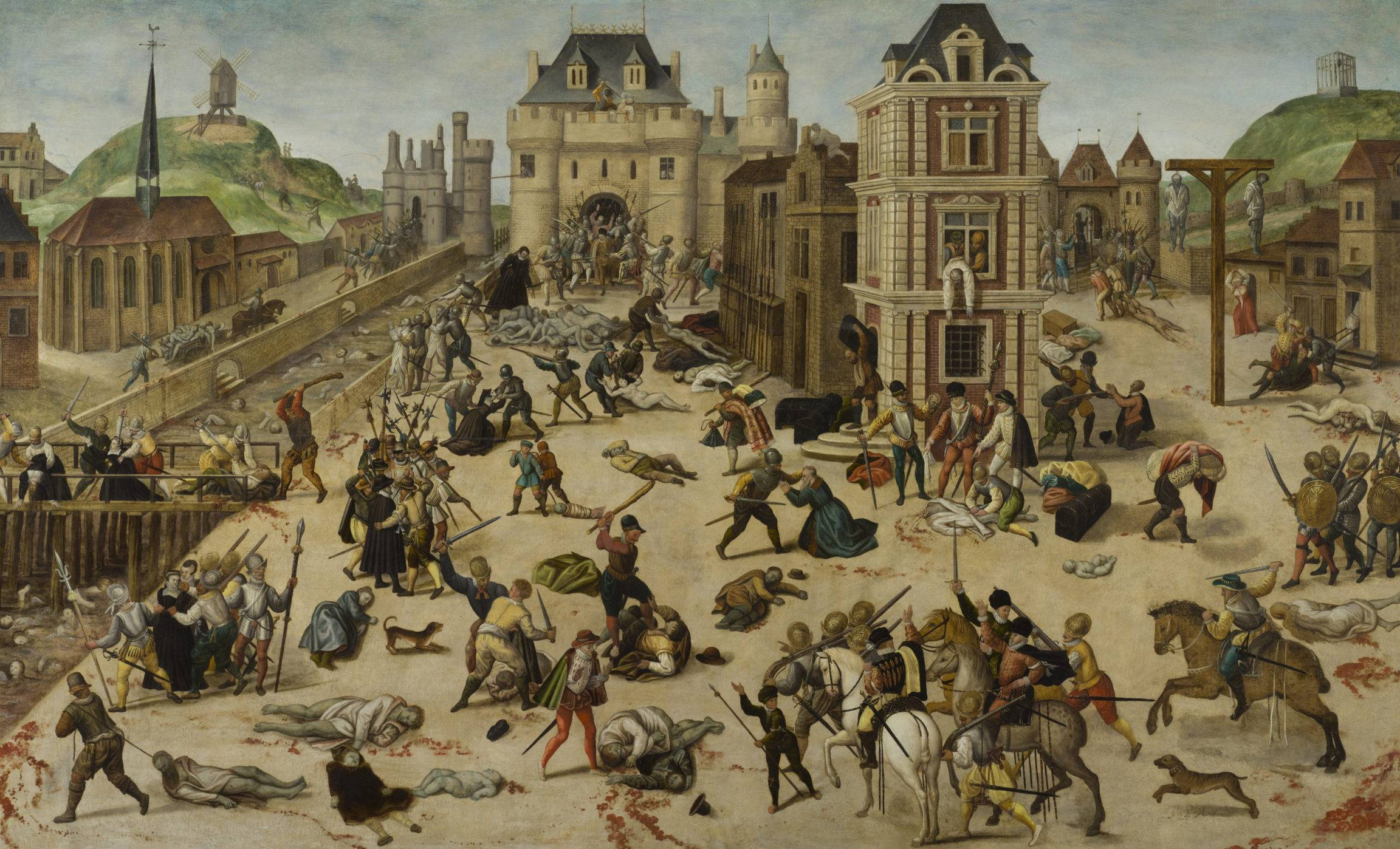
Le Massacre de la Saint-Barthélémy par François Dubois est déclenché à Paris avant d'être étendu à plus d'une vingtaine de villes de province.

« Icy est le vrai pourtraict naturel de la ville, cité, université de Parisy ». Plan de Paris en 1576.

Le 24 août 1572, sous Charles IX, est organisé le massacre de la Saint-Barthélemy. On compte entre deux mille et dix mille victimes. La Ligue catholique, particulièrement puissante dans la capitale, se dresse contre Henri III durant la Journée des Barricades en 1588. Ce dernier s'enfuit avant d'assiéger la ville. Après son assassinat, le siège est maintenu par Henri de Navarre, devenu Henri IV. La ville, pourtant ruinée et affamée, ne lui ouvre ses portes qu'en 1594 après sa conversion.
La Journée des barricades (1648) marque le début de la Fronde qui provoque une importante crise économique et une nouvelle défiance du roi vis-à-vis de sa capitale.
Malgré une mortalité supérieure aux naissances, la population atteint les 400 000 habitants grâce à l'immigration provinciale. Paris est une ville misérable où règne une forte insécurité, la légendaire Cour des Miracles est progressivement vidée à partir de 1656 par le lieutenant-général de police Gabriel Nicolas de La Reynie qui fait établir 6 500 lanternes pour éclairer la ville la nuit et rendre les rues plus sûres.
Louis XIV choisit Versailles comme résidence en 1677, avant d'y déplacer le siège du gouvernement en 1682. Colbert prend en main la gestion parisienne et fait la navette entre Paris et Versailles. Durant son règne, le Roi Soleil ne vient que vingt-quatre fois à Paris, essentiellement pour des cérémonies officielles, marquant ainsi envers la cité une hostilité que n'apprécient guère les Parisiens.

Topographia Galliae, Oder Beschreibung vnd Contrafaitung der vornehmbsten, vnd bekantisten Oerter, in dem mächtigen, vnd grossen Königreich Franckreich / Zeiller, Martin. 1655.

Au XVIIIe siècle, Versailles ne dépossède pas Paris de son rayonnement intellectuel ; au contraire même, elle en fait une puissante frondeuse ouverte aux idées des Lumières. C'est la période des salons littéraires, comme celui de madame Geoffrin. Le XVIIIe siècle est aussi celui d'une forte expansion économique qui permet une importante croissance démographique, la ville atteint 640 000 habitants à la veille de la Révolution française.
En 1715, le régent Philippe d'Orléans quitte Versailles pour le Palais-Royal. Le jeune Louis XV est installé au palais des Tuileries pour un retour, éphémère, de la royauté dans Paris. Dès 1722, Louis XV retourne au château de Versailles rompant la fragile réconciliation avec le peuple parisien.
La ville s'étend alors à peu près sur les six premiers arrondissements actuels, le jardin du Luxembourg marquant la frontière occidentale de la ville. Louis XV s'intéresse personnellement à la ville en 1749 lorsqu'il décide l'aménagement de la place Louis XV (actuelle place de la Concorde), la création de l'école militaire en 1752, et surtout la construction d'une église dédiée à sainte Geneviève en 1754, plus connue sous le nom actuel de Panthéon.

### La Révolution française et l'Empire

Aquarelle de Jean-Pierre Houël représentant la Prise de la Bastille le 14 juillet 1789.

La Révolution française débute à Versailles par la convocation des États généraux puis le Serment du Jeu de paume. Mais les Parisiens, atteints par la crise économique (prix du pain), sensibilisés aux problèmes politiques par la philosophie des Lumières et mus par une rancœur à l'égard du pouvoir royal ayant abandonné la ville depuis plus d'un siècle, lui donnent une nouvelle orientation. La prise de la Bastille le 14 juillet 1789, liée au soulèvement des ébénistes du faubourg Saint-Antoine, en est une première étape. Le 15 juillet, l'astronome Jean Sylvain Bailly reçoit à l'hôtel de ville la charge de premier maire de Paris. Le 5 octobre, l’émeute, déclenchée par les femmes sur les marchés parisiens, atteint Versailles le soir. Le 6 au matin, le château est envahi et le roi doit accepter de venir résider à Paris au palais des Tuileries et d’y convoquer l’Assemblée constituante qui s’installe le 19 octobre dans le Manège des Tuileries.
Le « département de Paris » comprend alors trois districts : Paris, le Franciade et Bourg de l'Égalité.
Le 14 juillet 1790 se déroule la fête de la Fédération sur le Champ-de-Mars, lieu qui sera le 17 juillet 1791 le théâtre d'une dramatique fusillade. Occupés à partir de mai 1790 après la mise en vente des biens nationaux, le couvent des Cordeliers et le couvent des Jacobins, hauts lieux du Paris révolutionnaire, marquent la toute-puissance des clubs parisiens sur le cours de la Révolution.
Dans la nuit du 9 août 1792, une commune révolutionnaire prend possession de l'hôtel de ville. La journée du 10 août voit la foule assiéger le Palais des Tuileries avec le soutien du nouveau gouvernement municipal. Le roi Louis XVI et la famille royale sont incarcérés à la tour du Temple. La monarchie française est de fait abolie. Après les élections de 1792, les représentants de la Commune de Paris, très radicaux, s'opposent à la Convention nationale au groupe des Girondins (représentant l'opinion plus modérée de la bourgeoisie des provinces) qui sera écarté en 1793.

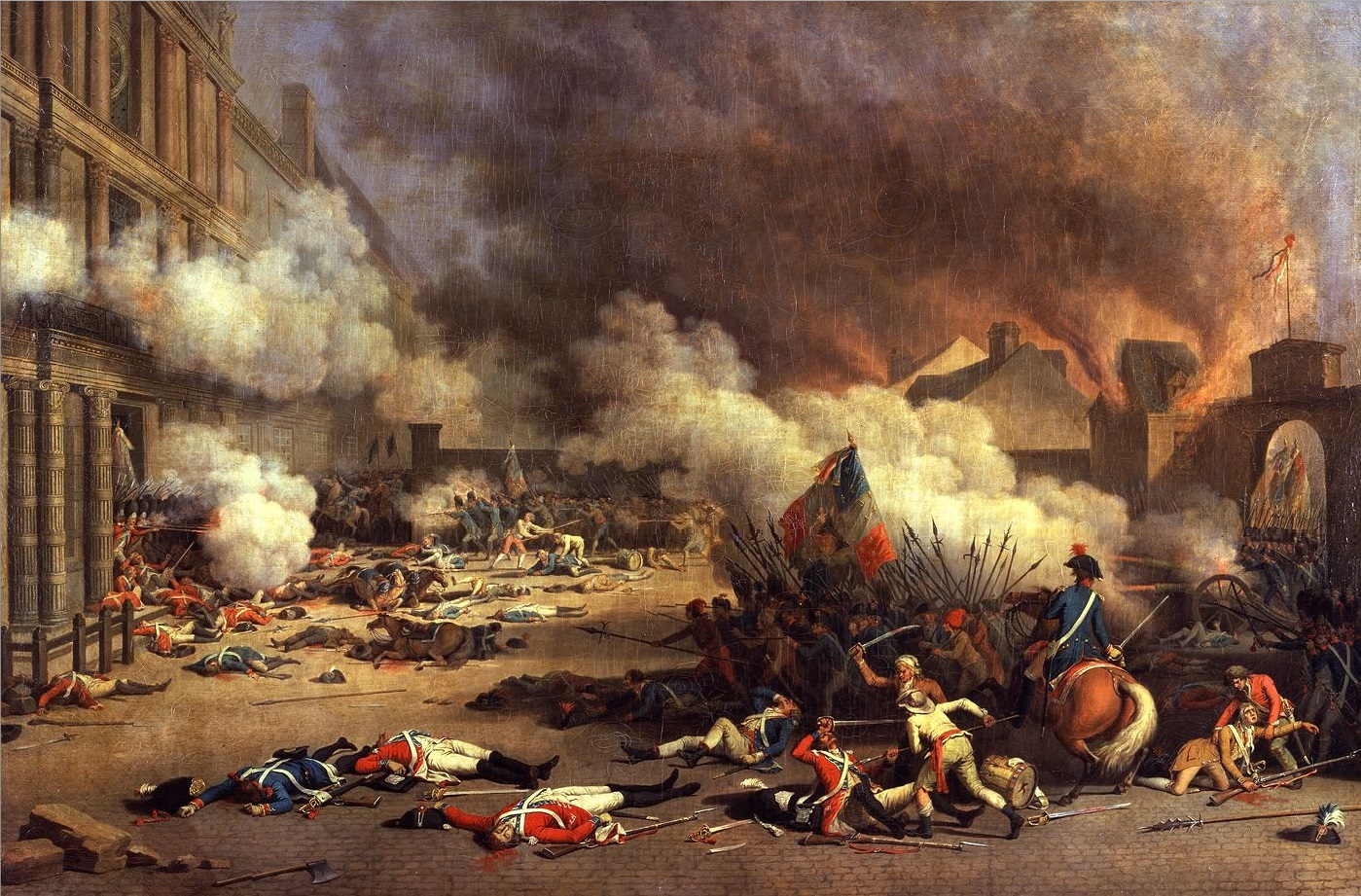
La prise des Tuileries le 10 août 1792 par Jacques Bertaux, Musée du château de Versailles.

Les Parisiens vivent alors deux années de rationnement. La Terreur règne sous la coupe du Comité de salut public. Le Tribunal révolutionnaire, avec l'aide de la mairie, s'emploie à incarcérer tout ce que la ville compte encore de nobles suspects, de prêtres réfractaires et d'opposants jugés contre-révolutionnaires. La création de la charge de Préfet de Police par Napoléon, ôtera à la municipalité tout pouvoir de police judiciaire, de sorte que le maire de Paris est, aujourd'hui encore, le seul de France à en être privé,. Le 21 janvier 1793, Louis XVI est guillotiné sur la place Louis XV, rebaptisée « place de la Révolution ». Il est suivi sur l'échafaud par 1 119 personnes, dont Marie-Antoinette, Danton, Lavoisier et finalement Robespierre et ses partisans après le 9 Thermidor an II (27 juillet 1794).
La Révolution n'est pas une période favorable au développement de la ville (peu de monuments sont édifiés) qui n'a plus que 548 000 habitants en 1800. De nombreux couvents et églises sont rasés et font place à des lotissements édifiés sans plan d'ensemble, ce qui aboutit à une réduction des espaces verts de la ville et à une densification du centre. Sous le Directoire, des immeubles de rapport, de style néo-classique, sont élevés.
En 1806, Paris a compensé les pertes subies durant la Révolution et compte 650 000 habitants ; cette progression est surtout le fait de l'immigration provinciale, la natalité restant faible. Depuis le milieu du XVIIIe siècle, la ville est distancée par Londres en pleine expansion économique et démographique qui atteint 1 096 784 habitants. Le 2 décembre 1804, Napoléon Bonaparte, qui a pris le pouvoir en 1799, est sacré empereur par le pape Pie VII à la cathédrale Notre-Dame. Il décide d'établir à Paris la capitale de son Empire et ambitionne d'en faire la « nouvelle Rome ». Il ordonne dans ce but la construction des arcs de triomphe de l’Étoile et du Carrousel ainsi que celle du palais impérial de la Bourse (achevé sous la Restauration) et de la colonne Vendôme. Il soumet également à Jean-Antoine Alavoine le projet de l'éléphant de la Bastille, et aux architectes Percier et Fontaine l'édification du Palais du roi de Rome, dont seuls les jardins du Trocadéro et le pont d'Iéna seront en définitive terminés. L'Empereur multiplie par ailleurs les points d'eau, alimentés par un réseau de 50 km de canaux qui acheminent l'eau de l'Ourcq.
En 1814, la bataille de Paris entraîne la capitulation de la capitale puis conduit à la première abdication de Napoléon et à la Restauration. Les cosaques de l'armée russe occupent certains points de la ville, ce qui donnera lieu à une légende concernant l'origine du mot bistro, comme le proclame le Syndicat d'Initiative du Vieux Montmartre, au restaurant À la Mère Catherine, place du Tertre. Les armées alliées quittent la ville après le 3 juin 1814, date du départ du tsar Alexandre Ier.

### De la Restauration à la Commune de Paris

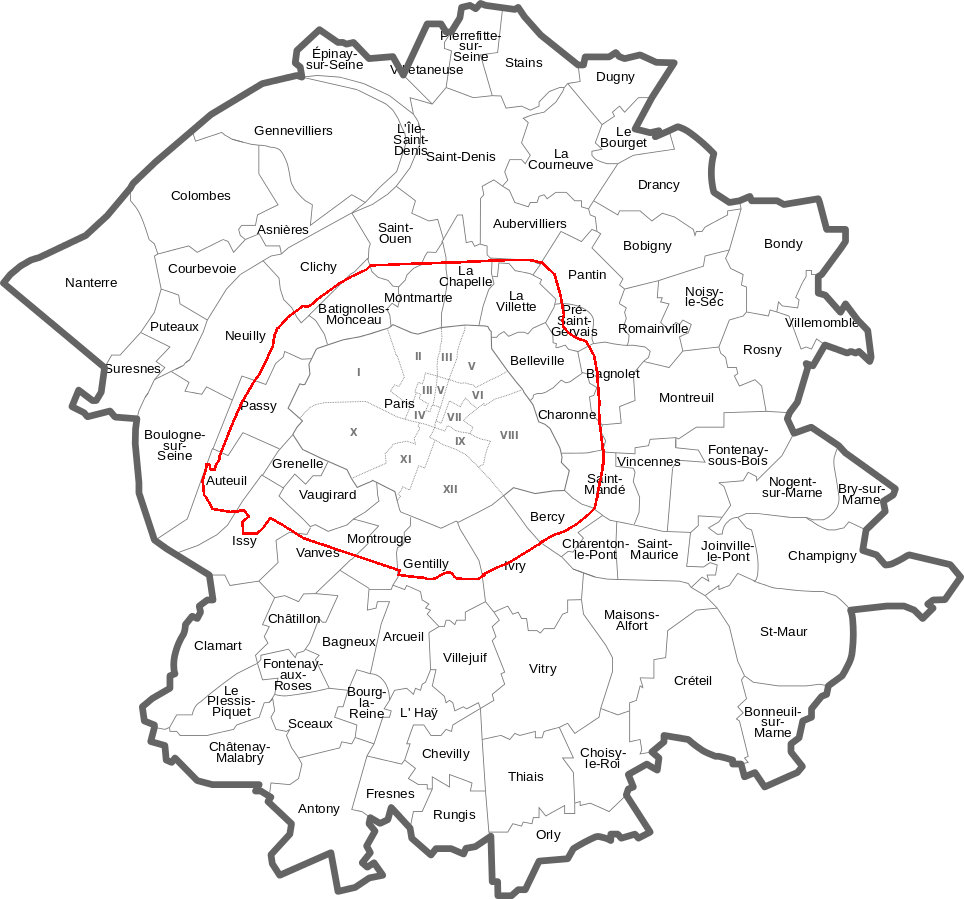
La Seine et ses communes avant les annexions de 1860 au profit de Paris (ligne rouge).

À la fin des Cent-Jours, la chute de l'Empire en juillet 1815 amène à Paris les armées anglaises et prussiennes, qui vont jusqu'à camper sur les Champs-Élysées. Louis XVIII, de retour de son exil à Gand, s'installe à nouveau aux Tuileries.
Louis XVIII et Charles X, puis la monarchie de Juillet se préoccupent peu de l'urbanisme parisien. Le prolétariat ouvrier, en forte expansion, s'entasse misérablement dans les quartiers centraux qui, avec plus de 100 000 habitants au kilomètre carré, constituent d'importants foyers d'épidémie ; le choléra en 1832 fait 32 000 victimes. En 1848, 80 % des morts vont à la fosse commune et les deux tiers des Parisiens sont trop pauvres pour payer des impôts. La masse paupérisée du petit peuple, délaissée et excédée, est mûre pour des révoltes répétées que le pouvoir ne sent pas germer ou est sûr de vaincre : les barricades font tomber Charles X lors des Trois Glorieuses puis Louis-Philippe Ier en 1848. La société de l'époque est abondamment décrite par Balzac, Victor Hugo ou Eugène Sue.
Durant cette période, la ville accélère son rythme de croissance pour atteindre le mur des Fermiers généraux. Entre 1840 et 1844, la dernière enceinte de Paris, dite enceinte de Thiers, est construite sur l'emplacement de l'actuel boulevard périphérique. Au cœur de la ville, la rue Rambuteau est percée.

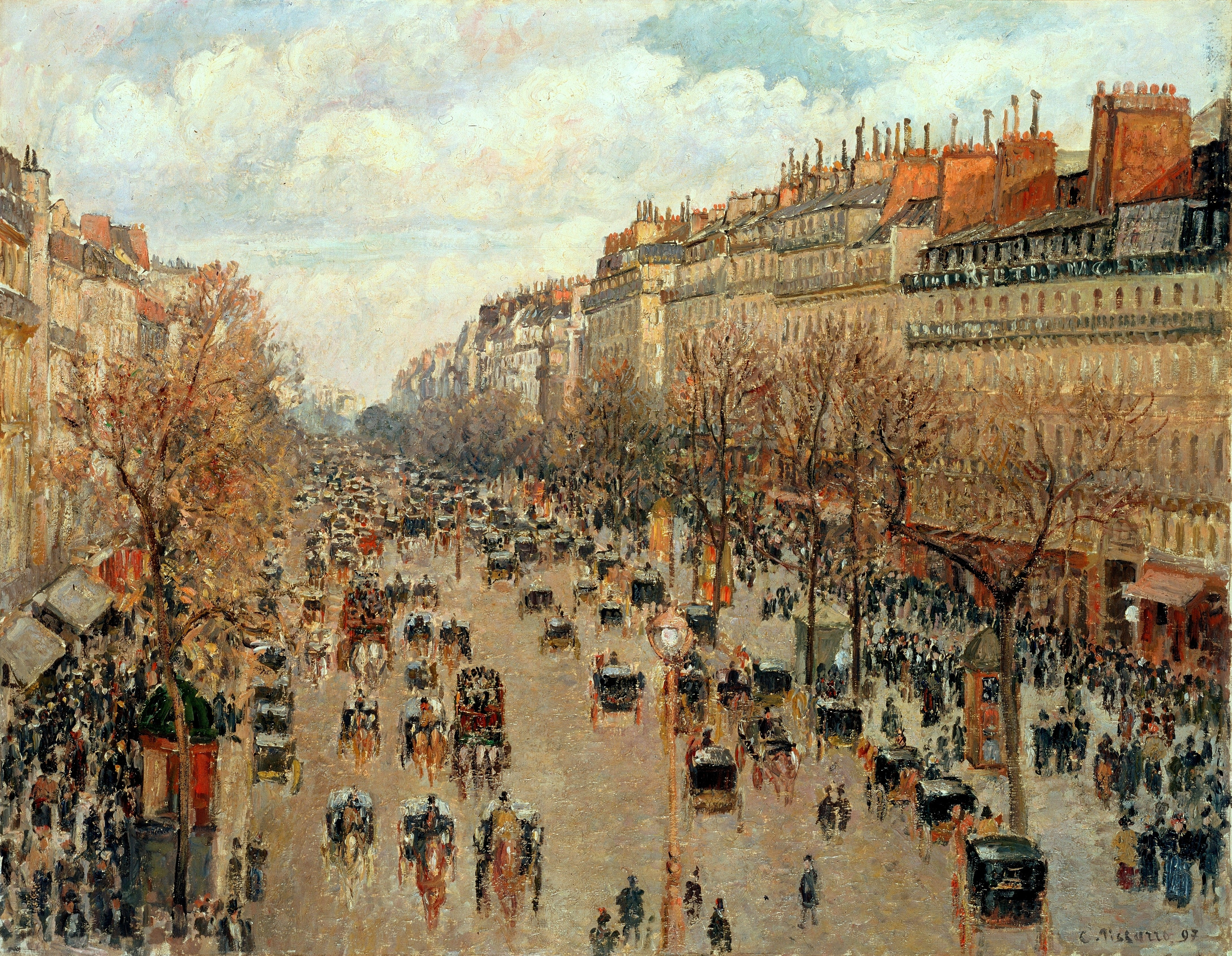
Camille Pissarro, Boulevard Montmartre, 1897, Musée de l'Ermitage.

Avec l'avènement du Second Empire, Paris se transforme radicalement. De structure médiévale, aux constructions anciennes et insalubres, quasiment dépourvue de grands axes de circulation, elle devient en moins de vingt ans une ville moderne. Napoléon III a des idées précises sur l'urbanisme et le logement : le Paris d'aujourd'hui est donc avant tout celui d'Haussmann. Des milliers de logements disparaissent, sur fond d'une spéculation immobilière qui sera la cause d'un krach financier international.
Le 1er janvier 1860, une loi permet à Paris d'annexer plusieurs communes voisines. La capitale française passe ainsi de douze à vingt arrondissements et de 3 288  à   7 802 hectares. Après ces annexions, les limites administratives de la ville ne seront que peu modifiées et la croissance urbaine, qui continue toujours de la fin du XIXe au XXe siècle, ne s'accompagnera donc plus d'une expansion des frontières communales, ce qui est à l'origine de la « banlieue ».
Lors de la Guerre franco-prussienne de 1870, Paris est assiégée pendant plusieurs mois mais n'est pas prise par les armées prussiennes. À cette occasion, est inventée la poste aérienne, grâce aux ballons montés. Refusant l'armistice signé le 28 janvier 1871 et à la suite des élections de février qui portent au pouvoir des royalistes désireux de mettre fin à la guerre, les Parisiens s'insurgent le 18 mars 1871. C'est le début de la Commune de Paris. L'Assemblée monarchiste installée provisoirement à Versailles, la réprime entre les 22 et 28 mai lors de la Semaine sanglante qui reste la dernière guerre civile qu'ait connue Paris,. Après la guerre de 1870, pour se relever, la ville de Paris lève un grand emprunt public de 1,2 million de francs qui a un grand succès ; il est souscrit plus de quinze fois.

### De la Belle Époque à la Seconde Guerre mondiale

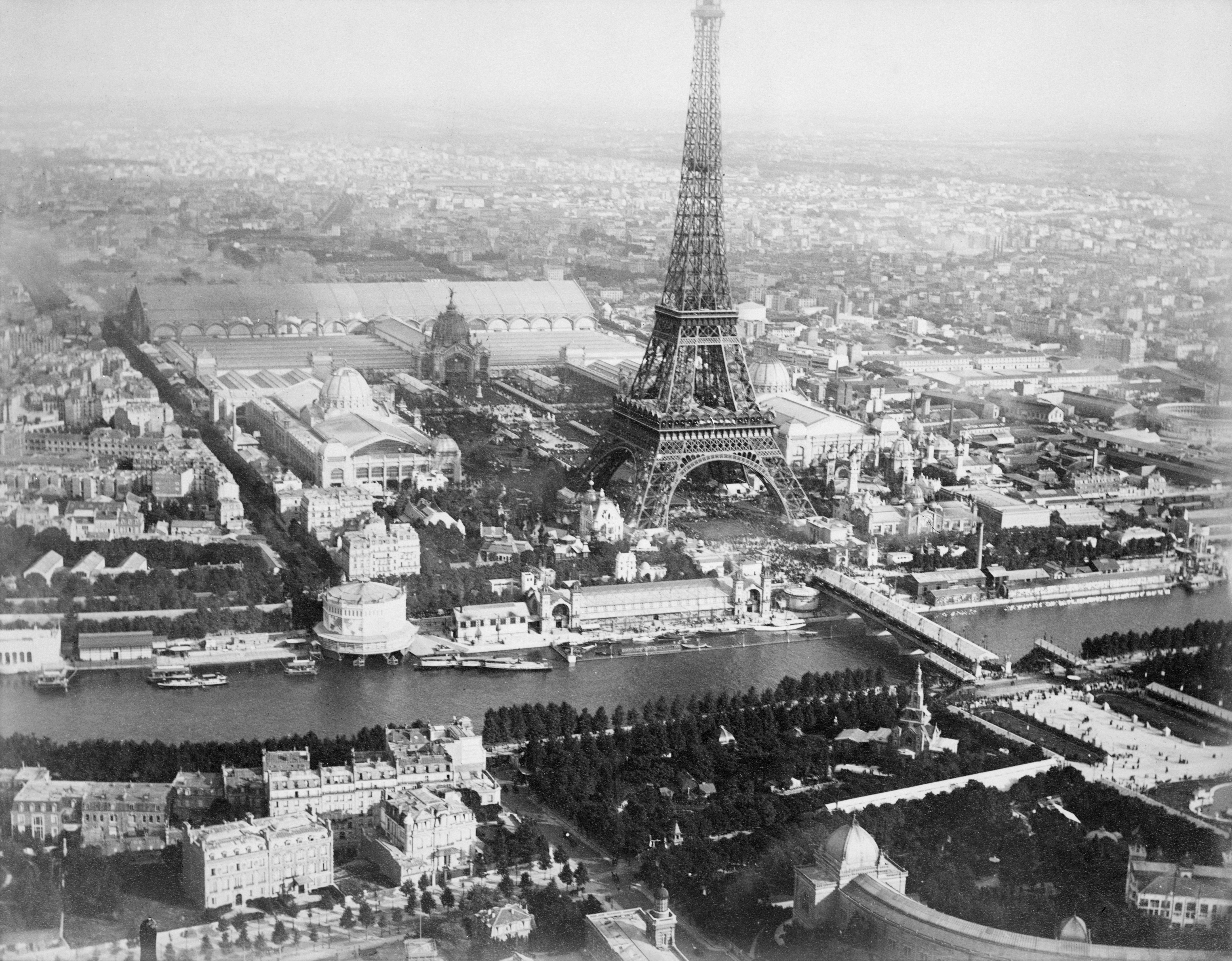
La tour Eiffel pendant l'exposition universelle de 1889.

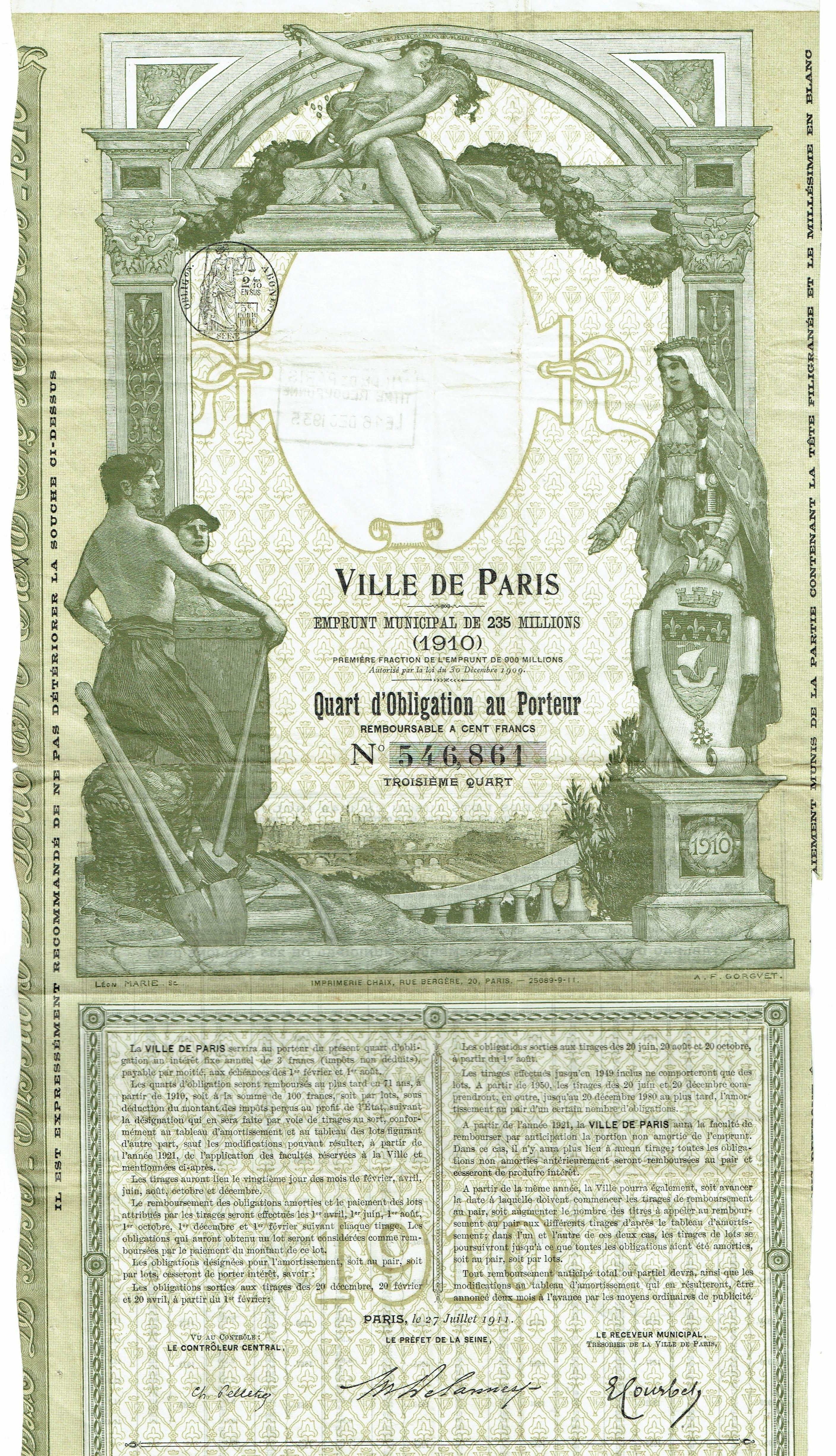
Quart d'Obligation de la Ville de Paris en date du 27 juillet 1911.

Pendant la Belle Époque, l'expansion économique de Paris est importante ; en 1913 la ville possède cent mille entreprises qui emploient un million d'ouvriers. Entre 1900 et 1913, 175 cinémas sont créés à Paris, de nombreux grands magasins voient le jour et contribuent au rayonnement de la ville lumière. Lieu de toutes les spéculations, Paris devient aussi la deuxième place financière internationale presque à égalité avec Londres.
Deux expositions universelles laissent une large empreinte dans la ville. La tour Eiffel est construite pour l'Exposition de 1889 (centenaire de la Révolution française) qui accueille vingt-huit millions de visiteurs. La première ligne du métropolitain, le Grand Palais, le Petit Palais et le pont Alexandre-III sont inaugurés à l'occasion de celle de 1900 qui reçoit cinquante-trois millions de visiteurs. L'industrie se déplace progressivement en proche banlieue où se trouve l'espace nécessaire : Renault à Boulogne-Billancourt ou Citroën à Suresnes. Cette migration est à l'origine de la « banlieue rouge ». Néanmoins, certaines activités restent fortement implantées dans la ville intra-muros, en particulier la presse et l'imprimerie.
De la Belle Époque aux Années folles, Paris connaît l'apogée de son influence culturelle (notamment autour des quartiers de Montparnasse et de Montmartre) et accueille de très nombreux artistes tels Picasso, Matisse, Braque ou Fernand Léger.
En 1910, une crue centennale de la Seine provoque l'une des plus graves inondations que la ville ait connue et cause trois milliards de francs de dégâts. Lors de la Première Guerre mondiale, Paris, épargnée par les combats, subit des bombardements et des tirs de canon allemands. Ces bombardements restent sporadiques et ne constituent que des opérations à caractère psychologique. En 1917, la création d'une réplique de Paris est envisagée pour leurrer les aviateurs allemands venus bombarder la capitale.
L'entre-deux-guerres se déroule sur fond de crise sociale et économique. Les pouvoirs publics, pour répondre à la crise du logement, votent la loi Loucheur qui crée les habitations à bon marché (ou HBM) érigées à l'emplacement de l'ancienne enceinte de Thiers. Les autres immeubles parisiens sont, pour l'essentiel, délabrés et constituent des foyers de tuberculose ; la densité urbaine culmine en 1921, Paris intra-muros comptant 2 906 000 habitants. Parallèlement, des lotissements se développent partout autour de la cité, en « banlieue » où l'expansion se fait de façon anarchique, souvent en pleins champs sans réels aménagements ou équipements publics.
Les Parisiens tentent de reprendre leur prééminence politique dans un contexte de multiples scandales financiers et de corruption des milieux politiques. Le 6 février 1934, la manifestation des Ligues patriotes contre la gauche parlementaire dégénère en émeute et fait dix-sept tués et mille cinq cents blessés, puis le 14 juillet 1935, un important défilé en faveur du Front populaire compte cinq cent mille manifestants.

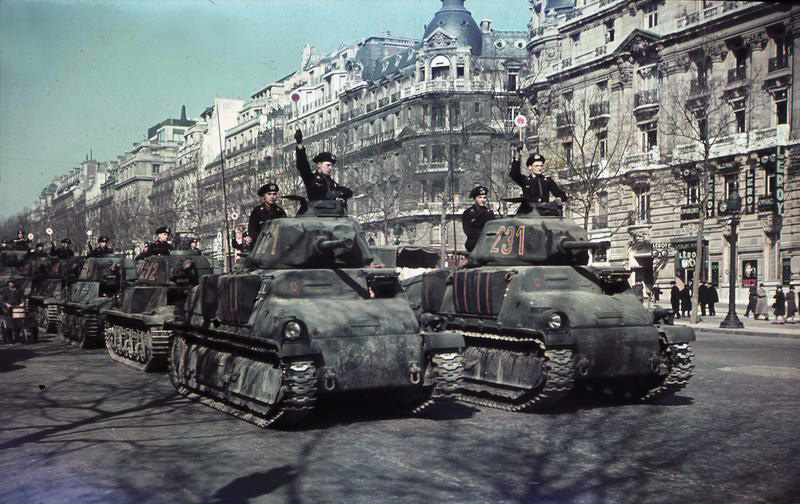
Défilé de chars à Paris en 1941. Les chars sont des Somua S-35 et Hotchkiss H35 français capturés par les Allemands.

Pendant la Seconde Guerre mondiale, Paris, déclarée ville ouverte dès la débâcle, est occupée par la Wehrmacht le 14 juin 1940. Elle est relativement épargnée. Le gouvernement du maréchal Pétain installé à Vichy, Paris cesse d'être la capitale et devient le siège du commandement militaire allemand en France (Militärbefehlshaber in Frankreich). Le 23 décembre 1940, l'ingénieur Jacques Bonsergent est le premier résistant fusillé à Paris. Les 16 et 17 juillet 1942, il est procédé à la rafle du Vel' d'Hiv', arrestation de 12 884 Juifs, la plus massive en France, pour l'essentiel des femmes et des enfants.
À l'approche des troupes alliées, la Résistance intérieure déclenche un soulèvement armé le 19 août 1944. La Libération de Paris se fait le 25 août avec l'entrée dans Paris de la 2e division blindée du général Leclerc et de la 4e division d'infanterie américaine du major-général Raymond O. Barton. La veille, Leclerc avait donné l'ordre au capitaine Raymond Dronne de percer les lignes ennemies avec sa neuvième compagnie, La Nueve, (Régiment de marche du Tchad), qui arrive à l'hôtel de ville à 21 h 22 dans la soirée du 24. Le général von Choltitz capitule sans exécuter les ordres d'Hitler demandant la destruction des principaux monuments de la ville,. La ville est relativement épargnée par les combats. Paris est l'une des rares communes de France à se voir décerner le titre de compagnon de la Libération.

### Le Paris contemporain

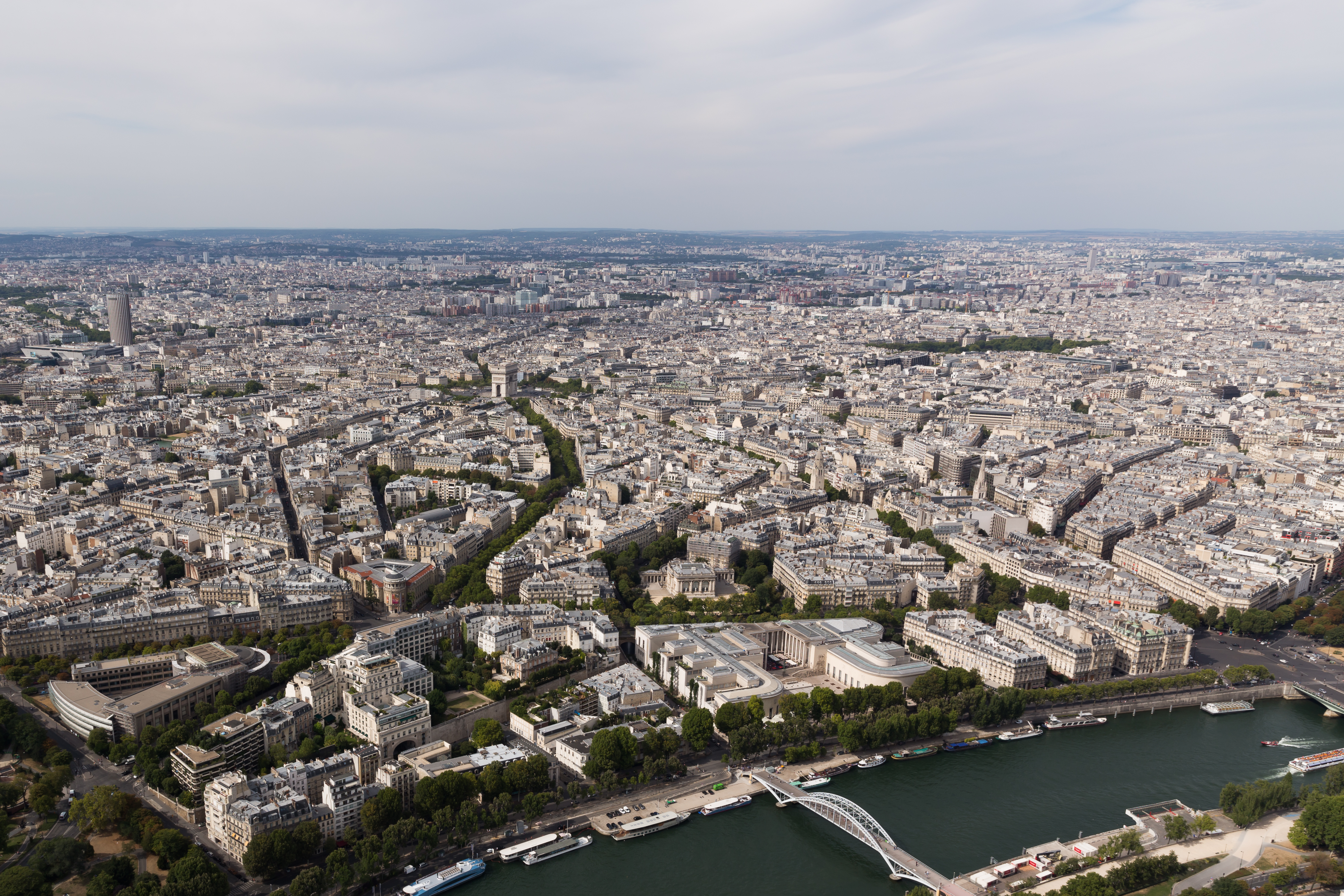
Vue du nord-ouest de Paris, depuis le troisième étage de la tour Eiffel.

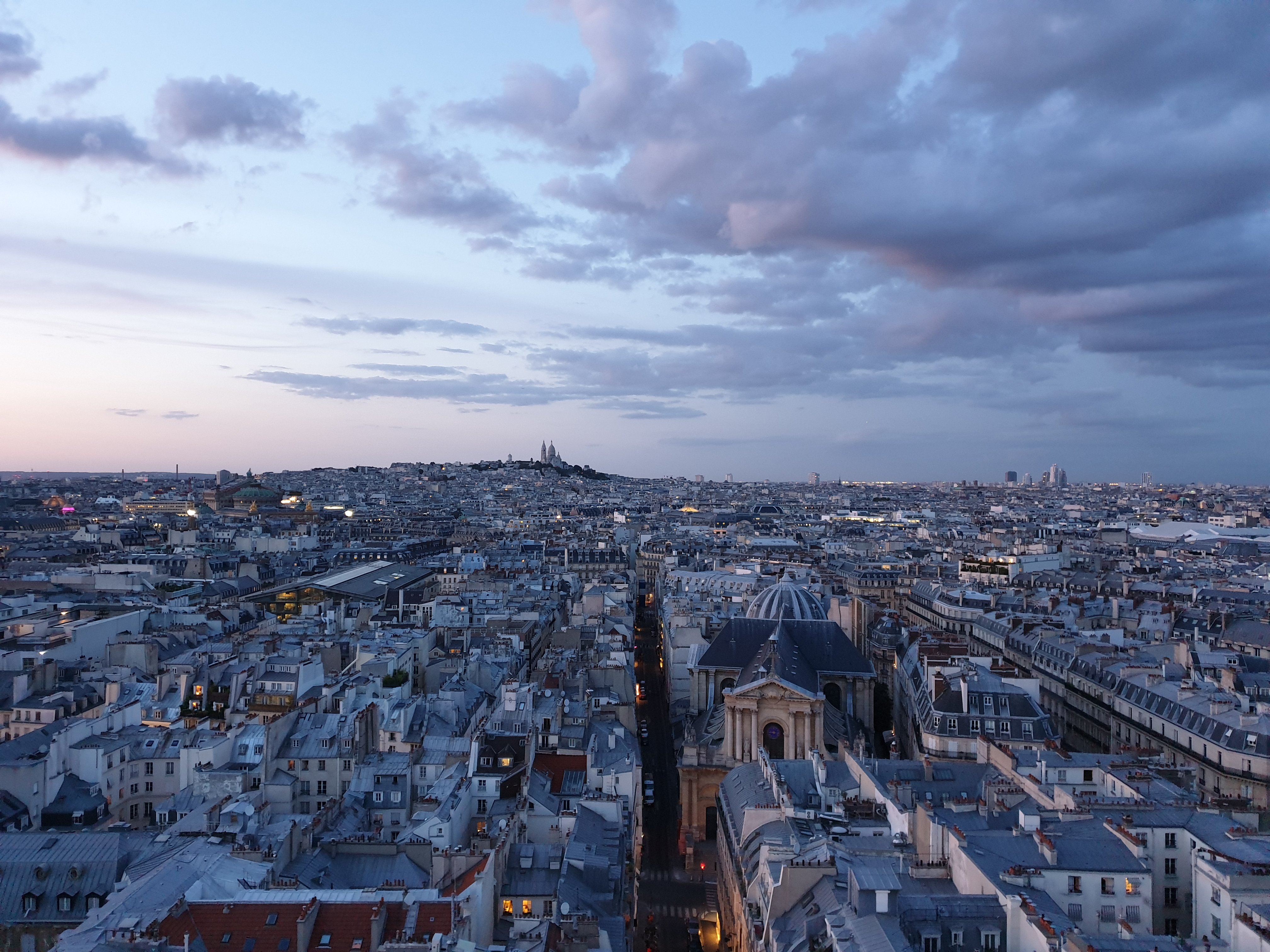
Vue nord de Paris depuis le Jardin des Tuileries.

En 1956, Paris se lie à Rome par un jumelage privilégié, symbole fort dans une dynamique géographiquement plus large de réconciliation et de coopération après la Seconde Guerre mondiale,.
Sous les mandats du général de Gaulle de 1958 à 1969, plusieurs événements politiques se déroulent dans la capitale. Le 17 octobre 1961, une manifestation en faveur de l'indépendance de l'Algérie est violemment réprimée. Selon les estimations, entre 32  et   325 personnes sont massacrées par la police, alors dirigée par Maurice Papon. À partir du 22 mars 1968, un important mouvement étudiant démarre à l'université de Nanterre. Il entraîne dans le quartier latin des manifestations qui dégénèrent en émeutes. La contestation, prenant corps dans un contexte de solidarité internationale et d'émulation (noirs et féministes américains, « provos » néerlandais, Printemps de Prague, attentat contre l'Allemand Rudi Dutschke, etc.) entre brimés idéalistes et jeunes, bercés par Bob Dylan et son tube The Times They Are a-Changin', voulant « changer le monde », se développe très vite en crise politique et sociale nationale. Le 13 mai, d'immenses défilés rassemblent 800 000 personnes venues protester contre les violences policières. Le 30 mai, une manifestation de soutien au gouvernement et au général de Gaulle réunit un million de personnes, de la place de l'Étoile à celle de la Concorde. Après deux mois de désordre et de troubles, les Parisiens votent massivement en faveur du général de Gaulle lors des élections législatives des 22 et 29 juin et le calme revient.
Le successeur du général de Gaulle, Georges Pompidou s'intéresse de près à la capitale. Il laisse son nom au bâtiment qui abrite le musée national d'Art moderne et la bibliothèque publique d'information et à la voie express rive droite. Valéry Giscard d'Estaing, président à son tour, ne partage pas sa vision d'une modernisation radicale : il remet en cause le projet prévu pour les Halles et interrompt partiellement celui de voie express rive gauche. En 1976, l'État accorde pour la première fois depuis 1871 une municipalité autonome à la capitale. Le gaulliste Jacques Chirac est alors élu maire, puis réélu en 1983 et 1989. Sous le premier mandat du président François Mitterrand, une réforme est adoptée par la loi de décentralisation du 31 décembre 1982 : elle dote chaque arrondissement de la capitale d'un maire et d'un conseil municipal propre et non plus désigné par le maire de Paris.
En 1991, les quais de la Seine, du pont de Sully (en amont) au pont d'Iéna (en aval), sont classés sur la liste du patrimoine mondial de l'UNESCO au titre de remarquable ensemble fluvio-urbain avec ses monuments dont plusieurs constituent des chefs-d'œuvre architecturaux au rayonnement mondial. En 2024, le périmètre du bien est étendu, jusqu'au viaduc d'Austerlitz (en amont) et à l'Île aux Cygnes (en aval).

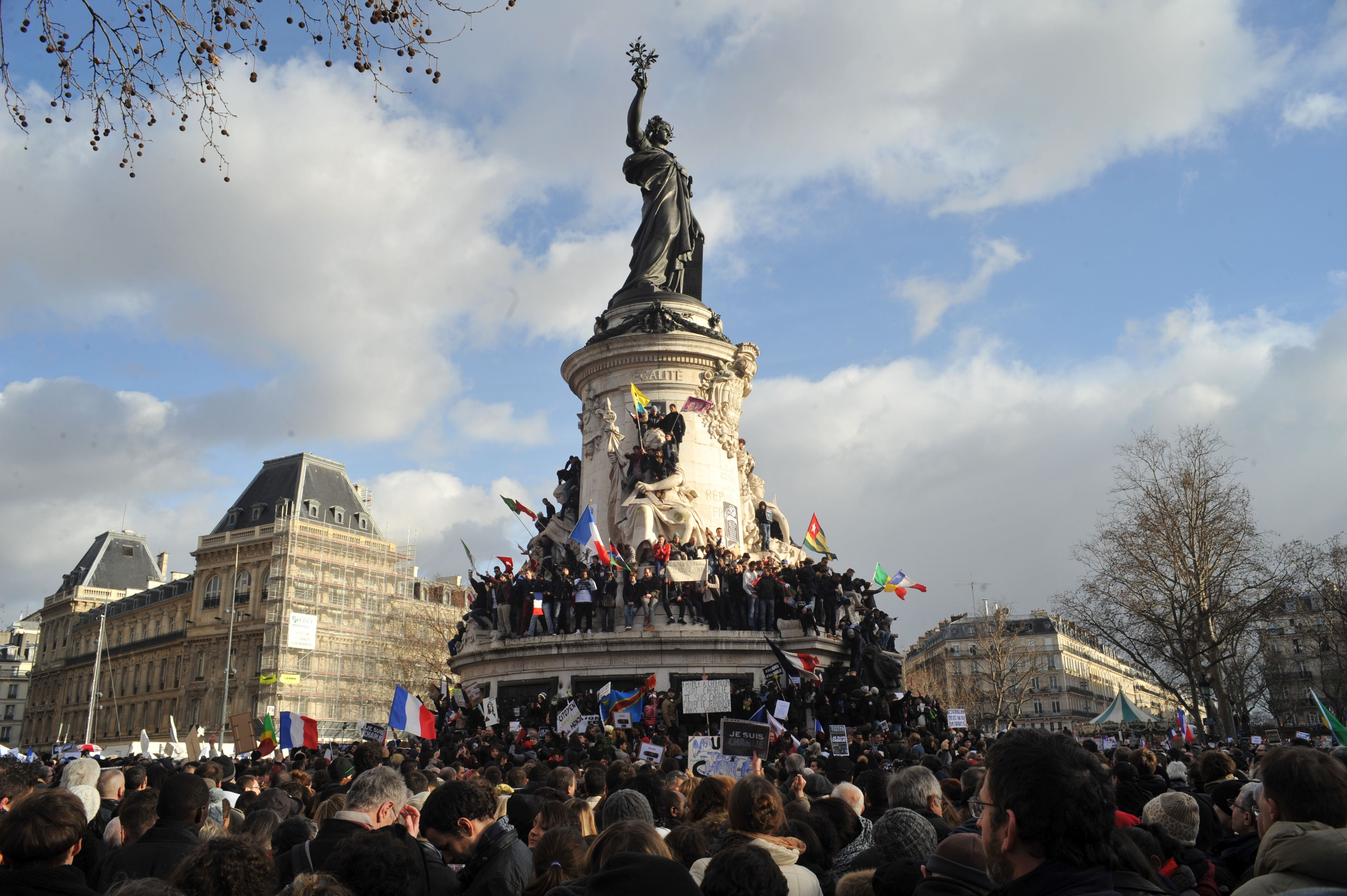
La manifestation républicaine du 11 janvier 2015 à Paris, place de la République.

Élu président de la République en mai 1995, Jacques Chirac est remplacé par Jean Tiberi dont l'unique mandat est marqué notamment par la mise au jour de plusieurs affaires politico-financières et par la division de la majorité municipale. En 2001, Paris élit un maire de gauche, le socialiste Bertrand Delanoë, ensuite réélu en 2008. Il se démarque de ses prédécesseurs par sa volonté affichée de réduire la place de l'automobile dans la ville au profit notamment des piétons et des transports en commun. Il développe l'animation de la vie parisienne par de grandes manifestations culturelles comme Nuit Blanche ou simplement ludiques comme Paris Plages. À l'occasion des élections municipales de 2014, Anne Hidalgo, première adjointe de Bertrand Delanoë, devient la première femme maire de Paris.
Depuis 2015, la France subit une vague d'attentats terroristes islamistes sans précédent. La ville de Paris est également touchée en janvier 2015 avec la tuerie contre Charlie Hebdo et la prise d'otage de l'Hyper Casher qui fait dix-sept victimes. À la suite de ces tragiques événements, une manifestation républicaine historique se déroule le 11 janvier 2015 réunissant plus de trois millions de personnes et près de cinquante chefs d'État, pour défendre la liberté d'expression et rendre hommage aux victimes du terrorisme. Dix mois plus tard, le 13 novembre 2015, des attaques sans précédent ont frappé la capitale et sa banlieue sous forme d'actions kamikazes aux abords du Stade de France, de tueries de masse dans des terrasses de café dans le 10e et le 11e arrondissement ainsi qu'à la salle de spectacle du Bataclan, attaques organisées par un commando d'une dizaine d'hommes se réclamant de l'État islamique qui ont fait 130 morts et des centaines de blessés.
Le 20 avril 2017, la capitale est de nouveau la cible d'une attaque terroriste, un terroriste ouvre le feu sur les Champs-Élysées coûtant la vie d'un policier, Daech revendique l'attaque quelques heures après, et le 12 mai 2018, la capitale est encore la cible d'une attaque terroriste, un terroriste poignarde des passants dans le 2e arrondissement coûtant la vie d'un passant, Daech revendique l'attaque quelques heures après.
Le 15 avril 2019, la ville est touchée par l'incendie de la cathédrale de Notre-Dame de Paris, qui provoque notamment l'effondrement de sa flèche.

## Politique et administration

### Statut et organisation administrative

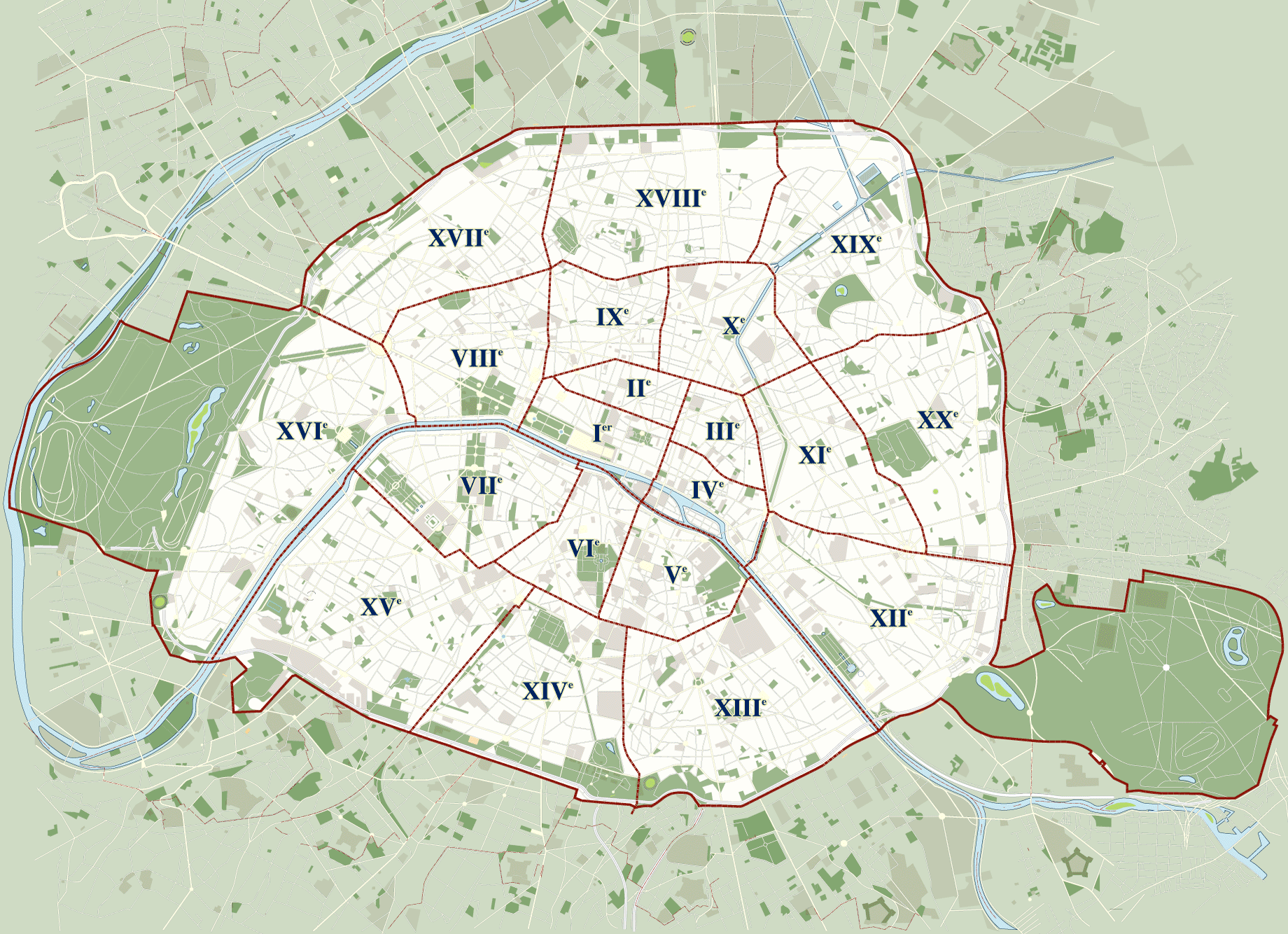
Carte des arrondissements de Paris.

Paris est depuis le 1er janvier 2019 une collectivité à statut particulier qui exerce les compétences d'une commune et d'un département. Elle est divisée en arrondissements, comme les villes de Lyon et de Marseille, au nombre de vingt (les quatre premiers formant un secteur unique). Elle est également la collectivité centrale de la métropole du Grand Paris, créée en 2016.
Le préfet de la région Île-de-France est également préfet de Paris et l'État dispose à Paris d'administrations de niveau départemental. Toutefois, le domaine de la sécurité, pour lequel l'État dispose de prérogatives particulières, est du ressort du préfet de police de Paris. Les pouvoirs de police administrative sont partagés entre le maire de Paris et le préfet de police qui se prêtent réciproquement leurs moyens d'action à cet effet. Ce dernier peut siéger au conseil de Paris et doit lui soumettre chaque année son budget et son compte (bien que ce budget reste décidé par l'État). Le maire de Paris est impliqué dans la politique de sécurité même si les pouvoirs en ce domaine restent entre les mains du préfet de police.

#### Historique

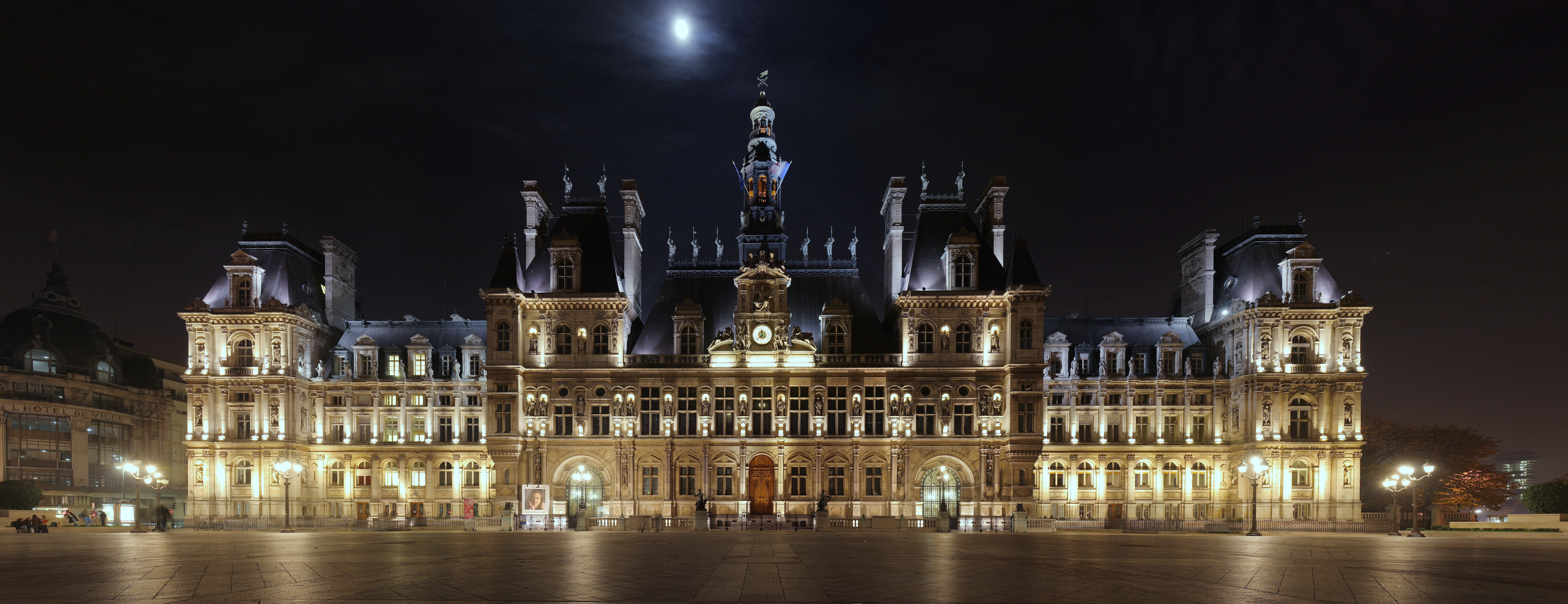
L'hôtel de ville de Paris la nuit.

Le statut de la ville de Paris a changé plusieurs fois.
Lors de son extension territoriale de 1860, Paris est divisée en vingt arrondissements municipaux, en remplacement des douze arrondissements qui existaient depuis le 11 octobre 1795, et en dix-huit circonscriptions électorales.

Du 26 mars au 22 mai 1871, Paris fut le siège d'un pouvoir insurrectionnel, la Commune de Paris, avec une assemblée démocratiquement élue. La Troisième République fut dirigée au début par des conservateurs effrayés par cet épisode. Ceux-ci édictèrent la loi du 5 avril 1884, qui donnait le pouvoir exécutif au préfet de la Seine et les pouvoirs de police au préfet de police. Le conseil de Paris, élu lors des élections municipales, désignait chaque année un président dont la fonction était principalement représentative. Paris n'avait alors pas de maire. Le budget de la ville devait être approuvé par l'État.

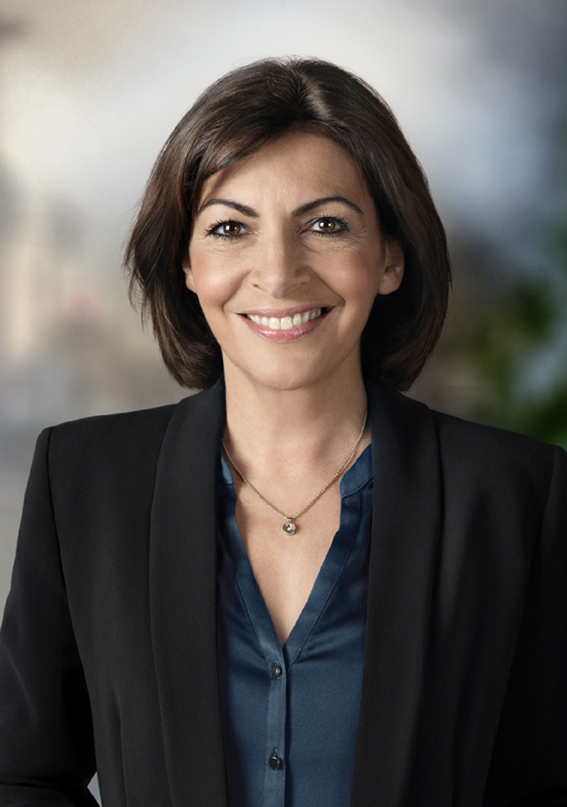
Anne Hidalgo, actuelle maire de Paris (depuis 2014).

La réorganisation de la région parisienne qui entre en vigueur le 1er janvier 1968 fait de Paris à la fois une commune et un département : le conseil municipal de Paris et le conseil général de la Seine sont remplacés par le conseil de Paris, qui exerce à la fois les compétences d'un conseil municipal et celles d'un conseil général. Le conseil de Paris est mis en place au 1er janvier 1968, mais il faut attendre la loi du 31 décembre 1975 (entrée en vigueur lors des élections municipales de 1977) pour que Paris retrouve un statut similaire à celui des autres communes avec la restauration du poste de maire de Paris, élu par le conseil de Paris et détenteur du pouvoir exécutif. Des commissions d'arrondissements, dont les membres sont choisis à parité entre les électeurs, le maire de Paris et le Conseil de Paris, ont un rôle consultatif et d'animation. Le préfet de police, nommé par l'État, conserve les pouvoirs de police. Enfin, la loi PLM du 31 décembre 1982, entrée en vigueur à Paris lors des élections municipales de 1983, porte à 163 le nombre de conseillers de Paris, étend les pouvoirs du conseil de Paris (principalement en matière budgétaire) et crée les conseils d'arrondissements.
À partir de 1987, sur le plan administratif, la fusion des services de la commune et du département imbrique profondément les deux institutions que sont la commune et le département. En 2015, la Chambre régionale des comptes, appuyée par la maire de Paris, recommande de fusionner le département de Paris et la commune de Paris en une collectivité unique. La maire de Paris propose en janvier 2016 un vœu au conseil municipal reprenant cette proposition, mais aussi la fusion des quatre premiers arrondissements à l'horizon 2020. La population de ce nouvel arrondissement serait alors d'un peu plus de 100 000 habitants. Un projet de loi est présenté en août 2016 et la loi est promulguée en février 2017,. Le 1er janvier 2019, le département et la commune fusionnent en une collectivité à statut particulier, la « Ville de Paris », exerçant à la fois les compétences du département et de la commune.
Le 11 juillet 2020, à la suite des élections municipales de mars et juin 2020, les quatre premiers arrondissements sont regroupés dans un secteur unique (le secteur 1) appelé Paris Centre, sans que ces arrondissements ne disparaissent pour autant. Chacun des autres arrondissements constitue un secteur propre (de même numéro que l'arrondissement).

### Intercommunalité

La métropole du Grand Paris (MGP) est la principale intercommunalité en Île-de-France. Elle regroupe Paris, les communes de la petite couronne et sept communes de la grande couronne.

Contrairement aux autres métropoles françaises, il n'a longtemps pas existé d'intercommunalité à fiscalité propre entre Paris et sa banlieue. Paris n'était que membre de certains syndicats intercommunaux comme le Syndicat interdépartemental pour l'assainissement de l'agglomération parisienne (SIAAP) ou le Syndicat des transports d'Île-de-France (STIF), après avoir longtemps externalisé ses équipements, tels les cimetières ou usines d'incinération, hors de Paris. Le territoire parisien ne couvre que le centre de la métropole, contrairement aux autres grandes métropoles internationales. Ce manque structurel est considéré comme un des problèmes majeurs de l'agglomération parisienne, alors que l'organisation des besoins collectifs (transports, logement, etc.) dépassent de loin le cadre communal. La région Île-de-France ne peut organiser la métropole alors que 80 % de l'espace régional reste rural.
La fiscalité locale est de même très concentrée dans certaines communes riches en entreprises et/ou populations aisées. C'est le cas exemplaire de Neuilly-sur-Seine qui bénéficie des rentrées fiscales d'une population parmi les plus aisées de France et de nombreuses entreprises de La Défense, tout en ne comptant que 2,8 % de logements sociaux, alors que les charges qu'entraîne l’afflux sur un territoire de populations de conditions modestes sont supportées par des communes qui n’ont pas toujours la possibilité de trouver dans leurs limites administratives les ressources nécessaires pour les compenser. A contrario, Clichy-sous-Bois est ainsi une des villes les plus pauvres du pays qui cumule une population jeune et défavorisée avec des ressources fiscales propres très limitées, vivant essentiellement de dotations de l'État ne permettant pas d'assurer des services comparables à ceux des communes aisées.
Ces difficultés, manifestes après les émeutes de 2005 dans les banlieues françaises, sont à l'origine de la Conférence métropolitaine de l’agglomération parisienne qui s'est réunie à l'initiative de la ville de Paris pour la première fois en mairie de Vanves le 7 juillet 2006, après que l'adjoint Pierre Mansat a renoué le dialogue de Paris avec les communes riveraines. Le président de la République Nicolas Sarkozy se saisit de cet enjeu dans son discours du 26 juin 2007, critiquant le projet de schéma directeur de la région Île-de-France (SDRIF), se disant repenser « l'organisation des pouvoirs » et créer une communauté urbaine, imposant de fait la vision d'une reprise en main par l'État,. Le projet heurte de nombreux élus locaux de l'agglomération. Christian Blanc puis Maurice Leroy sont chargés de la Région Capitale au gouvernement. La Société du Grand Paris reçoit pour mission de construire le projet de métro automatique Grand Paris Express. Mais c'est le gouvernement Ayrault qui donne après 2012 une traduction institutionnelle au périmètre identifié par le projet de transports en créant la Métropole du Grand Paris, définie par la loi du 27 janvier 2014 dans le cadre de l'Acte III de la décentralisation. Au 1er janvier 2016, elle regroupe Paris, les communes de la petite couronne et sept communes de la grande couronne.

### Liste des maires
| Période      | Période      | Identité         | Étiquette | Qualité |
| ------------ | ------------ | ---------------- | --------- | --- |
| 20 mars 1977 | 16 mai 1995  | Jacques Chirac   | RPR       | Haut fonctionnaire Membre (1968-1982) et président (1970-1979) du conseil général de la Corrèze Député de la Corrèze (1967, 1968, 1973, 1976-1986, 1988-1995) Secrétaire d'État (1967-1971), ministre (1971-1974), Premier ministre (1974-1976 et 1986-1988), Président de la République (1995-2007) |
| 22 mai 1995  | 25 mars 2001 | Jean Tiberi      | RPR       | Magistrat Premier adjoint au maire de Paris (1983-1995), maire du 5e arrondissement (1983-1995 et 2001-2014) Député de Paris (1968-2012) Secrétaire d'État (1976) |
| 25 mars 2001 | 5 avril 2014 | Bertrand Delanoë | PS        | Conseiller en communication Conseiller de Paris (1977-2014) Député (1981-1986), puis sénateur (1995-2001) de Paris |
| 5 avril 2014 | En cours     | Anne Hidalgo     | PS        | Inspectrice du travail Première adjointe au maire de Paris (2001-2014) Conseillère régionale d'Île-de-France (2004-2014) |

La particularité du mode de scrutin par arrondissement fait que lors de sa première élection en 2001, Bertrand Delanoë était minoritaire en nombre de voix, mais avait été élu grâce à un nombre supérieur de conseillers de Paris.

#### Récapitulatif de résultats électoraux récents
| Scrutin              | 1er tour | 1er tour | 1er tour | 1er tour | 1er tour | 1er tour | 1er tour | 1er tour | 1er tour | 1er tour | 1er tour  | 1er tour | 2d tour     | 2d tour     | 2d tour     | 2d tour     | 2d tour     | 2d tour     | 2d tour     | 2d tour     | 2d tour     | 2d tour     | 2d tour     | 2d tour     |
| Scrutin              | 1er      | 1er      | %        | 2e       | 2e       | %        | 3e       | 3e       | %        | 4e       | 4e        | %        | 1er         | 1er         | %           | 2e          | 2e          | %           | 3e          | 3e          | %           | 4e          | 4e          | %           |
| -------------------- | -------- | -------- | -------- | -------- | -------- | -------- | -------- | -------- | -------- | -------- | --------- | -------- | ----------- | ----------- | ----------- | ----------- | ----------- | ----------- | ----------- | ----------- | ----------- | ----------- | ----------- | ----------- |
| Municipales 2014     |          | UMP      | 35,91    |          | PS       | 34,40    |          | EELV     | 8,86     |          | FN        | 6,26     |             | PS          | 53,33       |             | UMP         | 44,06       | Pas de 3e   | Pas de 3e   | Pas de 3e   | Pas de 4e   | Pas de 4e   | Pas de 4e   |
| Européennes 2014     |          | UMP      | 22,61    |          | PS       | 19,16    |          | EELV     | 13,77    |          | UDI-MODEM | 12,54    | Tour unique | Tour unique | Tour unique | Tour unique | Tour unique | Tour unique | Tour unique | Tour unique | Tour unique | Tour unique | Tour unique | Tour unique |
| Régionales 2015      |          | UCD      | 32,93    |          | PS       | 31,42    |          | EELV     | 10,92    |          | FN        | 9,66     |             | PS          | 49,64       |             | UCD         | 44,26       |             | FN          | 6,10        | Pas de 4e   | Pas de 4e   | Pas de 4e   |
| Présidentielles 2017 |          | EM       | 34,83    |          | LR       | 26,45    |          | LFI      | 19,56    |          | PS        | 10,18    |             | EM          | 89,68       |             | FN          | 10,32       | Pas de 3e   | Pas de 3e   | Pas de 3e   | Pas de 4e   | Pas de 4e   | Pas de 4e   |
| Européennes 2019     |          | LREM     | 32,92    |          | EELV     | 19,94    |          | LR       | 10,18    |          | PS        | 8,17     | Tour unique | Tour unique | Tour unique | Tour unique | Tour unique | Tour unique | Tour unique | Tour unique | Tour unique | Tour unique | Tour unique | Tour unique |
| Municipales 2020     |          | PS       | 29,33    |          | LR       | 22,72    |          | LREM     | 18,04    |          | EELV      | 10,79    |             | PS          | 48,49       |             | LR          | 34,31       |             | LREM        | 13,04       | Pas de 4e   | Pas de 4e   | Pas de 4e   |
| Régionales 2021      |          | LR       | 32,90    |          | EELV     | 17,97    |          | LREM     | 14,05    |          | PS        | 12,87    |             | LR          | 43,23       |             | UGE         | 41,32       |             | LREM        | 10,06       |             | RN          | 5,39        |
| Présidentielle 2022  |          | LREM     | 35,34    |          | LFI      | 30,08    |          | REC      | 8,16     |          | EELV      | 7,61     |             | LREM        | 85,11       |             | RN          | 14,89       | Pas de 3e   | Pas de 3e   | Pas de 3e   | Pas de 4e   | Pas de 4e   | Pas de 4e   |

### Budget et fiscalité
Le budget primitif 2011 (ville et département) s’élevait à 8,582 milliards d’euros dont 6,906 milliards d’euros consacrés au fonctionnement et environ 1,676 à l’investissement. L'encours de dette s’élevait à 2,696 milliards d’euros. Les emprunts garantis par le département de Paris en 2008 s'élevaient à 26,6 milliards d'euros.
Après une stabilité entre 2000 et 2008, les taux d’imposition ont été augmentés en 2009 et sont portés à 9,59 % pour la taxe d'habitation, 7,75 % pour la taxe sur le foncier bâti, 14,72 % pour la taxe sur le foncier non bâti et 13,46 % pour la taxe professionnelle,. La fiscalité représente 55 % des recettes de la ville. Paris est l'une des quinze grandes villes françaises (de plus de 1 000 000 habitants) n'ayant pas augmenté ses taux d'impôt foncier en cinq ans. Cette stabilité ne concerne que les taux d'imposition. La bulle immobilière qui s'est développée pendant toute la première mandature de M. Delanoë a permis une hausse extrêmement importante des rentrées fiscales assises sur l'immobilier. Le nombre des transactions en même temps que leur valeur a considérablement augmenté. Cette bulle fiscale a permis d'accroître les effectifs de la Mairie de Paris de 40 à 49 000 agents (73 000 agents, en 2013, pour la mairie et le département de Paris selon l’Ifrap). L'explosion de cette bulle immobilière temporaire laisse la mairie avec un excédent de dépenses permanentes à financer autrement. C'est pourquoi Bertrand Delanoë a annoncé en 2008 la création d'une nouvelle taxe départementale de 3 % sur le foncier (payée uniquement par les propriétaires) et une hausse des taux de l'impôt foncier. Pour la période 2007-2012, l'Union nationale de la propriété immobilière (UNPI) calcule que Paris est la ville qui a connu la progression nationale la plus forte de sa taxe foncière (+ 67,90 % contre 21,17 % en moyenne), en raison notamment de la création de ce taux départemental,,.
Après six années sans aucune hausse des taux des impôts locaux (2001 à 2008 inclus) votés par les élus parisiens, puis deux années de hausse (2009 et 2010), la municipalité s'est engagée à ne plus augmenter le taux des 4 impôts locaux. Selon le magazine Capital de juin 2010, Paris reste la grande ville avec les plus faibles montants d'impôts locaux.
Le taux d'endettement de la Mairie de Paris (ville et département) est à 39 % de ses ressources, bien moins que la moyenne nationale des grandes villes (89 %). La ville bénéficie, pour 2010 et 2011, de la note maximale des agences de notation financière, le « AAA », qui permet d'emprunter aux meilleurs taux pour investir et construire. À la suite de la forte augmentation de la dette, un « quasi-quadruplement de la dette de Paris entre 2001 et 2014 », les agences de notation rétrogradent Paris en 2012 et 2013 à la note de AA+.
Dans un livre intitulé Comptes et légendes de Paris, Bilan de la gestion Delanoë (2011), le journaliste Dominique Foing analyse, sur la base des rapports de l'Inspection générale de la ville de Paris et de la chambre régionale des comptes d'Île-de-France, la gestion des années 2001-2011 de la ville de Paris : les dépenses municipales auraient augmenté de 44,45 % (« le produit fiscal, fiscalité immobilière incluse, collecté sur les contribuables parisiens est passé de 1,7 milliard d'euros au budget 2001 à 2,5 milliards d'euros au budget 2008, soit 47 % d'augmentation »), signifiant pour ceux-ci une hausse des recettes des impôts de 70 % entre 2001 et 2011 ; concomitamment, les dépenses de fonctionnement se seraient accrues de deux milliards d'euros, la dette, relativement faible en 2011, augmentant d'un milliard d'euros,.
Depuis 2011, les taux d’imposition ont été portés à 13,38 % pour la taxe d'habitation, à 8,37 % pour la taxe foncière sur les propriétés bâties, à 16,67 % pour la taxe foncière sur les propriétés non bâties et 16,52 % pour la cotisation foncière des entreprises (CFE).
Selon les comptes individuels des communes, la dette de la Ville de Paris atteint le montant « stratosphérique », selon le magazine Capital, de 7,71 milliards d’euros au 1er janvier 2021, ce qui correspond à une augmentation de 867 millions d’euros par rapport à l’endettement évalué à 6,84 milliards d’euros, un an plus tôt. La dette par habitant s’élève ainsi à 3 498 euros au 1er janvier 2021, soit une augmentation de 401 euros pour chaque Parisien en un an. Anne Hidalgo justifie le surplus d’endettement enregistré en 2020 par les effets de la crise sanitaire qui a créé, selon les chiffres de la mairie, une perte de recettes de 523 millions d’euros et conjointement une augmentation des dépenses de 239 millions d’euros pour la seule année 2020. Le budget d’investissements de 1,45 milliard d’euros voté par la municipalité a, selon Capital, largement contribué au déséquilibre de la balance (végétalisation de la Concorde, rénovation de base des piliers de la Tour Eiffel, arborisation du pont d’Iéna, etc.). Sous la gouvernance d'Anne Hidalgo, soit depuis 2014, l’encours de la dette qui s’élevait à 3,71 milliards d’euros, a augmenté de 110 %. La Ville conteste néanmoins le montant (7,71 milliards d’euros) du ministère de l’Économie et des finances en opposant le chiffre de 6,62 milliards d’euros, qui apparaît dans les comptes administratifs de la mairie. Ce décalage d’un milliard d’euros s’explique par une astuce comptable, la Ville exigeant des offices HLM le versement de loyers avec trente ans d’avance.
En novembre 2022, revenant sur sa promesse de campagne des municipales de 2020 de ne pas toucher aux impôts locaux, Anne Hidalgo annonce vouloir proposer de faire passer le taux de la taxe foncière de 13,5 % à 20,5 % en 2023, soit une augmentation de plus de 50 %. Elle justifie cette décision par la situation financière difficile de la capitale. Cette mesure demandée par les Verts, membres de la majorité municipale - devrait engranger 586 millions d'euros supplémentaires dans les caisses de la Ville.
La Ville de Paris soutient financièrement près de 2 600 associations pour des missions dont certaines sont parfois très éloignées du quotidien des Parisiens. La polémique revient régulièrement quant à l’utilisation de ces subventions en particulier alors que la ville se rapproche des 7 milliards d’euros de dettes. Selon Le Parisien, plusieurs rapports ont pointé le manque de contrôles opérés par la Ville sur ces soutiens financiers.

### Instances judiciaires et administratives
Le tribunal de grande instance de Paris est situé dans le Palais de Justice, sur l'île de la Cité. C'est la juridiction qui traite le plus grand nombre d'affaires en France. Dans chaque arrondissement se trouve un tribunal d'instance. Dessinée par Renzo Piano, la Cité judiciaire de Paris, achevée en 2017 porte de Clichy, réunit l’ensemble des services du TGI dispersés entre l’Île de la Cité et quatre autres sites, le tribunal de police et les tribunaux d’instance.

Le Tribunal de Paris aux Batignolles.

Le tribunal de commerce de Paris se situe quant à lui quai de Corse, également sur l'île de la Cité. Le tribunal de police de Paris est installé rue de Cambrai, dans le 19e arrondissement, et le conseil de prud’hommes de Paris rue Louis-Blanc, dans le 10e arrondissement.
Outre les tribunaux de la ville, les tribunaux de plusieurs départements relèvent de la Cour d'appel de Paris : la Seine-et-Marne, l'Essonne, la Seine-Saint-Denis, le Val-de-Marne et l'Yonne. Le ressort de cette cour concerne 12,6 % de la population française, soit 7 605 603 personnes en 2004. Les autres départements d'Île-de-France ainsi que l’Eure-et-Loir dépendent, eux, de la cour d'appel de Versailles.
Dans l'ordre administratif, Paris est du ressort du tribunal administratif de Paris. Les appels sont portés devant la Cour administrative d'appel de Paris, laquelle connaît aussi les appels des tribunaux administratifs de Mata-Utu, Melun, de la Nouvelle-Calédonie et de la Polynésie française. À Paris siègent également les juridictions nationales suprêmes : Conseil constitutionnel, Cour de cassation et Conseil d'État.
À Paris, certaines prisons sont restées célèbres : le Grand Châtelet (sur la rive droite) abritait la prison du roi, et son annexe, le Petit Châtelet (au débouché du Petit-Pont sur la rive gauche), lieu d'incarcération à partir du XIVe siècle, fut démoli en 1782. Trois prisons sont devenues des symboles historiques : la Conciergerie, la Bastille et le donjon de Vincennes. Le Palais de justice possédait sa propre prison, la Conciergerie, qui après avoir accueilli parmi d'autres les Girondins et Marie-Antoinette pendant la Révolution française, continua à servir de prison temporaire jusqu'en 1914. La Bastille, édifiée à partir de 1370 et devenue exclusivement prison d'État sous Richelieu, constituait contrairement à l'idée générale une prison de « luxe » pour un nombre de prisonniers n'excédant jamais la quarantaine. Le donjon de Vincennes, également prison d'État jusqu'en 1784, mais plus résidence surveillée que véritable lieu d'incarcération, continua à servir occasionnellement de prison jusque sous le Second Empire.
Il subsiste une seule prison à Paris, la prison de la Santé, ouverte en 1867. Les principales prisons franciliennes se situent maintenant à Fresnes et Fleury-Mérogis, auxquelles il faut ajouter la maison centrale de Poissy.
L'hygiène est gérée par le service municipal d'actions de salubrité et d'hygiène de la ville de Paris.

### Criminalité
Le centralisme parisien explique également que la ville soit parfois victime d'attentats. Aussi bien sous Napoléon Ier ou, plus proche de nous, lors de l'attentat du RER B à Saint-Michel en juillet 1995 ou au moment de ceux du 13 novembre 2015, l'histoire parisienne est ponctuée de ces événements à haute valeur symbolique, ce qui n'est pas sans conséquence sur la vie quotidienne dans la ville, particulièrement avec la mise en place du plan Vigipirate qui voit une présence renforcée de policiers, gendarmes et militaires près des lieux touristiques et stratégiques de la capitale.
La région Île-de-France totalise à elle seule plus du quart des crimes et délits commis en France métropolitaine. Au sein de la région, la grande couronne, la petite couronne et Paris intra-muros comptabilisent chacune environ un tiers du total des faits constatés. La typologie de la criminalité parisienne reste largement dominée par les vols qui représentent les deux tiers des crimes et délits. En 2006, 255 238 faits ont été comptabilisés soit un taux de criminalité de 118,58 actes pour 1 000 habitants (crimes et délits), ce qui représente près du double de la moyenne nationale (61,03 ‰) mais se situe dans la moyenne des grandes villes de France (Lyon : 109,22, Lille : 118,93, Nice : 119,52, Marseille : 120,62). La part des femmes mises en cause est inférieure à 15 % (légèrement sous la moyenne nationale) et la part des mineurs est de 11,02 % soit sept points de moins que la moyenne française de 18,33 %. À l'inverse, la part des étrangers (résidents en France titulaires d'une carte de séjour) est supérieure à la moyenne française de 20,73 %,.
Les premiers mois de 2019 montrent, après une augmentation en 2018, une hausse de la quasi-totalité des indicateurs statistiques de la délinquance. En octobre 2019, les atteintes volontaires à l'intégrité physique ont ainsi augmenté de 9 % à Paris intra-muros (plus de 35 000 agressions depuis le début de cette année).

### Le centralisme parisien
Cette situation résulte d’une longue évolution, en particulier des conceptions centralisatrices des monarchies et des républiques, qui donnent un rôle considérable à la capitale dans le pays et tendent à y concentrer les institutions. Depuis les années 1960, les politiques gouvernementales oscillent toutefois entre déconcentration et décentralisation. La macrocéphalie dont est atteinte la ville se concrétise par la convergence de la plupart des réseaux routiers et ferroviaires du pays en son centre et des écarts démographiques et économiques disproportionnés entre la capitale et la province.

### Jumelages
Paris est jumelée avec une seule ville, Rome, depuis 1956, avec le slogan « Seule Paris est digne de Rome ; seule Rome est digne de Paris » (en italien « Solo Parigi è degna di Roma; solo Roma è degna di Parigi »),.
La ville a également conclu des pactes d'amitié et de coopération avec de nombreuses villes dans le monde, dont Tokyo en 1982, Tel-Aviv en 1985, Berlin en 1987, Madrid en 2000 et Dakar en 2011.

## Une ville internationale
Paris joue un rôle culturel, diplomatique, politique, militaire et économique de tout premier plan dans l'histoire de l'Europe et du monde depuis le Moyen Âge. À cette époque elle est l'un des principaux foyers intellectuels du monde. Aux XVIIe et XVIIIe siècles, la France est la principale puissance européenne et donc mondiale. Du XVIe au XXe siècle, elle est la capitale de l'empire colonial français et de 1804 à 1814 elle est la capitale du Premier Empire.
En 2015, elle est élue la ville la plus admirée au monde.

### Diplomatie, armée
Sur le plan diplomatique, des événements internationaux s'y déroulent régulièrement, par exemple en 1948 y a été adoptée la Déclaration universelle des droits de l'homme, en 2008 y a été fondée l'Union pour la Méditerranée, en 2011 la Palestine y devient membre de l'UNESCO,, en 2015 y a été adopté l'Accord de Paris sur le climat, en 2017 s'y est tenu le One Planet Summit et en 2018 un sommet sur la Libye, en 2019 s'y est tenue la conférence internationale pour la paix et la solidarité, le sommet sur l'état de la biodiversité mondiale, une rencontre sur la guerre russo-ukrainienne, le 11 janvier 2021 s'y est tenu un nouveau One Planet Summit, le 17 mai 2021 une conférence internationale pour le Soudan, le 12 novembre 2021 une conférence internationale sur la Libye, le 13 décembre 2022 une conférence internationale sur la résilience des ukrainiens.
Paris est ainsi la capitale diplomatique de la France, qui, selon une étude américaine, serait devenue depuis 2017 le pays le plus influent au monde.
Le forum de Paris sur la paix, événement international portant sur les questions de gouvernance mondiale et de multilatéralisme créé en 2018 par Emmanuel Macron, président de la République française, se tient tous les ans à Paris.
En tant que capitale de la France, elle est également au cœur de l'histoire de l'Union européenne.
C'est aussi à Paris que se trouve le quartier général de l'armée française qui, en 2017, est classée deuxième en Europe derrière la Russie et cinquième au niveau mondial selon l'indice Power Index établi par GlobalFirePower. De 1950 au retrait de la France du commandement militaire de l'OTAN en 1967 Paris a été le siège du Grand Quartier général des puissances alliées en Europe.

### Institutions européennes et internationales, congrès internationaux

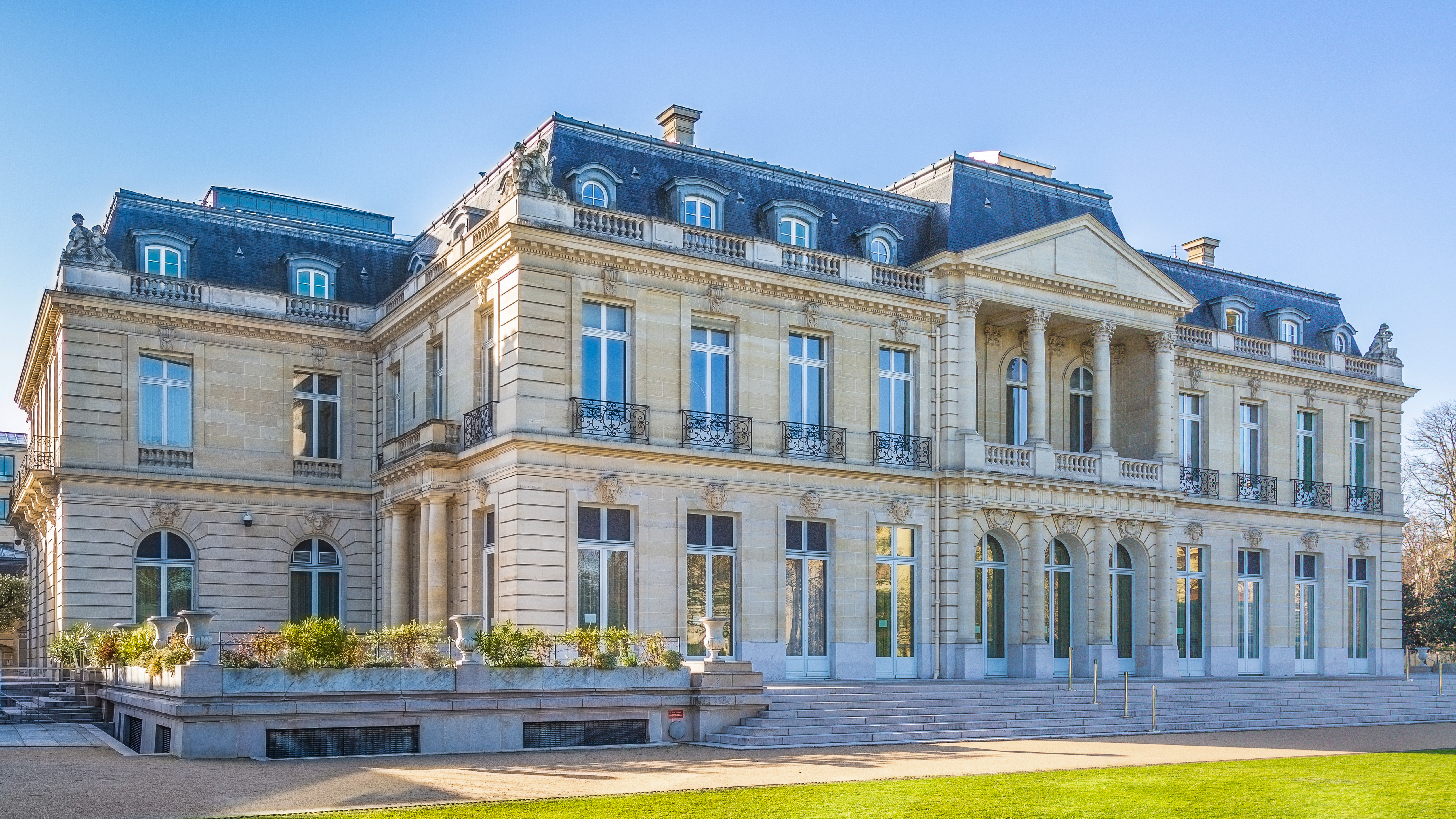
Château de la Muette, siège de l'OCDE.

Paris est le siège d'organismes européens tels l'Autorité européenne des marchés financiers (AEMF), l'Autorité bancaire européenne (ABE), l'Agence spatiale européenne (ASE).
Mais également de plusieurs organisations internationales comme l'UNESCO, l'OCDE, la Chambre de commerce internationale (ICC), le Groupe d'action financière (GAFI), le Bureau international des expositions (BIE).
En 2017, la région Île-de-France accueille plus d'institutions internationales (sept en Île-de-France) que Londres et New-York (deux à Londres et deux à New York).
Pour la deuxième année consécutive, Paris est en 2019 la ville qui accueille le plus de congrès internationaux au monde.

### Économie, banque, finance, Bourse, assurance, startups, médias

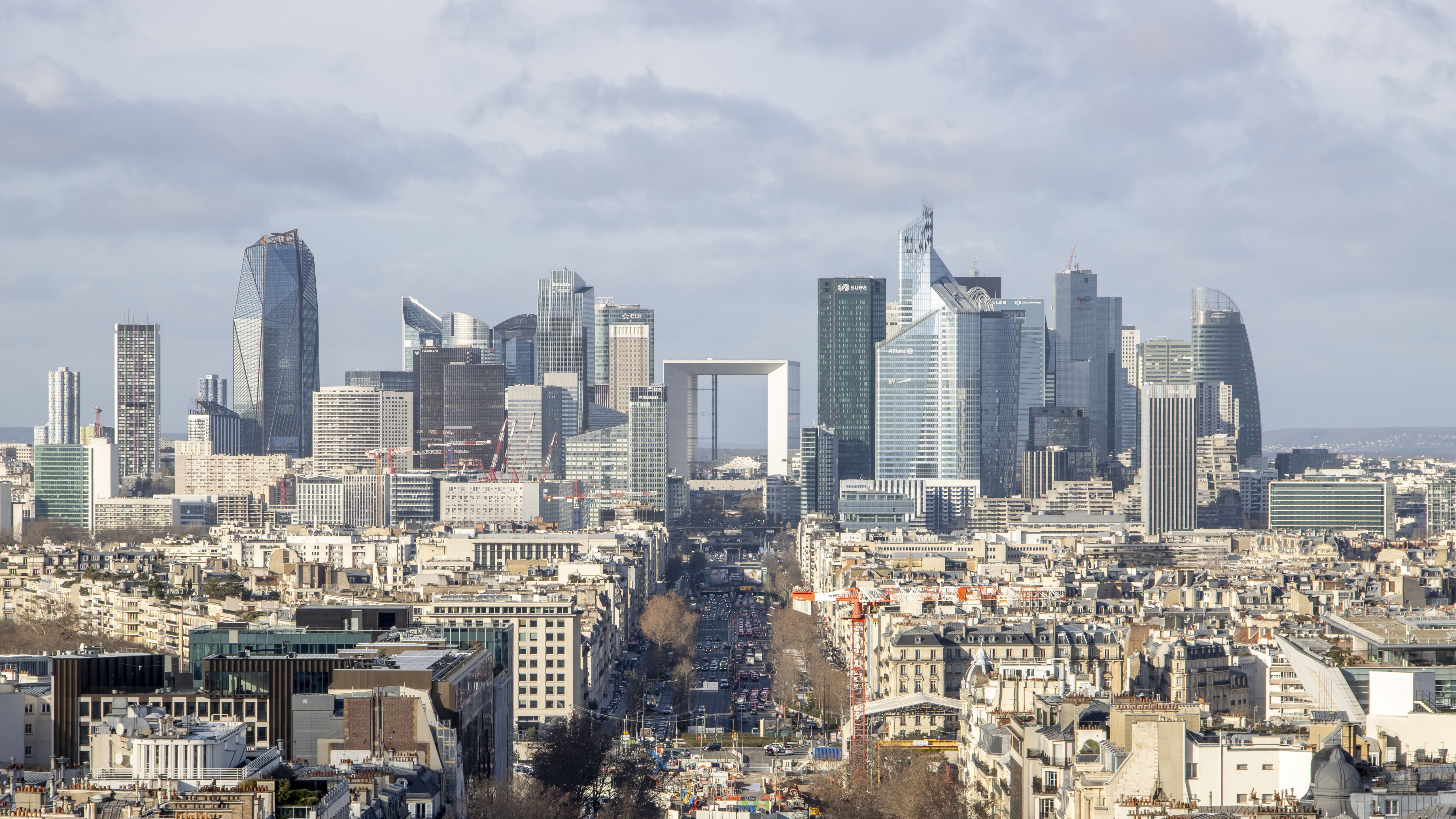
Le quartier d'affaires de La Défense.

En 2017, la région Île-de-France accueille plus de sièges sociaux de très grandes entreprises (vingt-sept sièges de sociétés du Fortune Global 500 en Île-de-France) que New York et que Londres (dix-sept à New York, seize à Londres),.
En 2017, le quartier d'affaires de La Défense est le plus grand d'Europe, le deuxième au niveau mondial derrière Singapour pour son dynamisme immobilier, et le quatrième en matière d'attractivité.
La capitale française accueille le siège de quatre banques parmi les dix plus importantes d'Europe. Au niveau mondial, elle accueille le siège de deux des dix plus grandes banques mondiales (BNP Paribas à Paris et Crédit agricole à Montrouge dans la métropole du Grand Paris),. Enfin, plusieurs banques ont transféré des équipes de Londres à Paris depuis le début du Brexit ce qui représente plusieurs milliers d'emplois dans la banque,,,.
Pascale D'Amore, rédactrice en chef déléguée de Décideurs magazine, rapporte en 2019 : « Paris est le deuxième marché de l'assurance en Europe et la première Bourse d'actions de la zone euro ».
Philippe Allard, directeur de cabinet au sein de l’ABE, écrit : « Paris est un centre financier de taille, qui ne craint pas la comparaison avec Londres ».
Le 14 novembre 2022 la capitalisation boursière de la place parisienne est devenue la première d'Europe devant Londres,,,. Par ailleurs, LVMH est la première capitalisation européenne,.
La place financière de Paris est classée cinquième en 2023 presque à égalité avec la quatrième Tokyo.
La place de Paris accueille trente-trois entreprises françaises leaders mondiales dans leur secteur.
Elle accueille le siège du premier groupe d'assurance européen (AXA),, mais aussi le siège européen du groupe d'assurance Chubb.
Le siège social de Renault, qui dirige l'alliance Renault-Nissan-Mitsubishi, premier groupe automobile mondial au premier semestre 2017, est installé à Boulogne-Billancourt, dans la métropole du Grand Paris.
À Paris se trouve la Station F qui est le plus grand campus de startups au monde.
La métropole du Grand Paris accueille également le siège des principaux groupes télévisuels français (Groupe TF1, France Télévisions, France Info). À Boulogne-Billancourt se trouve le siège de TF1 qui est la première chaîne commerciale en Europe. Il y a aussi le siège de France Médias Monde, des chaines de télévision France 24 et TV5 Monde, et de RFI, qui émettent à l'international. TV5 Monde est l'un trois plus grands réseaux mondiaux de télévision avec MTV et CNN.

### Coût de la vie, fortunes françaises
Paris est l'une des villes les plus chères au monde : en 2018, elle a été classée comme la plus chère à vivre à égalité ou devant Singapour et Hong Kong. En 2019, elle est encore la ville la plus chère au monde ex æquo avec Singapour et Hong Kong,. The Economist écrit qu'en 2020, elle est la ville la plus chère au monde ex æquo avec Zurich et Hong Kong, et en 2021 deuxième ex æquo avec Singapour (la première est Tel-Aviv et Londres est absente du classement des dix premières),. Ce classement a été établi à partir d'un panel de plus de 200 produits et services de consommation (loyers, alimentation, tabac, boissons, loisirs, électroménagers, carburants, vêtements, etc.),.
Paris compte cinq des rues les plus chères d'Europe dont l'avenue des Champs-Élysées qui est l'artère commerçante la plus chère devant, notamment, celles de Londres, Milan, Zurich, Vienne. Elle fait partie des cinq rues les plus chères au monde.
Parmi les fortunes françaises installées en région parisienne, on retrouve Bernard Arnault, PDG de LVMH, premier groupe mondial dans le secteur du luxe, qui possède la plus grosse fortune de la planète,.
Liliane Bettencourt (1922-2017), en 2016 femme la plus fortunée au monde et 11e fortune mondiale, a vécu à Neuilly-sur-Seine. Sa fille, Françoise Bettencourt Meyers, est la femme avec la plus grosse fortune au monde depuis 2021,.

### Luxe, haute couture, joaillerie et accessoires

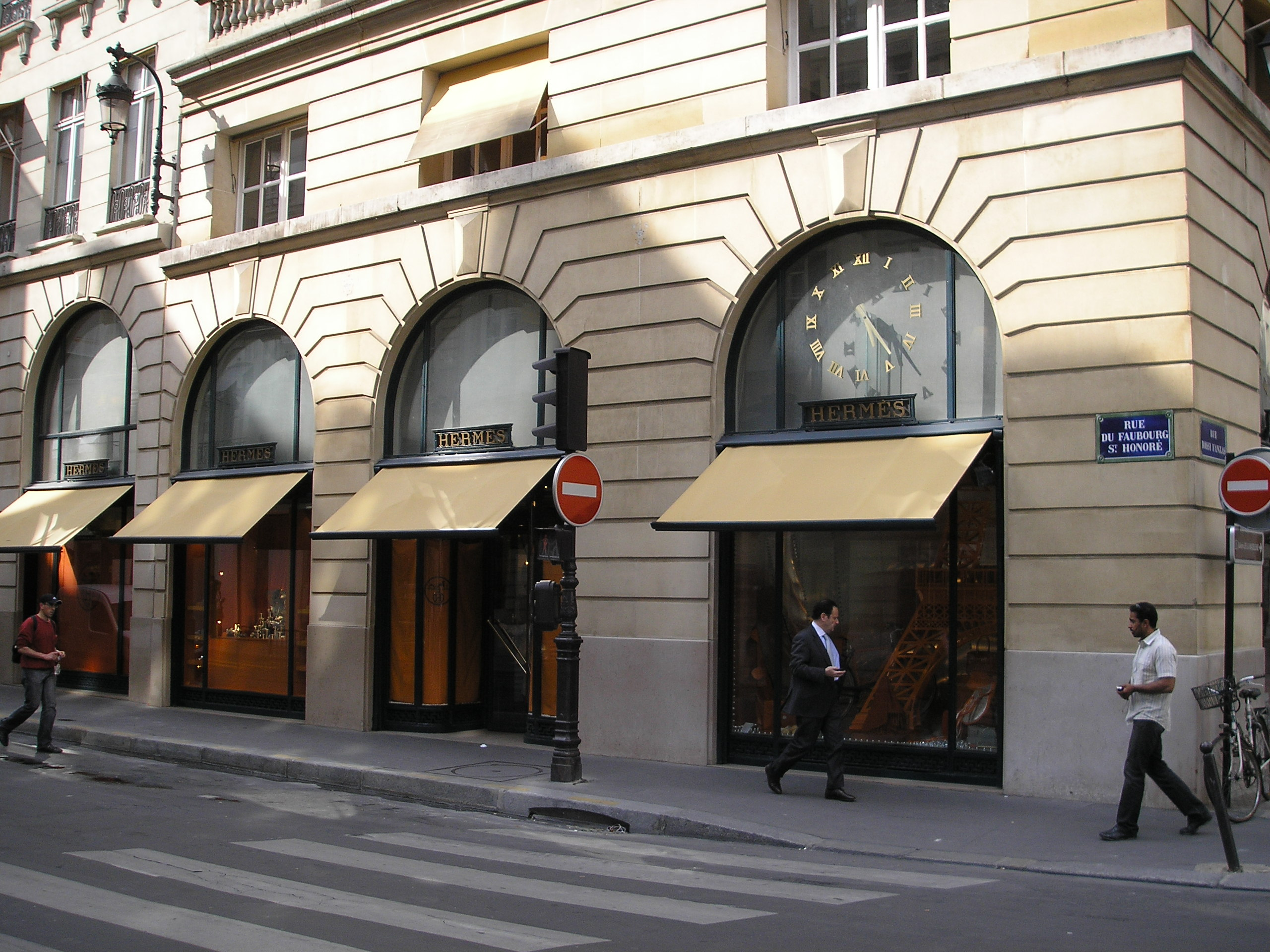
La boutique Hermès, rue du Faubourg-Saint-Honoré à l'angle avec la rue Boissy-d'Anglas, deux des plus luxueuses rues de Paris.

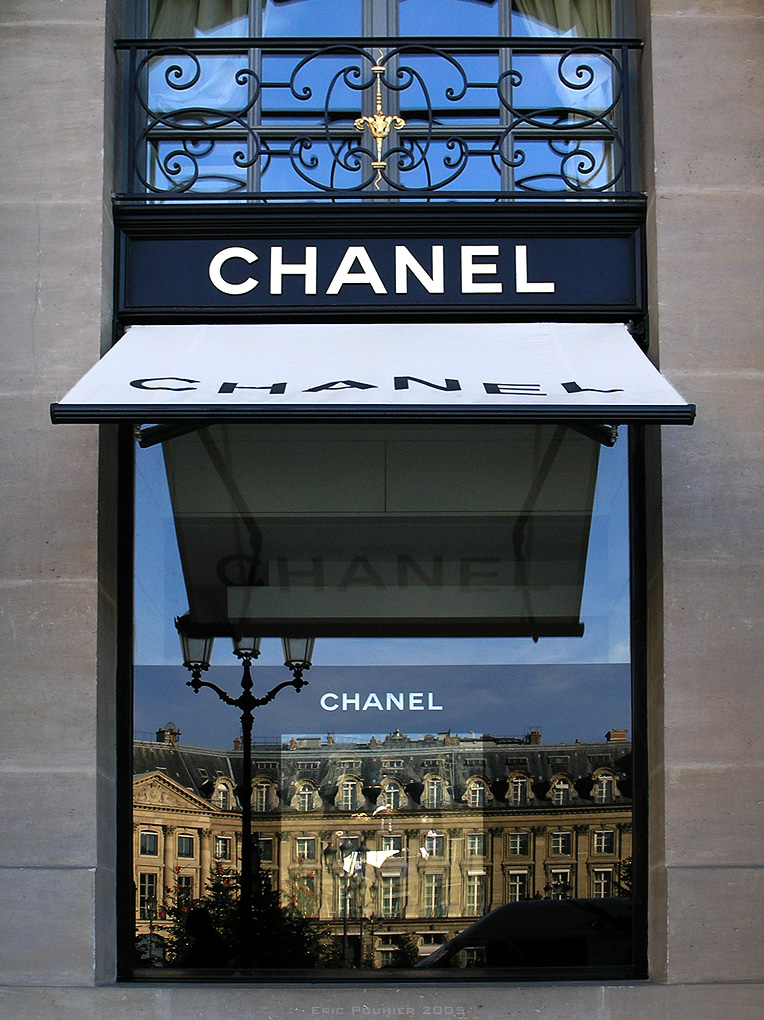
Boutique Chanel, place Vendôme.

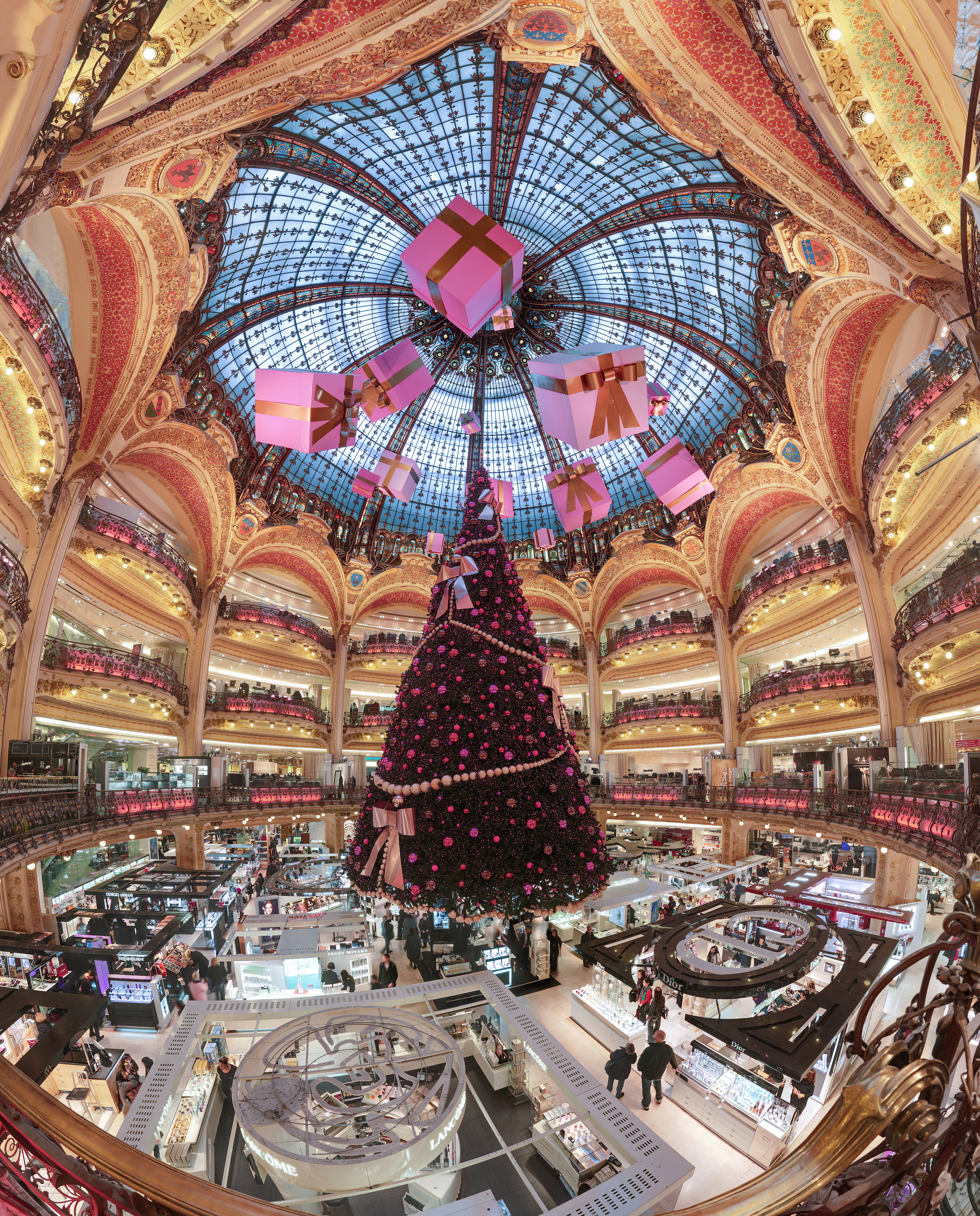
Les Galeries Lafayette, boulevard Haussmann.

Paris est la capitale mondiale du luxe selon une étude publiée en 2019 par le cabinet Brand Finance.
Ce que l'on appelle « la mode » a une très ancienne origine en France où elle remonte au XIVe siècle, puis se développe à la Cour de Versailles de Louis XIV à Louis XVI où Rose Bertin fournissait la reine Marie-Antoinette en robes. Sous le Premier Empire, Louis Hippolyte Leroy fonde sa maison de mode, il devient le fournisseur de l'impératrice et de plusieurs cours d'Europe.
Lanvin, créée en 1889 par Jeanne Lanvin, est la plus ancienne maison de couture française encore en activité.
En 1900, il existait une vingtaine de maisons labellisées « haute couture » à Paris, en 1946 une centaine, et plus que quinze au début des années 2000. À la fin des années 2010, parmi les plus anciennes et les plus prestigieuses figurent Chanel, Dior, Yves Saint Laurent ; d'autres sont également installées à Paris comme Jean Paul Gaultier, Christian Lacroix, Pierre Balmain, nouveaux créateurs qui se font un nom au-delà de la France.
Ces maisons de haute couture excellent dans la mode, et parfois dans la parfumerie par l'entremise de sociétés tierces. Il faut rappeler que déjà sous l'Ancien Régime, la reine de France, Marie-Antoinette, avait un parfumeur, qui était également celui de la Cour, en la personne de Jean-Louis Fargeon. Ainsi, les parfums No 5 de Chanel ou Arpège, apparus dans les années 1920, sont devenus incontournables, tout comme Miss Dior dans les années 1940.
Depuis le XIXe siècle, à côté du marché de la mode se développe celui des accessoires avec la parfumerie, la maroquinerie, le prêt-à-porter, les bijoux, les sacs à main, les chaussures, avec Hermès (1837), Vuitton (1854), Lancôme (1935), Longchamp (1948), Givenchy (1952), Christian Louboutin (1991), Joseph Duclos, J.M. Weston, etc.
Au début du XXIe siècle, Paris doit faire face à la concurrence de New York, Londres et Milan, toutefois en 2020 la Semaine de la mode de Paris reste la plus prestigieuse des quatre principales semaines de défilés internationales et Paris reste la capitale de la mode,,. Par ailleurs, le statut « haute couture » n'existe qu'à Paris. Dans les autres villes ce ne sont que des défilés de prêt-à-porter.
La ville occupe ainsi une place éminente sur la scène mondiale dans les secteurs liés au luxe. En 2017, Paris s'est classée première ville dans le monde, devant Londres, pour le nombre d'ouvertures dans le secteur du luxe et des produits premium. Les boutiques sont essentiellement concentrées dans les 1er, 2e et 8e arrondissements : rue de la Paix, place Vendôme, rue Saint-Honoré, rue du Faubourg-Saint-Honoré, rue Royale, avenue Montaigne, entre autres. Sur la place Vendôme se trouvent notamment une boutique Cartier, les joailliers Chaumet et Boucheron, mais aussi Chanel et Dior. Rues Saint-Honoré et du faubourg Saint-Honoré se trouvent Louis Vuitton, Guerlain, d'autres grandes marques de luxe, et à l'angle avec la rue Boissy-d'Anglas, Hermès et Lanvin. Avenue Montaigne, le siège de Dior, une autre boutique Louis Vuitton, et des grands noms de la haute couture française et étrangère. Rue Cambon, la boutique historique de Chanel. À côté des marques françaises se trouvent également des marques de luxe étrangères (Chopard, Gucci, etc.).
À Paris se trouvent les sièges de Kering (famille Pinault actionnaire majoritaire, 3e groupe de luxe mondial) et de LVMH (Groupe Arnault actionnaire majoritaire, 1er groupe de luxe mondial), leaders mondiaux dans le secteur du luxe, mais aussi de nombreux points de vente ainsi que les boutiques de toutes les marques de luxe indépendantes ou affiliées à de grands groupes.
Paris est la ville qui compte le plus de palaces au monde : 12 en 2023.
Les marques de luxe françaises telles Chanel, groupe LVMH (Christian Dior, Louis Vuitton, etc.), groupe Kering (Yves Saint Laurent, Boucheron, Balenciaga, etc.), Hermès et L'Oréal sont les plus appréciées, les plus valorisées et les plus influentes au monde pour la mode et la beauté,,.
En 2019, six (dont les trois premières) des dix marques de luxe les plus rentables au monde sont françaises et ont leur siège social à Paris.
L'Oréal (famille Bettencourt actionnaire majoritaire) est numéro un mondial de l'industrie cosmétique,,, et le siège social du groupe est situé à Paris.
« LVMH — Kering — Hermès — L'Oréal. Un quatuor qui, selon divers classements et autres palmarès a hissé la France au firmament du luxe mondial. »
Des créateurs de renommée mondiale ont exercé leur métier à Paris, tels Charles Frederick Worth (1825-1895), Jeanne Paquin (1869-1936), Paul Poiret (1879-1944), Gabrielle Chasnel, dite Coco Chanel (1883-1971), Elsa Schiaparelli (1890-1973), Christian Dior (1905-1957), Pierre Balmain (1914-1982), Pierre Cardin (1922-2020), André Courrèges (1923-2016), Karl Lagerfeld (1933-2019), Paco Rabanne (1934-2023), Yves Saint Laurent (1936-2008), Kenzō Takada (1939-2020), Thierry Mugler (1948-2022), ou l'exerce toujours tel John Galliano (1960), etc.
En 2017, Paris a été classée comme la ville la plus élégante au monde.
En matière d'horlogerie, la marque française de montres haut de gamme et de luxe Herbelin possède une boutique à Paris.
Dans le secteur de l'immobilier de luxe, Paris se classe première au niveau mondial en 2023, comme déjà en 2020.
Paris est le siège du Comité Colbert qui fait la promotion à l'international du luxe à la française.
Paris est aussi une des capitales du shopping avec par exemple, les Galeries Lafayette ou le Printemps. La ville a vu naître les grands magasins modernes, fondés sur l'idée révolutionnaire, à l'époque, de présenter un assortiment large et profond, des prix fixes et apparents, un accès direct et une mise en valeur de la marchandise dans un espace de vente dont l'agencement, la composition et les décors ont été réfléchis. Le premier exemple du genre est Le Bon Marché, transformé en 1852.

### Œuvres d'art, langue française, culture, danse, fédérations
Au cœur de la capitale française, le Musée du Louvre est le musée d'art le plus grand et le plus visité au monde. C'est au sein de ce musée que se trouve La Joconde qui est le tableau le plus célèbre et l'objet d'art le plus visité au monde.
Tous les ans, se tenait, à Paris, la Foire internationale d'art contemporain (FIAC), « le plus grand musée du monde durant quatre jours ». Elle fut remplacée, en 2022, par le Paris + par Art Basel.
L'Organisation internationale de la francophonie (OIF) a son siège à Paris.
Elle est la ville ayant accueilli le plus grand nombre d'expositions internationales (sept depuis le XIXe siècle), devant les villes américaines, Londres, etc.
À Paris, se trouve le Ballet de l'Opéra national de Paris qui est la compagnie de danse classique la plus ancienne au monde (l'Académie royale de danse a été fondée en 1661 sous le règne du roi Louis XIV) et l'une des plus prestigieuses.
À Paris, se trouve également le siège de la fédération internationale de l'automobile (FIA).

### Enseignement, recherche
À Paris et dans son agglomération, se trouve la plupart des grandes écoles françaises.
Il y a aussi le campus de Paris-Saclay qui est un pôle de recherche international.
L'association Odysséa, créée dans le but de financer la recherche contre le cancer du sein, possède son siège à Paris, rue du Faubourg-Saint-Martin.

### Gastronomie
Le repas gastronomique des Français a été inscrit au patrimoine mondial de l'humanité en 2010.
Sur les dix meilleures tables du monde en 2018, quatre se trouvent à Paris, ce qui en fait la ville la mieux dotée au monde.
Dans le passé, des chefs cuisiniers ont officié à Paris comme Marie-Antoine Carême (1784-1833) par exemple. De nos jours, des chefs trois étoiles au guide Michelin exercent leur art culinaire ou ont certains de leurs établissements à Paris et dans son agglomération, tels Alain Ducasse, Guy Savoy, Yannick Alléno, Éric Frechon, Kei Kobayashi, Frédéric Anton, par exemple.
Depuis des siècles Paris est historiquement une capitale de la gastronomie comme le raconte l'historien Patrick Rambourg dans son Histoire du Paris gastronomique, du Moyen Âge à nos jours (2023).
Paris est également le siège d'entreprises dans la haute gastronomie française et également tournées vers l'international : Fauchon, Hédiard, Dalloyau, Debauve & Gallais, Potel et Chabot, Ladurée, par exemple.
Dans la banlieue parisienne, se trouve le marché d'intérêt national de Rungis qui est le plus grand marché au monde de produits agricoles.

### Monuments, tourisme, transports

#### Fréquentation et atouts
Environ 38 millions de touristes sont venus à Paris en 2019, un nouveau record battu avant la crise du Covid, permis par l'afflux des clientèles française et japonaise, et à la fidélité croissante des touristes Américains, malgré la demande croissante pour un tourisme durable. C'est près d'un cinquième de plus que les 32 millions de 2013, dont approximativement 15,5 millions d'étrangers, ce qui fait d'elle la ville la plus visitée au monde,.
La ville a également attiré 17,5 millions de visiteurs étrangers en 2018. Elle était en 2017 la sixième ville la plus visitée au monde et quatrième capitale selon Euromonitor. Elle a la première capacité hôtelière en Europe et des atouts importants pour les déplacements d'affaires (salons, événements, etc.) mais aussi plusieurs monuments de Paris inscrits au patrimoine mondial, comme la cathédrale Notre-Dame de Paris, monument le plus visité en Europe et l'un des plus visités, sinon le plus visité au monde jusqu'à son incendie partiel en 2019.

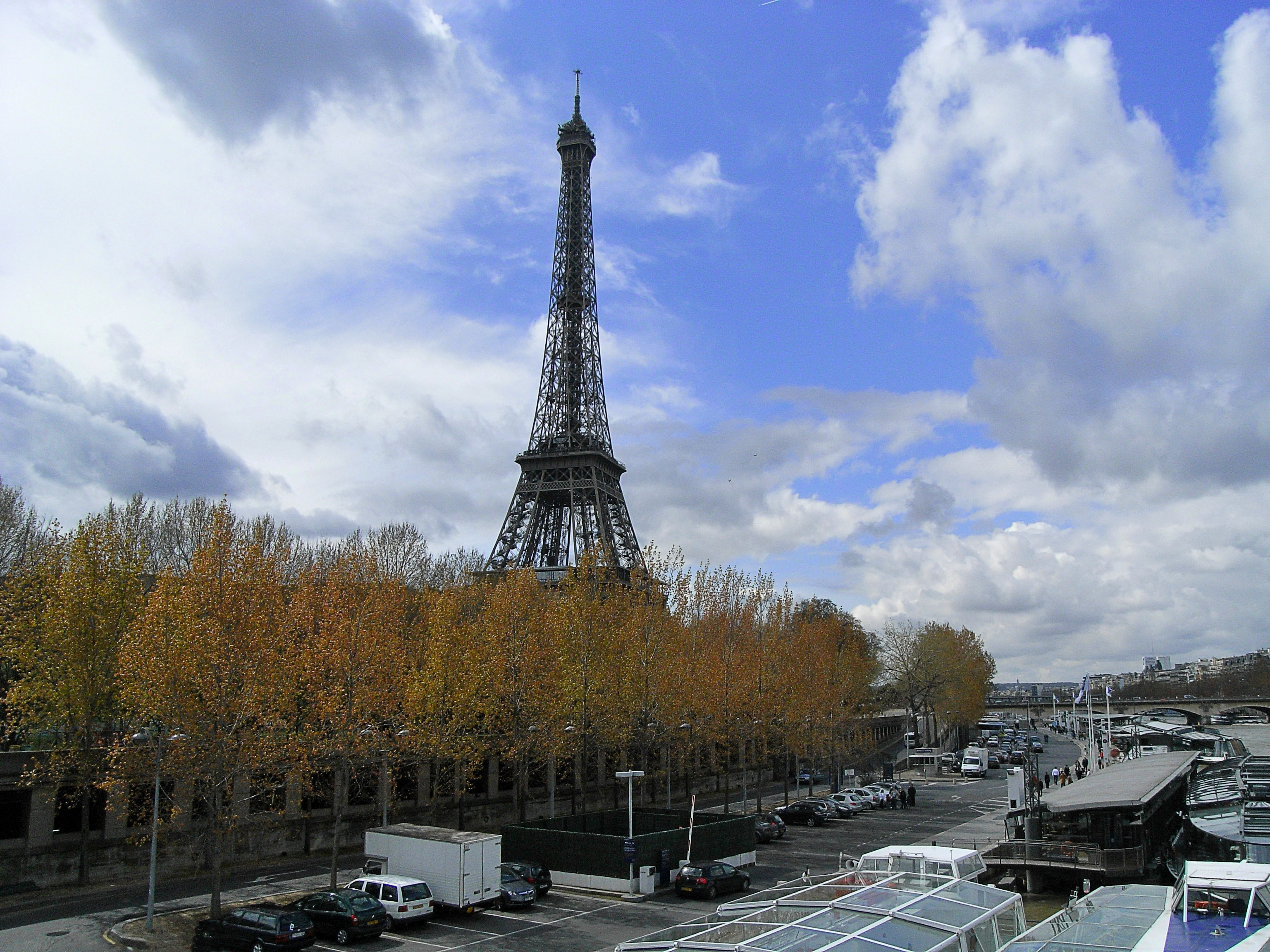
Tour Eiffel et embarcadères parisiens.

La région Île-de-France accueillait dès 2022 au total environ 44 millions de touristes par an et en 2009, les cinquante premiers sites culturels de la ville avaient enregistré 71,6 millions d'entrées, un nombre en légère augmentation par rapport à 2008.
Mais si Paris est aujourd'hui la capitale la plus visitée au monde, elle est jugée comme l'une des moins accueillantes et des plus chères : selon une enquête[source insuffisante] sur soixante villes auprès de 14 000 personnes à travers le monde, elle se situe à la première place pour la beauté et le dynamisme, mais en fin de classement en ce qui concerne la qualité de l'accueil (52e sur 60) et les prix pratiqués (seulement 55e). Afin d'améliorer l'accueil des touristes et rompre cette mauvaise réputation, des habitants, membres du réseau greeter et s'inscrivant dans la mouvance du tourisme participatif, accueillent chaque année de plus en plus de visiteurs pour des balades gratuites à la découverte de Paris et des Parisiens.

#### Transports
La gare de Paris-Nord est la première gare européenne, et la troisième mondiale (derrière la gare de Shinjuku, à Tokyo), en englobant la fréquentation de la station de métro,. Selon un autre classement, elle est la 24e mondiale, les 23 premières étant japonaises.
L'aéroport Charles-de-Gaulle est la deuxième plus importante plate-forme de correspondance aéroportuaire d'Europe (après l'aéroport de Londres-Heathrow au Royaume-Uni) et le neuvième aéroport mondial en 2019 pour le trafic passagers avec 76,15 millions de passagers.
L'aéroport de Paris-Le Bourget est le premier aéroport européen pour l'aviation d'affaires devant Genève, Nice, Londres (Luton, Farnborough), Rome, Zurich.
La ligne A du RER d'Île-de-France est la plus fréquentée d'Europe (données de 2015) et du monde (données de 2009).
Le métro de Paris est le plus dense du monde.

#### Après la crise sanitaire
Après la crise du Covid-19, lorsque s'est posée la question du tourisme durable, sous la forme « d'un meilleur enracinement du tourisme dans les territoires », Paris, qui jusque-là « se contentait de son hypercentre de carte postale » selon Edith Fagnoni, professeure en géographie à la Sorbonne, s'est donné comme objectif de devenir la capitale du tourisme durable et a publié en juillet 2021 les conclusions des « Assises du tourisme durable », mais selon les observateurs, l’abandon du projet de quatrième terminal à l’aéroport de Roissy-Charles-de-Gaulle a sans doute fait davantage que ne le pourra jamais la municipalité parisienne. Il a alors été envisagé de « pousser les Parisiens à faire davantage de tourisme rural » dans leur propre région.

## Population et société

### Démographie
Paris intra-muros, d’une superficie de 105 km2, compte 2 113 705 habitants au 1er janvier 2022, est la commune la plus peuplée de France. Son aire d'attraction, qui s'étend aujourd'hui sur 18 941 km2 et 1 929 communes, compte quant à elle 13 064 617 habitants au 1er janvier 2018, constituant ainsi l'aire d'attraction la plus peuplée de France et de l'Union européenne.

#### Évolution du nombre d'habitants
Depuis 2004, les recensements des communes de plus de 10 000 habitants ont lieu au moyen d'enquêtes annuelles par sondage.

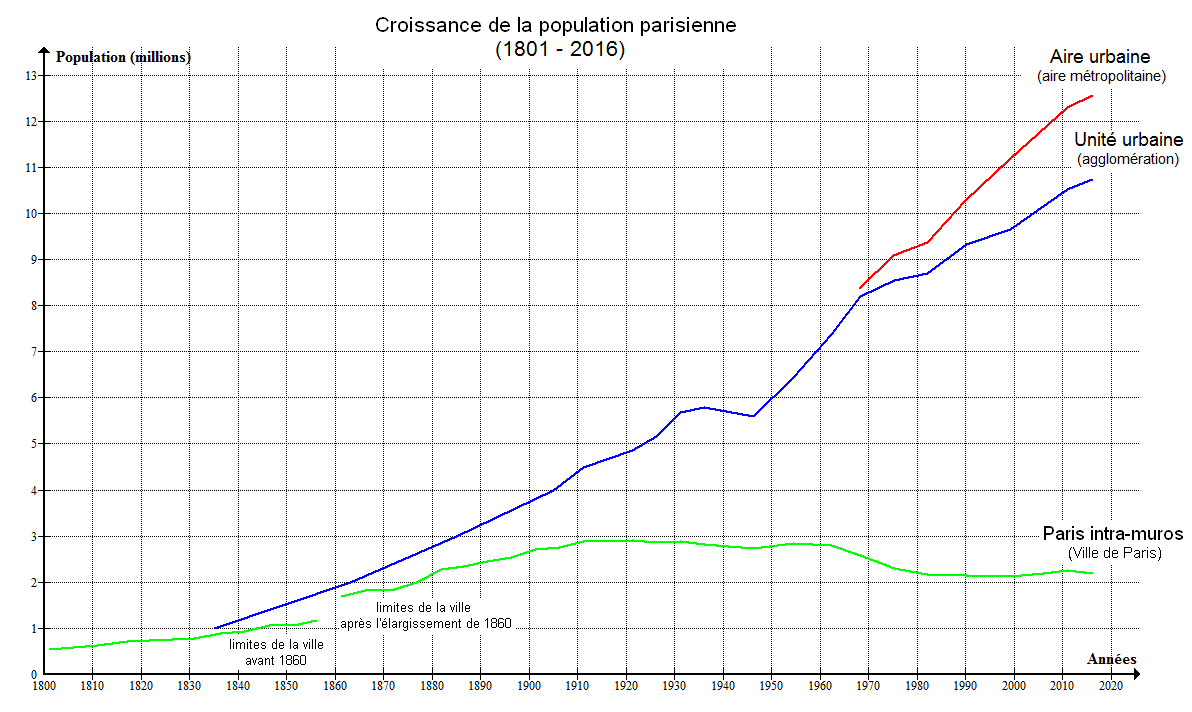
Croissance de la population parisienne depuis le recensement en 1801.

| 250   | 1180   | 1220   | 1328    | 1422    | 1500    | 1565    | 1590    | 1600    |
| ----- | ------ | ------ | ------- | ------- | ------- | ------- | ------- | ------- |
| 6 000 | 25 000 | 50 000 | 200 000 | 100 000 | 150 000 | 294 000 | 200 000 | 300 000 |

| 1637    | 1680    | 1766    | 1793     | 1795    | 1796    | 1801    | 1807     | 1811    |
| ------- | ------- | ------- | -------- | ------- | ------- | ------- | -------- | ------- |
| 415 000 | 500 000 | 576 639 | 640 504, | 636 722 | 551 347 | 547 756 | 580 609, | 622 636 |

| 1817    | 1831    | 1836     | 1841     | 1846       | 1851       | 1856      | 1861      | 1866      |
| ------- | ------- | -------- | -------- | ---------- | ---------- | --------- | --------- | --------- |
| 713 966 | 785 862 | 909 126, | 935 261, | 1 053 897, | 1 053 262, | 1 174 346 | 1 696 141 | 1 825 274 |

| 1872      | 1876      | 1881      | 1886      | 1891      | 1896      | 1901      | 1906      | 1911      |
| --------- | --------- | --------- | --------- | --------- | --------- | --------- | --------- | --------- |
| 1 851 792 | 1 988 806 | 2 269 023 | 2 344 550 | 2 447 957 | 2 536 834 | 2 714 068 | 2 761 393 | 2 888 110 |

| 1921      | 1926      | 1931      | 1936      | 1946      | 1954      | 1962      | 1968      | 1975      |
| --------- | --------- | --------- | --------- | --------- | --------- | --------- | --------- | --------- |
| 2 906 472 | 2 871 429 | 2 891 020 | 2 829 746 | 2 725 374 | 2 850 189 | 2 790 091 | 2 590 771 | 2 299 830 |

| 1982      | 1990      | 1999      | 2010      | 2015      | 2020      | 2021      | - | - |
| --------- | --------- | --------- | --------- | --------- | --------- | --------- | - | - |
| 2 176 243 | 2 152 423 | 2 125 246 | 2 243 833 | 2 206 488 | 2 145 906 | 2 133 111 | - | - |

#### Nombre d'habitants de l'agglomération et de l'aire d'attraction
Au 1er janvier 2021, l'agglomération définie par l'Insee comprend 411 communes et totalise 10 890 751 habitants. C'est la deuxième agglomération européenne, derrière Moscou et devant Londres, et la 25e du monde en 2014, selon l'ONU. Son aire d'attraction, incluant des communes situées dans une zone d'influence forte de la ville, comprend 1 929 communes et atteint 13 125 142 habitants au 1er janvier 2020, ce qui en fait la 29e aire urbaine du monde environ et l'une des trois plus grandes d'Europe avec Moscou et Istanbul.

#### Immigration
Les recensements français, comme l'impose la législation, ne posent aucune question concernant l'appartenance ethnique ou religieuse mais recueillent des informations au sujet du lieu de naissance. Il est ainsi possible de déterminer que l'aire d'attraction de Paris est une des plus multiculturelles en Europe. Au recensement de 2018, 24,9 % de la population totale de l'Île-de-France était née hors de France métropolitaine (contre 22,6 % en 2008 et 19,7 % en 1999). Au recensement de 1999, 4,2 % de la population de l'aire urbaine de Paris était constituée d'immigrés récents (arrivés en France dans les cinq années précédant 1999), dans leur majorité de Chine et du continent africain. Par ailleurs, la zone métropolitaine de Paris compte également 15 % de musulmans,.

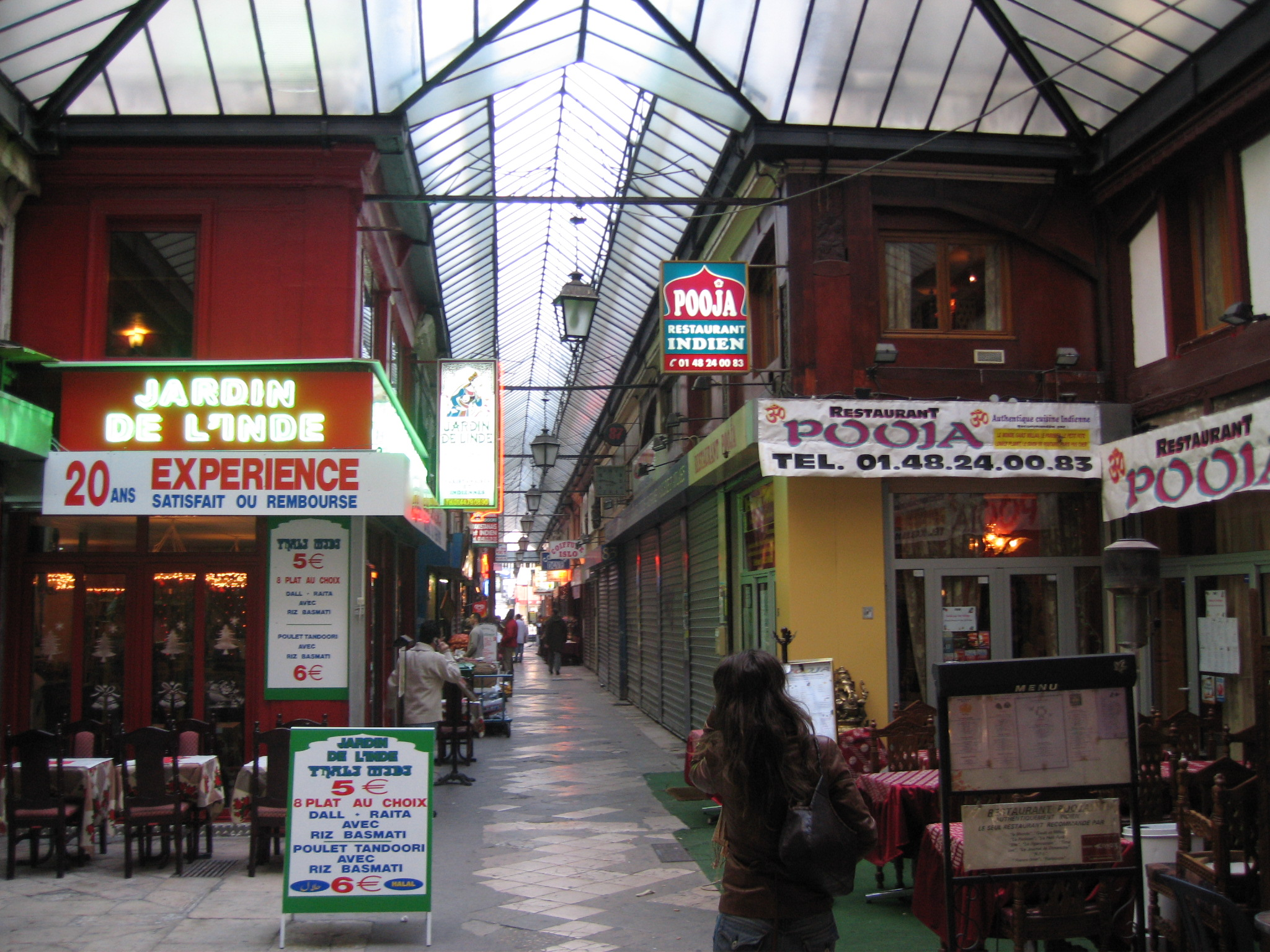
Le Passage Brady, haut lieu de l'immigration indo-pakistanaise à Paris.

La première vague massive d'immigration vers Paris commence vers 1820 avec l'arrivée des paysans allemands fuyant la crise agricole et « ouverts » à la France depuis la présence outre-Rhin des armées révolutionnaires et napoléoniennes. Plusieurs autres vagues migratoires ont ensuite suivi sans interruption jusqu'à nos jours : Italiens et Juifs d'Europe centrale pendant le XIXe siècle, Russes après la révolution de 1917, habitants des colonies françaises pendant la Première Guerre mondiale, Polonais entre les deux guerres mondiales, Espagnols, Italiens, Portugais et Maghrébins des années 1950 aux années 1970, Juifs séfarades après l'indépendance des pays d'Afrique du Nord, Africains et Asiatiques depuis lors.
La localisation des immigrés dans la ville varie en fonction de l'appartenance communautaire : les 18e et 19e arrondissements concentrent une forte part des immigrés originaires d'Afrique subsaharienne, en particulier dans le quartier de Château Rouge et près du boulevard Barbès (quartier de la Goutte-d'Or), tandis que le quartier de Belleville rassemble d'importantes communautés maghrébines et chinoises. Dans le 13e arrondissement se situe le quartier asiatique de Paris, plus important « Chinatown » d'Europe. Le 16e arrondissement fait partie des zones qui ont la plus forte concentration de migrants en provenance des États-Unis. Dans le 10e arrondissement, entre la gare du Nord et la station de métro La Chapelle, et vers le Faubourg Saint-Denis, se situent les quartiers indiens, pakistanais et sri-lankais, notamment celui de Strasbourg-Saint-Denis, et turcs.
En 2005 à Paris, 41,3 % des jeunes de moins de 18 ans avaient au moins un parent immigré dont 12,1 % d'origine maghrébine et 9,9 % d'Afrique subsaharienne.

#### Déclin démographique de Paris et reprise récente
La démographie parisienne n'est pas autonome : elle est totalement liée à celle de son agglomération. Ce phénomène dérive de la petite taille administrative de Paris, qui implique que le partage de l'espace ne se fait pas à l'échelle de la ville mais de sa région.
Malgré l'augmentation du nombre de logements, la population de Paris a connu un déclin important depuis les années 1950-1960, mais ce déclin est enrayé depuis 1999 : les chiffres du dernier recensement publié par l'Insee montrent une croissance de 125 700 habitants entre 1999 et 2011, la population de Paris s'élevant désormais à 2 249 975 personnes.
La principale explication réside dans l'évolution relative entre l'accroissement naturel (différence entre le nombre de naissances et celui des décès) et le solde migratoire (différence entre le nombre apparent des arrivées et celui des départs). L'accroissement naturel était positif mais relativement faible entre 1968 et 1990, alors que les départs l'emportaient largement sur les arrivées, avec un solde migratoire négatif. La différence entre ces deux soldes aboutissait à un solde total négatif, soit une diminution de la population. Depuis 1999, le solde naturel a augmenté, traduisant une augmentation du nombre des naissances (le taux de natalité est désormais supérieur à la moyenne nationale, avec 14,8 ‰ entre 1999 et 2006 et 14,1 ‰ entre 2006 et 2011), et une diminution du nombre des décès. Inversement, le déficit migratoire a diminué (- 0,2 % par an entre 2006 et 2011 et - 0,4 % par an de 1999 à 2006, contre - 0,7 % par an entre 1990 et 1999, - 0,6 % par an de 1982 à 1999, - 1,1 % par an de 1975 à 1982 et - 2,1 % par an de 1968 à 1975). Au total, la population parisienne recommence donc à augmenter et rajeunit.
Ensuite, la capitale avait subi une baisse du nombre des résidences principales du début des années 1960 à 1990. Mais, depuis 1990, le mouvement s'est inversé, avec une accélération de la croissance de leur nombre depuis 1990 : 1 165 541 résidences principales en 2011 contre 1 111 721 en 1999 et 1 095 090 en 1990[réf. nécessaire]. Ce mouvement participe d'une tendance générale à l'augmentation de la population des villes centres des agglomérations métropolitaines en France et en Europe. Les statistiques de la construction à Paris montrent également un mouvement constant de transformation des locaux industriels et artisanaux, ou de commerces en étages, en habitation dans les quartiers centraux, qui s'ajoute à la politique municipale de construction de logement sociaux favorisée par les règles de pourcentage introduites notamment au plan local d'urbanisme et qui soutiennent la hausse du nombre de logements dans la capitale.
Enfin, la taille moyenne des ménages parisiens a beaucoup baissé : le recul de la cohabitation des générations adultes et la réduction du nombre d'enfants par couple ont longtemps été les principales explications. Cependant, la fécondité étant désormais constante, voire en légère augmentation depuis 2000, la diminution de la taille des ménages parisiens s'explique aujourd'hui essentiellement par l'attraction des jeunes adultes qui, sans enfants, peuvent profiter des loisirs et des emplois de la capitale et faire face au coût de l'immobilier en se contentant de petites surfaces. À l'inverse, les couples faisant de nouveaux enfants ont tendance à migrer vers la banlieue dont les habitations sont plus adaptées et meilleur marché,. Cette dynamique Paris-banlieue explique les spécialisations respectives de la capitale (dont 54,6 % des logements n'ont qu'une ou deux pièces) et du reste de sa région.

#### Familles et ménages parisiens
La population de la ville est relativement jeune : en 2008, selon l'Insee, le pourcentage d'habitants âgés de moins de 35 ans est de 46 %, soit quatre points de plus que la moyenne nationale, qui est de 41,8 %.

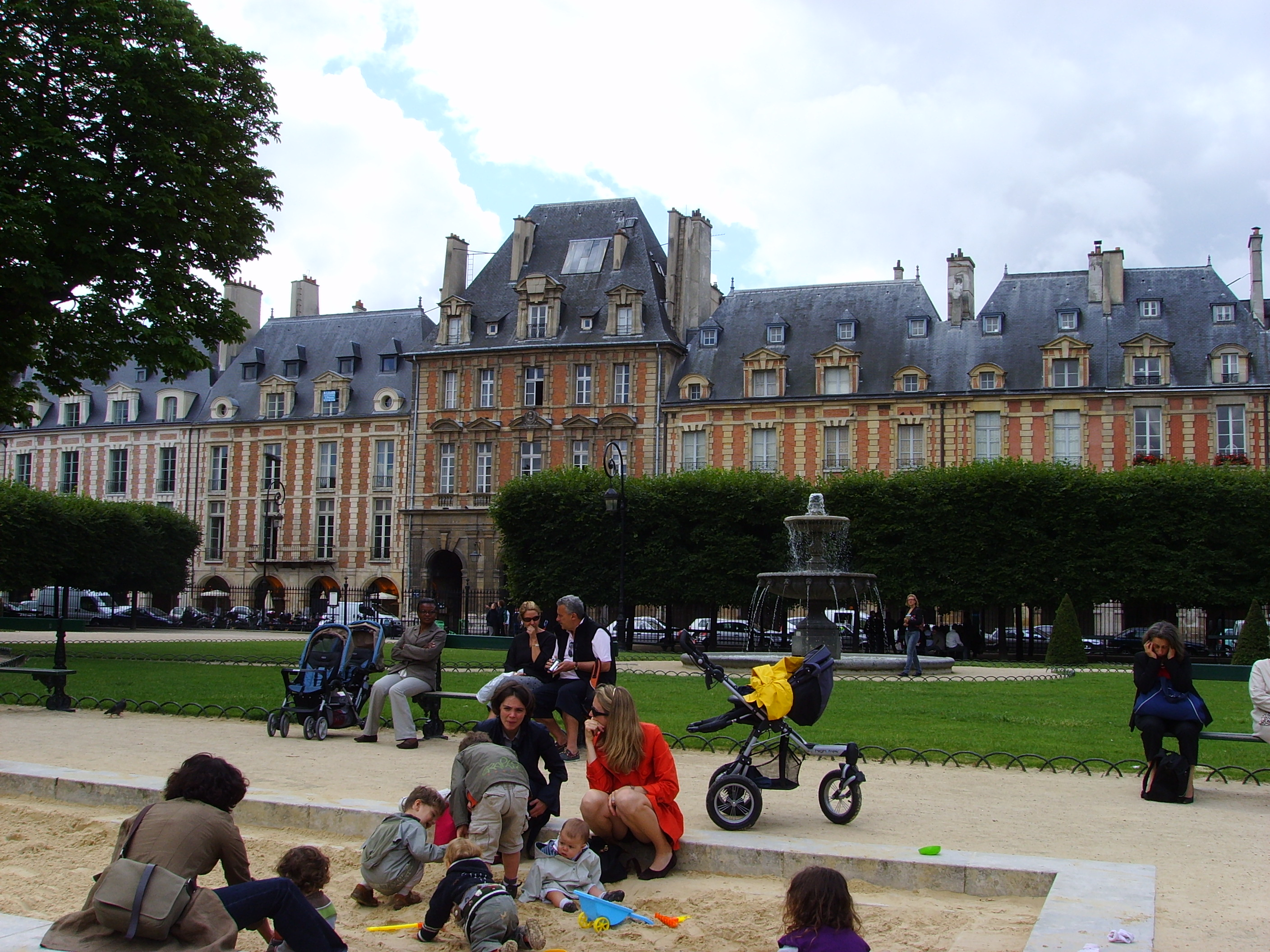
Familles parisiennes place des Vosges.

Paris rassemble, comme toutes les métropoles, plus d'étudiants, de jeunes adultes actifs et de personnes âgées que la moyenne du pays ; les familles sont par conséquent sous-représentées. En 2008, la commune comptait 501 836 familles regroupant 1 433 376 personnes (soit 68 % de la population parisienne), pour 1 148 720 ménages. 51,4 % des ménages étaient composés d'une seule personne : ces 590 122 personnes vivant seules représentaient donc près de 28 % de l'ensemble des Parisiens. Il reste donc 4 % de Parisiens qui ne vivent ni seuls, ni en famille. 43 % des familles parisiennes sont constituées d'un couple sans enfant de moins de 25 ans ce qui représente 433 000 personnes, 39,3 % des familles sont des couples avec au moins un enfant et 17,6 % des familles avec au moins un enfant sont monoparentales (contre 13,5 % en France métropolitaine). En 2008, 70,2 % des couples parisiens (soit 27,5 % de la population totale de Paris) sont formés de deux personnes mariées, contre 76,9 % des couples de France métropolitaine ; 21,5 % des couples parisiens sont formés de deux personnes célibataires. Ces structures familiales s'expliquent en partie par l'importance du nombre de divorces, Paris étant en tête des départements français pour le nombre de nouveaux divorcés pour 1 000 personnes mariées (20,5 en 2006-2008 selon une étude de l'Ined). C'est aussi à Paris que sont signés le plus de Pacs en France.
À l'inverse, l'indicateur conjoncturel de fécondité, de 1,57 enfant par femme en 2008, est inférieur à la moyenne régionale (2,01) et nationale (2,0). Le nombre d'enfants par foyer est faible : 43 % des familles n'ont aucun enfant de moins de 25 ans et près de 25 % n'ont qu'un enfant ; la part des familles nombreuses (8,9 % de familles de trois enfants et plus) est inférieure à la moyenne régionale (11,8 %) et nationale (9,6 %), essentiellement à cause de la petite surface des logements et des prix élevés de l'immobilier.

### Enseignement
Les établissements d'enseignement de la ville de Paris relèvent de l'académie de Paris (zone C). Christophe Kerrero était le recteur de l'académie de Paris de juillet 2020 à février 2024, date à laquelle il démissionne de ses fonctions.

#### Établissements scolaires
Durant l'année scolaire 2005-2006, 263 812 élèves étaient scolarisés dans le secteur public, dont 135 570 dans le premier degré et 128 242 dans le second degré, ainsi que 138 527 dans le secteur privé, dont 91 818 sous contrat. Paris possède des établissements en zone d'éducation prioritaire (ZEP) ou en réseau d'éducation prioritaire (REP) : 214 écoles et 32 collèges (soit un enfant parisien sur cinq) relèvent de ces classements.
En 2007, la ville totalisait 881 établissements publics dont 323 écoles maternelles, 334 écoles élémentaires, six établissements spécialisés (écoles à l’hôpital), 110 collèges, 72 lycées généraux et technologiques, 34 lycées professionnels et deux lycées expérimentaux publics. S'ajoutent 256 établissements privés sous contrat : 110 écoles maternelles et élémentaires, une école spécialisée, 67 collèges, 73 lycées généraux et technologiques et cinq lycées professionnels privés sous contrat.
Dans l'enseignement secondaire, les lycées Louis-le-Grand et Henri-IV ont une envergure nationale voire internationale.

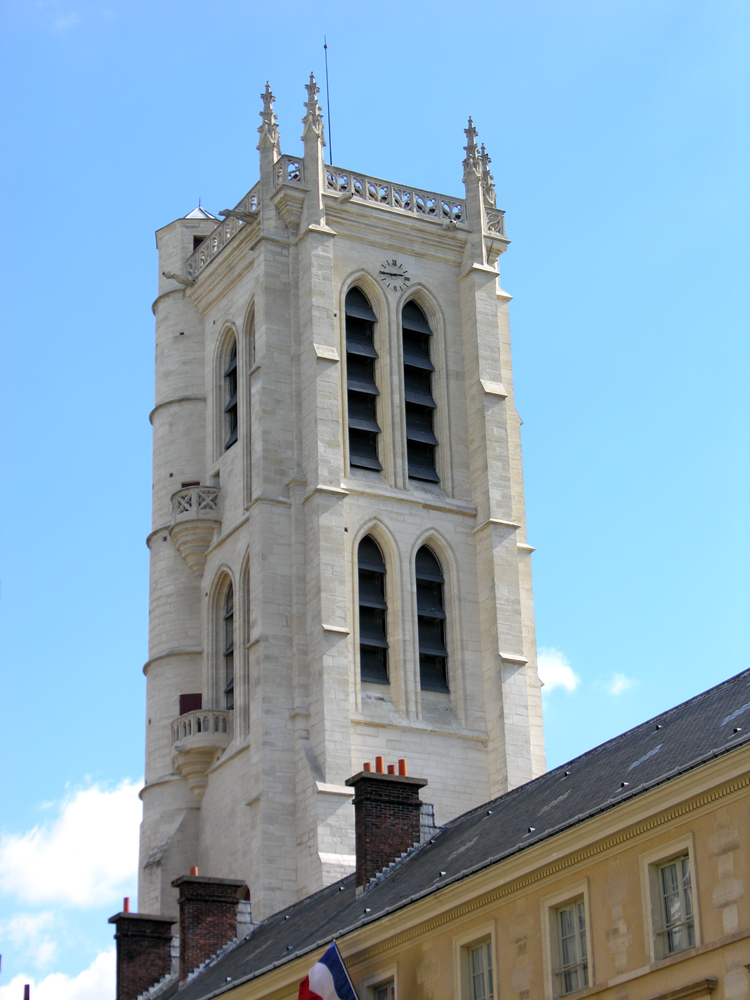
Lycée Henri-IV.
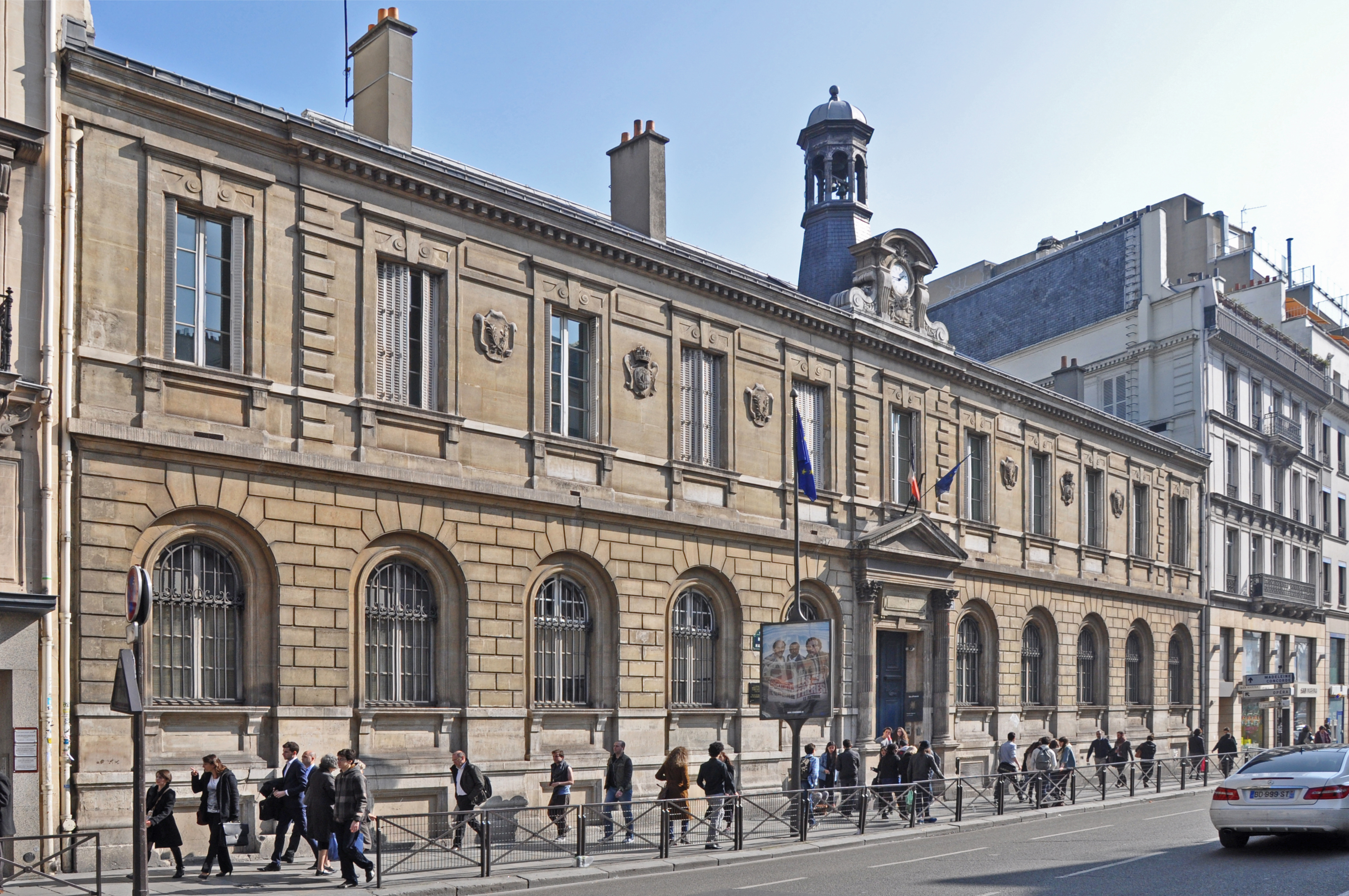
Lycée Condorcet.
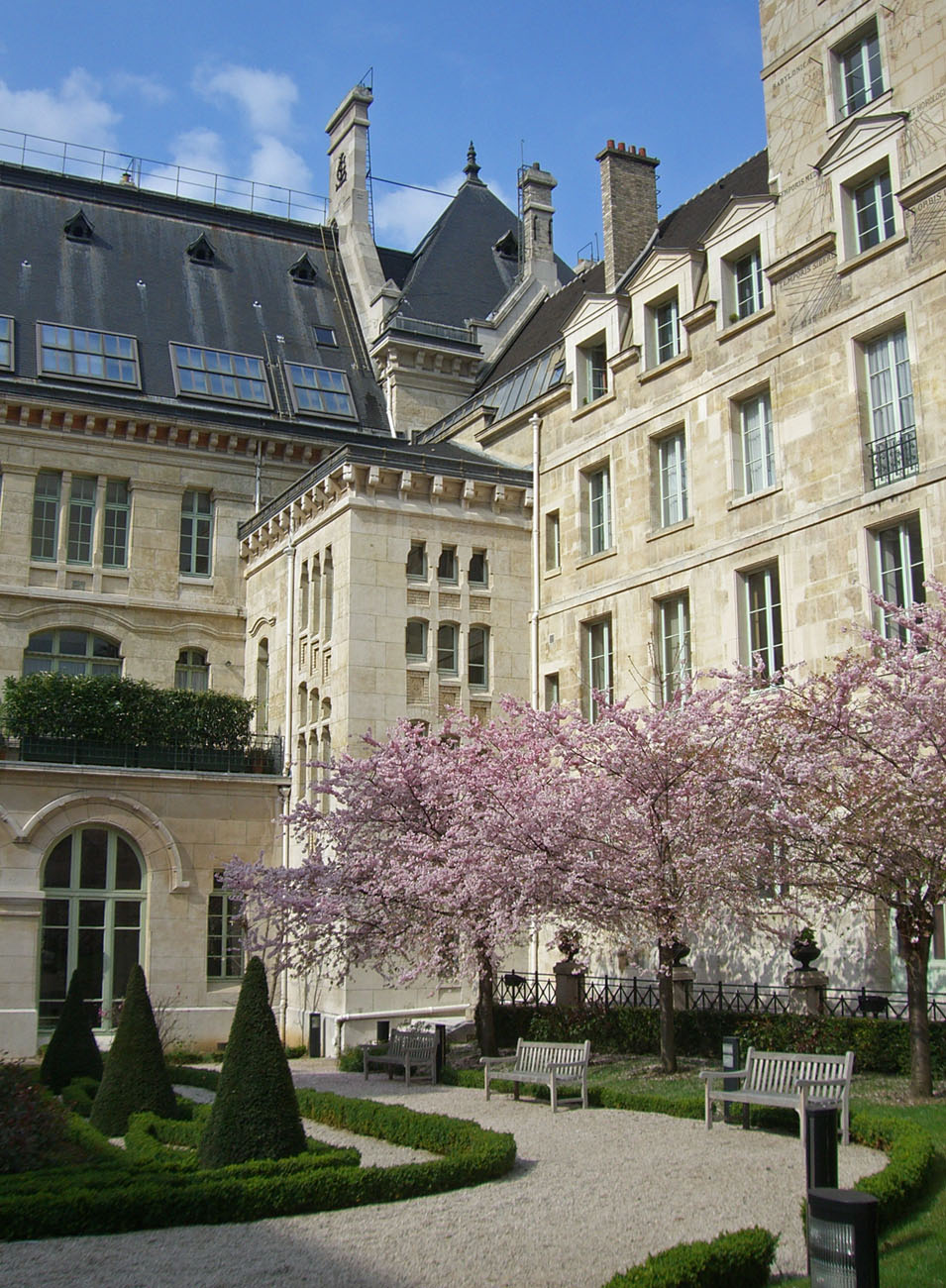
Lycée Louis-le-Grand.

#### Vie universitaire
L'enseignement supérieur regroupait, en 2007, environ 585 000 étudiants en Île-de-France, soit plus du quart du total français.
Il existe une certaine volonté de décentralisation qui a notamment conduit dans les années 1990 au transfert de l'ENA à Strasbourg et d'écoles normales supérieures à Lyon. Toutefois, la plupart des établissements nationaux les plus prestigieux se trouvent toujours en région parisienne, comme les grandes écoles d'ingénieurs (Fondation ParisTech, Arts et Métiers, CentraleSupélec, Polytechnique), grandes écoles de commerce (HEC Paris, ESSEC et ESCP Europe) ou encore les grands établissements tels que Sciences Po et Paris-Dauphine.

#### Historique

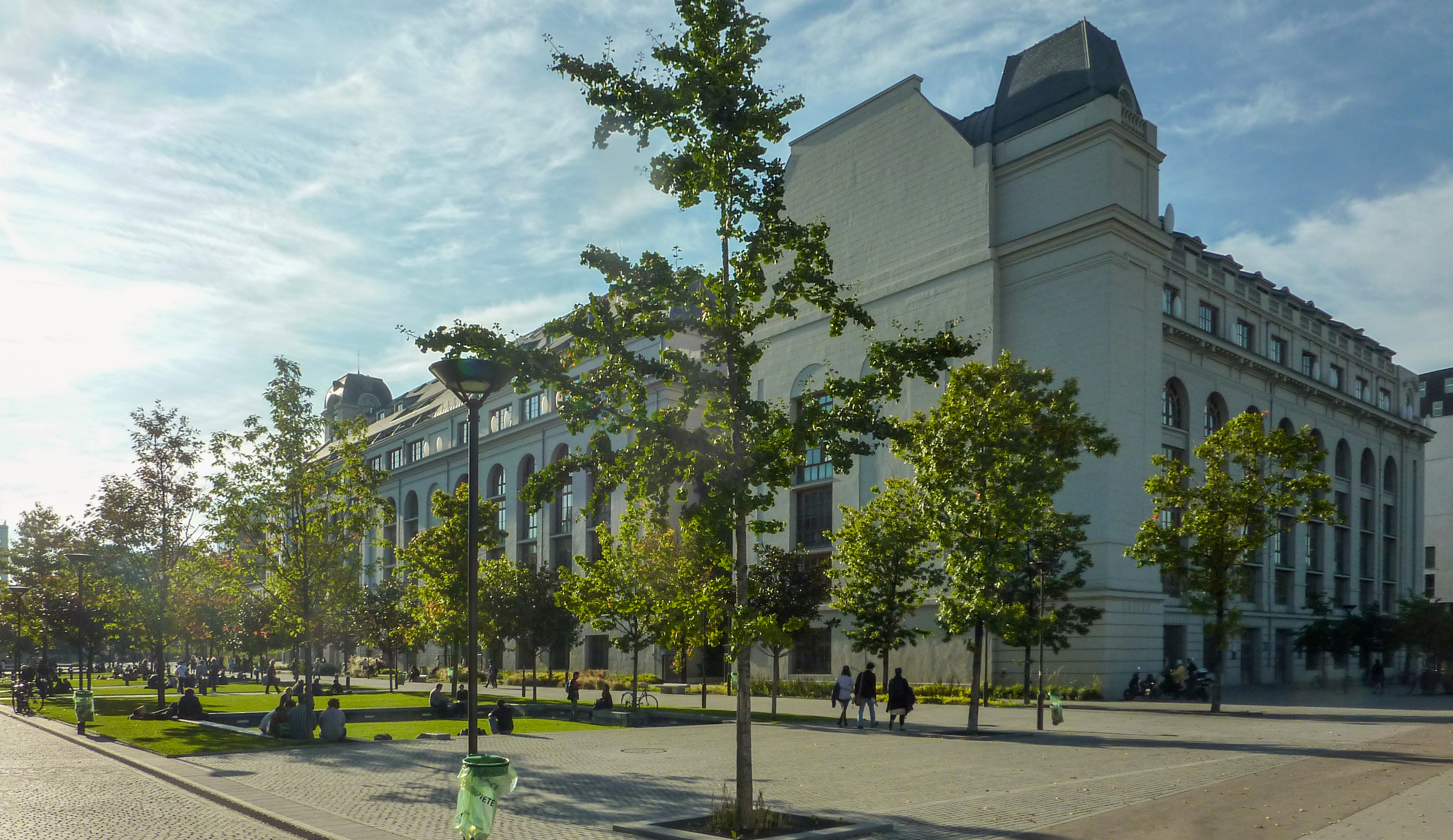
Campus des Grands Moulins de la nouvelle Université de Paris, créée en 2019.

Dès le XIIe siècle, Paris est un des grands centres intellectuels d'Europe, particulièrement en matière de théologie et de philosophie. On retient symboliquement 1200 comme date de fondation de l'Université de Paris, lorsque Philippe Auguste accorde un statut particulier à la corporation (maîtres et élèves) en l'affranchissant de la justice et de la police publiques, les faisant alors relever de la justice ecclésiastique. Les collèges, résidences de maîtres et d'élèves où se déroule également l'essentiel de l'enseignement, sont organisés en facultés. La création de la Sorbonne remonte à 1257. L'université vit essentiellement autour de la montagne Sainte-Geneviève, au sein du quartier latin qui s'étale sur une large partie des 5e et 6e arrondissements. Le quartier est aujourd'hui encore un centre universitaire de grande importance.
À partir du XVIIIe siècle, des écoles spécialisées sont créées pour certaines professions. Elles sont à l'origine des grandes écoles actuelles. L'École polytechnique et l'École normale supérieure sont fondées pendant la Révolution. L'Université de Paris moderne est constituée au XIXe siècle de six facultés : droit, médecine, pharmacie, littérature, théologie et science. Au XXe siècle, le nombre d'étudiants croît fortement. Après la révolte des étudiants de mai 1968 dont la Sorbonne est l'épicentre, l'Université de Paris est réorganisée en treize établissements autonomes (Paris I à Paris XIII), chacun spécialisé dans un domaine relativement délimité.

#### Situation actuelle

##### Paris intra-muros

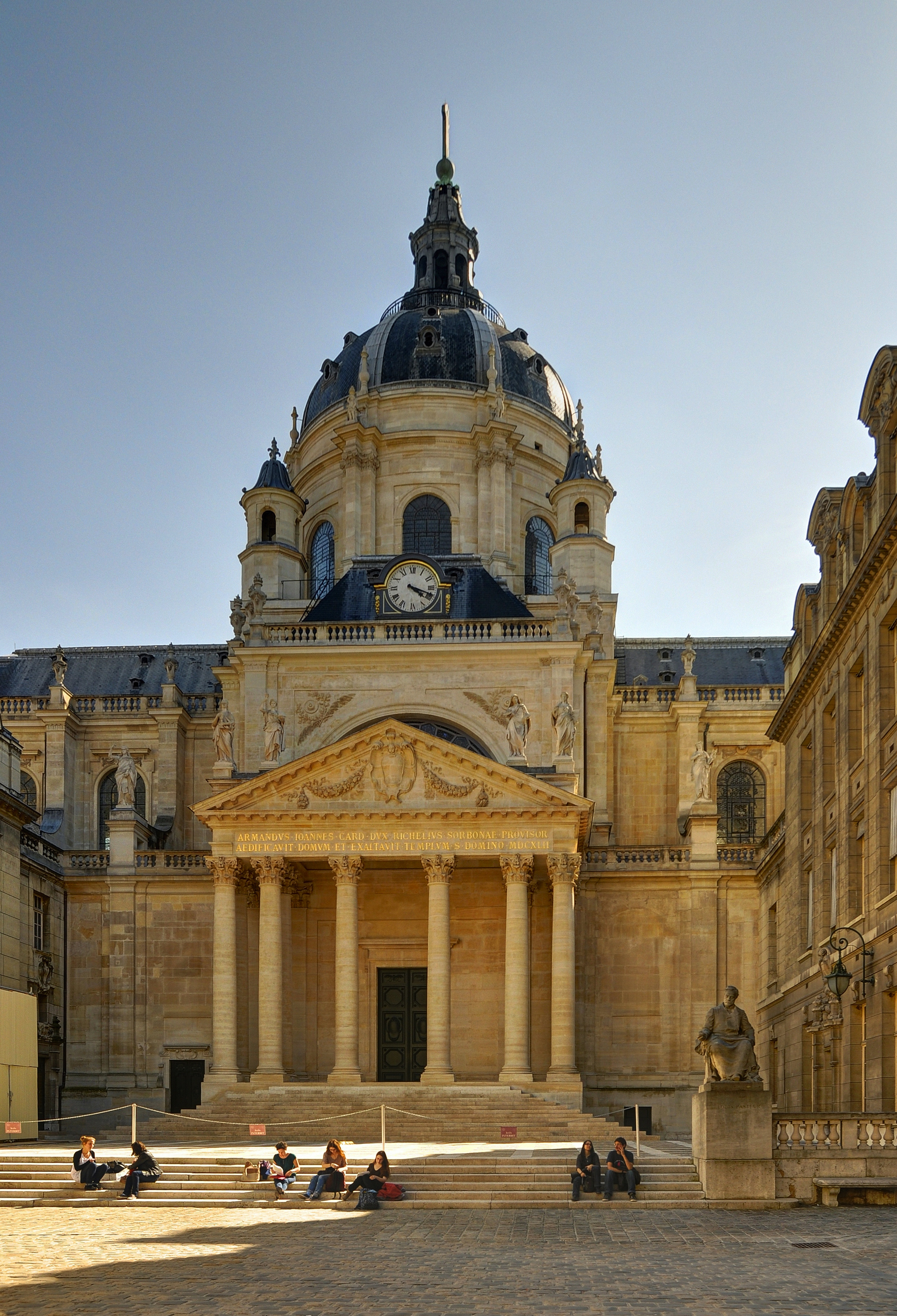
La chapelle de la Sorbonne, symbole de l'.

Paris intra-muros reste le centre universitaire français majeur. Les universités Paris I à VII sont regroupées rive gauche sur trois arrondissements (5e, 6e et 13e). Le quartier latin conserve ainsi une place importante, avec les implantations les plus anciennes : la faculté des lettres de Sorbonne Université, l'École normale supérieure (Université PSL) et le Collège de France. D'autres institutions d'enseignement supérieur se trouvent aussi dans ce quartier dont l'Institut d'études politiques de Paris (Sciences Po), l'université de Paris II Panthéon-Assas, la faculté des sciences et ingénierie de Sorbonne Université, ou encore l'École des hautes études en sciences sociales (EHESS), etc.
L'université Paris-Dauphine (Université PSL) est néanmoins excentrée. De plus, il se manifeste une certaine volonté d'étendre le quartier universitaire vers l'est de la ville, dans le 13e arrondissement où est implantée la Bibliothèque nationale de France et où plusieurs bâtiments universitaires ont ouvert, comme l'université Paris VII - Diderot, devenue l'université de Paris en 2019 (fusion avec l'université Paris V - René Descartes) et anciennement établie dans le 5e arrondissement. La ville accueille depuis 1912, le campus principal des Arts et Métiers près de la place d'Italie.

##### Banlieue parisienne
Des universités ont été créées en banlieue depuis les années 1960, la plus ancienne étant celle de Nanterre en 1964. Dans le même temps, plusieurs grandes écoles ont également quitté le centre de Paris, notamment pour disposer de locaux plus vastes.
Le plateau de Saclay, au sud de Paris, en est devenu un pôle important. Il regroupe, sur un territoire assez vaste, l'université Paris-Saclay (anciennement Paris XI), des grandes écoles (HEC en 1964 ; Supélec en 1975, devenue CentraleSupélec ; l'École polytechnique en 1976 ; l'École Normale Supérieure Paris-Saclay en 2020), et des laboratoires publics et privés. Dans le cadre du Grand Paris, le projet de cluster technologique Paris-Saclay est lancé en 2010 et consiste essentiellement en l'installation de huit grandes écoles et plusieurs organismes de recherche. Inspiré du modèle de la Silicon Valley, il doit concentrer 20 à 25 % de la recherche publique française et 350 000 emplois aux alentours de 2020.
En 1991, quatre autres universités sont fondées en banlieue : Cergy-Pontoise, Évry, Marne-la-Vallée (devenue l'université Gustave Eiffel en 2020) et Versailles - Saint-Quentin-en-Yvelines. Signe d'un certain volontarisme décentralisateur, « Paris » n'apparaît pas dans leur nom contrairement aux autres universités de proche banlieue. En 2025, les universités d'Évry et de Versailles - Saint-Quentin-en-Yvelines fusionneront avec l'université Paris-Saclay.

##### Établissements d'enseignement supérieur de la ville de Paris
La ville de Paris entretient elle-même sept établissements d'enseignement supérieur. Quatre sont consacrés aux arts appliqués dont les prestigieuses École Boulle (ameublement) et École Estienne (arts graphiques, notamment reliure), deux sont des écoles d'ingénieurs (École des ingénieurs de la ville de Paris et École supérieure de physique et de chimie industrielle) et l'École du Breuil est à caractère horticole.

### Manifestations culturelles et festivités

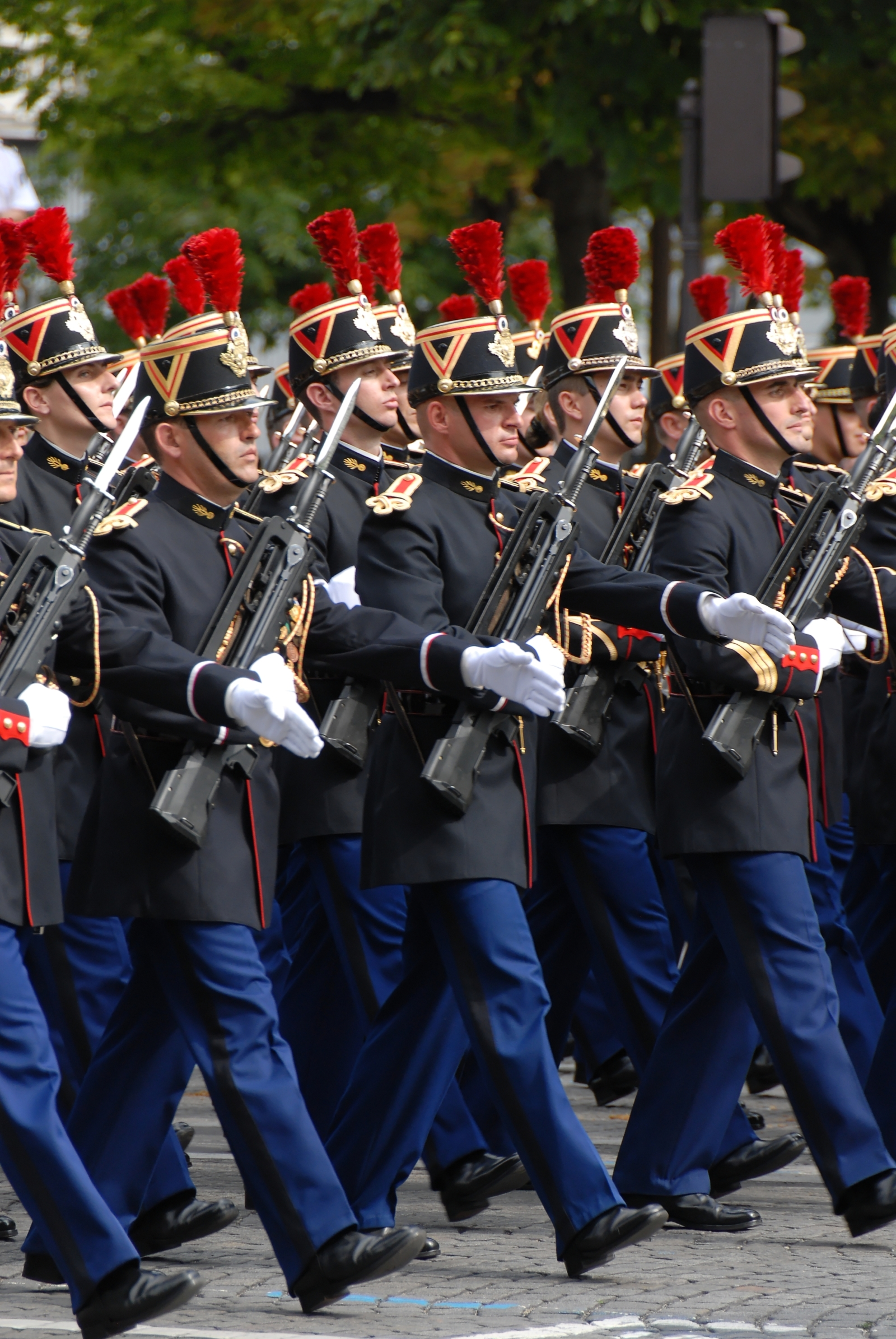
Gardes républicains lors du défilé militaire du 14 Juillet.

Tout au long de l'année, Paris accueille de nombreuses festivités : fin janvier, les rues du 13e arrondissement s'animent avec les célébrations du Nouvel An chinois ; en février-mars, défilent le cortège traditionnel du Carnaval de Paris et celui de la Mi-Carême ; fin février, se déroule le salon international de l'agriculture ; mars, voit se tenir le Salon du Livre, le Printemps des Poètes et le Festival des musiques sacrées ; fin avril ou début mai, la Foire de Paris rappelle les grands rassemblements médiévaux.
Le semi-marathon de Paris et le marathon de Paris ont lieu en mars et en avril, dans les rues de la ville ; la Grande Course du Grand Paris, de Paris-Centre au Stade de France en mai, les Internationaux de France de Tennis de Roland-Garros de fin mai à début juin ; la Marche de Fiertés en juin, la Fête de la Musique le 21 juin ; le Paris Jazz Festival de fin juin à fin juillet ; Classique au Vert de mi-août à début septembre au parc floral de Paris ; FNAC Live Paris devant et dans l'Hôtel de Ville début juillet ; la Traversée de Paris fin juillet ; le Festival Paris l'été de début juillet à début août ; les Gay Games début août ; l'arrivée de la dernière étape du Tour de France cycliste fin juillet ; de fin août à mi-septembre Jazz à la Villette, la Techno Parade et La Parisienne en septembre, le Festival d'Automne de Paris de début septembre à fin décembre.
Plusieurs festivals de cinéma ont lieu au fil de l'année; Cinéma en Plein Air à La Villette, de mi-juillet à mi-août.
Depuis 2002, le caractère festif de la ville est accentué par l'opération Paris Plages, organisée pendant deux mois entre juillet et août, qui consiste à transformer une partie des quais de Seine en plage, avec sable, transats et activités, et avec la Nuit Blanche, qui permet au public d'assister gratuitement à différentes expressions de l'art contemporain à travers la ville, pendant la nuit du premier samedi au premier dimanche d'octobre. En avril et en mai se déroule la traditionnelle Foire du Trône.
Le 14 juillet est l'occasion du traditionnel défilé militaire sur les Champs-Élysées, du Concert de Paris sur le Champ-de-Mars, et du feu d'artifice tiré depuis les jardins du Trocadéro.
Octobre est le mois du Mondial de l'automobile, les années paires, en alternance avec le mondial du deux-roues les années impaires. Le même mois accueille la Foire internationale d'art contemporain (FIAC). Le deuxième samedi d'octobre, Montmartre renoue avec son passé viticole lors de la fête des vendanges de Montmartre. Une des plus anciennes manifestations d'art à Paris est la Biennale de Paris, fondée en 1959 par André Malraux.

### Santé

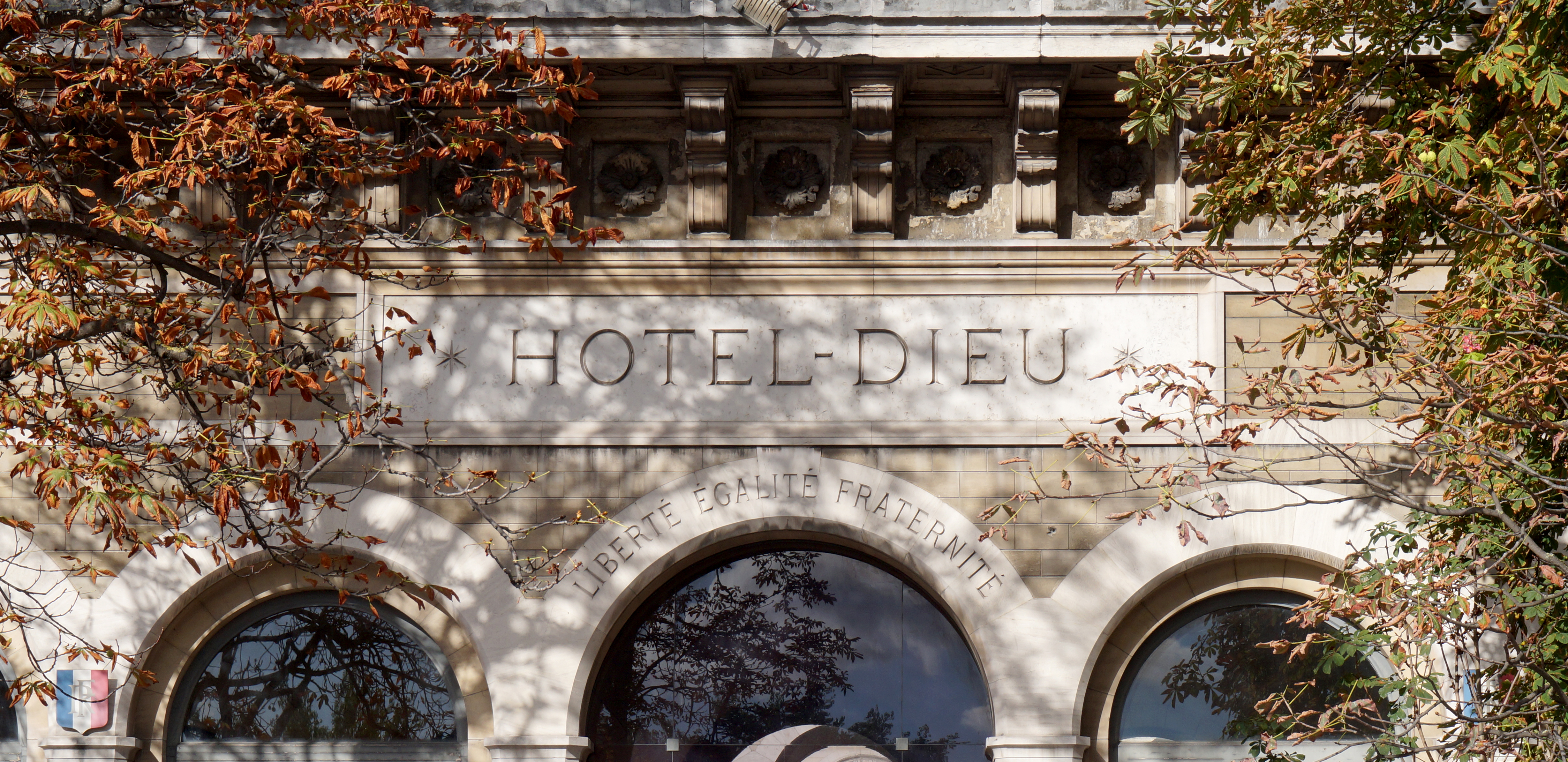
Fronton de l'Hôtel-Dieu.

De nombreux hôpitaux sont implantés dans Paris, dont certains sont particulièrement anciens, la tradition hospitalière remontant au Moyen Âge. L'Hôtel-Dieu, fondé en 651 par Saint Landry, évêque de Paris, est le plus ancien établissement de la ville. Symbole de la charité et de l'hospitalité, il fut le seul hôpital de Paris jusqu'au XIIe siècle.
La plupart des établissements relèvent de l'AP-HP, Assistance publique - Hôpitaux de Paris, établissement public de santé créé par la loi du 10 janvier 1849 et relevant de la ville de Paris. Elle exerce le rôle de Centre hospitalier régional pour Paris et l'Île-de-France et emploie plus de 90 000 personnes dont de nombreux médecins et des fonctionnaires de la fonction publique hospitalière (FPH). L'hôtel de Miramion dans le 5e arrondissement qui abritait un hôpital a été transformé en musée de l'Assistance publique - Hôpitaux de Paris et évoque l'histoire hospitalière de la ville. Parmi ses principaux établissements, peuvent être cités dans Paris intra-muros l'hôpital Necker-Enfants malades, l'hôpital Cochin, la Pitié-Salpêtrière, Saint-Antoine, Saint-Louis, Bichat-Claude Bernard ou le dernier-né, l'hôpital européen Georges-Pompidou.
En outre, ne relevant pas de l'AP-HP, mais placé sous la tutelle du ministre délégué auprès du ministre de la Défense, chargé des Anciens combattants, l'hôpital militaire des Invalides, également nommé « Institution nationale des Invalides », est ouvert pour les soins médicaux et chirurgicaux aux pensionnaires de l'institution, aux anciens combattants, aux militaires en activité mais également aux assurés sociaux.
En petite couronne (proche banlieue), les établissements hospitaliers Henri Mondor (Créteil), Bicêtre (Le Kremlin-Bicêtre), Le Raincy-Montfermeil ou encore Beaujon (Clichy) sont parmi les plus connus. La grande couronne possède plusieurs hôpitaux généralement intercommunaux ne relevant pas non plus de l'AP-HP : on peut citer les hôpitaux Victor Dupouy d'Argenteuil ou encore le centre hospitalier de Versailles.
On peut également citer parmi les institutions hospitalières l'hôpital des Quinze-Vingts, fondé en 1260 par Saint Louis et dont le but était de recueillir les aveugles de Paris, les hôpitaux d'instruction des armées (du Val-de-Grâce, de Percy, de Bégin) ou encore l'hôpital américain de Paris, fondé en 1906 et situé à Neuilly-sur-Seine, qui relève d'un statut particulier d'établissement privé à but non lucratif, agréé et non conventionné par la Sécurité sociale.
Paris a une forte densité médicale avec 11,2 médecins pour 10 000 habitants contre seulement 9,7 de moyenne en France. Toutefois, les quartiers ouest (VIIe, XVIe) sont trois fois plus dotés que les quartiers nord et est avec une densité de 6,5 pour le 20e arrondissement et une démographie globale en baisse depuis 2007 chez les généralistes. Les gynécologues (–16 %) et les pédiatres (–4 %) sont en nette baisse entre 2011 et 2014.
Les cas de tuberculose ont augmenté de 23,4 % à Paris entre 2015 et 2017. Les populations précaires, vivant en hébergement collectif ou sans domicile fixe, sont les plus exposées à la maladie.
La pollution atmosphérique provoque chaque année la mort de 6 600 Parisiens selon l'Observatoire régional de santé.
D'après une enquête menée en 2019 par le Défenseur des droits et le Fonds CMU-C, 38,2 % des dentistes, 26,2 % des gynécologues et 31 % des psychiatres libéraux refusent des patients en situation de précarité économique.

### Sports
Le club de football du Paris Saint-Germain et celui de rugby à XV du Stade Français sont basés à Paris.
Les finales des Coupes du monde de football 1938 et 1998, celles des Coupes du monde de rugby à XV 2007 et 2023, et des championnats d'Europe de football 1960, 1984 et 2016 se sont tenues ou auront lieu à Paris.
Le Stade de France, enceinte de 80 000 places, construite pour la Coupe du monde de football de 1998, est situé au nord de la capitale, dans la cité voisine de Saint-Denis.

#### Clubs professionnels
| Nom                               | Sport              | Division                 | Stade/Salle               | Fondation | Titres (Championnat de France)        | Années                                                                             |
| --------------------------------- | ------------------ | ------------------------ | ------------------------- | --------- | ------------------------------------- | ---------------------------------------------------------------------------------- |
| Paris Saint-Germain Football Club | Football           | Ligue 1                  | Parc des Princes          | 1970      | 13                                    | 1986, 1994, 2013, 2014, 2015, 2016, 2018, 2019, 2020, 2022, 2023, 2024, 2025       |
| Paris FC                          | Football           | Ligue 1                  | Stade Jean Bouin          | 1969      | 0                                     |                                                                                    |
| Paris Saint-Germain               | Football féminin   | Division 1               | Stade Charléty            | 1971      | 1                                     | 2021                                                                               |
| Stade français Paris              | Rugby              | Top 14                   | Stade Jean Bouin          | 1892      | 14                                    | 1893, 1894, 1895, 1897, 1898, 1901, 1903, 1908, 1998, 2000, 2003, 2004, 2007, 2015 |
| Paris Saint-Germain Handball      | Handball           | Division 1               | Stade Pierre-de-Coubertin | 1941      | 11                                    | 2013, 2015, 2016, 2017, 2018, 2019, 2020, 2021, 2022, 2023, 2024                   |
| Paris 92                          | Handball féminin   | Division 1               | Stade Pierre-de-Coubertin | 1999      | 0                                     |                                                                                    |
| Paris Volley                      | Volley-ball        | Ligue A                  | Stade Charléty            | 1998      | 9                                     | 2000, 2001, 2002, 2003, 2006, 2007, 2008, 2009, 2016                               |
| Mousquetaires de Paris            | Football Américain | ELF                      | Stade Jean-Bouin          | 2023      | 0 (championnats européens uniquement) |                                                                                    |
| Paris Basketball                  | Basketball         | Betclic élite et Eurocup | Adidas Arena              | 2018      | 0                                     |                                                                                    |

L'histoire de Paris est marquée par le sport, du jeu de paume à partir du XIIe siècle au football au XXIe siècle en passant par les courses hippiques et le cyclisme au XXe siècle. La ville compte 360 équipements sportifs : 172 courts de tennis, 131 gymnases municipaux, 36 piscines (accueillant 3,4 millions d'entrées individuelles en 2006) et dix bassins écoles, trente-deux stades municipaux, deux bases nautiques, ainsi que six parcs interdépartementaux répartis dans les trois départements de la petite couronne.
Les principaux clubs de sport de Paris sont le Paris Saint-Germain et son équipe féminine (football), le Paris Football Club (féminines) (football), le PSG Handball (handball), le Stade français (rugby à XV) et le Paris Volley (volley-ball).

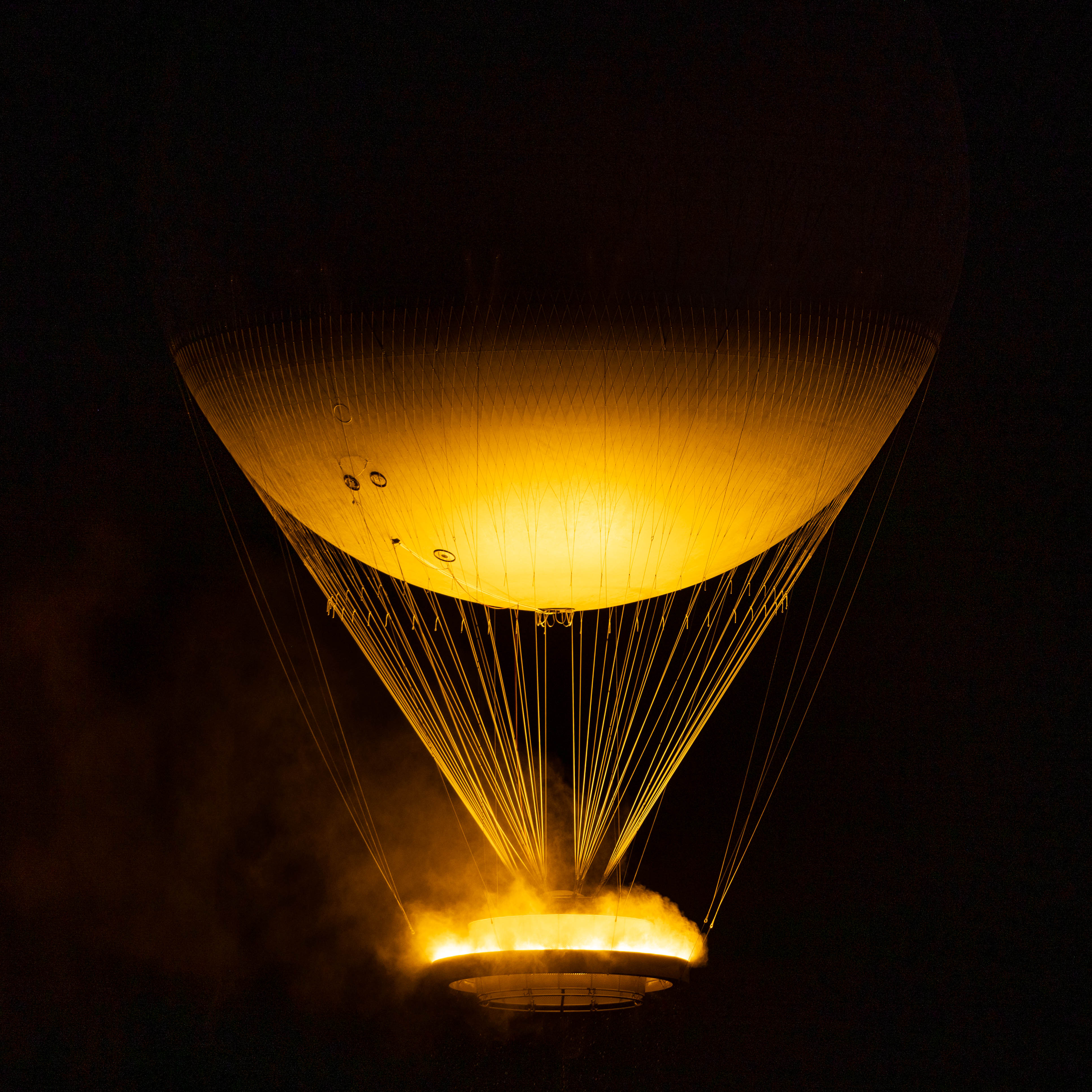
La Vasque des JO de 2024 s'élève dans le ciel de Paris tous les étés entre 2024 et 2028.

Le Parc des Princes (48 527 places), édifié en 1897, reconstruit en 1932 puis en 1972 au sud-ouest de la capitale, est le stade du Paris Saint-Germain, qui est son club résident depuis 1974.
Le stade Jean-Bouin construit en 1925 à côté du Parc des Princes, stade historique du CASG Paris (club athlétique de la Société générale), devenu le Paris Jean-Bouin, rénové une première fois en 1972 puis une seconde fois en 2013, est aujourd'hui le temple du rugby parisien dont le principal club résident est le Stade français Paris.
La salle polyvalente AccorHotels Arena (anciennement Palais omnisports de Paris-Bercy), vaste espace modulable clos de l'Est parisien inauguré en 1984, accueille de nombreuses compétitions sportives mais fait également office de salle de spectacles et reçoit diverses manifestations : concerts, patinoire, etc.
Le stade Charléty, inauguré en 1939 et reconstruit en 1994, est lié aux étudiants depuis son ouverture et reste le temple du sport amateur à Paris, comprend un stade d'athlétisme de 20 000 places et une salle omnisports de 1 500 places. Les équipes du Paris université club ainsi que les clubs du Paris Football Club et du Paris Volley y évoluent.
Paris a été la ville d'accueil des matchs de la coupe du monde de football de 1938 ainsi que de celle de 1998.
Le Stade de France (81 338 places), édifié à Saint-Denis en proche banlieue Nord pour la Coupe du monde de football de 1998, est l'antre de l'équipe de France de football qui remporta cette compétition. Il accueille les finales de la coupe de France de football et de la coupe de la Ligue. Il est également l'hôte, en 2000, 2006 et 2022 de la finale de la Ligue des champions de l'UEFA. Il est aussi utilisé pour les matchs à domicile de l'équipe de France de rugby à XV durant le Tournoi des Six Nations, pour les finales du Top 14 et parfois pour de grands matchs des équipes de rugby du Stade français et du Racing Club de France. Plusieurs matchs de la Coupe du monde de rugby de 2007 y sont joués, dont la finale.
Le stade accueillera, également, plusieurs matchs de la Coupe du monde de rugby de 2023 dont la finale.
Paris accueille les Jeux olympiques de 1900 et les Jeux olympiques d'été de 1924 mais échoue dans sa candidature à l'organisation de ceux de 1992, 2008 et 2012, qui se sont déroulés respectivement à Barcelone, Pékin et Londres. Après une nouvelle candidature lancée le 23 juin 2015, la ville obtient l'organisation des Jeux olympiques d'été de 2024 lors de la 131e session du Comité international olympique qui s'est tenue le 13 septembre 2017 à Lima au Pérou. Paris deviendra ainsi la seconde ville après Londres à organiser trois fois les JO d'été. Los Angeles, également candidate, s'est retirée pour organiser les Jeux de 2028 lorsque le CIO décide d'attribuer les deux éditions simultanément, après le retrait de Budapest, Hambourg et Rome durant le processus de sélection.
Le Tour de France part chaque année d'une ville différente, mais s'achève toujours à Paris (au Parc des Princes à partir de 1903 et depuis 1975 sur l'avenue des Champs-Élysées).
Paris accueille en mars le Semi-marathon de Paris, en avril le Marathon de Paris, en mai la Grande Course du Grand Paris et en septembre la Parisienne.
Le tennis est un autre sport populaire à Paris : les Internationaux de France, tenus chaque année sur la terre battue du stade Roland-Garros à proximité du bois de Boulogne, sont l'un des quatre tournois du Grand Chelem du tennis professionnel.

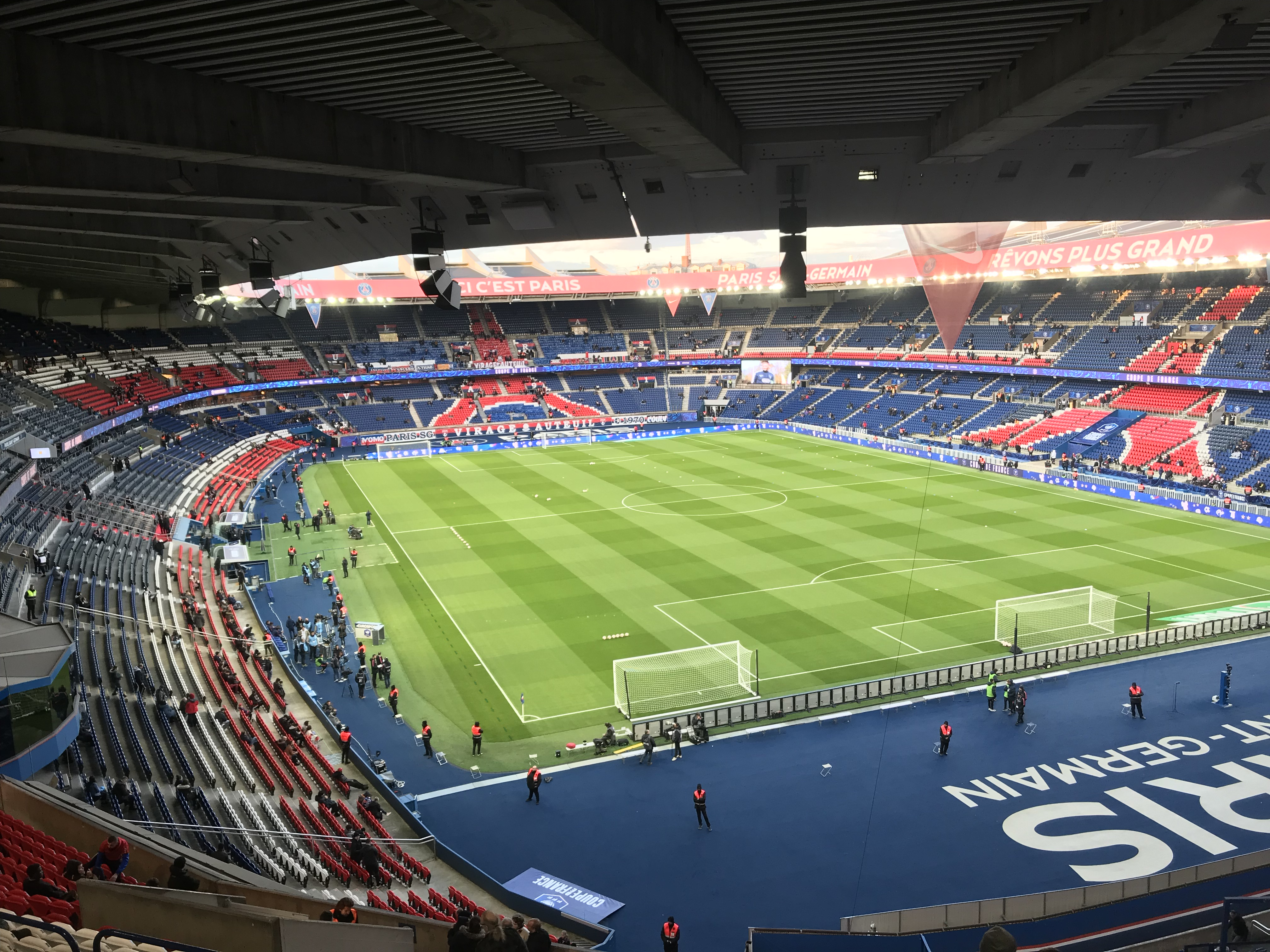
Le Parc des Princes.
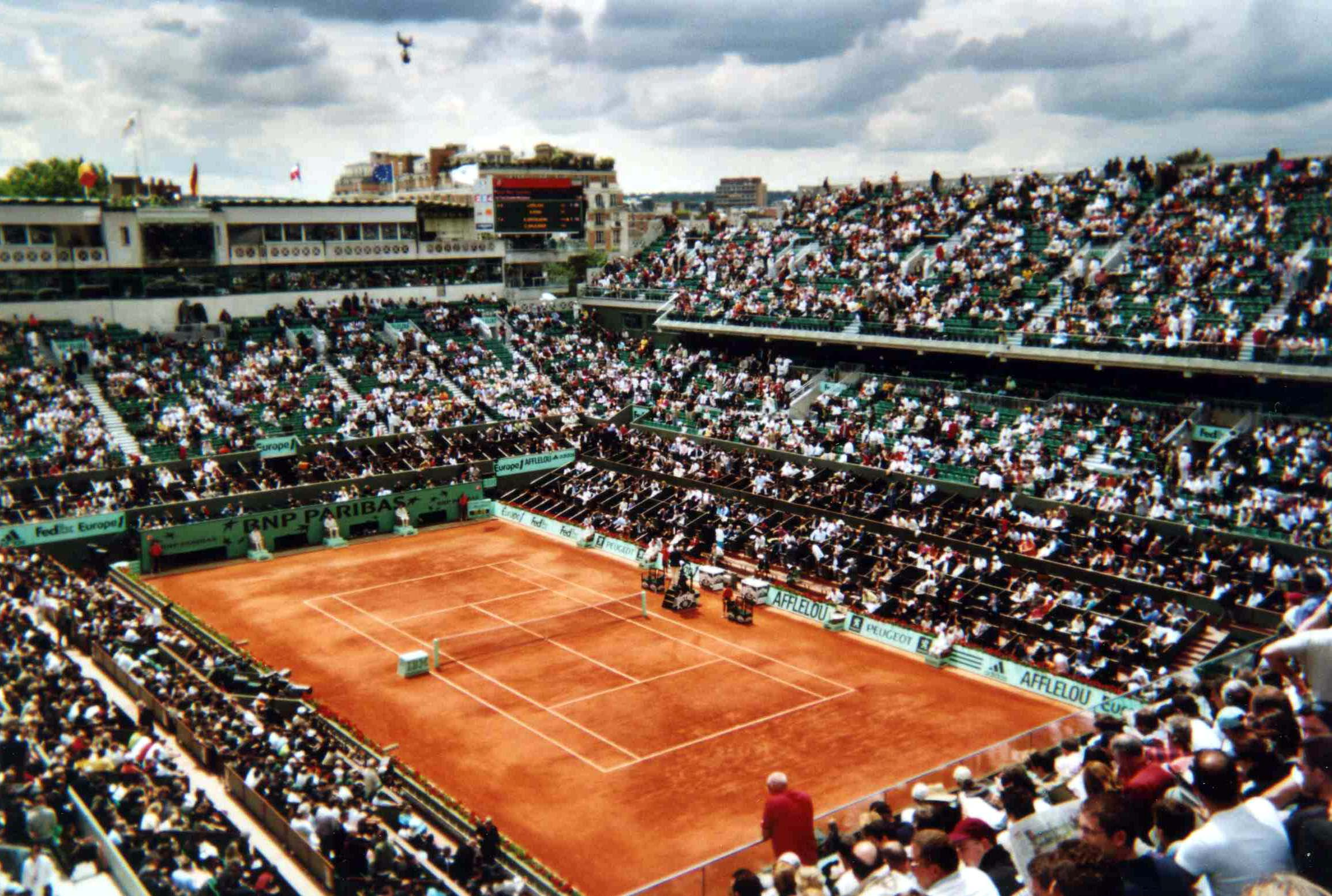
Court central du stade Roland-Garros.
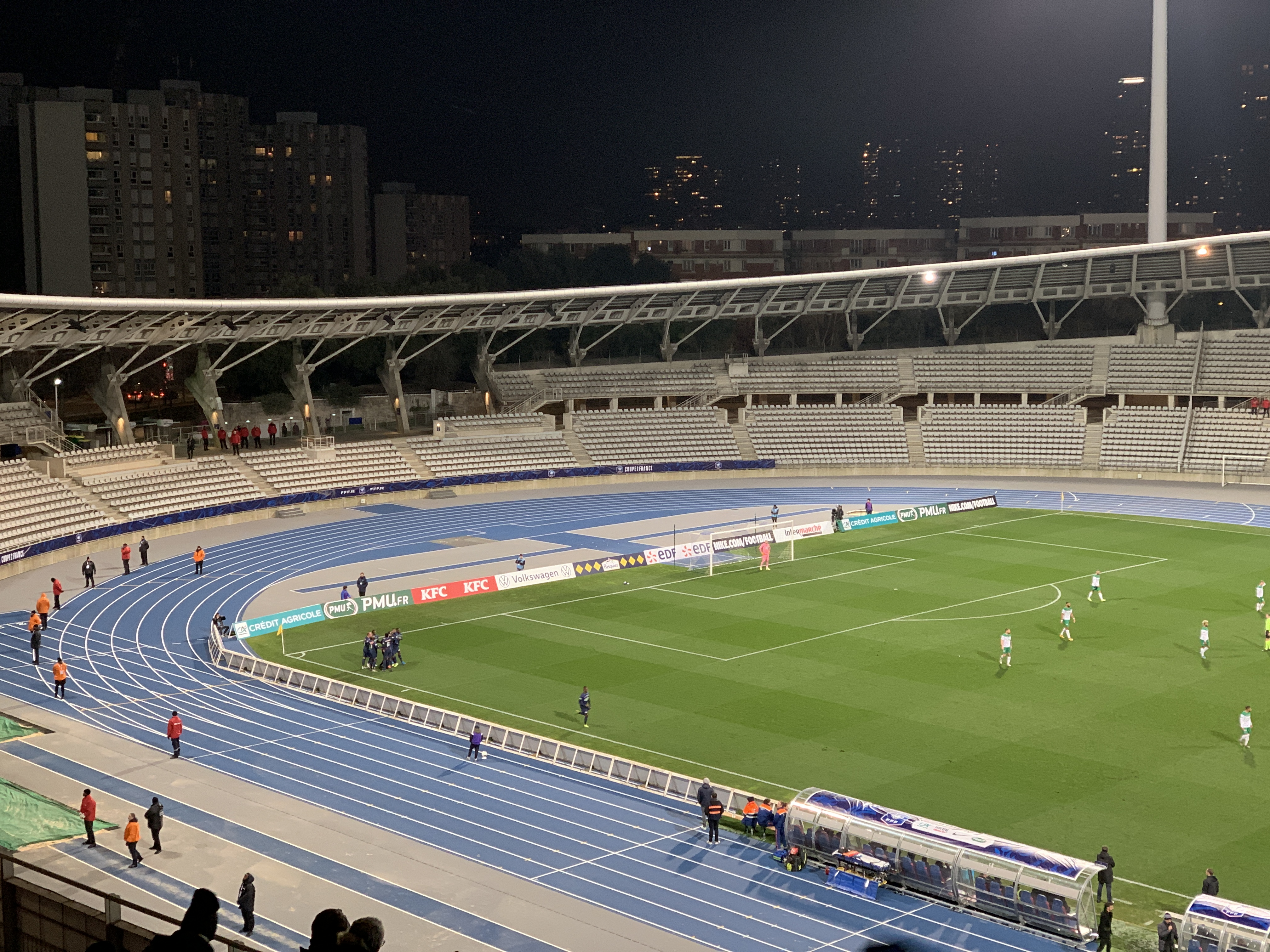
Le Stade Charlety

### Médias
Selon le linguiste Philippe Boula de Mareüil, la norme pour la prononciation du français « est attribuée à la bourgeoisie cultivée de la capitale, où convergent toutes les voies de communication et où sont installés aujourd’hui les grands médias. Cette prononciation est diffusée par la radio, la télévision […]. Paris agit à la fois comme un pôle d’attraction et un rouleau compresseur ».

#### Presse écrite
Le quotidien régional Le Parisien est décliné en dix éditions départementales dont une à Paris, avec un supplément week-end, et deux journaux gratuits sont distribués le matin (20 minutes et Direct Matin).
L'Officiel des spectacles et Le Figaroscope, quant à eux, offrent chaque semaine le programme culturel exhaustif de la métropole.

#### Télévision locale
Ondes sans frontières (OSF), fondée en 1998, est la plus ancienne télévision associative d'Île-de-France, ayant émis en « hertzien », afin de promouvoir l'accès public aux médias, d'organiser la diffusion de films, de créations vidéo et de reportages produits hors normes commerciales, de promouvoir l'émergence de nouveaux médias.
On peut de plus citer, outre les programmes régionaux de la chaîne nationale France 3, quelques chaînes associatives ou de collectivités locales. Télif rassemble sur un unique canal diffusé par le câble, l'ADSL ou le satellite les chaînes locales de la région : VOTV (Val-d'Oise), Télessonne (Essonne), TVM Est parisien (Seine-Saint-Denis), TVFil78 (Yvelines) et RTV (Rosny-sous-Bois). Zaléa TV, chaîne associative parisienne, est périodiquement diffusée par voie hertzienne en fonction des autorisations distribuées qui ont parfois poussé la chaîne à des diffusions pirates. Teleplaisance.org, autre chaîne associative, diffuse uniquement des programmes amateurs. Les deux chaînes sont disponibles en 2007 grâce à une diffusion via internet.
Sept chaînes locales TNT émettent depuis le 20 mars 2008. Il s'agit de NRJ Paris, d'IDF 1, et de Cap 24. Quatre autres chaînes se partagent ensuite un même canal : Demain IDF, « télévision de l'urbanité et de la diversité » ; BDM TV, qui doit aller dans les quartiers parler culture et initiatives, Cinaps TV, un regroupement de scientifiques et d’artistes inventant une télévision dont l’objectif est de transmettre du savoir et de cultiver la curiosité. Et enfin la chaîne de télévision associative Télé Bocal, produite par l'association du même nom, qui travaille dans les quartiers en difficulté, classés « politique de la ville ». À son début en 1995 composée exclusivement de bénévoles, le CSA l'a autorisé à émettre, à partir du 20 mars 2008 sur la TNT par le biais de Multi 7.

#### Sites internet locaux
Voir : Presse écrite en Île-de-France et Radio à Paris.

### Cultes
Les Parisiens disposent de nombreux lieux de culte, notamment de cultes bouddhique, catholique, israélite, orthodoxe, musulman et protestant.

#### Culte bouddhique
La pagode de Vincennes, inaugurée en 1977 et siège de l'Union bouddhiste de France, est située au bord lac Daumesnil dans le 12e arrondissement. Deux autres pagodes se trouvent dans le principal quartier asiatique de Paris, dans le 13e arrondissement.

#### Culte catholique
La cathédrale Notre-Dame de Paris est le siège de l'archidiocèse de Paris. Paris est un diocèse depuis le IIIe siècle, érigé en archidiocèse le 20 octobre 1622.
Paris abrite le siège de quatre autres diocèses de l'Église catholique : le diocèse aux armées françaises à la cathédrale Saint-Louis-des-Invalides, l'éparchie Saint-Vladimir-le-Grand de Paris des Ukrainiens à la cathédrale Saint-Vladimir-le-Grand, l'éparchie Notre-Dame du Liban de Paris des maronites à la cathédrale Notre-Dame-du-Liban et l'éparchie Sainte-Croix de Paris des Arméniens à la cathédrale Sainte-Croix de Paris des Arméniens.
En 2005, la ville compte cent-six paroisses catholiques accueillant les fidèles et vingt-quatre missions étrangères ainsi que 730 prêtres et environ 220 communautés religieuses (140 de femmes et environ 80 d'hommes). Paris compte plusieurs lieux de pèlerinage, notamment les cinq lieux où des corps de saints sont visibles.

#### Culte israélite
Paris compte quatre-vingt-seize synagogues. La Grande synagogue de Paris, inaugurée en 1867 et siège du Consistoire central israélite de France, est située rue de la Victoire dans le 9e arrondissement.

#### Culte musulman
Paris compte soixante-quinze mosquées ou salles de prières se trouvant pour la plupart dans des foyers. La grande Mosquée de Paris accueille les fidèles depuis 1926 sur plus d'un hectare de superficie dans le 5e arrondissement. La mosquée de la Miséricorde est inaugurée en 2003 dans le 15e, et l'Institut des cultures d'Islam en 2006 dans le 18e.

#### Culte orthodoxe
La cathédrale grecque Saint-Étienne consacrée en 1895, est le siège de la métropole grecque-orthodoxe de France de l'Église orthodoxe grecque. La cathédrale Saint-Jean-Baptiste, consacrée en 1904, est le siège du diocèse arménien de France de l'Église apostolique arménienne. La cathédrale Saint-Sava, consacrée en 1904, est le siège de l'éparchie d'Europe occidentale de l'Église orthodoxe serbe. La cathédrale de la Sainte-Trinité, consacrée en 2016, est le siège de l'exarchat patriarcal en Europe occidentale de l'Église orthodoxe russe.

#### Culte protestant
Paris compte vingt-cinq paroisses de l'Église protestante unie de France, qui réunit des réformés et des luthériens. Depuis 1811, son plus grand temple est l'Oratoire du Louvre, située rue Saint-Honoré dans le 1er arrondissement.
Paris compte environ soixante-douze églises protestantes évangéliques de dénominations diverses.

#### Autres cultes
Deux temples hindouistes sont dédiés à Ganesh.
Deux paroisses de l'Église de Jésus-Christ des saints des derniers jours sont situées à Paris et sept lieux dédiés aux Témoins de Jéhovah.

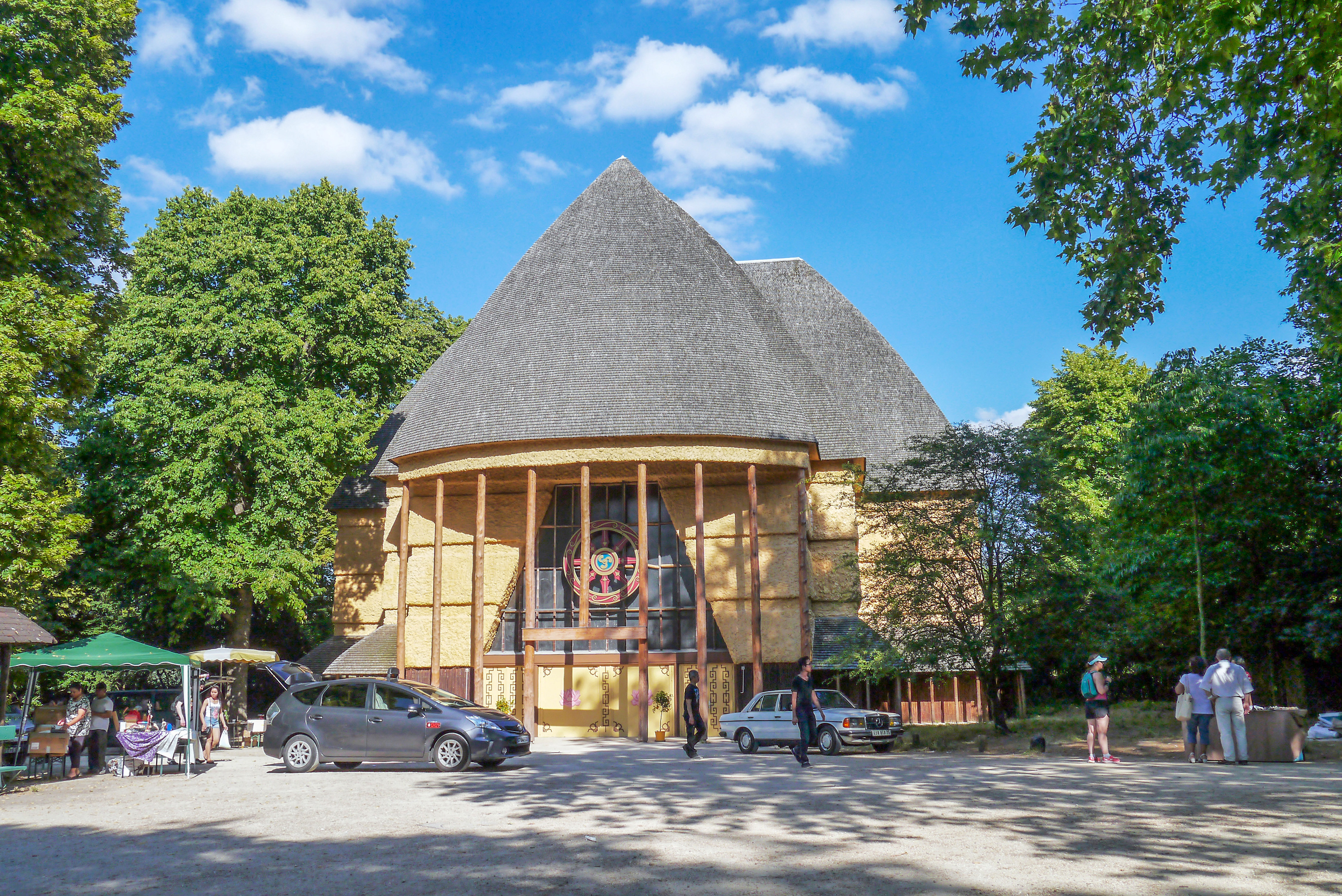
Pagode de Vincennes.
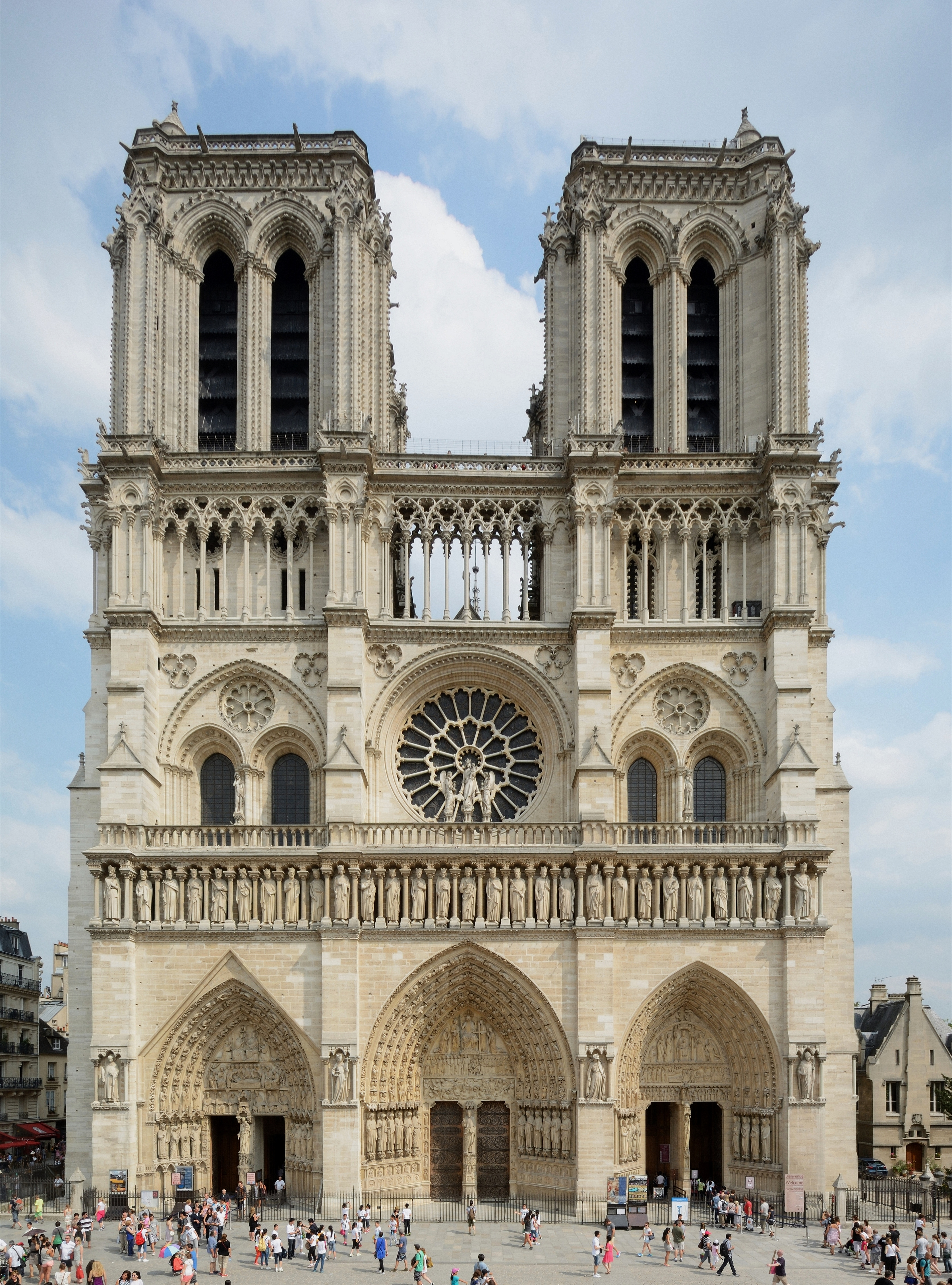
Notre-Dame de Paris.
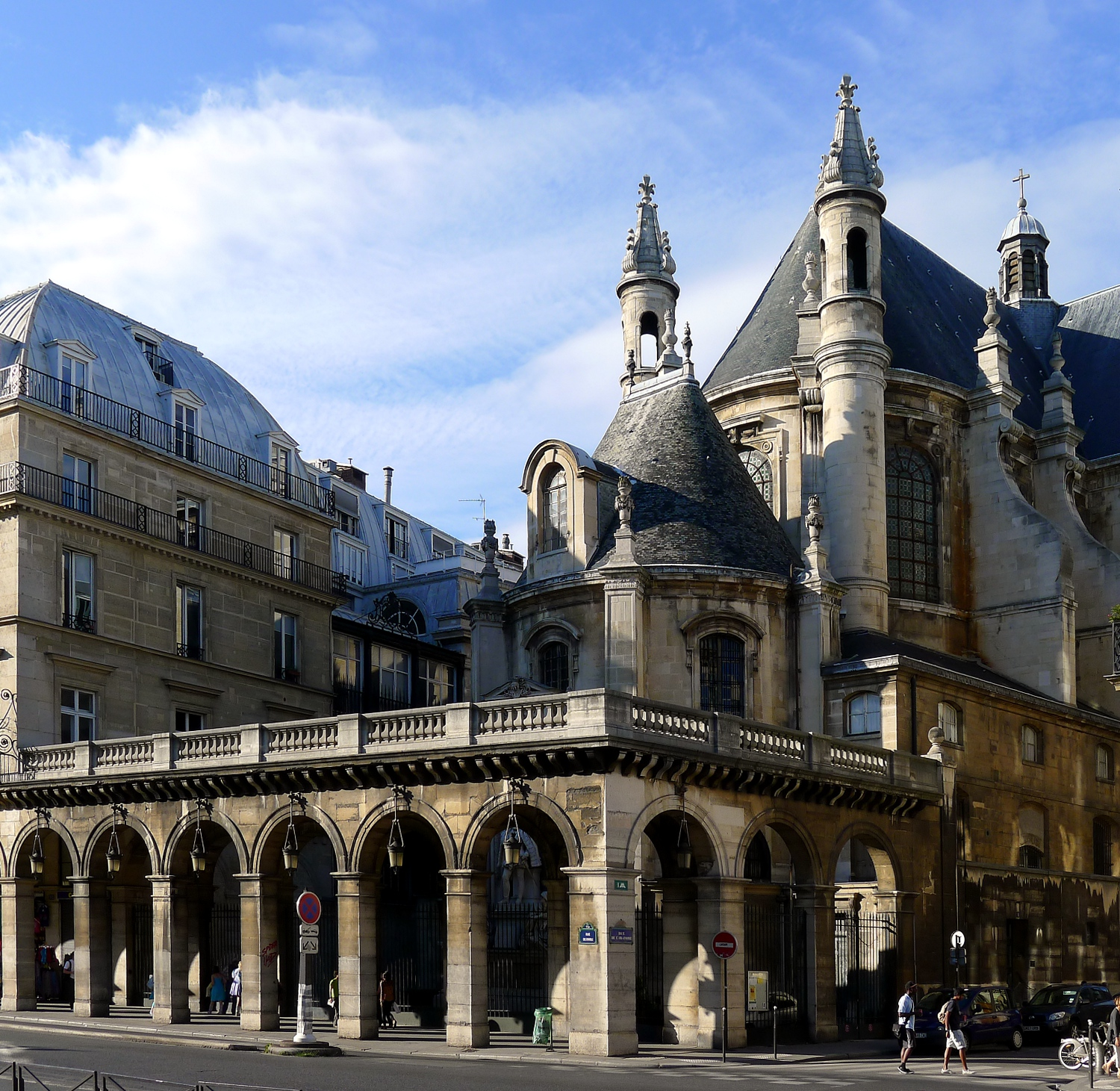
Temple protestant de l'Oratoire du Louvre.
Cathédrale de la Sainte-Trinité de Paris (orthodoxe russe).
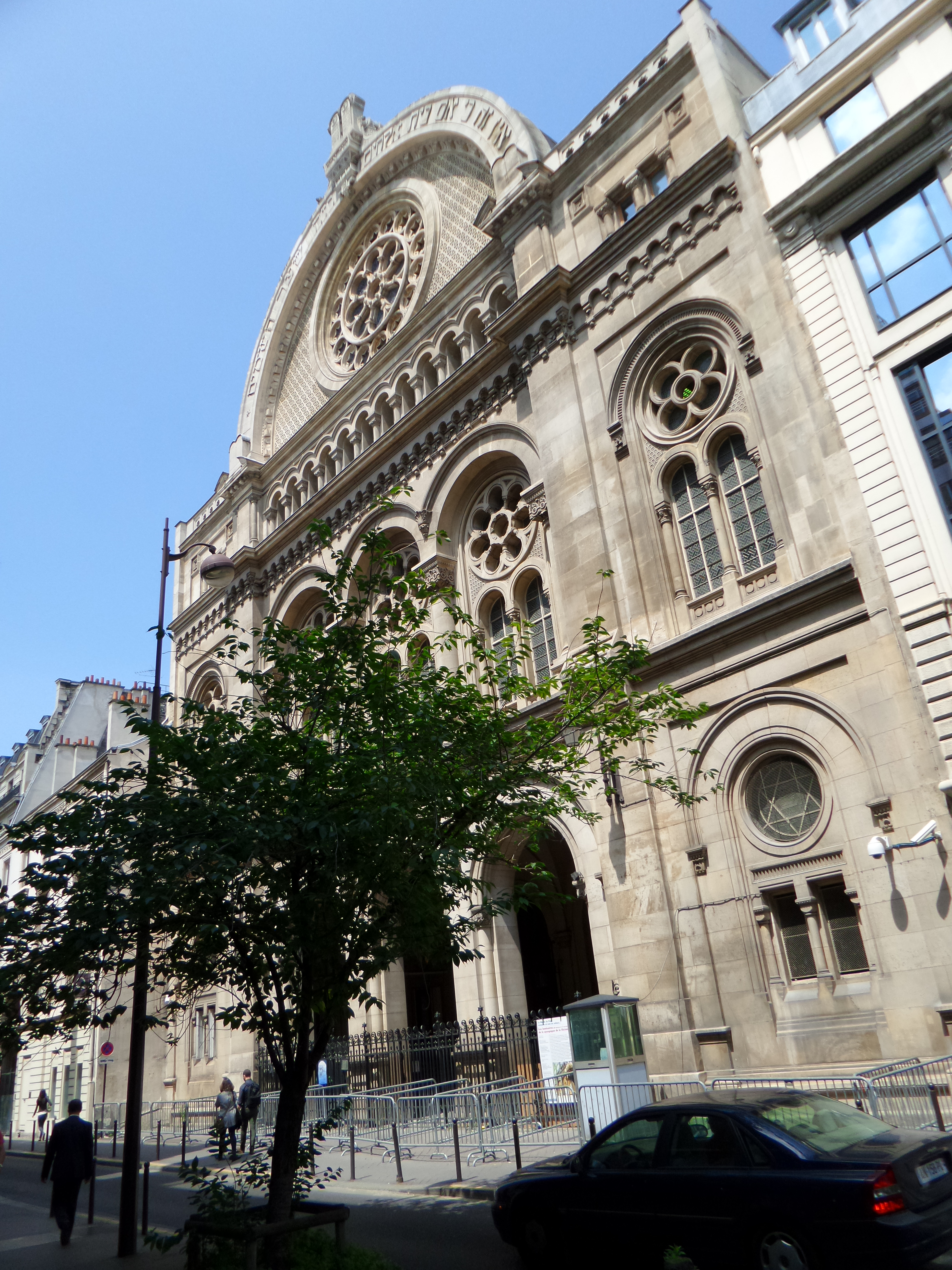
Grande synagogue de Paris.
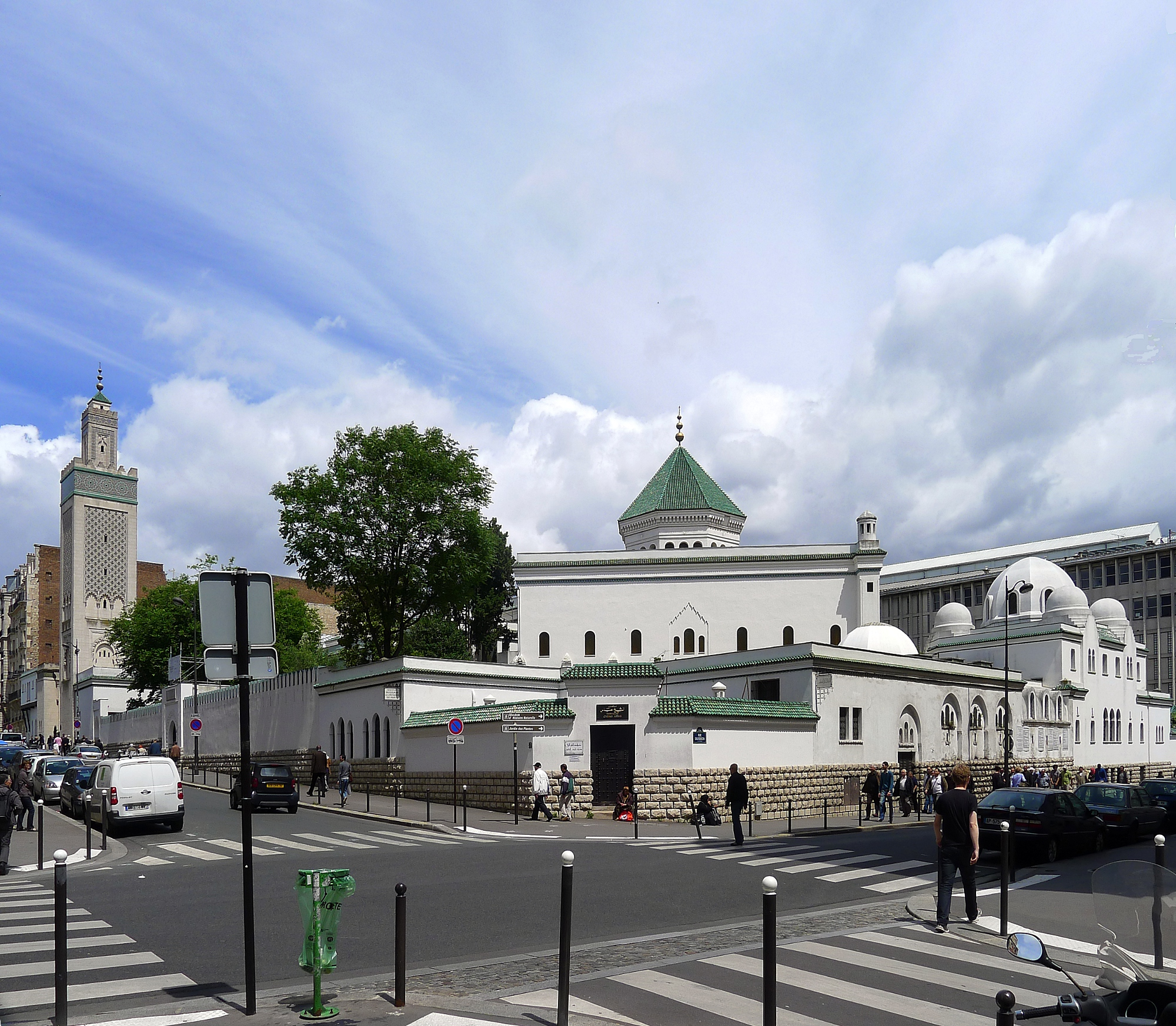
Grande mosquée de Paris.

## Économie

### Poids économique
Avec un produit intérieur brut (PIB) de 709 milliards d'euros (811 milliards de dollars) en 2019 soit un peu plus de 30 % du PIB, la région parisienne est une des plus riches d'Europe : si elle était un pays, elle serait la dix-huitième plus grande économie de la planète, produisant plus de richesses que la Suisse et la Turquie
La ville est, avec sa banlieue, la capitale économique et commerciale de la France, ainsi que sa première place financière et boursière. Elle a par exemple accueilli en 2019 l'Autorité bancaire européenne en vue du retrait du Royaume-Uni de l'Union européenne.
En 2017, la région parisienne est la dixième région la plus riche d'Europe avec un produit intérieur brut par habitant de 58 300 € contre 62 800 € pour le Grand Londres et 92 600 € pour le Luxembourg. Avec un produit intérieur brut (PIB) de 649 milliards d'euros en 2014 elle est un acteur économique européen majeur.
En 2018, Paris est, d'après l'OCDE, la plus grosse économie métropolitaine du continent européen devant Londres, avec un PIB de 901 milliards de dollars. La région parisienne accueille plus d'institutions internationales et de sièges sociaux de très grandes entreprises que New York et que Londres,. Paris est la ville la plus chère du monde en 2018, en 2019, en 2020 et deuxième en 2021 derrière Tel-Aviv.
Paris, comme le reste de l'Île-de-France mais de façon plus marquée encore, est plus riche et plus tertiarisée que la moyenne française. L'agglomération parisienne est par ailleurs moins spécialisée économiquement que d'autres grands centres économiques mondiaux, notamment que Londres qui est particulièrement dynamique dans le secteur financier.
En 2007, le journaliste Éric Le Boucher estimait que l'Île-de-France connaît un déclin économique et des pertes d’emplois : « aucune région-capitale au monde ne perd ses emplois comme celle de Paris, aveuglée par son passé brillant, mal gouvernée, fragmentée dans ses égoïsmes, anémiée faute de s'inscrire résolument dans la compétition mondiale des métropoles du XXIe siècle ». Les mêmes inquiétudes sont relayées par l'architecte Jean Nouvel qui estime impératif que Paris évolue, « sous peine de devenir une ville musée ».

### Superficie de bureaux supérieure à Londres
Paris dispose d'une superficie de bureaux supérieure à celle de Londres (y compris en demande placée pour les banques) bien qu'étant cinq fois moins étendue. Le dynamisme immobilier de son quartier d'affaires de La Défense est le second au niveau mondial après Singapour.
Un nombre plus important de groupes du Fortune 500 y ont leur siège. L'Île-de-France s'impose comme la première région européenne, devant le Grand Londres, pour les emplois créés par les implantations internationales en 2007. Enfin la capitale française dépose chaque année plus de brevets que la capitale anglaise et dispose d'une plus grande proportion de chercheurs dans sa main d'œuvre. À l'heure actuelle, le PIB à parité de pouvoir d'achat de l'agglomération parisienne, estimé à 460 milliards de dollars, est supérieur à celui de Londres (chiffres de 2005). Ces comparaisons doivent toutefois être prises avec prudence, les périmètres pris en compte n'étant pas toujours les mêmes. Ainsi, le Grand Londres, avec 7 517 700 habitants ne représente pas la totalité de l'agglomération londonienne, et les évolutions propres à chaque ville peuvent modifier les estimations.
L'ambition parisienne est, selon la municipalité, « d'être à la fois Rome et la Californie » (un tiers des brevets de France sont déposés à Paris).

### Le premier secteur économique, le tourisme
Le plus gros secteur économique est le tourisme de loisirs (cafés, hôtels, restaurants et services liés) et professionnel (salons, congrès, etc.). Paris attire dans les années 2000 près de 30 millions de visiteurs par an ce qui en fait une des capitales les plus visitées au monde et ce chiffre atteignait 38 millions en 2019.
Un rapport de l'Agence de l’environnement et de la maîtrise de l’énergie (Ademe) publié en juin 2021 a cependant montré les limites du positionnement touristique éloigné du tourisme durable, qui pèse dans les émissions de gaz à effet de serre bien plus que dans le PIB (11,1 %, contre 7,4 %): un touriste d’affaires représente une intensité carbone deux fois plus élevée qu'un touriste de loisirs et qu'un touriste venant de l’étranger émet environ quatre fois plus de GES par nuitée qu’un touriste national. Les trois quarts des émissions sont générées par le transport, pour les trajets en avion c'est même 41 % du total.
Paris subit par ailleurs la concurrence émergente de villes d'Europe de l’Est ou du Sud parfois moins chères. Ainsi, Madrid est une concurrente sérieuse pour le tourisme de loisirs, Vienne et Milan pour les salons et congrès. Paris dispose d'un tissu hôtelier très diversifié, à un coût moindre que bien d'autres capitales pour les deux et trois étoiles et bénéficie encore de sa réputation pour l'élégance, le luxe, les parfums, la mode et la gastronomie. Le secteur culturel, public comme privé, est aussi un gros secteur économique à Paris : édition, médias, musique, cinémas, salles de spectacle, musées, galeries et marchands d'art, compagnies de danse et de théâtre, etc. la concentration culturelle est inégalée en Europe. Paris et son agglomération rassemblent les trois quarts des intermittents du spectacle de tout le pays.[réf. nécessaire]
Paris reste de loin le département qui regroupe le plus d'emplois dans la région avec 1 876 100 en 2021, soit 31,34 % des emplois privés de la région, devant les Hauts-de-Seine avec 1 072 100 emplois (17,91 %). Le taux de chômage de Paris est, au 1er trimestre 2020, de 6 %, ce qui est en dessous du taux national, 7,8 %, alors que, pendant trente ans, le taux parisien était toujours supérieur à celui de la France.

#### Les salaires parisiens
Les salaires parisiens sont très légèrement supérieurs à ceux de la région (19 euros de l'heure en moyenne annuelle au lieu de 18,2 euros, chiffres de 2002) et largement supérieurs à la moyenne des salaires en France (13,1 euros). Néanmoins, cet écart s'explique essentiellement par la forte surreprésentation de cadres qui constituent 25 % des salariés. La ville se caractérise surtout par sa forte inégalité salariale : les 10 % des salariés les mieux payés touchent quatre fois plus que les 10 % les moins payés, ce qui dépasse un peu la moyenne régionale (3,7), mais est largement supérieur à l'écart constaté dans le reste de la France (2,6). De même, les inégalités géographiques apparaissent également au sein même de la ville : le salaire horaire moyen offert dans le 8e arrondissement (24,2 euros) est supérieur de 82 % à celui du 20e arrondissement (13,3 euros). En revanche, les écarts salariaux homme-femme à niveau égal ne sont que de 6 % à Paris contre 10 % dans le reste de la France.
La capitale reste largement en tête des villes de France pour sa puissance économique, le choix de filières et d'écoles pour l'enseignement supérieur, son offre culturelle d'exception, l'offre de soins et la qualité d'accès aux nouvelles technologies (couverture de la fibre optique résidentielle à plus de 97 %). Sa qualité environnementale (pollution, part réduite des espaces verts) reste médiocre et les prix de l'immobilier n'ont cessé d'atteindre les sommets. Ces données nationales sont toutefois à relativiser, en effet, selon l'indice Mercer, Paris est la 33e ville du monde pour ce qui est de la qualité de vie en ne se classant toutefois qu'en 58e position sur l'écologie (eau, déchets, congestion, pollution).
En 2010, le revenu fiscal médian par ménage était de 32 984 €, ce qui plaçait Paris au 9 215e rang parmi les 31 525 communes de plus de trente-neuf ménages en métropole.

### Entreprises, startups, commerces
(mars 2024).
La ville de Paris connaît une tertiarisation croissante de son économie avec la prolifération des sociétés de services. Néanmoins, l'artisanat et l'industrie représentent toujours une part non négligeable des emplois. Le commerce maintient son attractivité malgré le développement des grandes surfaces commerciales, sous-représentées en Île-de-France en proportion du nombre d'habitants.
Paris dispose à l'automne 2016 d'une quarantaine d'incubateurs de startups, dont Station F dans l'ancienne halle Freyssinet qui est le plus grand campus de startups au monde. Ce campus a été mis sur pied par l'entrepreneur Xavier Niel. La ville s'affirme comme un haut lieu d'attractivité pour les jeunes entreprises innovantes rattrapant Londres. Le label « French Tech » a été mis en place.
Le secteur des services aux entreprises est le plus important et correspond au tiers des établissements parisiens. Au 31 décembre 2001, près de 122 300 entreprises employaient au moins un salarié. En effet, une des caractéristiques de l'économie parisienne tient à la forte présence, aux côtés des grands sièges sociaux, de petites entreprises d'un à dix salariés qui rassemblent plus d'un quart des emplois. Ce secteur regroupe les activités de conseil et d'assistance, les services opérationnels, les postes et télécommunications ainsi que la recherche et le développement.
En 2000, l'imprimerie-presse-édition fournissait l'essentiel de l'activité avec 40 % des emplois industriels parisiens, et les industries de l'habillement et du cuir 23 %. Le secteur de l'artisanat totalisait 36 237 entreprises (pour l'essentiel concentrées dans le nord et l'est de la ville), soit 28 % des artisans de la région, et rassemblait 123 000 salariés en 2003. Les services rassemblent 35 % des effectifs salariés des entreprises artisanales, suivis par la fabrication avec 28,9 %, le bâtiment avec 22,4 % et enfin l'alimentation avec 13,7 %. En 2014, la part de l’industrie dans l’économie parisienne est de 3,2 %, soit 63 764 emplois, loin des 477 000 en 1954, et des 117 000 en 1999. Selon un rapport du CESER, la perte est de 34 % entre 1994 et 2004. Elle s'atténue par la suite. La Ville de Paris souhaite relancer l'installation de petite industrie dans Paris en créant par exemple des hôtels industriels à destination d'artisans, de PME, de filières techniques, notamment dans les domaines liés à l'environnement (énergies renouvelables, rénovation thermique, stockage d’énergie ou dans le cadre de la lutte contre l’obsolescence programmée).
Le commerce parisien, resté particulièrement attractif bien au-delà des limites de la ville avec près de 80 000 locaux et 30 000 commerces de détail, se caractérise par son extrême diversité et sa répartition géographique relativement équilibrée. Malgré l’émergence d’une structure polycentrique à l’échelle de l’agglomération, la trame commerciale parisienne continue à se caractériser par une forte continuité spatiale et un poids important de la logique hiérarchique, avec une grande diversité d’échelons de centralité. Néanmoins, l'implantation des grandes surfaces en périphérie ou l'augmentation des baux ont entraîné d'importantes mutations à la fin du XXe siècle. L'émergence ou l'affirmation de nouvelles spécialisations commerciales ont progressivement conduit au déclin les petits commerces de bouche. C'est le cas pour les boutiques d'informatique fort concentrées (rue Montgallet et rue de Charenton en particulier dans le 12e arrondissement) ou les commerces de gros du textile (quartier du Sentier et une partie du 11e arrondissement). L'arrivée massive de chaînes internationales de magasins, de vêtements pour l'essentiel (Celio, Zara, etc.), a encore accru le phénomène au point de faire craindre aux Parisiens la disparition rapide du petit commerce de proximité (commerces de bouche ou librairies de quartier en particulier), ce qui s'est produit dans de nombreux quartiers de Londres par exemple. La municipalité a finalement joué de son droit de préemption afin de lutter contre ce phénomène et le plan local d'urbanisme tente de limiter l'impact de cette évolution dans l'avenir en interdisant par exemple le changement d'affectation d'un local commercial revendu.
Selon le schéma directeur établi par le conseil régional d'Île-de-France, la métropole table d'ici 2025 sur la création d'un million et demi d'emplois, la construction de 500 000 bureaux et surtout l'implantation d'un millier d'entreprises étrangères, notamment indiennes, chinoises et brésiliennes, faisant passer le taux de croissance de 2 à 5 % par an.

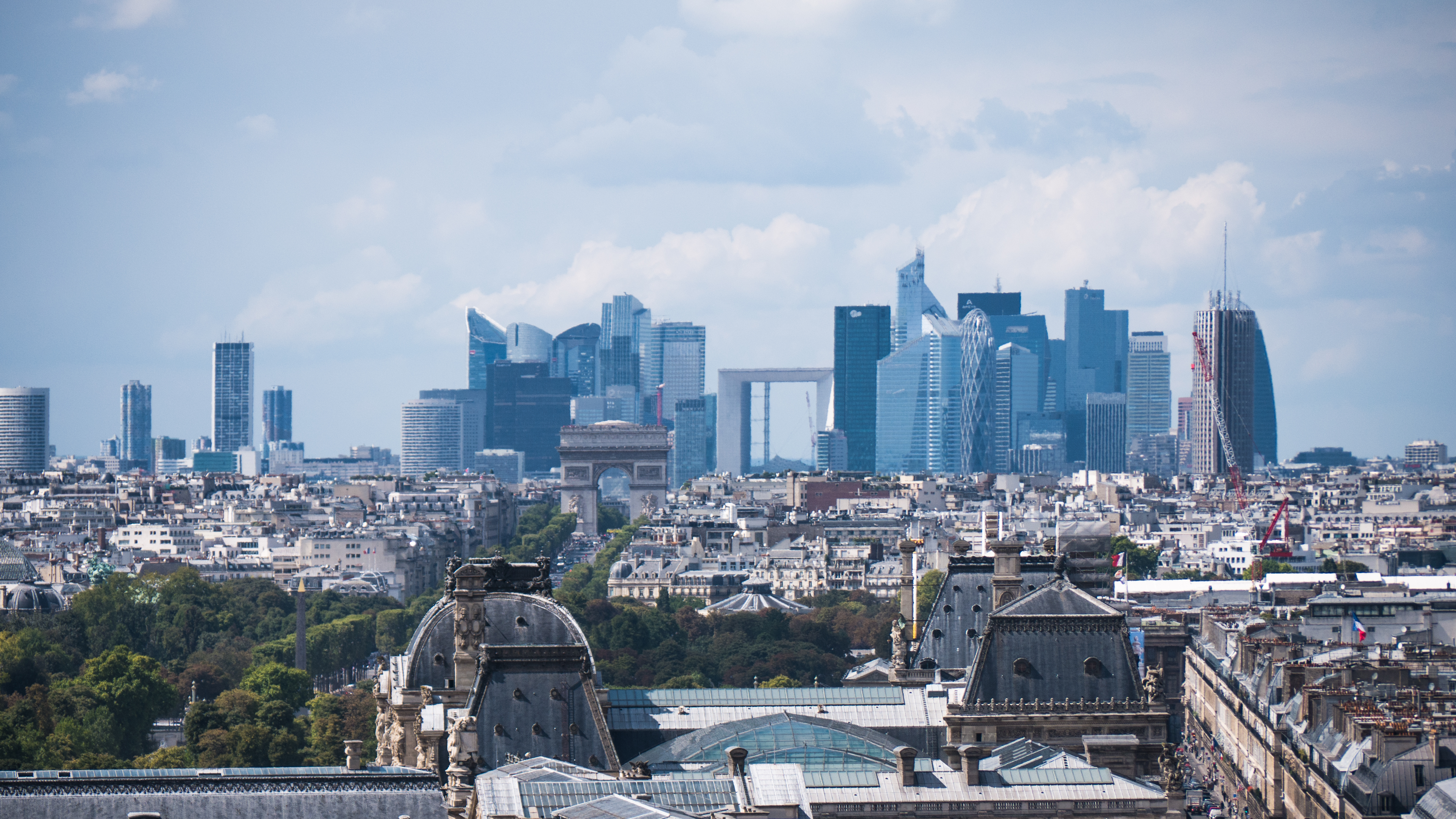
Le quartier d'affaires de La Défense.

### Quartiers d'affaires

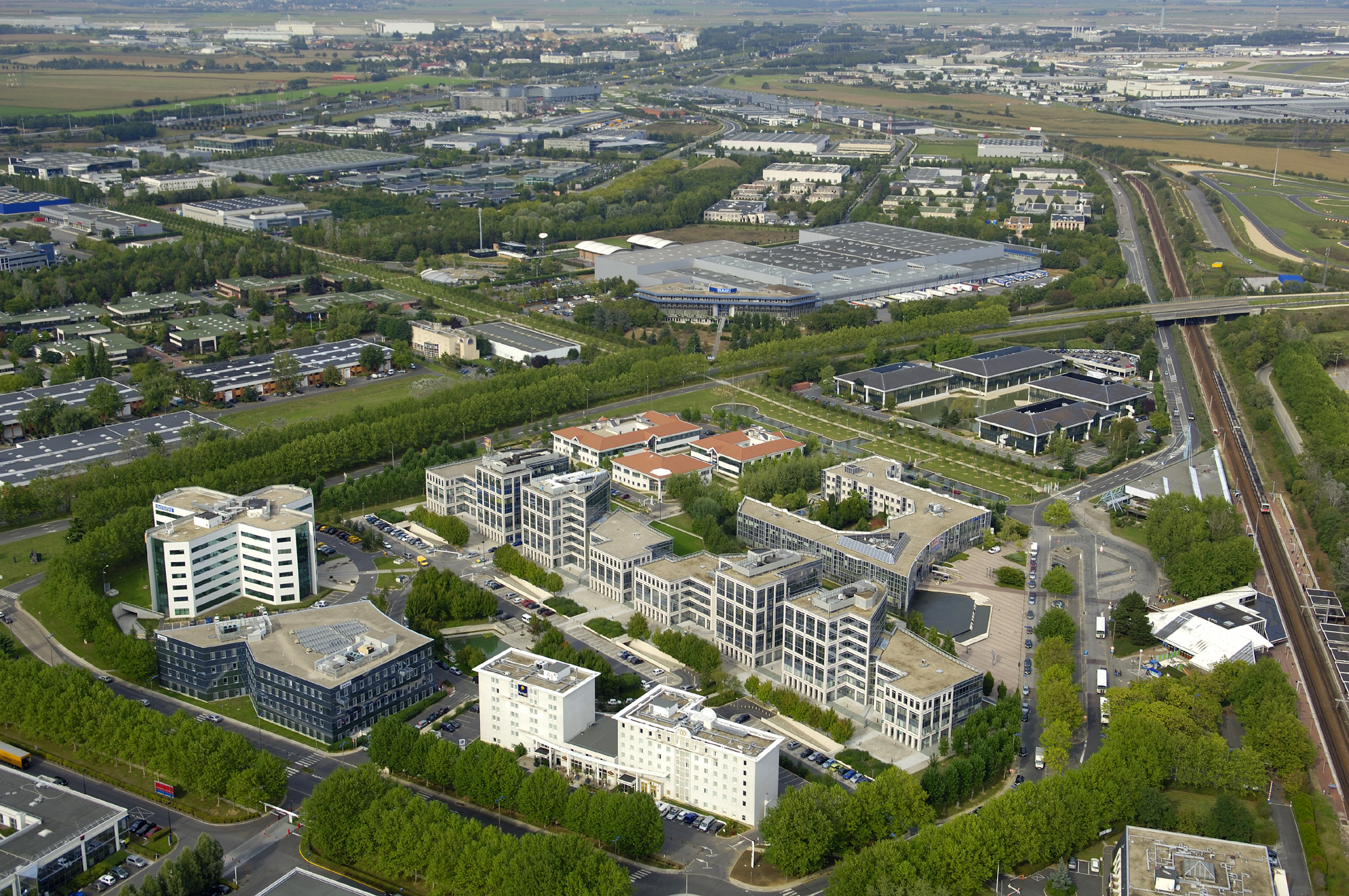
Le parc d'activités Paris-Nord II et, au fond, le village de Roissy-en-France (à gauche) et l'aéroport Paris-Charles-de-Gaulle (à droite).

Le pôle « Paris-La Défense », qui regroupe la partie ouest de la rive droite parisienne et neuf communes des Hauts-de-Seine, domine le monde des affaires francilien. Le centre de Paris et le quartier de La Défense, en banlieue ouest, qui constitue le premier quartier d'affaires européen par l'étendue de son parc de bureaux. On y trouve la plupart des grands sièges sociaux et des emplois à haut revenu.
Dans le centre de Paris, il s'étend sur un périmètre assez large autour de l'Opéra et de la gare Saint-Lazare. Il garde un rôle majeur mais les prix de l'immobilier de bureau y sont particulièrement élevés et les surfaces limitées par les règles de l'urbanisme. Entre 1994 et 2005, le nombre d'emplois privés y a assez nettement diminué au profit de la proche banlieue ouest dans laquelle la Défense a une place centrale.
La Défense, caractérisée par ses gratte-ciels, se développe depuis les années 1960 et compte trois millions de mètres carrés de bureaux et 150 000 salariés. On y trouve 1 500 entreprises dont quatorze des vingt premières entreprises nationales et quinze des cinquante premières mondiales. Un grand plan de relance est prévu pour le quartier pour les années à venir.
D'autres quartiers d'affaires s'implantent aussi ailleurs :
Paris Rive Gauche dans le 13e arrondissement est le plus avancé des projets en cours de développement.
En banlieue, d'autres pôles naissent dans des zones où les prix de l'immobilier sont moins élevés ou sur des hubs stratégiques (aéroport Paris-Charles-de-Gaulle).
Dans le département de la Seine-Saint-Denis et plus particulièrement dans le quartier intercommunal de La Plaine Saint-Denis, de nombreux projets dont certains sont classés ZAC devraient modifier radicalement l'ancienne plus grande zone industrielle d'Europe (au 1er juillet 2008 moins d'1 % des travaux prévus avaient débuté).

## Culture et patrimoine

### Monuments et lieux touristiques

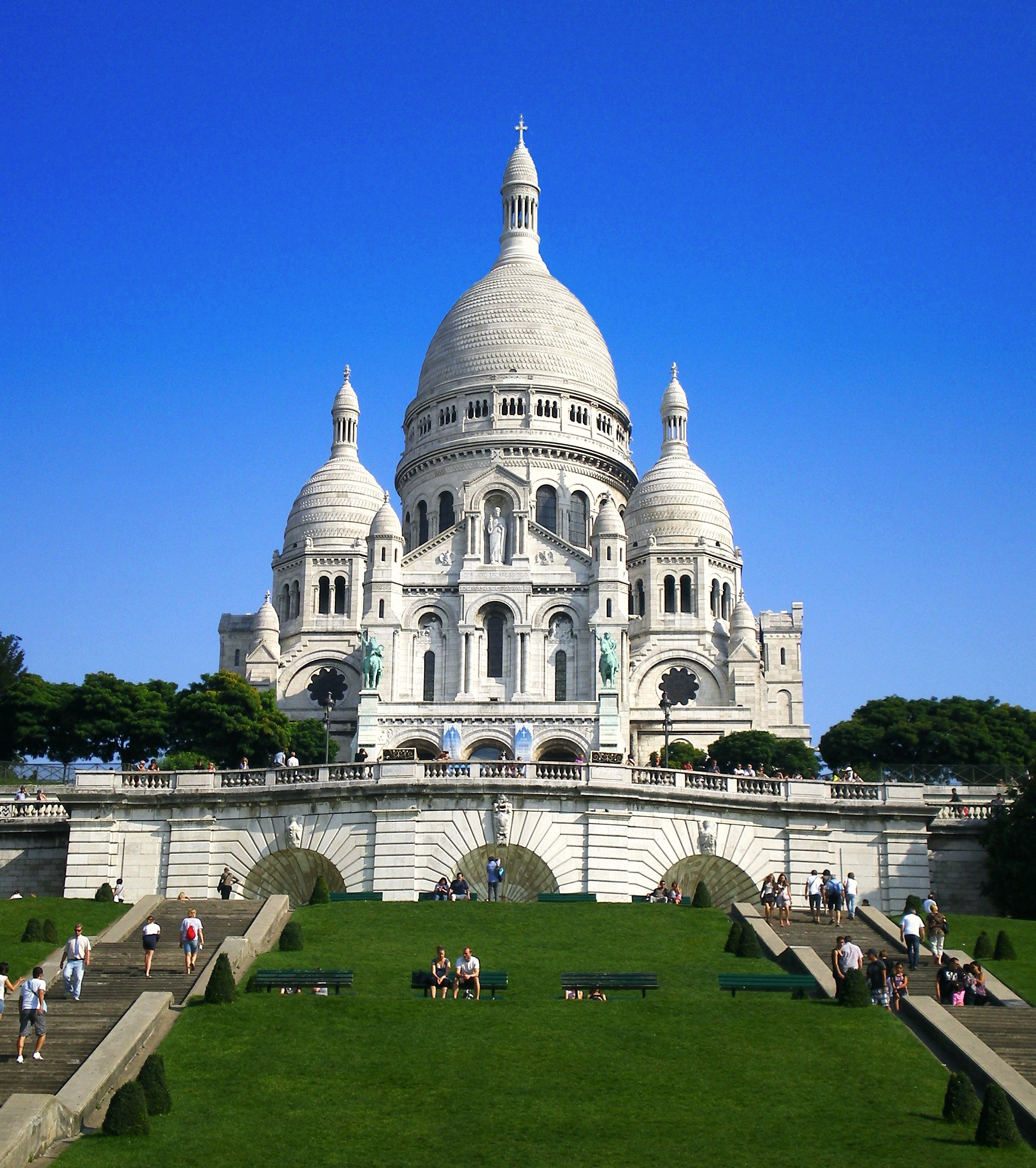
La basilique du Sacré-Cœur.

Le « tourisme », dans le sens moderne du terme, n'a pris d'ampleur qu'à la suite de l'apparition du chemin de fer, au cours des années 1840. Une des premières attractions fut, dès 1855, la série d'expositions universelles, autant d'occasions d'édifier à Paris de nombreux nouveaux monuments, dont le plus célèbre est la tour Eiffel, érigée pour l'Exposition de 1889. Ceux-ci, en plus des embellissements apportés à la capitale sous le Second Empire, ont largement contribué à faire de la ville elle-même l'attraction qu'elle est devenue.
Paris compte plus de 1 800 immeubles classés ou inscrits à l'inventaire des monuments historiques, dont près de cent lieux de culte. Les monuments les plus célèbres de Paris datent d'époques variées. Ils se trouvent souvent dans le centre et sur les rives de la Seine. Les quais de Seine du Viaduc d'Austerlitz au Pont de Bir-Hakeim constituent l'un des plus beaux paysages fluviaux urbains et sont d'ailleurs classés à l'inventaire du patrimoine mondial de l'UNESCO. On y trouve notamment, d'est en ouest : le Jardin des Plantes, la cathédrale Notre-Dame de Paris, le Palais de la Cité, le Palais du Louvre, l'Hôtel des Invalides, le pont Alexandre-III, le Grand Palais, le Palais de Tokyo, le musée du quai Branly - Jacques-Chirac, la tour Eiffel et le Trocadéro. Plus à l'est, d'importants édifices contemporains ont été construits : le ministère de l'Économie et des Finances, le site François-Mitterrand de la Bibliothèque nationale de France, etc.
On trouve sur l'île de la Cité des monuments anciens emblématiques. La cathédrale Notre-Dame, de style gothique, principalement bâtie du XIIe siècle au XIIIe siècle, a été très restaurée au XIXe siècle et sa façade occidentale nettoyée à la fin du XXe siècle. Elle est symboliquement le noyau de Paris et les distances routières françaises sont mesurées à partir de son parvis. L'ancien palais de la Conciergerie fut le siège du pouvoir royal jusqu'au règne de Charles V, dans la seconde moitié du XIVe siècle. Une partie du bâtiment fut dès lors aménagée en prison et fut notamment le lieu de détention d'illustres personnalités de l'Ancien Régime avant leur exécution, lors de la Révolution française. La Sainte-Chapelle, construite à proximité de la Conciergerie, est considérée comme un chef-d'œuvre de l'architecture gothique. Le pont Neuf, à l'extrémité occidentale de l'île et datant de la fin du XVIe siècle, est le plus vieux pont de Paris en l'état.
Des monuments de style classique marquent également le centre de Paris de leur empreinte. La chapelle de la Sorbonne au cœur du quartier latin, a été construite au début du XVIIe siècle. Le Louvre, résidence royale, a été embelli au XVIIe siècle et plusieurs fois retouché par la suite. L'Hôtel des Invalides, avec son fameux dôme doré, fut érigé à la fin du XVIIe siècle dans les faubourgs de la ville par un Louis XIV soucieux d'offrir un hospice aux soldats blessés. Il abrite depuis le 15 décembre 1840 les cendres de Napoléon Ier et son tombeau depuis le 2 avril 1861. Le Panthéon, édifié quant à lui à la fin du XVIIIe siècle à proximité de la Sorbonne, est devenu sous la Révolution un temple civil où des Français illustres sont enterrés.

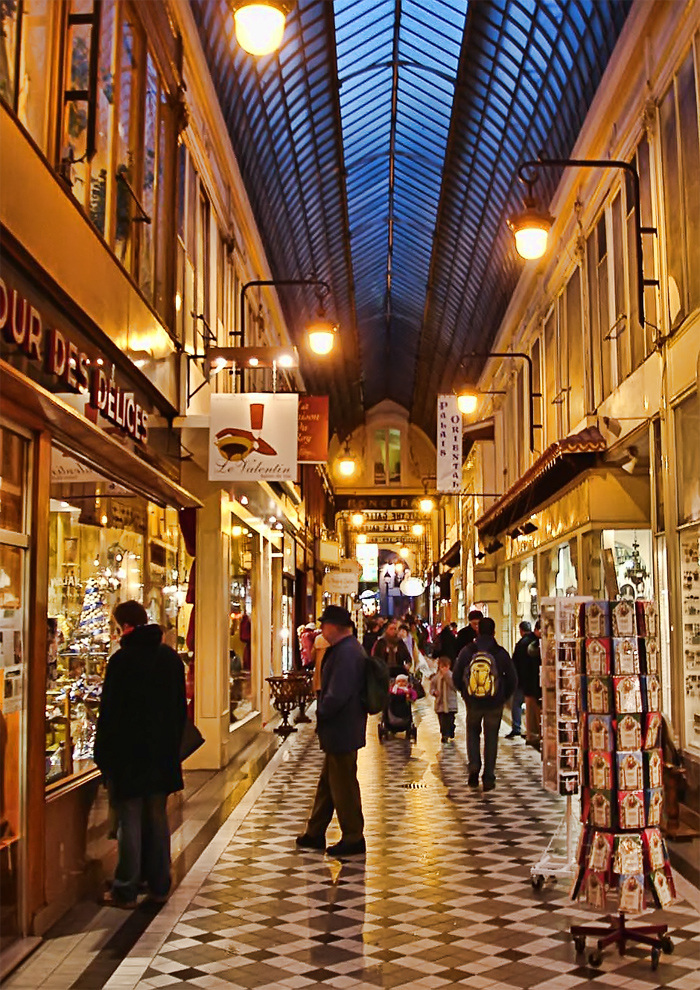
Le passage Jouffroy.

Le patrimoine du XIXe siècle est très abondant à Paris avec notamment l'Arc de Triomphe, les passages couverts, le Palais Garnier, construit à la fin du Second Empire et au début de la Troisième République et qui abrite l'opéra de Paris, et la tour Eiffel, construction « provisoire » érigée par Gustave Eiffel pour l'Exposition universelle de 1889 mais qui ne fut jamais démantelée. Elle est devenue le symbole de Paris, visible de la plupart des quartiers de la ville et parfois de la proche banlieue.
Au XXe siècle, de nombreuses réalisations des plus grands architectes parsèment les rues de Paris : Guimard, Plumet ou Lavirotte, références de l'Art nouveau en France, puis celles de Mallet-Stevens, Roux-Spitz, Dudok, Henri Sauvage, Le Corbusier, Auguste Perret, etc. pendant l'entre-deux-guerres.
L'architecture contemporaine à Paris est représentée par le centre Pompidou, édifice des années 1970, qui abrite le musée national d'Art moderne ainsi qu'une importante bibliothèque publique librement accessible, par l'institut du monde arabe ouvert en 1987 ou encore par les importantes réalisations voulues par le président François Mitterrand : la bibliothèque nationale de France dans le nouveau quartier de Paris Rive Gauche en plein développement, l'opéra Bastille et, probablement la plus célèbre, la pyramide du Louvre, œuvre de l'architecte Ieoh Ming Pei érigée dans la cour du Louvre. Plus récemment, le musée du quai Branly, ou musée des arts et civilisations d'Afrique, d'Asie, d'Océanie et des Amériques, dessiné par Jean Nouvel, inauguré en 2006, et la Fondation Louis-Vuitton, dessinée par Frank Gehry, inaugurée en 2014, ont encore enrichi la diversité architecturale et culturelle de la capitale.

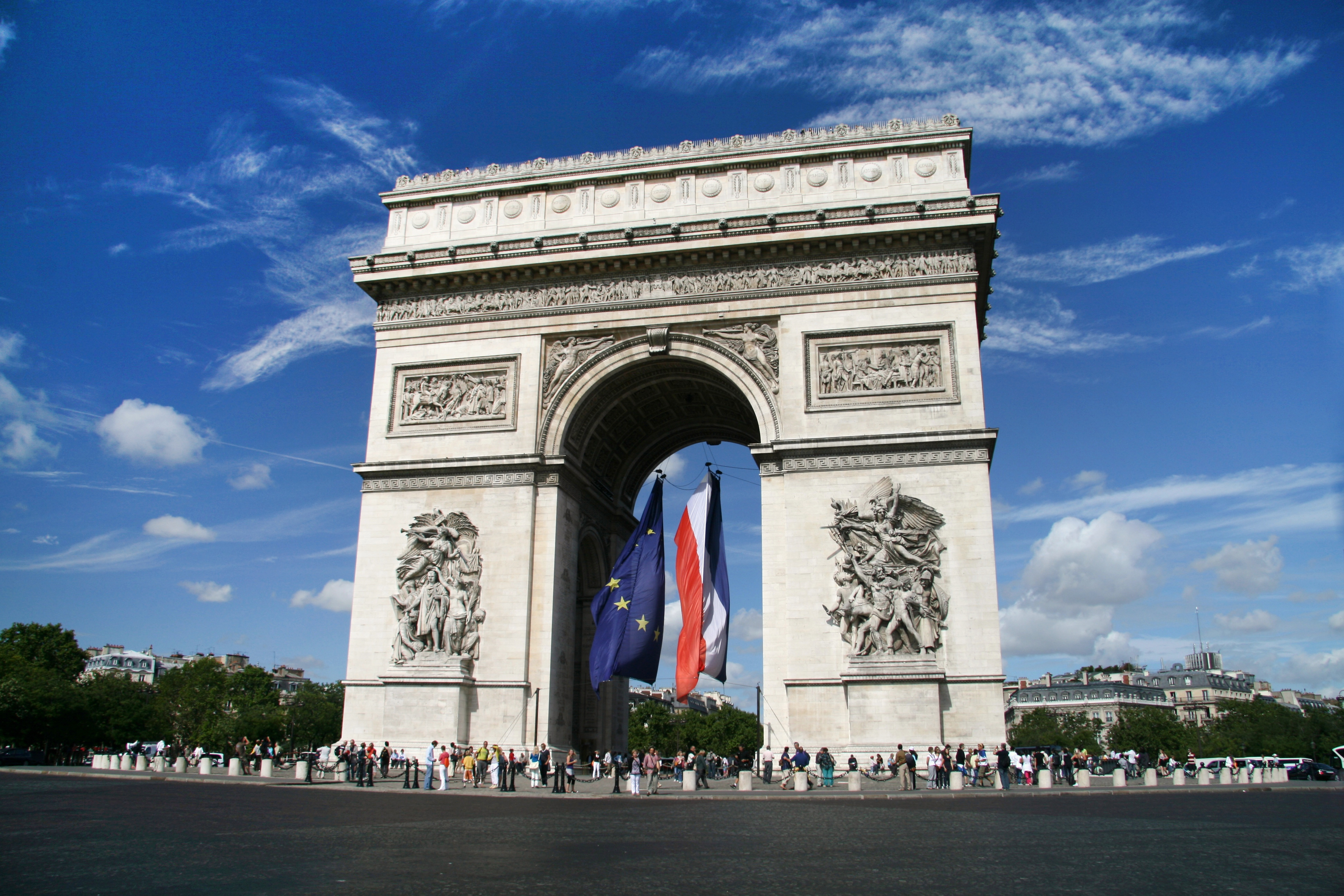
L'arc de triomphe de l'Étoile, l'un des symboles de Paris.

C'est dans la cour du Louvre que débute l'axe historique de Paris : il s'agit d'un alignement monumental d'édifices et de voies de communication partant du cœur de la ville en direction de l'ouest. Il commence à la statue de Louis XIV dans la cour principale du palais du Louvre, passe sous l'Arc de triomphe du Carrousel et se poursuit à travers le jardin des Tuileries, la place de la Concorde, les Champs-Élysées et aboutit à l'Arc de Triomphe au milieu de la place Charles-de-Gaulle (ancienne place de l'Étoile). À partir des années 1960, la perspective fut prolongée plus à l'ouest par la construction du quartier d'affaires de La Défense, quartier où se situent la plupart des plus hauts gratte-ciel de l'agglomération parisienne. La perspective est parachevée en 1989 par la construction de l'Arche de la Défense.
La tour Montparnasse et la basilique du Sacré-Cœur au sommet de la butte Montmartre sont, de par leur hauteur, des points de repère importants dans le ciel parisien. Cette dernière est un des lieux emblématiques de Paris et accueille de nombreux visiteurs, en particulier autour de la place du Tertre où se tiennent des peintres et caricaturistes.
Dans les années 1960, le ministre des affaires culturelles André Malraux lance une grande campagne de ravalement des façades, ce qui fait dire au cinéaste François Truffaut : « À partir du blanchiment de Paris, c'est devenu très difficile de montrer Paris tel qu'il avait été avant ».
En 2016, le président François Hollande mandate la Mission Île de la Cité, confiée à Philippe Bélaval et Dominique Perrault, pour repenser l’avenir de l’Île de la Cité. Ce projet vise à renforcer son attractivité touristique et culturelle tout en préservant son patrimoine historique.  Certaines propositions, comme la piétonnisation partielle, ont influencé les aménagements ultérieurs du cœur historique de la ville.

#### Parcs et jardins

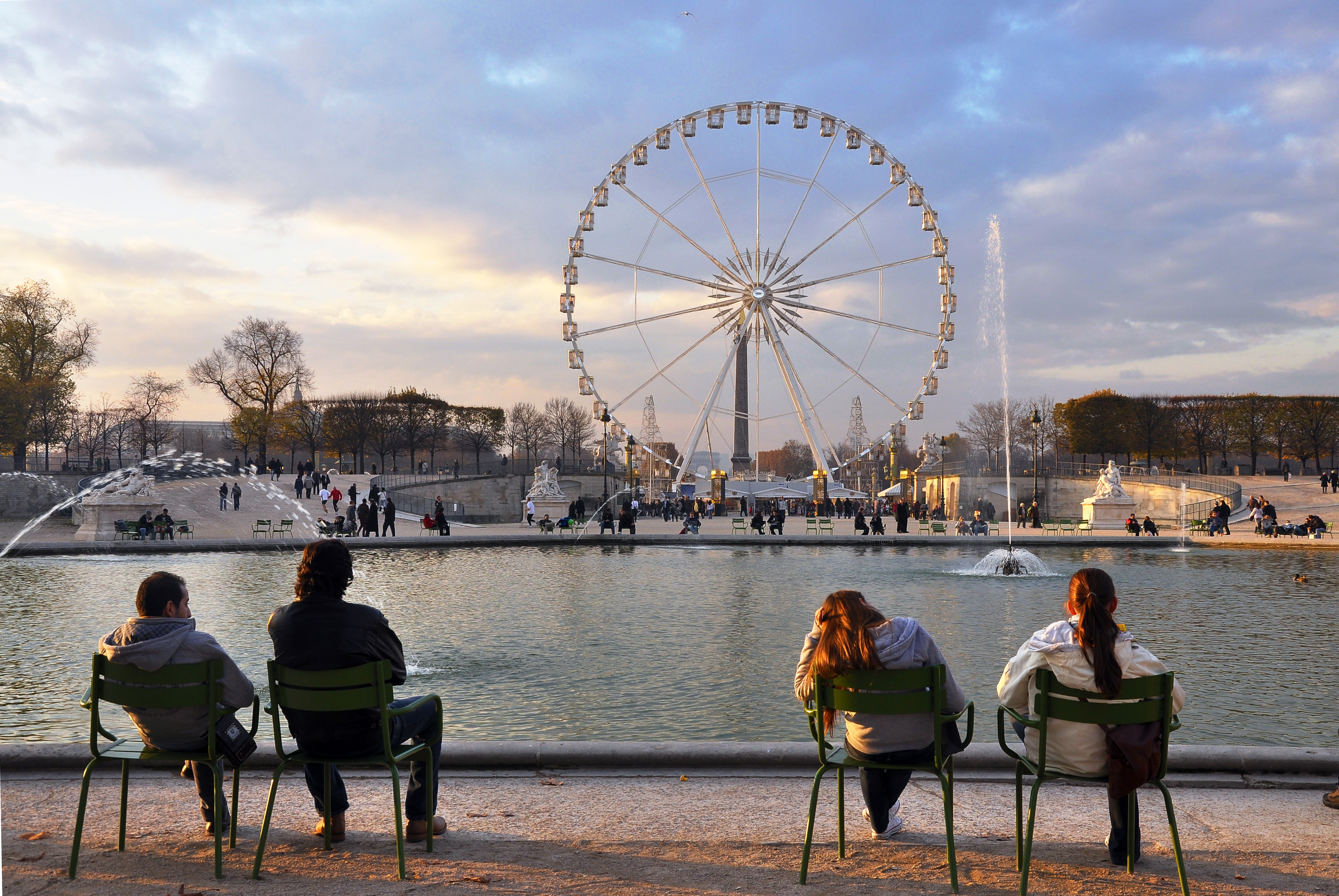
Le Grand bassin octogonal du jardin des Tuileries.

Paris comporte 463 parcs et jardins dont le bois de Boulogne et le bois de Vincennes et quatorze cimetières arborés. En 2024, Paris compte 1 905 hectares d’espaces verts ouverts au public (bois, parcs, jardins et squares), soit 8,9 m2 par habitant. On trouve des jardins anciens dans le cœur de Paris, comme ceux des Tuileries et du Luxembourg. Le jardin des Tuileries a été créé au XVIe siècle, sur la rive droite de la Seine, à proximité du Louvre pour le palais éponyme aujourd'hui disparu. Le jardin du Luxembourg, sur la rive gauche, était autrefois une dépendance privée du château construit pour Marie de Médicis vers 1625. Le jardin des plantes, institué par Guy de La Brosse, le médecin de Louis XIII, pour la culture des plantes médicinales, fut quant à lui le premier jardin public de Paris.
C'est toutefois au Second Empire que les jardins parisiens doivent l'essentiel de leur physionomie actuelle. La création d'espaces verts fut une facette importante de la politique d'aération d'une ville où s'entassait une population en rapide augmentation. Sous la conduite de l'ingénieur Adolphe Alphand et du paysagiste Jean-Pierre Barillet-Deschamps, un nouveau type de jardin voit le jour. Le bois de Boulogne et le bois de Vincennes, alors à l'extérieur de Paris, sont aménagés : situés respectivement à l'extrême ouest et à l'extrême est de Paris intra-muros, ils constituent aujourd'hui, et de loin, les espaces verts les plus étendus de la ville. Certains jardins du centre sont réaménagés et des squares de quartier sont créés. Dans les quartiers plus récents, d'importants parcs sont dessinés : Monceau (autrefois connu sous le nom de « folie de Chartres »), Montsouris, les Buttes-Chaumont ont été conçus par l'ingénieur de Napoléon III.
Depuis les années 1980, plusieurs espaces verts ont été aménagés dans des zones d'activités désaffectées. Le parc de la Villette, imaginé par l'architecte Bernard Tschumi à l'emplacement des anciens abattoirs de Paris, est aujourd'hui le plus grand parc de Paris intra-muros. Durant les années 1990, le parc de Bercy, le parc André-Citroën, celui de Belleville et d'autres encore ont vu le jour. Des jardins familiaux ou éducatifs ont également agrémenté la périphérie de la ville le long de l'ancienne ligne ferroviaire circulaire de « Petite Ceinture ». Les jardins d'Éole inaugurés en 2007 et la première phase du parc Clichy-Batignolles en 2008, sont les plus importants parcs créés à Paris dans les années 2000.
| Antérieurs au Second Empire                                                                                              | Aménagés sous le Second Empire | Créés dans le dernier quart du XXe siècle | Créés au XXIe siècle                                         |
| - le jardin des plantes (23,5) - le jardin des Tuileries (28) - le jardin du Luxembourg (22,5) - le Champ de Mars (24,3) | - le bois de Vincennes (995) - le bois de Boulogne (846) - le parc des Buttes-Chaumont (24,7) - le parc Monceau (8,2) - le parc Montsouris (15,5) | - le parc de Belleville (4,5) - le parc de la Villette (55) - le parc Georges Brassens (8,7) - le parc André Citroën (13,9) - le parc de Bercy (14) | - les jardins d'Éole (4,2) - le parc Martin-Luther-King (10) |

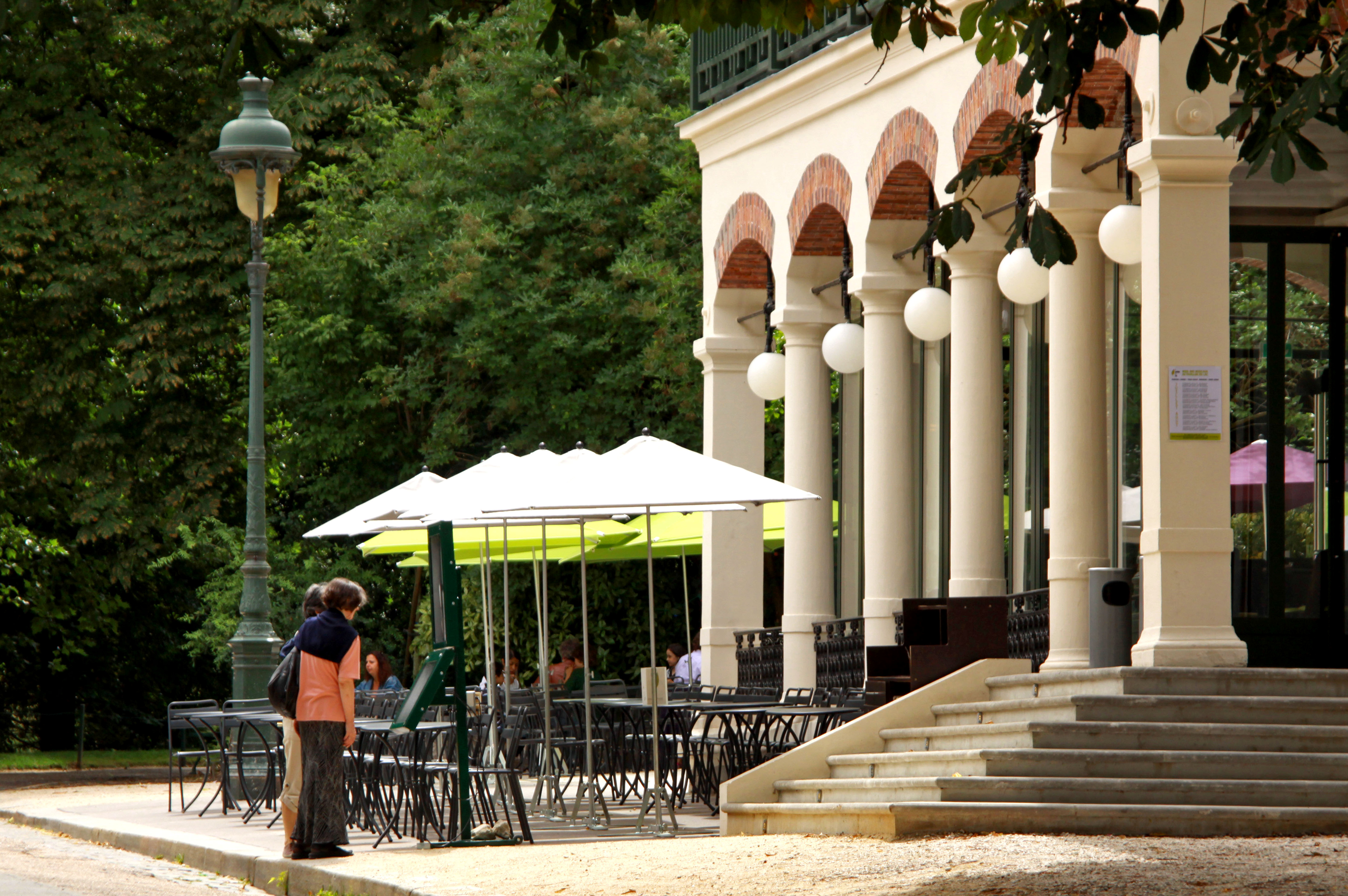
Parc des Buttes-Chaumont.
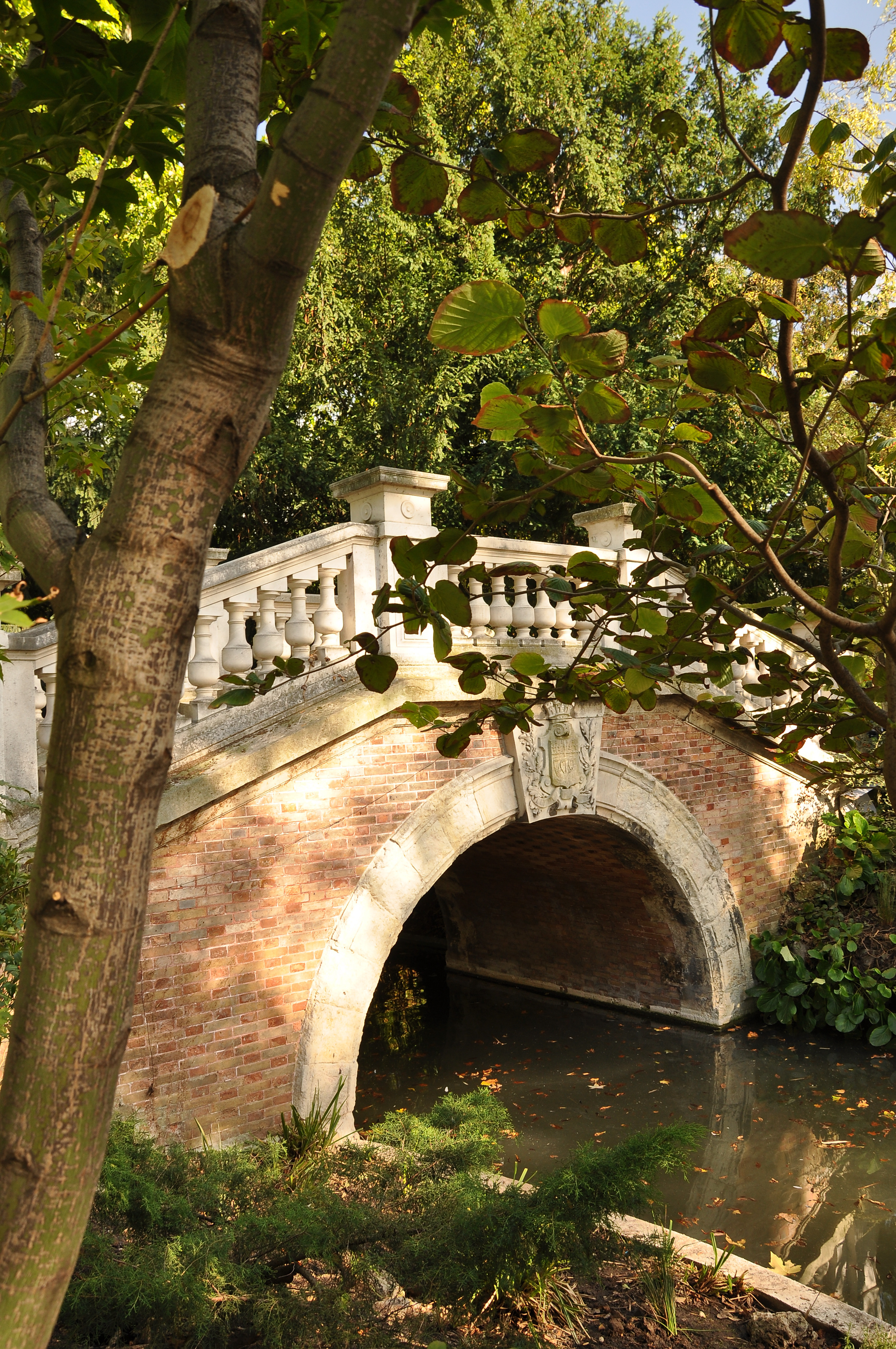
Parc Monceau.
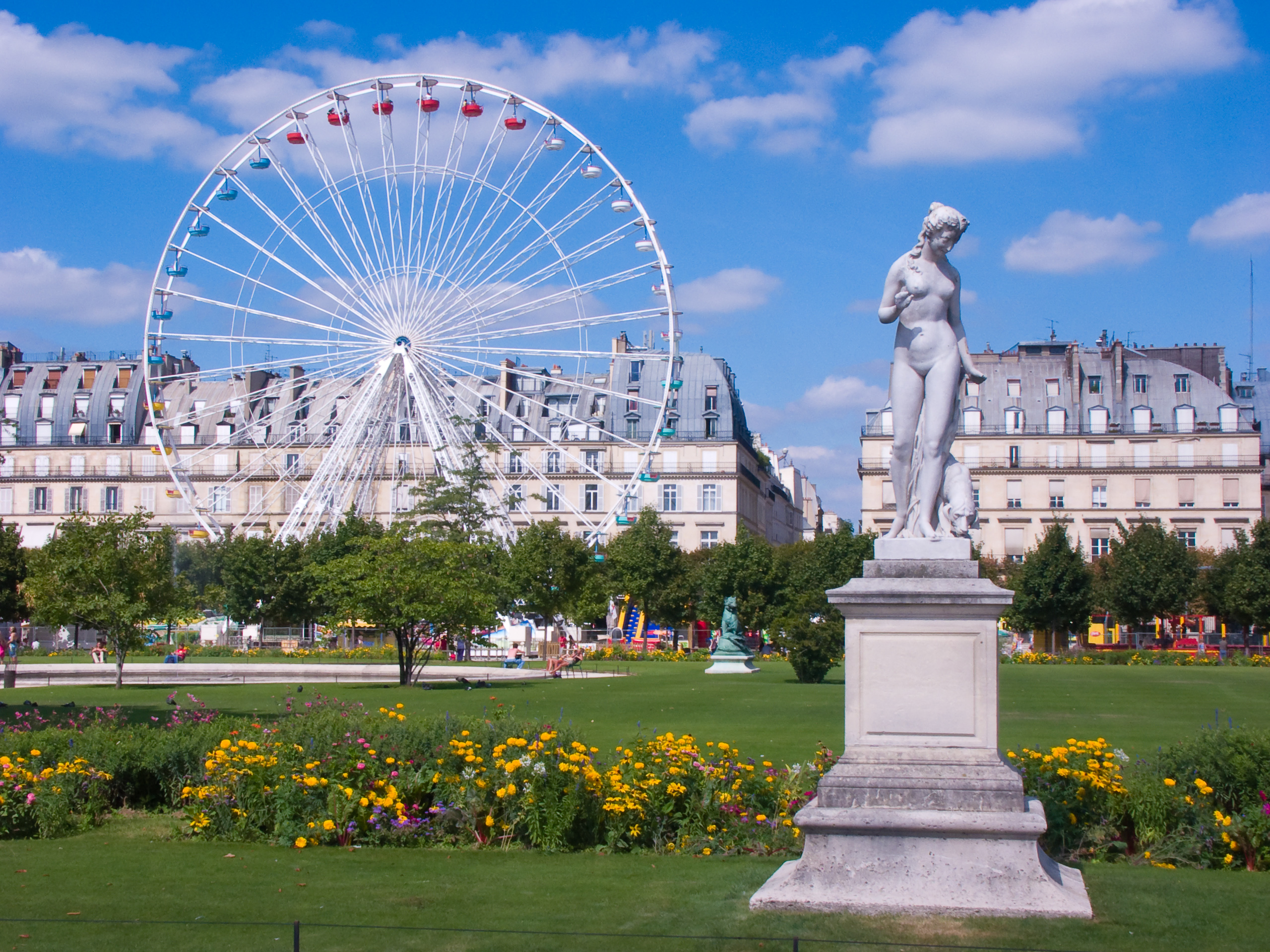
Jardin des Tuileries.
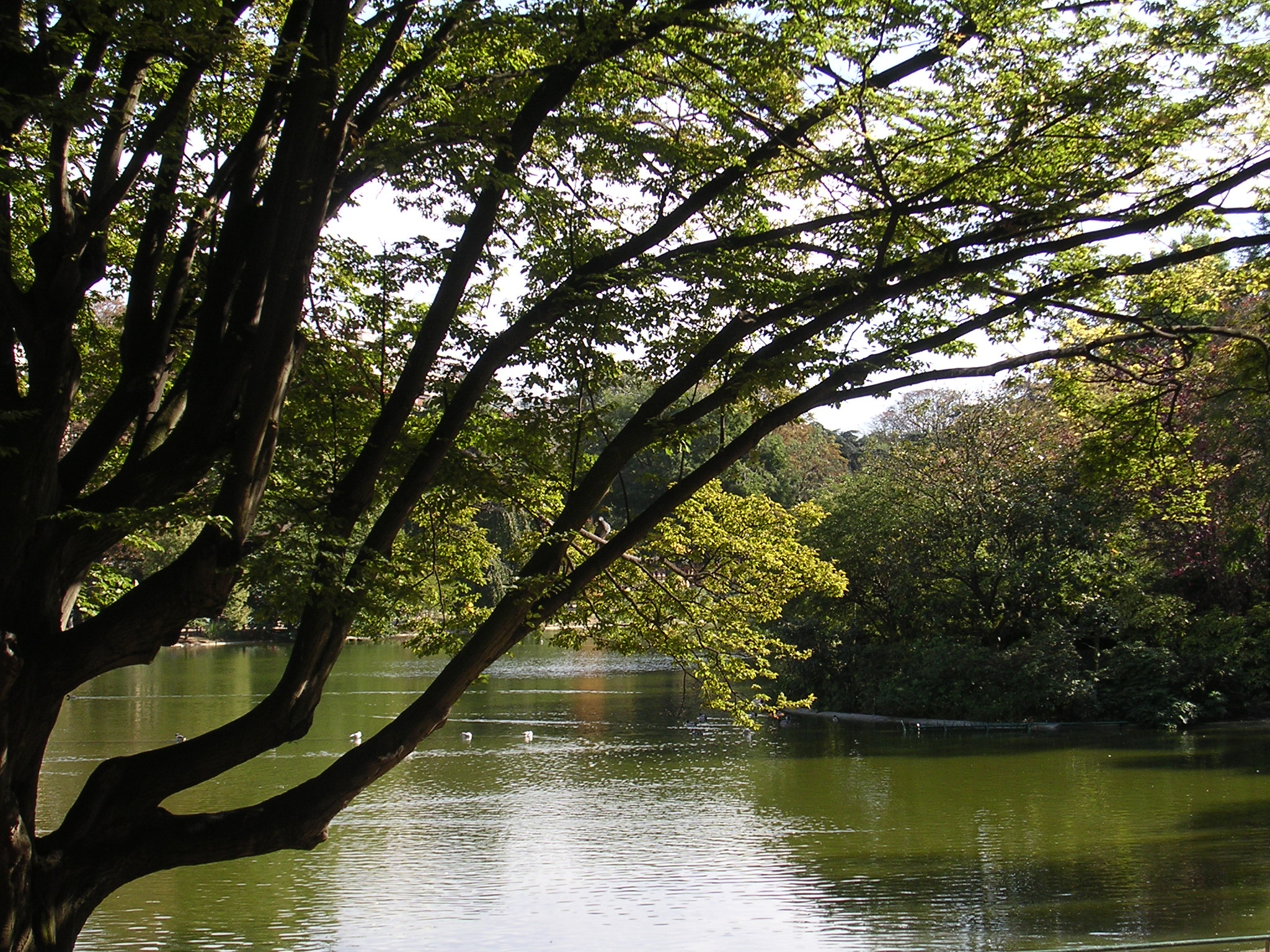
Parc Montsouris.
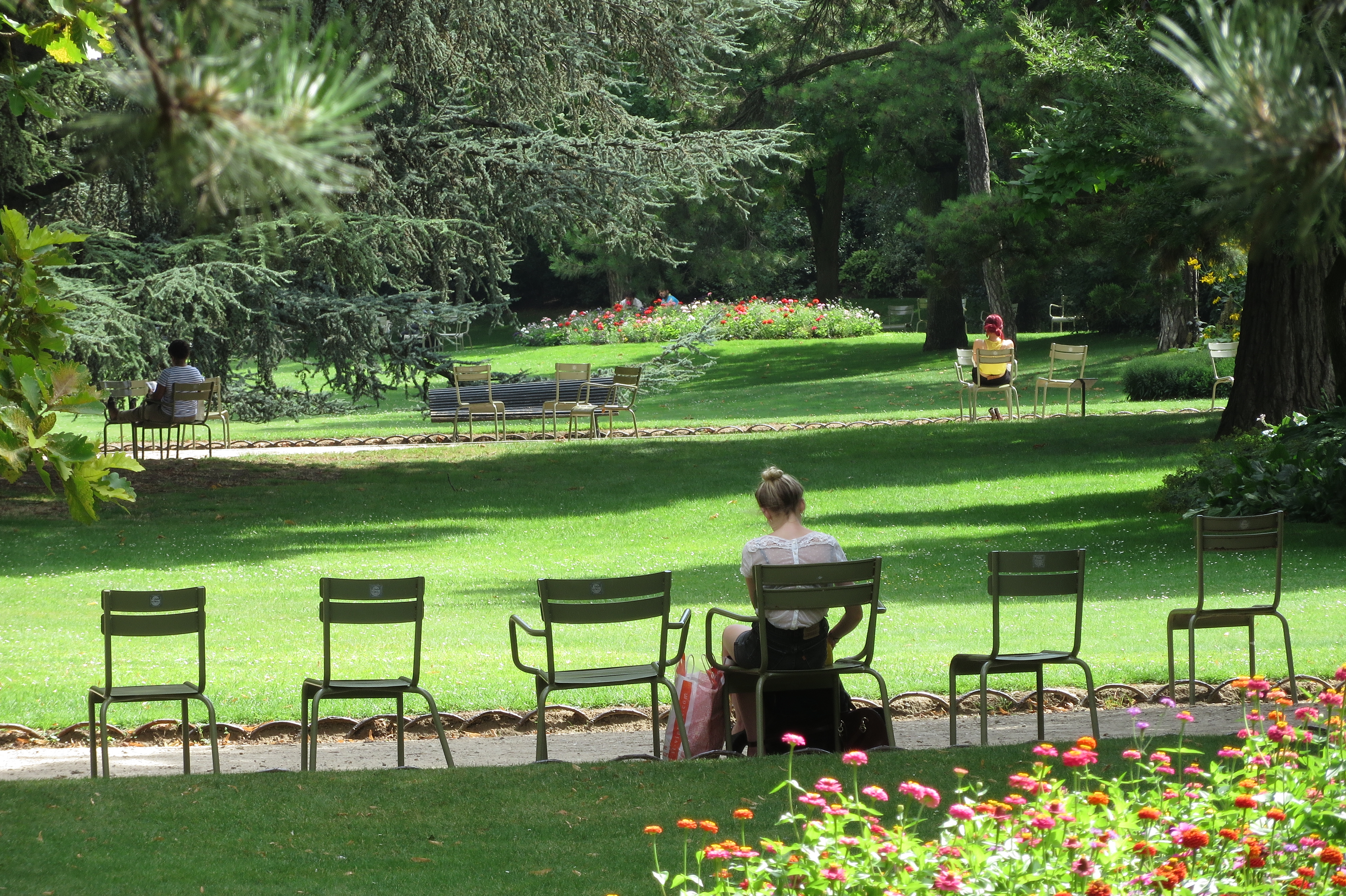
Jardin du Luxembourg.

#### Cimetières et lieux de mémoire
Les principaux cimetières parisiens étaient situés à la périphérie de la ville à leur création en 1804 sous Napoléon Ier. Plusieurs églises de Paris possédaient également leurs propres cimetières mais à la fin du XVIIIe siècle, il fut décidé de les fermer pour des questions de salubrité. Tous les ossements contenus dans les cimetières paroissiaux supprimés en 1786 ont été transférés dans d'anciennes carrières souterraines en dehors des portes méridionales de Paris, lieu devenu, depuis, la place Denfert-Rochereau dans le 14e arrondissement. Ces carrières sont connues de nos jours comme les catacombes de Paris.
Bien que l'extension de Paris ait aujourd'hui de nouveau englobé tous ces anciens cimetières, ceux-ci sont devenus des oasis de tranquillité très appréciés dans une ville trépidante. Plusieurs grandes figures ont trouvé le repos dans le cimetière du Père-Lachaise. Les autres cimetières de taille majeure parmi les quatorze de Paris sont le cimetière de Montmartre, le cimetière du Montparnasse, le cimetière de Passy et les catacombes de Paris.
De nouveaux cimetières « hors-les-murs » ont été créés au début du XXe siècle : les plus grands sont le cimetière parisien de Saint-Ouen, le cimetière parisien de Pantin, le cimetière parisien d'Ivry et le cimetière parisien de Bagneux.
Le Mémorial de la Shoah se présente comme une exposition permanente qui raconte l'histoire des juifs de France pendant la Seconde Guerre mondiale en présentant des documents issus du centre de documentation de cette institution.

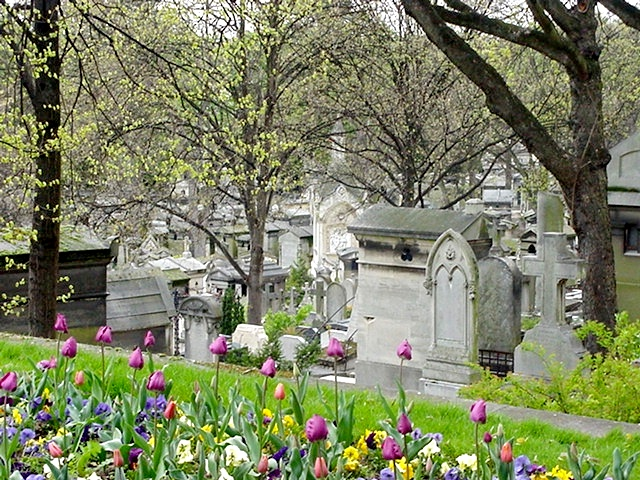
Cimetière du Père-Lachaise.
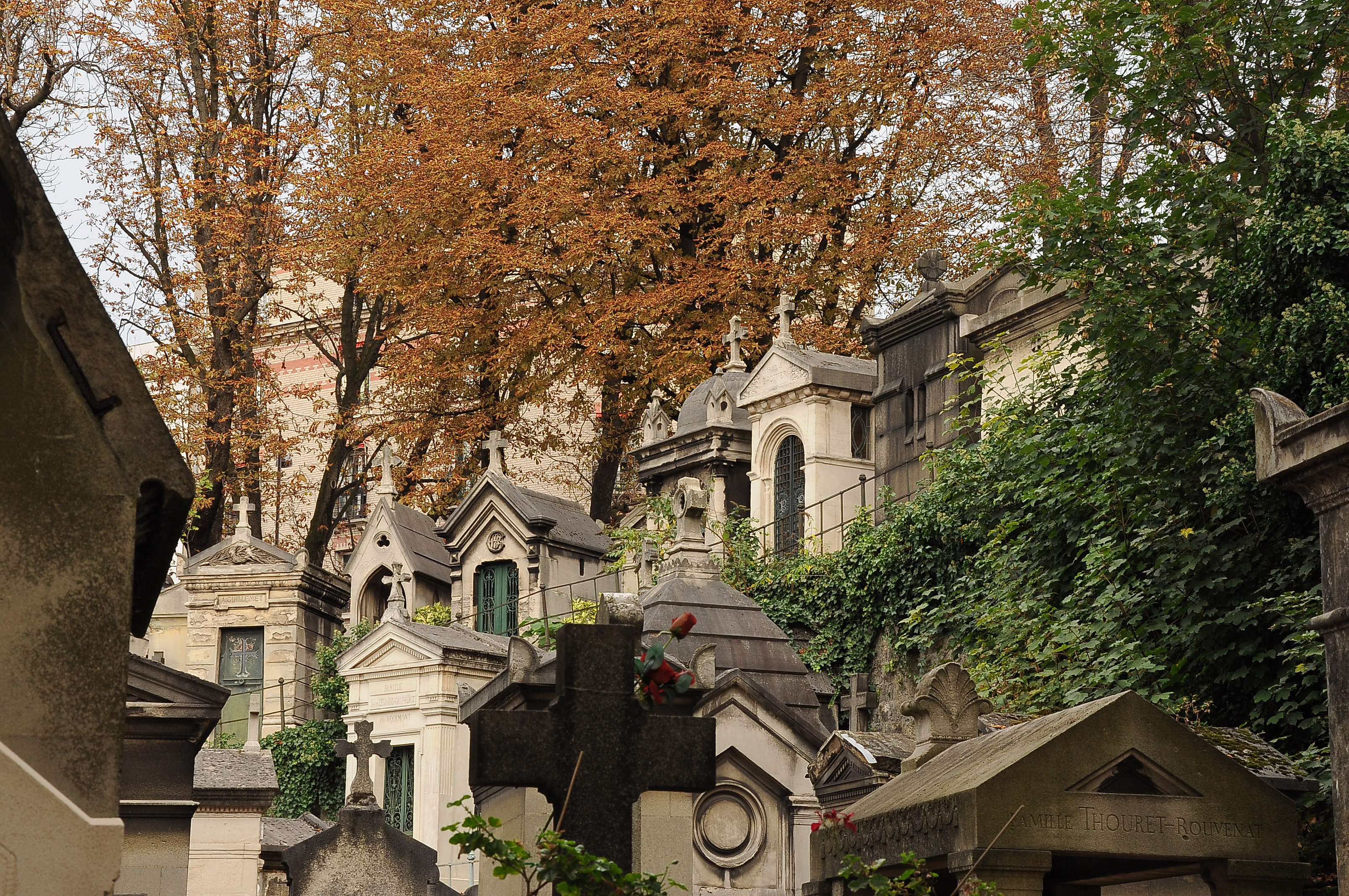
Cimetière de Montmartre.
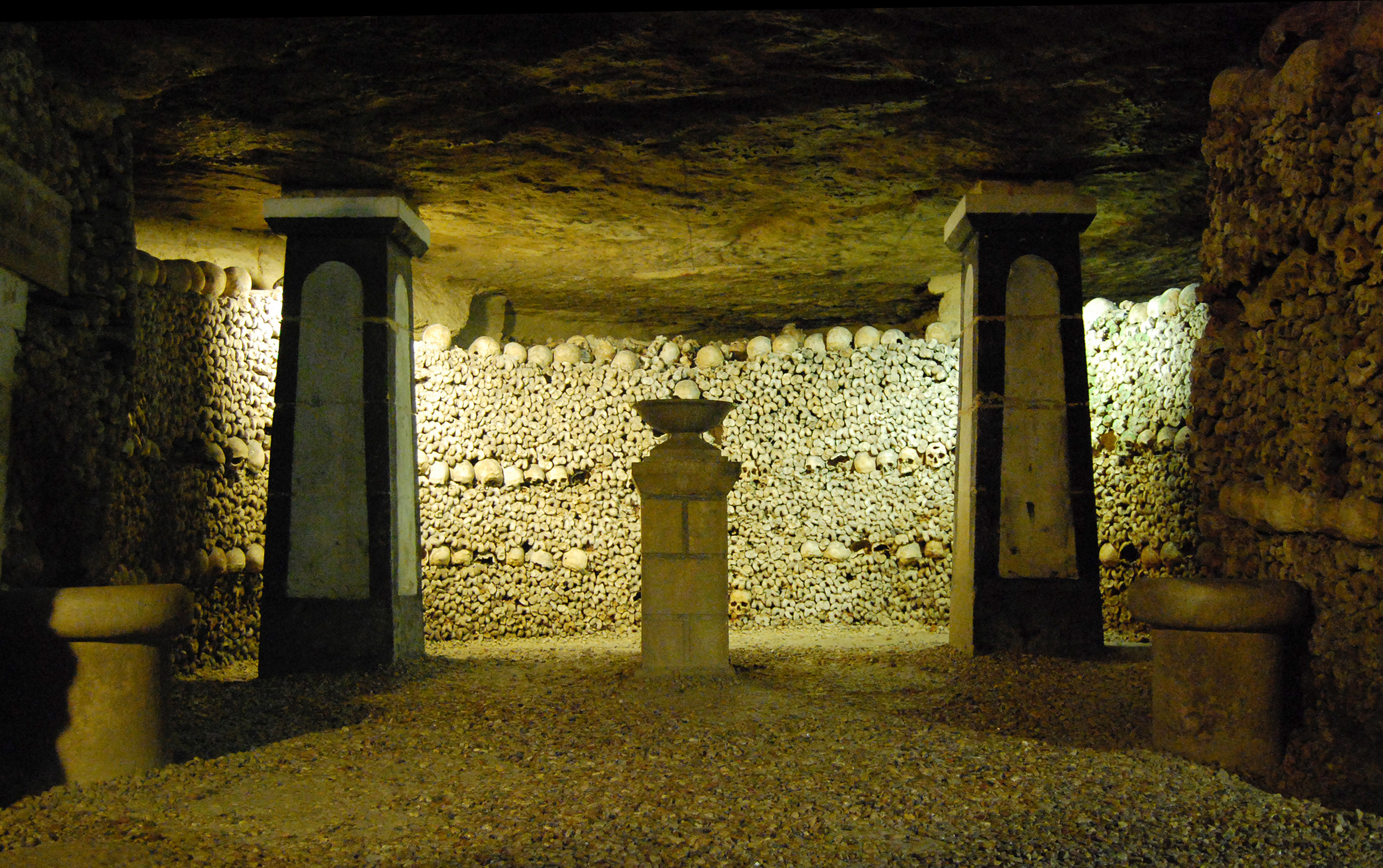
Catacombes de Paris.
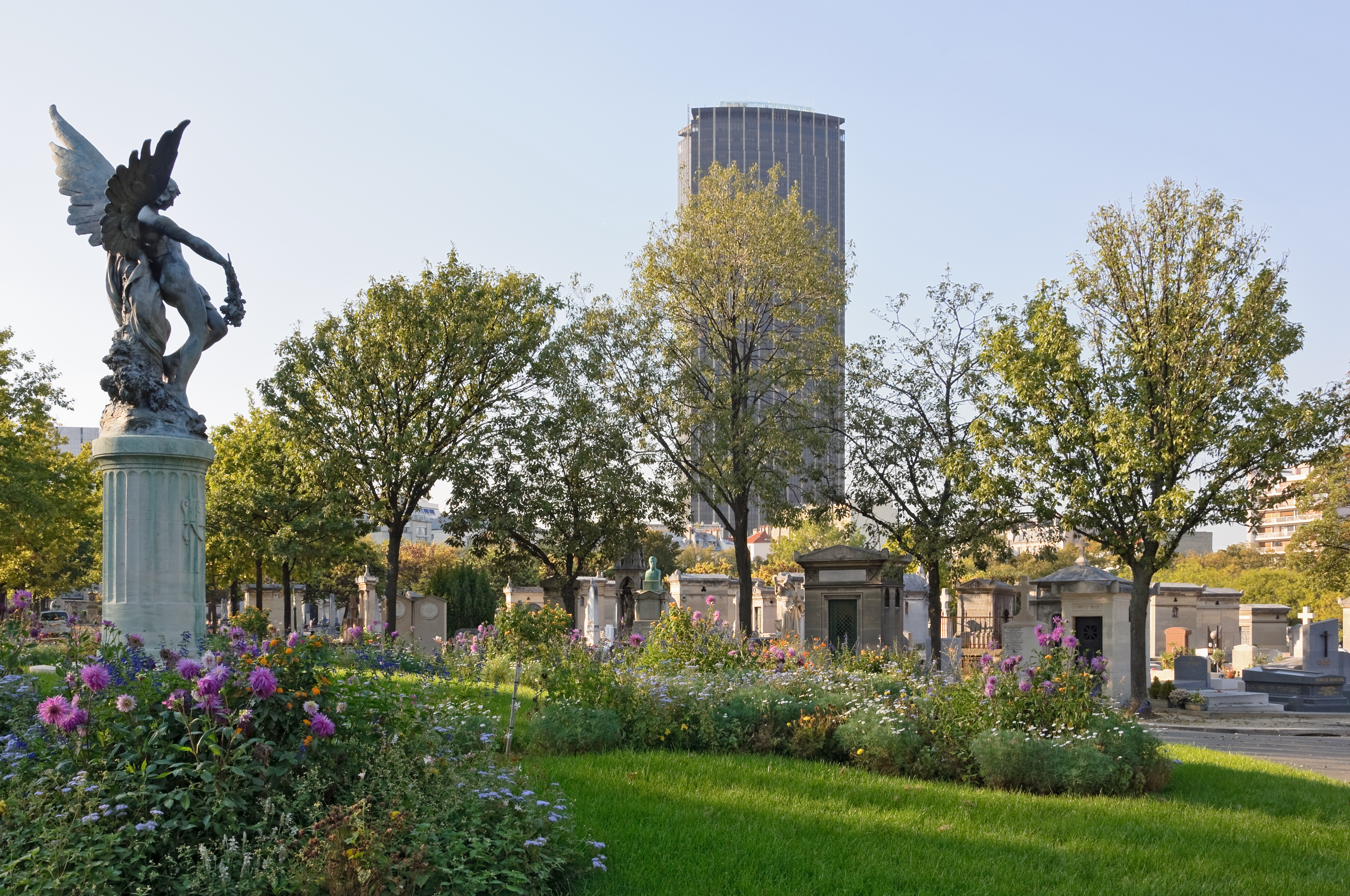
Cimetière du Montparnasse.
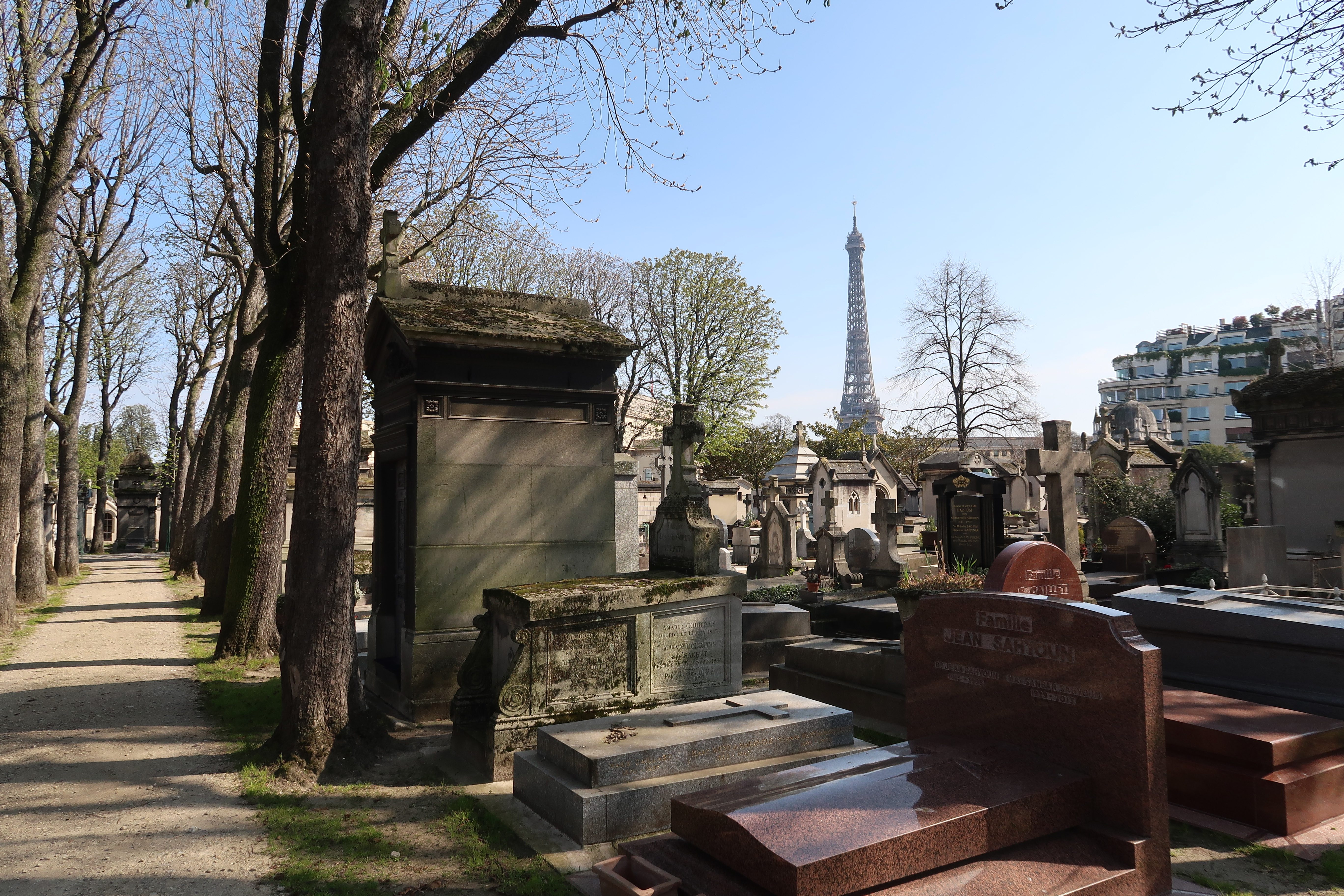
Cimetière de Passy.

### Patrimoine culturel
Paris est un centre culturel de premier plan. Destination touristique visitée chaque année par quelque vingt-six millions de touristes étrangers, Paris intra-muros dispose notamment de 143 musées permanents et de quatre-vingt lieux d'expositions temporaires, soit 223 au total, tels Le Louvre ou le Grand Palais, et des sites exceptionnels, comme les Champs-Élysées ou la tour Eiffel. Capitale mondiale des salons et conférences (5 % de l'activité mondiale des congrès sur près de 600 000 mètres carrés), de la mode, du luxe, de la gastronomie, de tous les styles architecturaux, de la nuit et de l'amour romantique, Paris propose également un choix important en matière de spectacles, théâtres ou opéras notamment, et présente à un public particulièrement cinéphile un choix sans égal de films en provenance du monde entier.
Les principaux quartiers pour les sorties nocturnes sont l'avenue des Champs-Élysées, du rond-point des Champs-Élysées jusqu'à l'Arc de Triomphe, la Bastille et la rue de Lappe, le quartier des Halles et celui du Marais, le Quartier latin jusqu'à Saint-Germain-des-Prés, Montparnasse, Pigalle, la rue Oberkampf, célèbre pour ses bars, la rue Mouffetard, la Butte-aux-Cailles, la place de la République ou les rives du canal Saint-Martin.
À Las Vegas, un casino a reconstitué à une échelle ½ la tour Eiffel, l'Arc de Triomphe et l'Opéra Garnier. Sur le même principe, un promoteur chinois a construit un « petit Paris » dans la banlieue de Hangzhou en Chine.

#### Musées
Paris et la région Île-de-France possèdent la plus importante offre muséographique de France. On compte en effet pas moins de cent quarante-trois musées dans Paris intra-muros auxquels il faut ajouter plus de cent-dix musées dans la région. Mais au-delà du nombre, c'est surtout dans la diversité des collections que se trouve la plus grande richesse.
Capitale pluriséculaire au riche patrimoine, Paris attire chaque année de nombreux visiteurs. Le musée le plus ancien, le plus grand en surface et en collections est le Musée du Louvre. Avec un record de fréquentation de 8,3 millions de visiteurs en 2006, le Louvre est de loin le musée d'art le plus visité au monde. D'autres possèdent également une renommée mondiale tels le musée national d'Art moderne (dans le Centre Georges-Pompidou), consacré à l'art moderne et contemporain, ou le musée d'Orsay, pour l'art de la seconde moitié du XIXe siècle (de 1848 à 1905). À proximité de Paris, le château de Versailles, palais édifié par le Roi-Soleil et résidence des rois de France aux XVIIe et XVIIIe siècles, attire également plusieurs millions de visiteurs par an. Le palais et le parc de Versailles sont classés au patrimoine mondial de l'UNESCO depuis 1979.
On trouve des musées sous divers statuts administratifs : les plus célèbres sont des musées nationaux, c'est-à-dire appartenant à l'État français. On peut citer, outre le musée du Louvre, le musée d'Orsay, et le Centre national d'art et de culture Georges-Pompidou (musée national d'Art moderne), le Musée de Cluny (musée national du Moyen Âge), le musée du Quai Branly-Jacques-Chirac, la Cité de l'Architecture et du Patrimoine, le musée national des Arts asiatiques-Guimet, le Palais de Tokyo, le musée de l'Orangerie, le musée de la Musique et la Cité des Sciences et de l'Industrie de la Villette par exemple. D'autres dépendent de ministères, tels le musée de l'Armée à l'Hôtel des Invalides, le musée de la Marine au Palais de Chaillot et le Musée de l'Air et de l'Espace du Bourget qui relèvent du ministère des Armées ou le muséum national d'histoire naturelle qui dépend de l'Éducation nationale. On peut également citer le Panthéon, où reposent les « grands hommes » de la Nation tels que Victor Hugo, Voltaire, Rousseau, Jean Moulin, Jean Jaurès ou Marie Curie. D'autres relèvent de l'Institut de France comme le musée Jacquemart-André, du CNAM comme le Musée des Arts et Métiers, ou encore sont des musées privés, tels que le musée des Arts décoratifs, La Pinacothèque, le musée d'Art et d'Histoire du judaïsme, le musée de la Chasse et de la Nature ou le musée Dapper.
La municipalité possède et gère quant à elle quatorze musées et sites municipaux dont les plus célèbres sont le musée Carnavalet, consacré à l'histoire de Paris, à proximité de la maison de Victor Hugo, le musée d'Art moderne de la ville de Paris ou encore les catacombes. La ville possède également le musée du Petit-Palais (musée des beaux-arts de la ville de Paris) ou le musée Cernuschi (musée des Arts asiatiques de la ville de Paris). De nombreuses expositions thématiques y sont organisées.

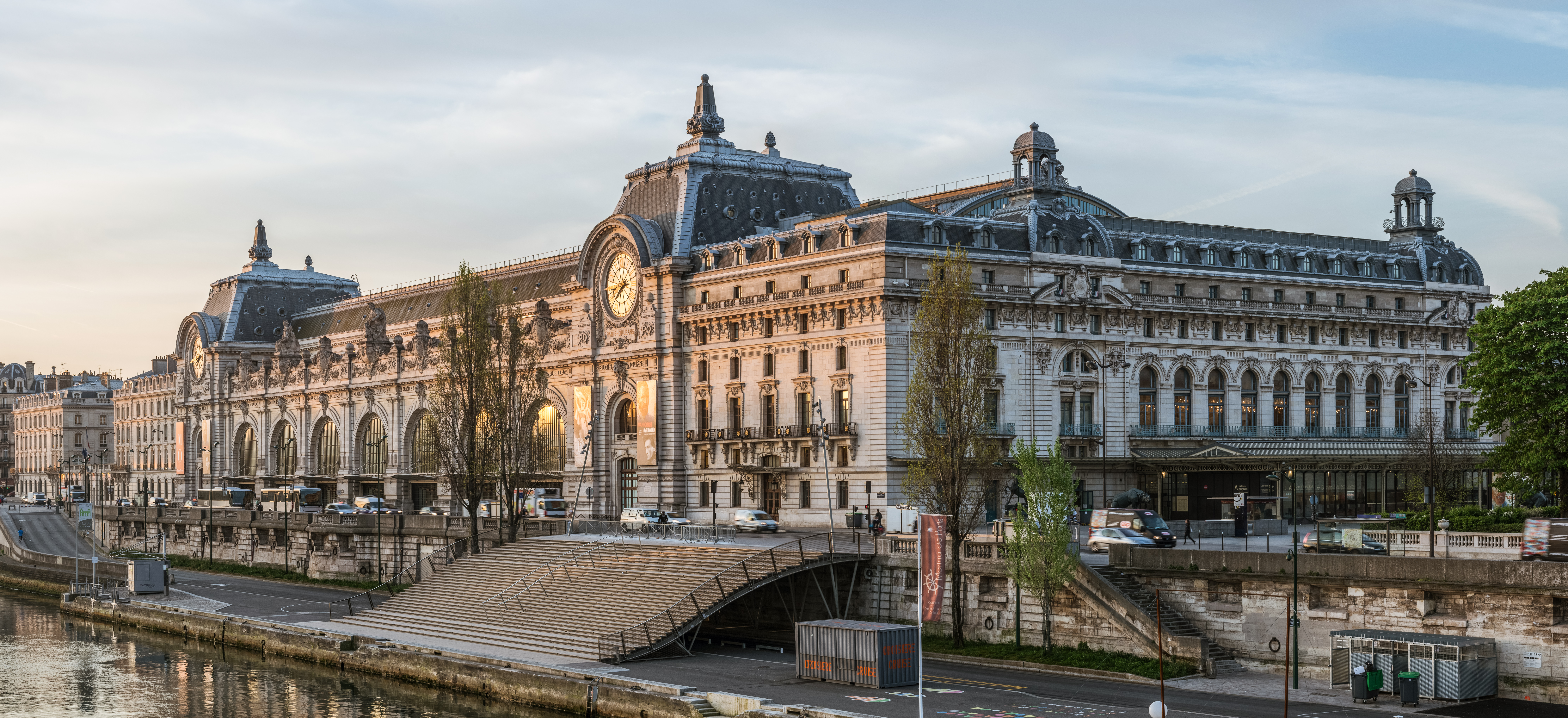
Musée d'Orsay.
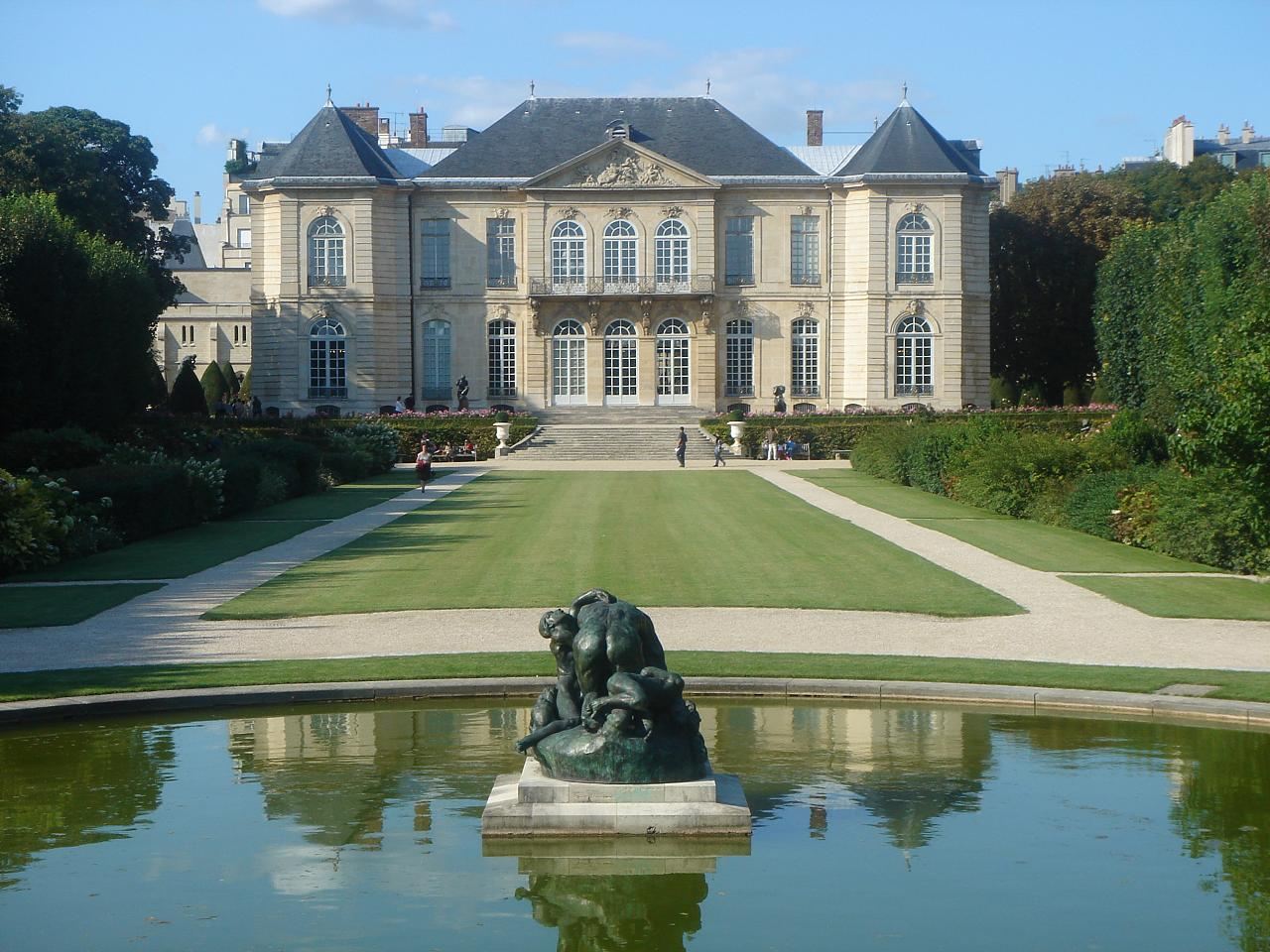
Musée Rodin.
Musée de l'Armée.
Fondation Louis Vuitton.
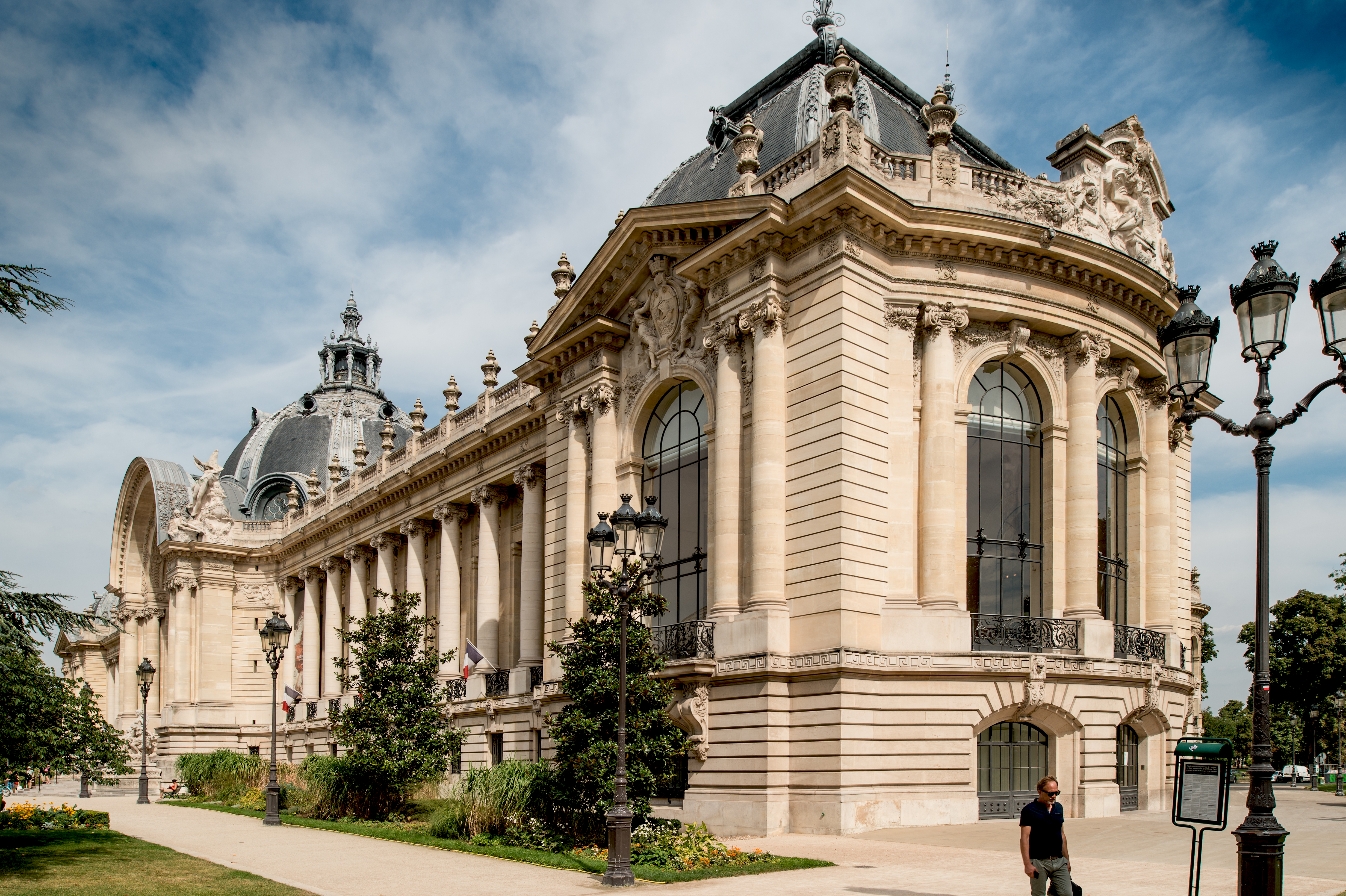
Musée des beaux-arts de la Ville de Paris (Petit Palais).

#### Bibliothèques et médiathèques
Paris accueille un grand nombre de bibliothèques et médiathèques, notamment publiques. La bibliothèque Mazarine, constituée à partir de la bibliothèque personnelle du cardinal Mazarin, est la plus ancienne bibliothèque publique de France ; elle fut ouverte au public en 1643.
La Bibliothèque nationale de France se trouve pour l'essentiel à Paris, notamment sur deux sites : « Richelieu » situé dans le 2e arrondissement et surtout « François-Mitterrand » dans le 13e arrondissement. Elle constitue l'une des plus importantes bibliothèques au Monde avec une collection estimée à plus de trente millions de pièces dont quatorze millions de volumes. Cet établissement public est le dépositaire en France du dépôt légal depuis le règne de François Ier. L'autre grande bibliothèque publique est la Bibliothèque publique d'information du Centre national d'art et de culture Georges-Pompidou.
La ville gère cinquante-cinq bibliothèques municipales de prêt généralistes et une dizaine de bibliothèques municipales thématiques où il est également possible d'emprunter certains documents. On peut citer parmi les plus connues la bibliothèque historique de la ville de Paris, créée en 1871, qui possède un million de livres et brochures, des photographies, cartes et plans liés à l'histoire de la ville, la Médiathèque musicale de Paris (MMP) ou la bibliothèque du cinéma François-Truffaut, offrant une importante documentation sur le cinéma. Contrairement à l'accès à la BNF et à la bibliothèque Mazarine, l'accès aux bibliothèques municipales est entièrement gratuit même s'il peut être interdit aux mineurs dans les bibliothèques thématiques. L'emprunt des livres, revues, bandes dessinées ou partitions est gratuit, celui des disques et vidéos se fait moyennant un forfait annuel.
Il existe en outre des bibliothèques associatives ou privées, comme la bibliothèque des Arts décoratifs, le Forum des instituts culturels étrangers à Paris, la bibliothèque du film de la Cinémathèque française. De nombreuses bibliothèques universitaires sont ouvertes au public, la plus prestigieuse d'entre elles étant la bibliothèque Sainte-Geneviève.

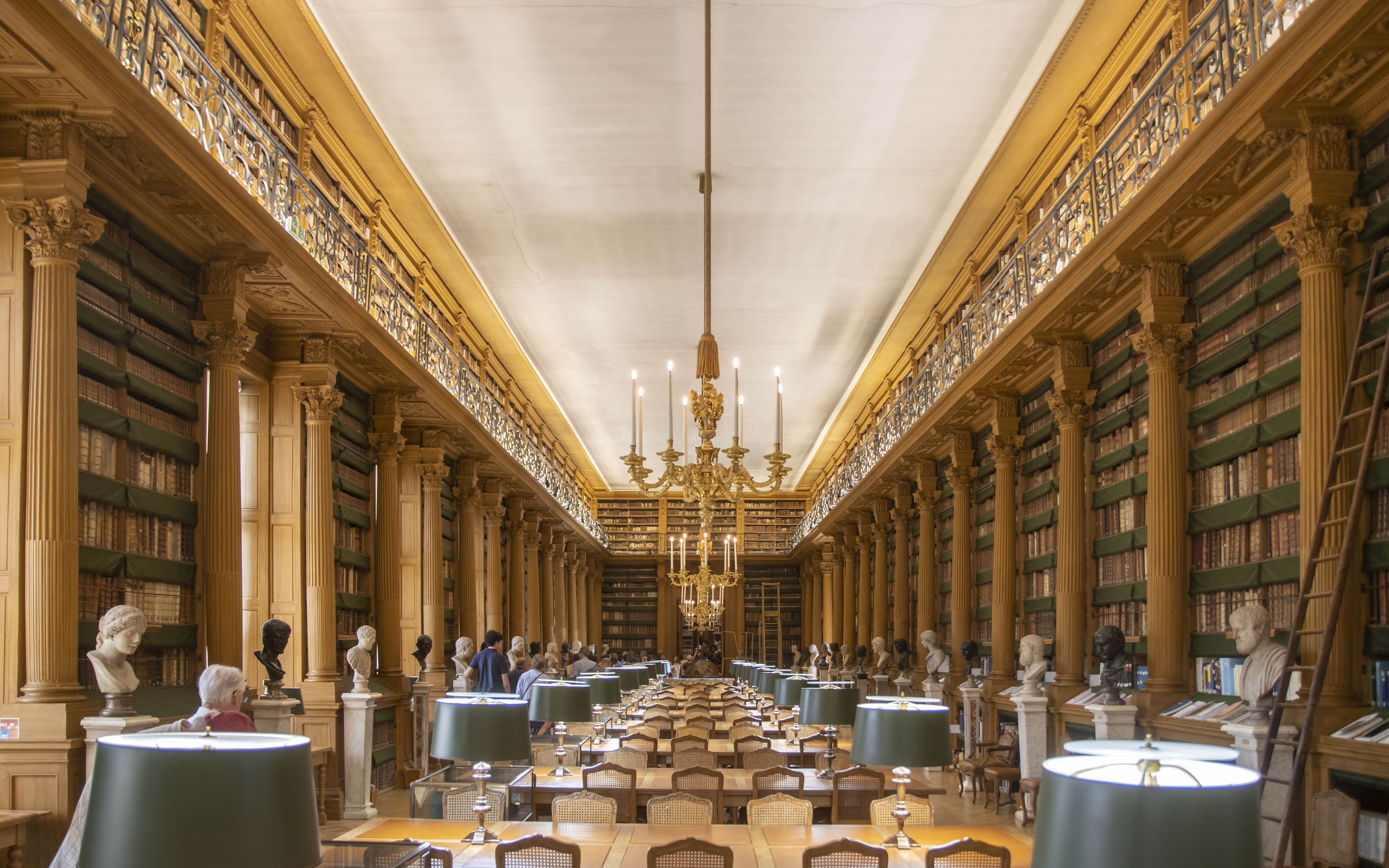
Bibliothèque Mazarine.
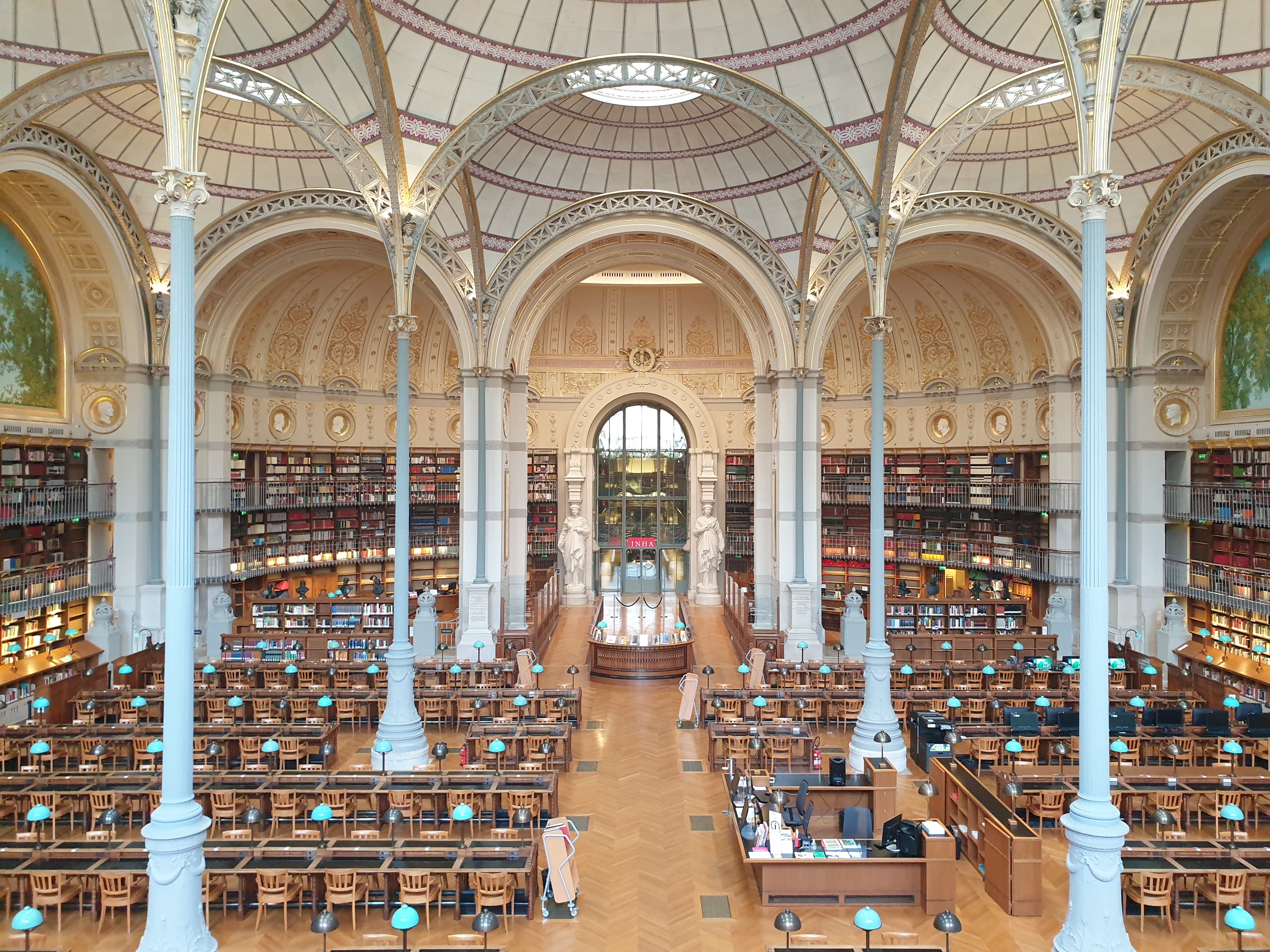
Bibliothèque nationale de France, Salle Labrouste du site Richelieu.
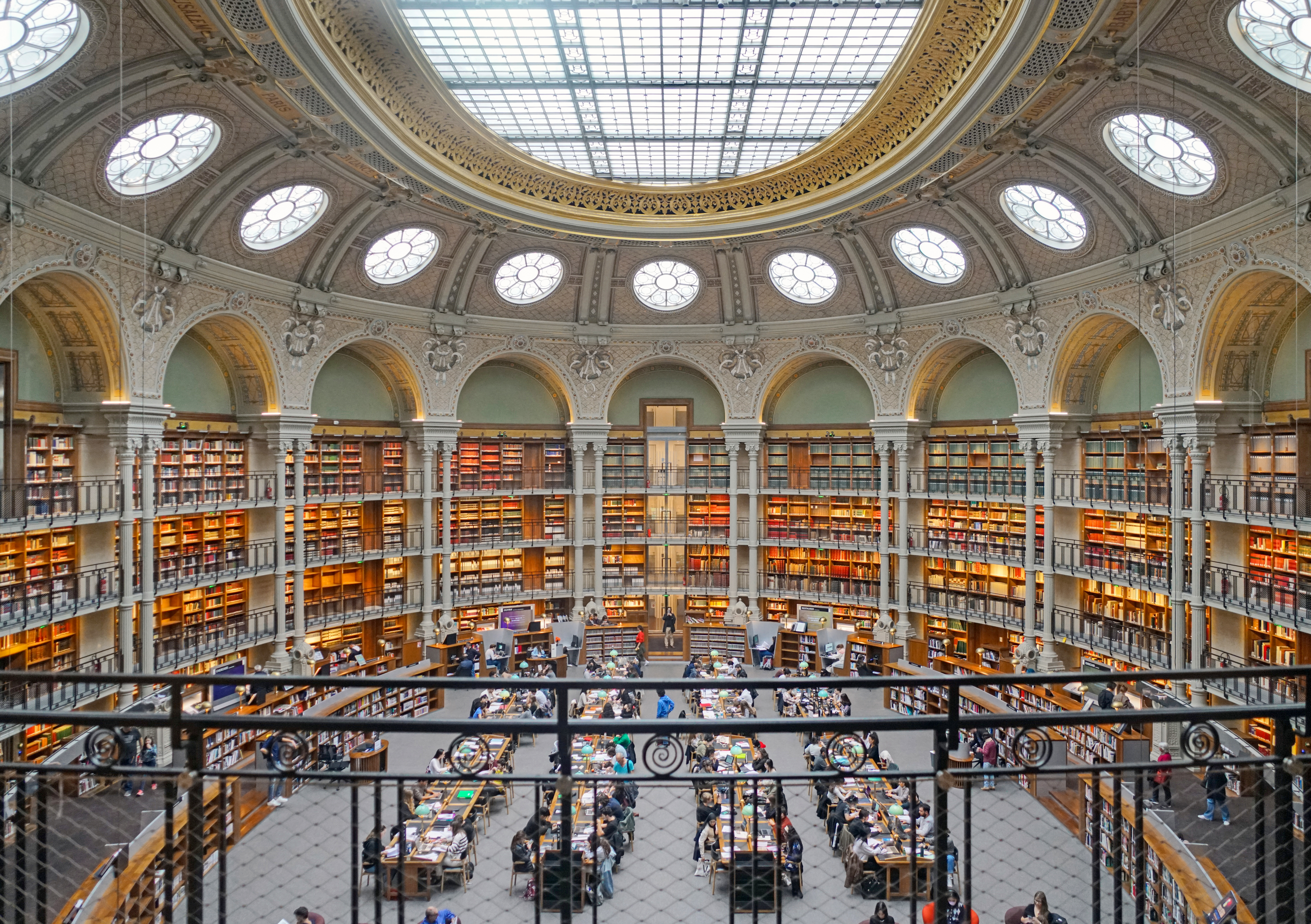
Bibliothèque nationale de France, Salle ovale du site Richelieu.
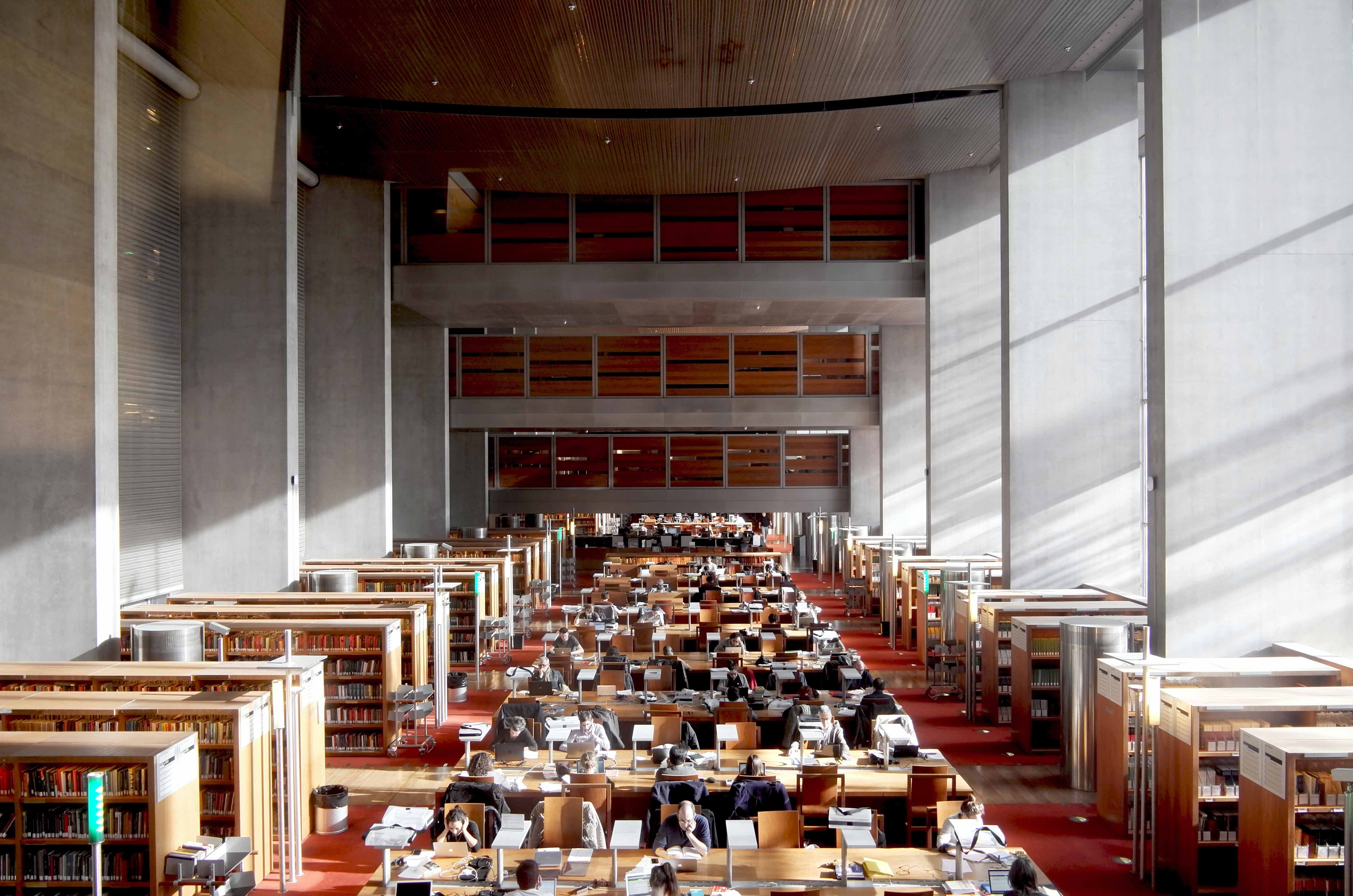
Bibliothèque nationale de France, Site François-Mitterrand.
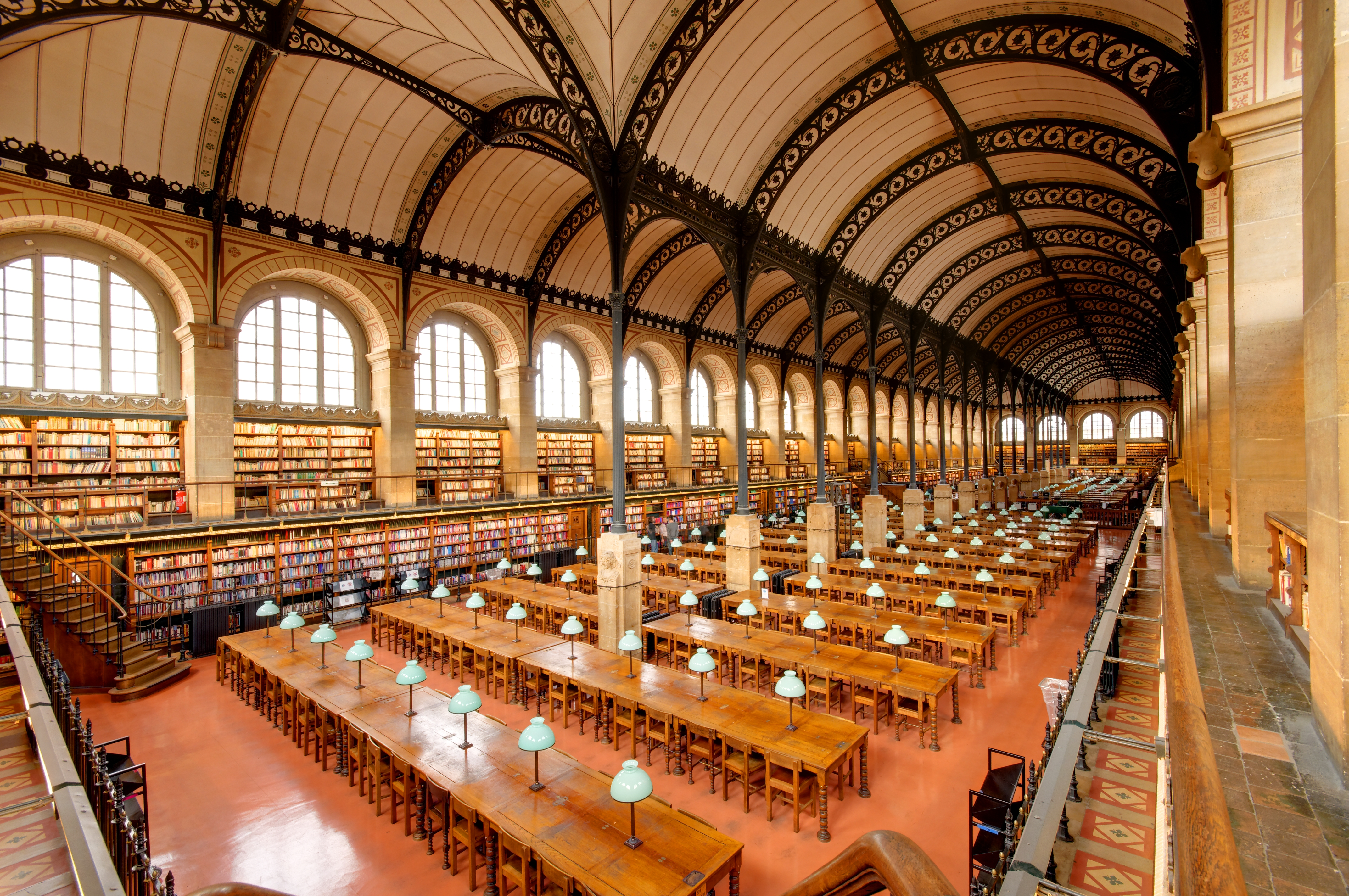
Bibliothèque Sainte-Geneviève.
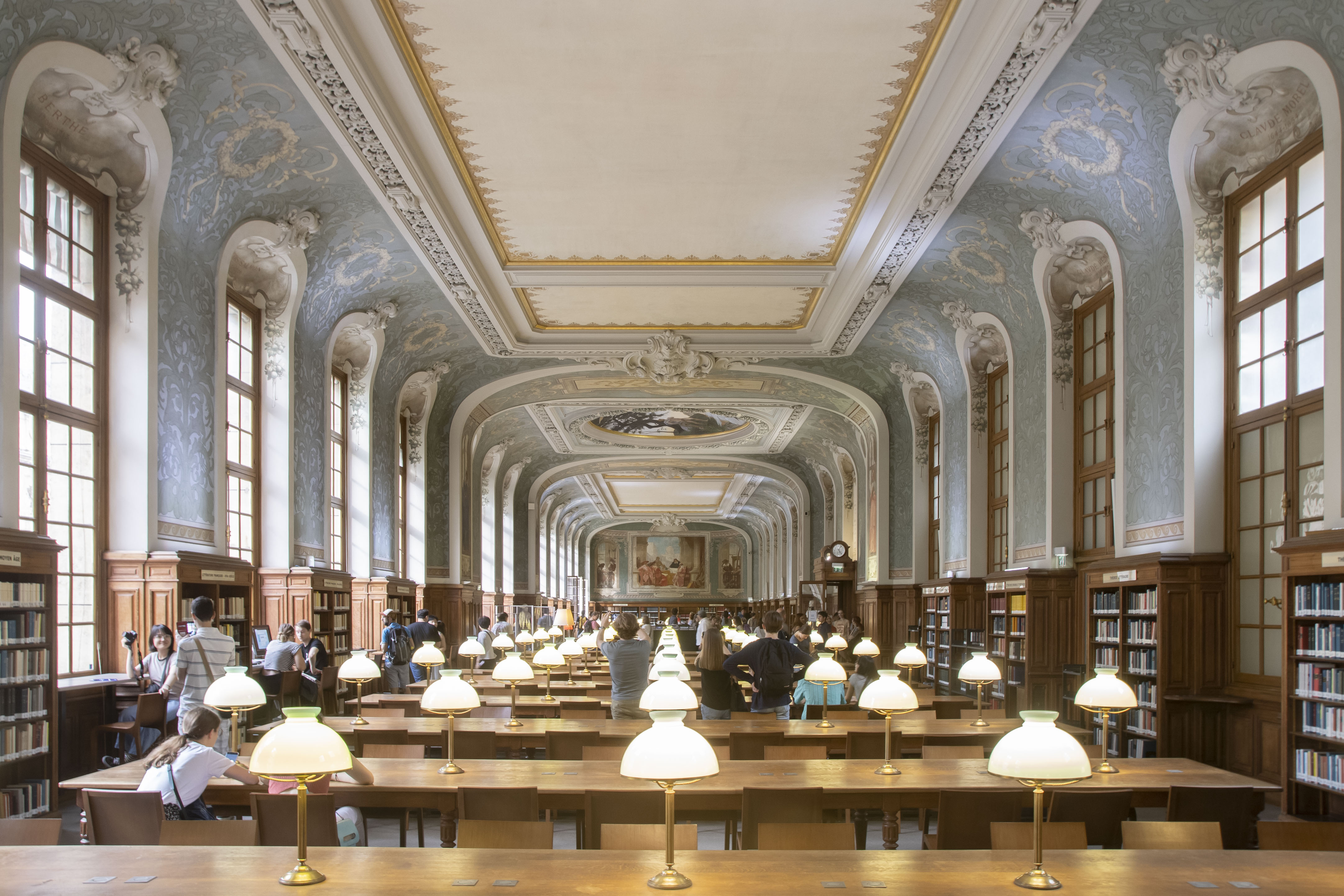
Bibliothèque de la Sorbonne.

#### Opéras, théâtres, salles et lieux de spectacles

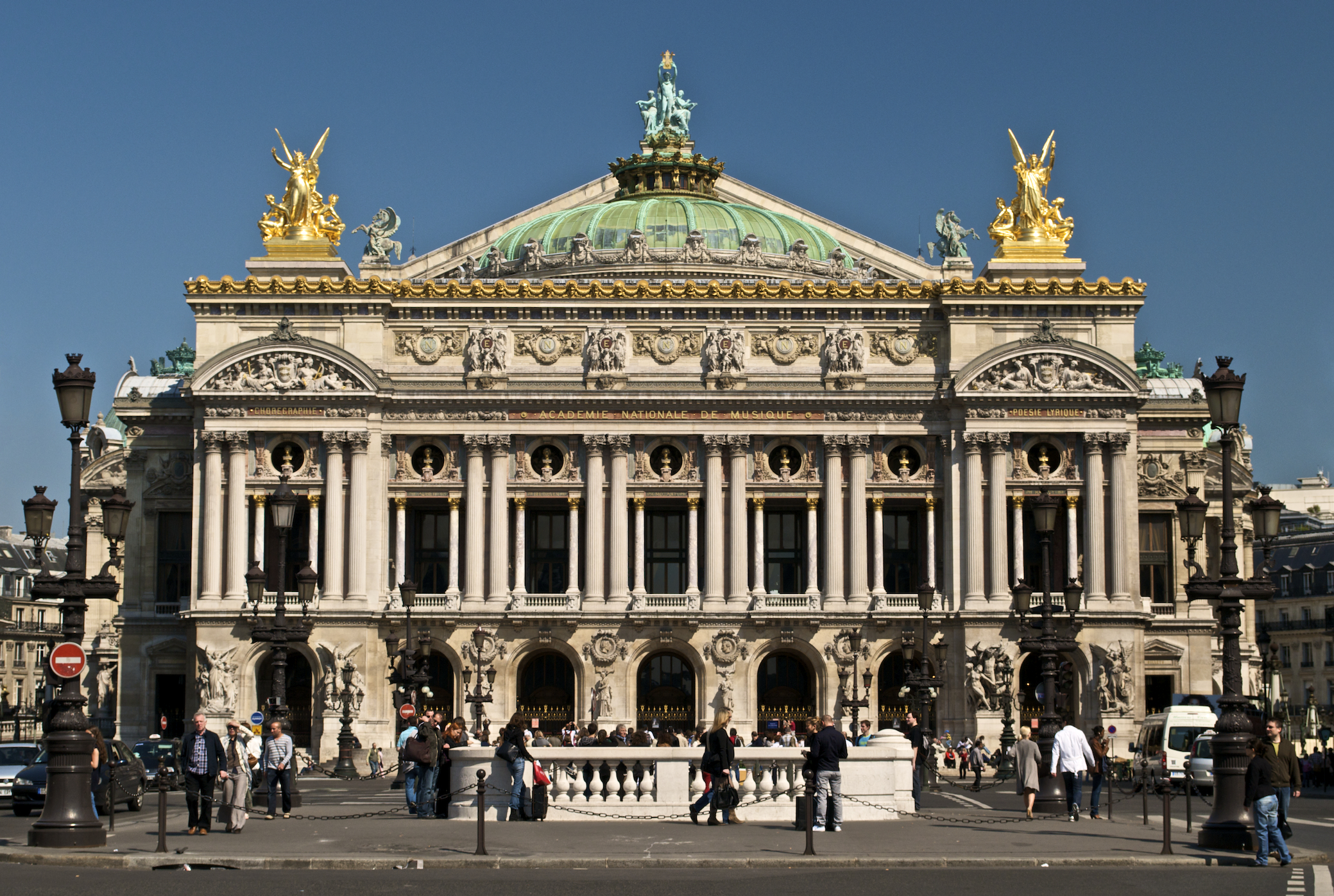
L'Opéra Garnier.

Les trois opéras de Paris sont l'Opéra Garnier, l'Opéra Bastille et l'Opéra comique outre les autres scènes lyriques occasionnelles que sont le Théâtre du Châtelet et le Théâtre des Champs-Élysées. Ils offrent un répertoire varié de classique et de moderne.
Le théâtre est traditionnellement un lieu majeur de la culture parisienne. Cela demeure vrai, bien que plusieurs de ses acteurs les plus populaires soient également des vedettes de la télévision française. Paris intra-muros offre plus de 70 000 places réparties dans 208 théâtres et cafés-théâtres. La Comédie-Française, le théâtre de l'Odéon, le théâtre de Chaillot ou, sur d'autres registres, le théâtre Mogador et le théâtre de la Gaîté-Montparnasse figurent parmi les principaux théâtres parisiens. Quelques-uns sont également des salles de concert.

Des légendes du monde musical français et francophone tels qu'Édith Piaf, Maurice Chevalier, Georges Brassens, Charles Aznavour ou Jacques Brel ont trouvé la gloire dans les salles de concert parisiennes : Bobino, l'Olympia, Les Trois Baudets, La Cigale ou encore Le Splendid. La salle Pleyel accueille de nombreux concerts symphoniques, la salle Gaveau de la musique de chambre ; plus récemment, la Philharmonie de Paris, à la Cité de la musique dans le parc de la Villette, propose des concerts de musique classique et contemporaine. La maison de Radio France offre, quant à elle, de nombreux concerts d'une grande diversité musicale.

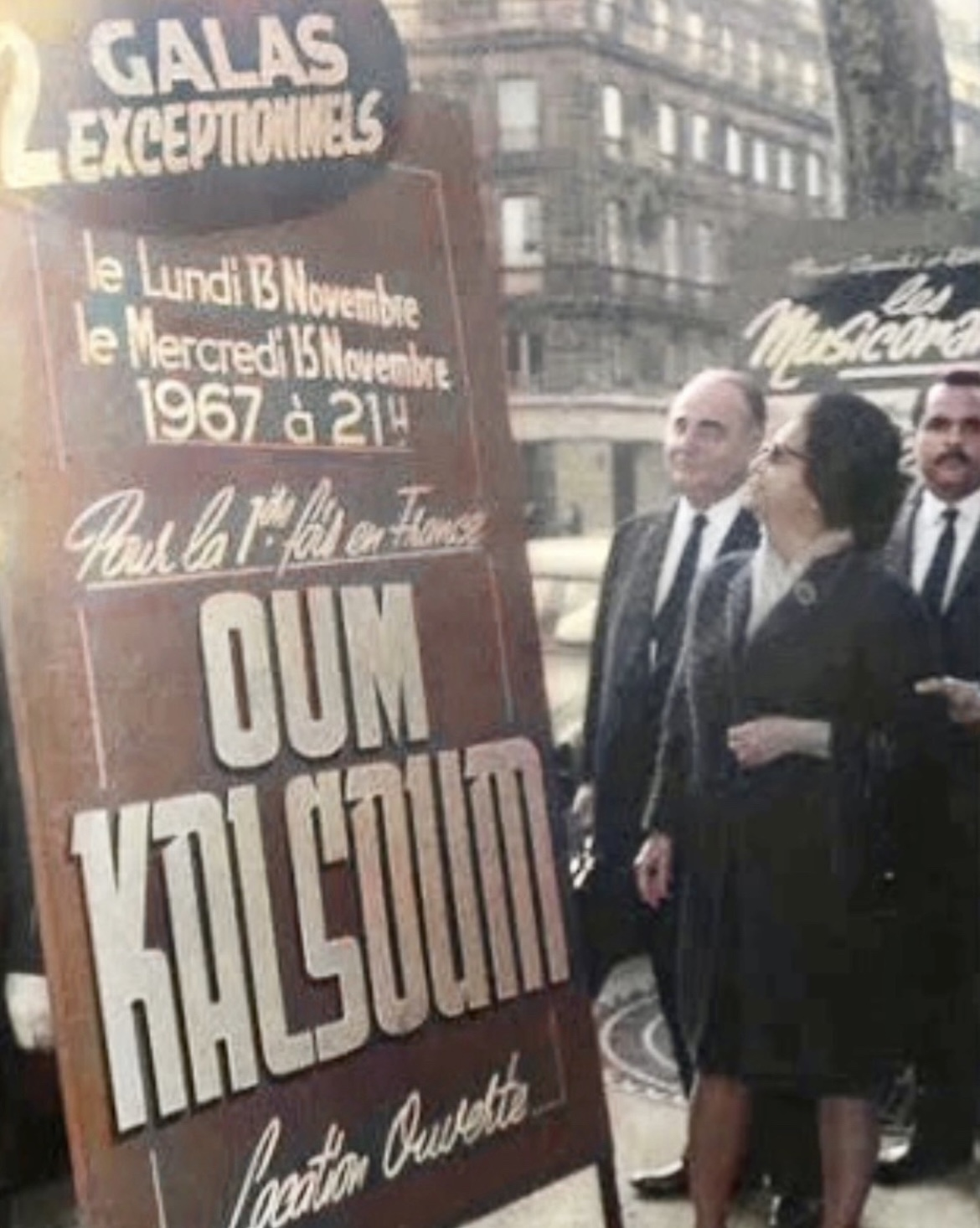
Oum Kalthoum vérifiant une banderole pour son concert à Olympia, le 12 novembre 1967

L'Élysée Montmartre mentionné ci-dessous, dont la taille s'est nettement réduite, est devenu une salle de concert. Le New Morning est l'un des quelques clubs parisiens offrant toujours des concerts de jazz mais on peut y entendre des musiques d'autres horizons. Plus récemment, Le Zénith dans le quartier de la Villette et l'AccorHôtels Arena dans le quartier de Bercy, le Palais des Congrès à l'ouest de la capitale, La Seine musicale à Boulogne-Billancourt, voire le Stade de France à Saint-Denis, la salle Paris La Défense Arena à Nanterre, le Parc des Princes ou le Dôme de Paris - Palais des Sports, proposent des concerts ou des spectacles à plus grande échelle, dont certains en plein air.
Les guinguettes et les cafés-concerts constituaient l'épine dorsale du divertissement parisien avant la Seconde Guerre mondiale. Parmi les exemples précoces, avant le milieu du XIXe siècle, on peut citer la guinguette du moulin de la Galette et les cafés-concerts de l'Élysée Montmartre et du Château-Rouge. Les orchestres populaires ont ouvert la voie aux accordéonistes parisiens dont la musique a déplacé des foules à l'Apollo et la java a fait danser au faubourg du Temple et à Belleville. En dehors des clubs survivants de cette époque s'est développée la discothèque moderne : Le Palace et Les Bains Douches, quoique fermés aujourd'hui, en sont les exemples les plus légendaires de Paris. Aujourd'hui, une grande partie du clubbing à Paris se déroule dans des clubs comme l'Étoile, Le Cab qui sont très sélectifs. Les clubs orientés vers la musique électronique tels que Le Rex, le Batofar (un bateau converti en club) ou The Pulp sont assez populaires et les meilleurs DJ du monde y offrent leurs prestations. Il existe d'autres salles de concert plus ou moins grandes, de musiques pop ou de rock ou de variétés ou du monde, comme Le Bataclan, Le Grand Rex, le Cirque d'Hiver, etc.

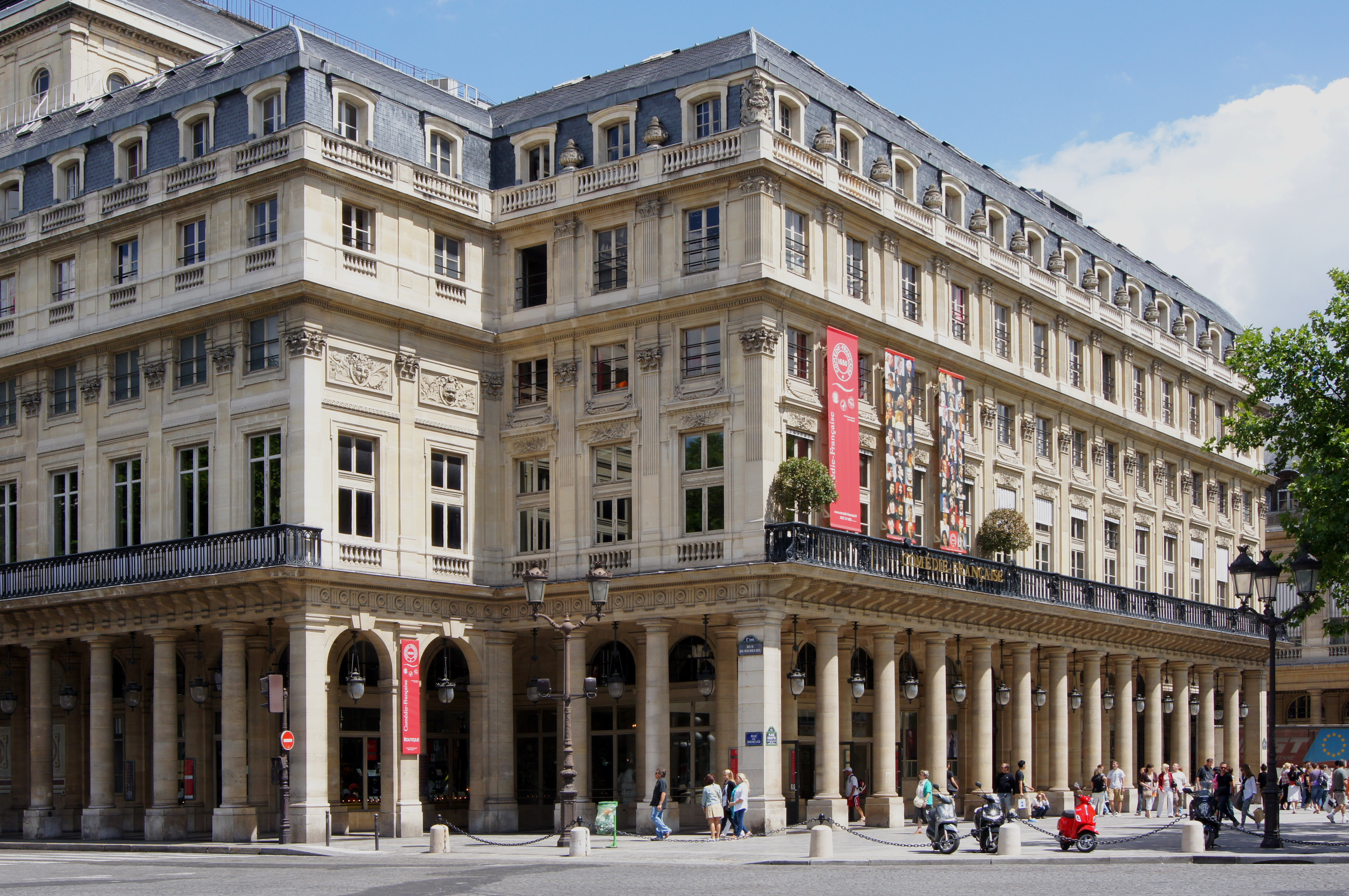
Comédie Française.
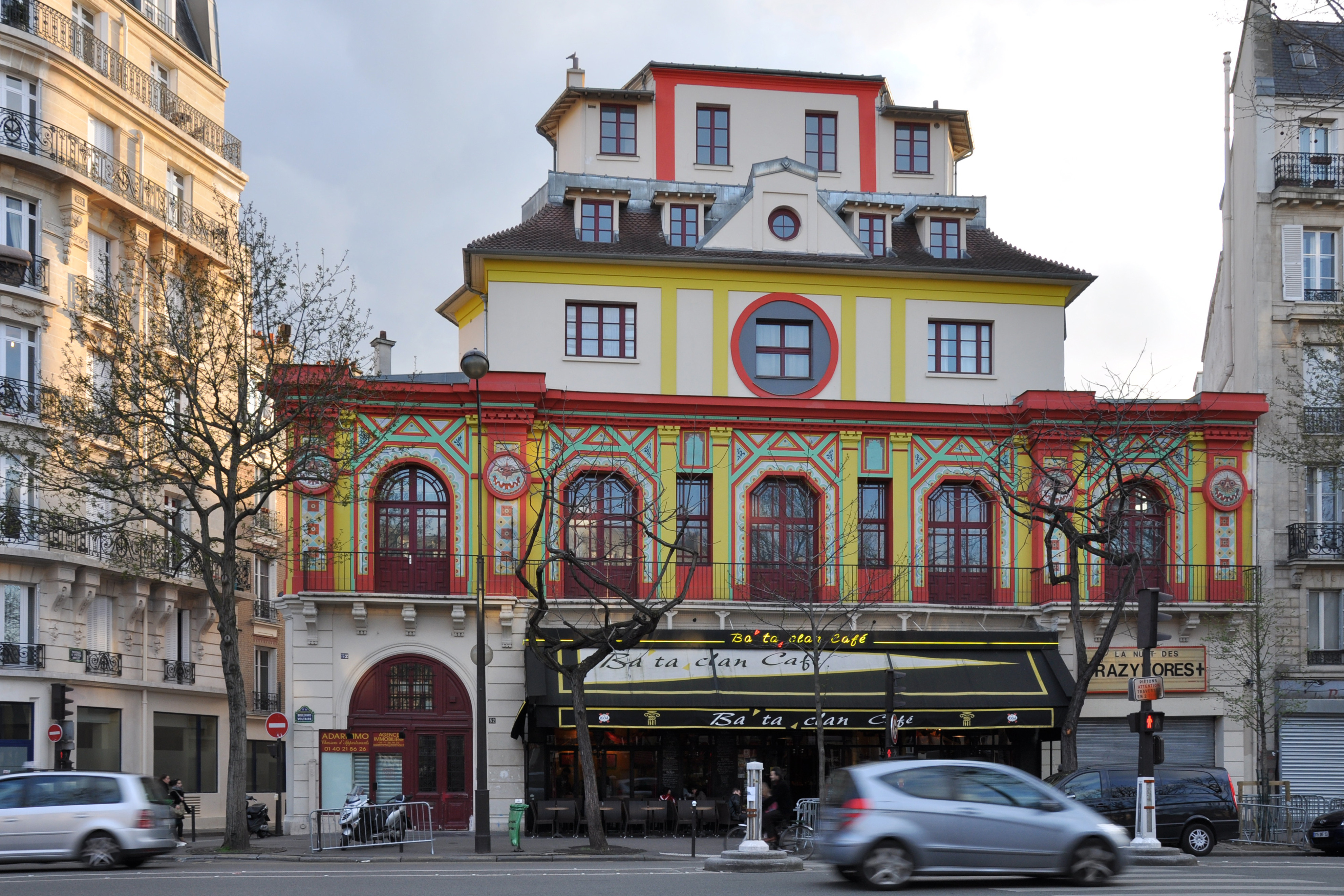
Le Bataclan.
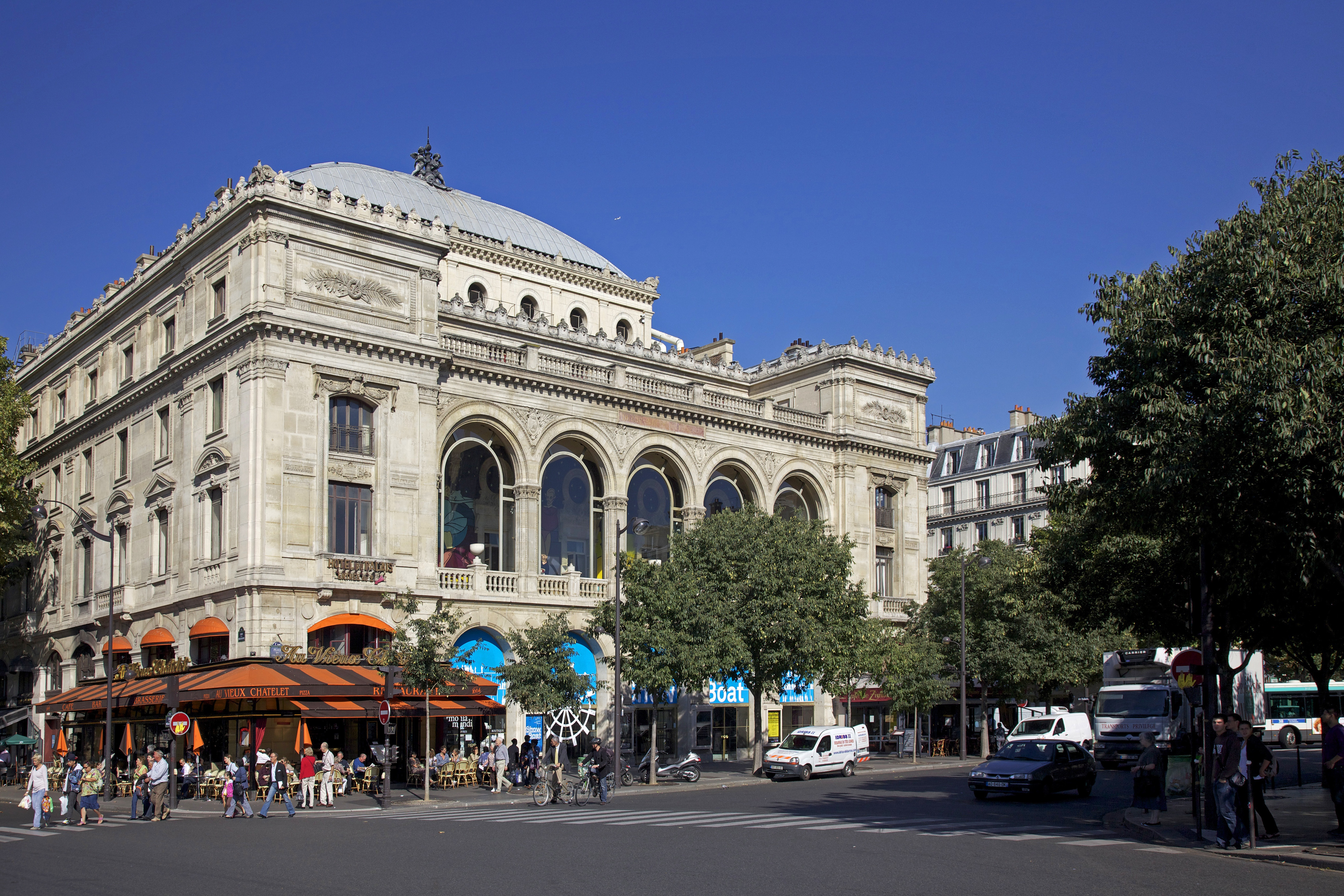
Théâtre du Châtelet.
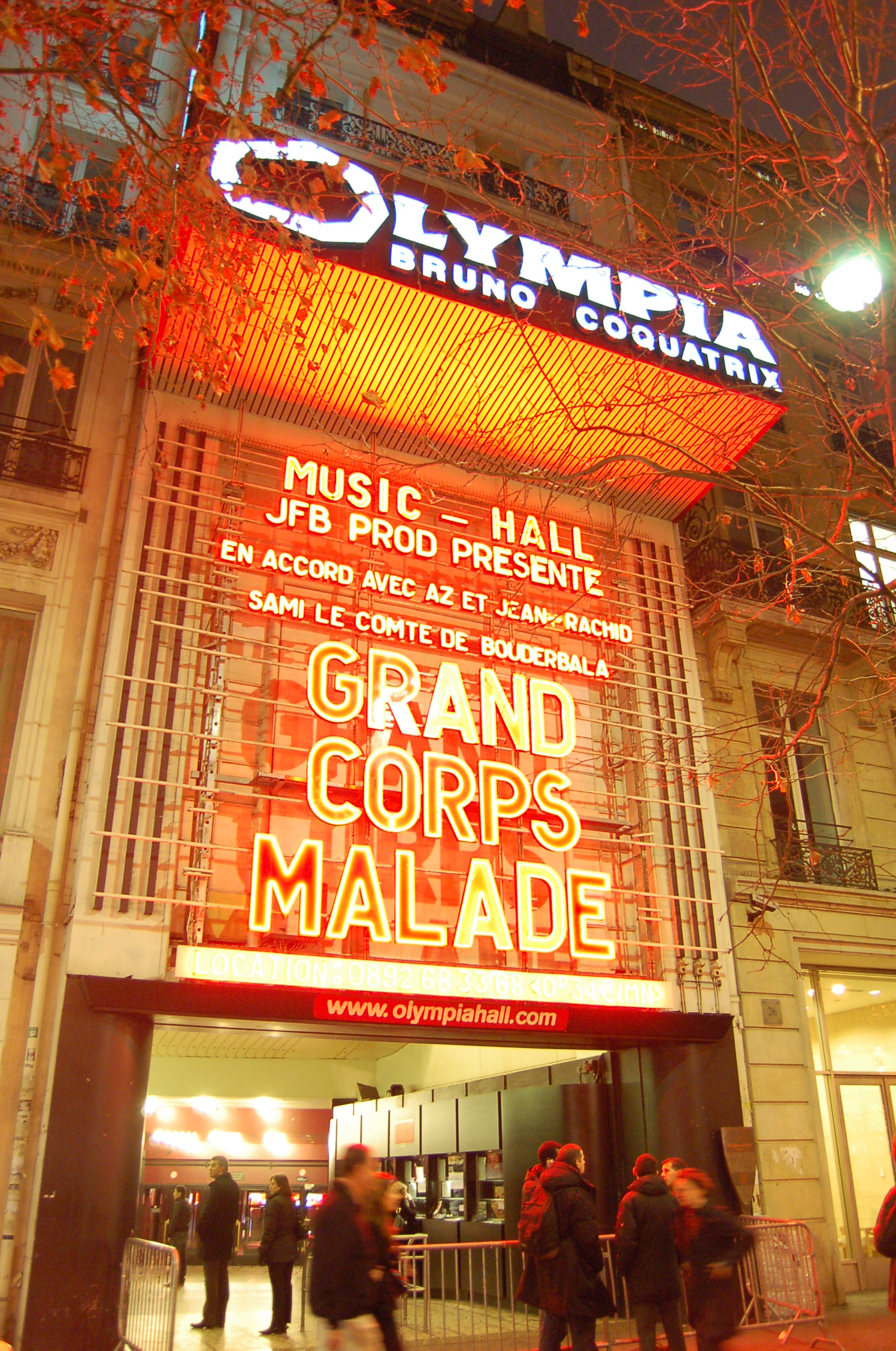
L'Olympia.

#### Discothèques et cabarets
Paris compte soixante-et-onze discothèques et une trentaine de cabarets et diners-spectacles dont les plus fameux sont le Moulin Rouge fondé en 1889, où l'on mit à la mode le French cancan, le Lido, les Folies Bergère, le Crazy Horse ou le Paradis Latin, doyen des cabarets parisiens dont l'origine remonte à 1802, et qui symbolisent le « Paris canaille », ainsi que des boites de chansonniers tels que le Caveau de la République et le Théâtre des Deux Ânes ou de travestis comme Chez Michou.

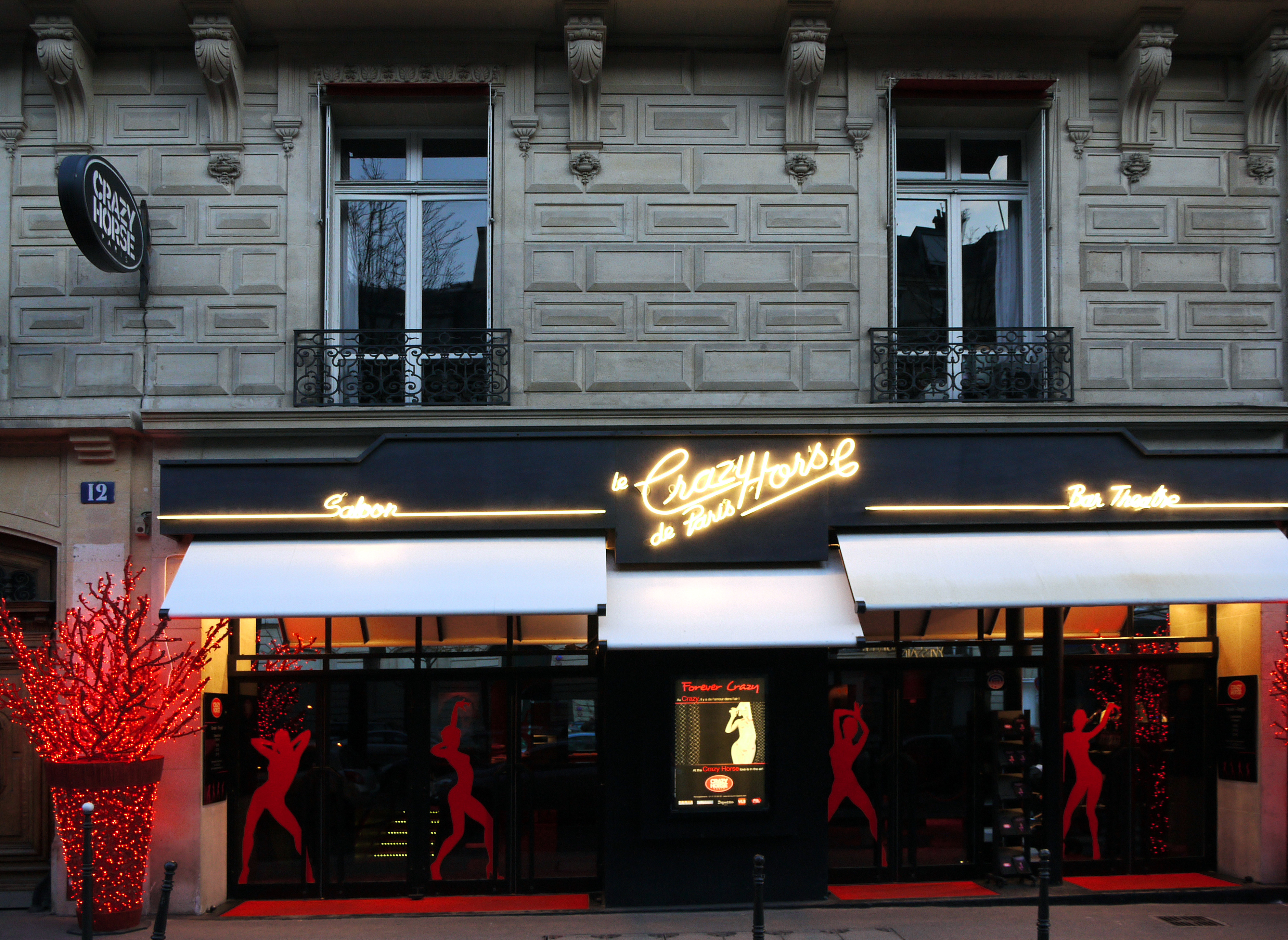
Crazy Horse Saloon.
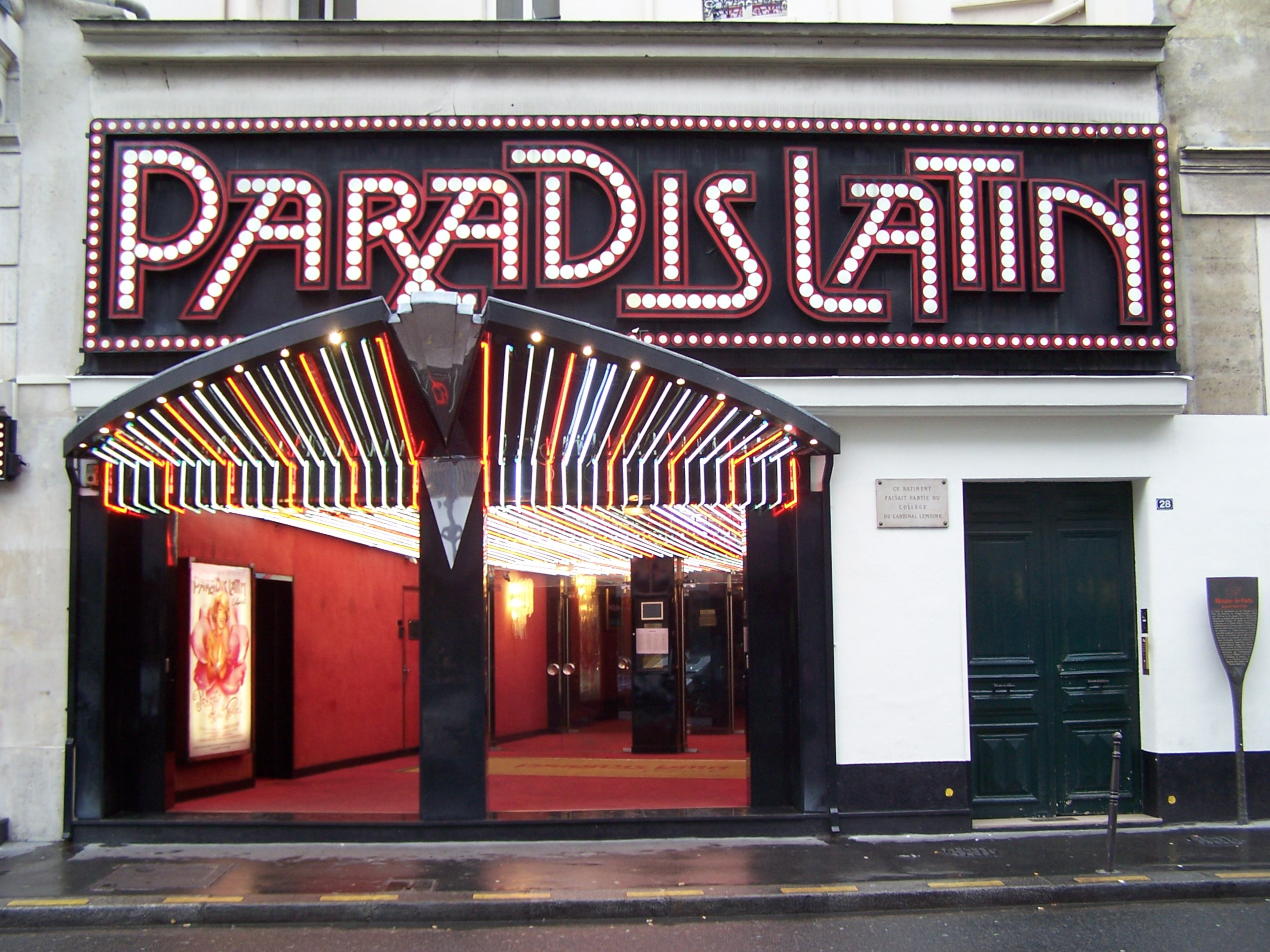
Paradis Latin.
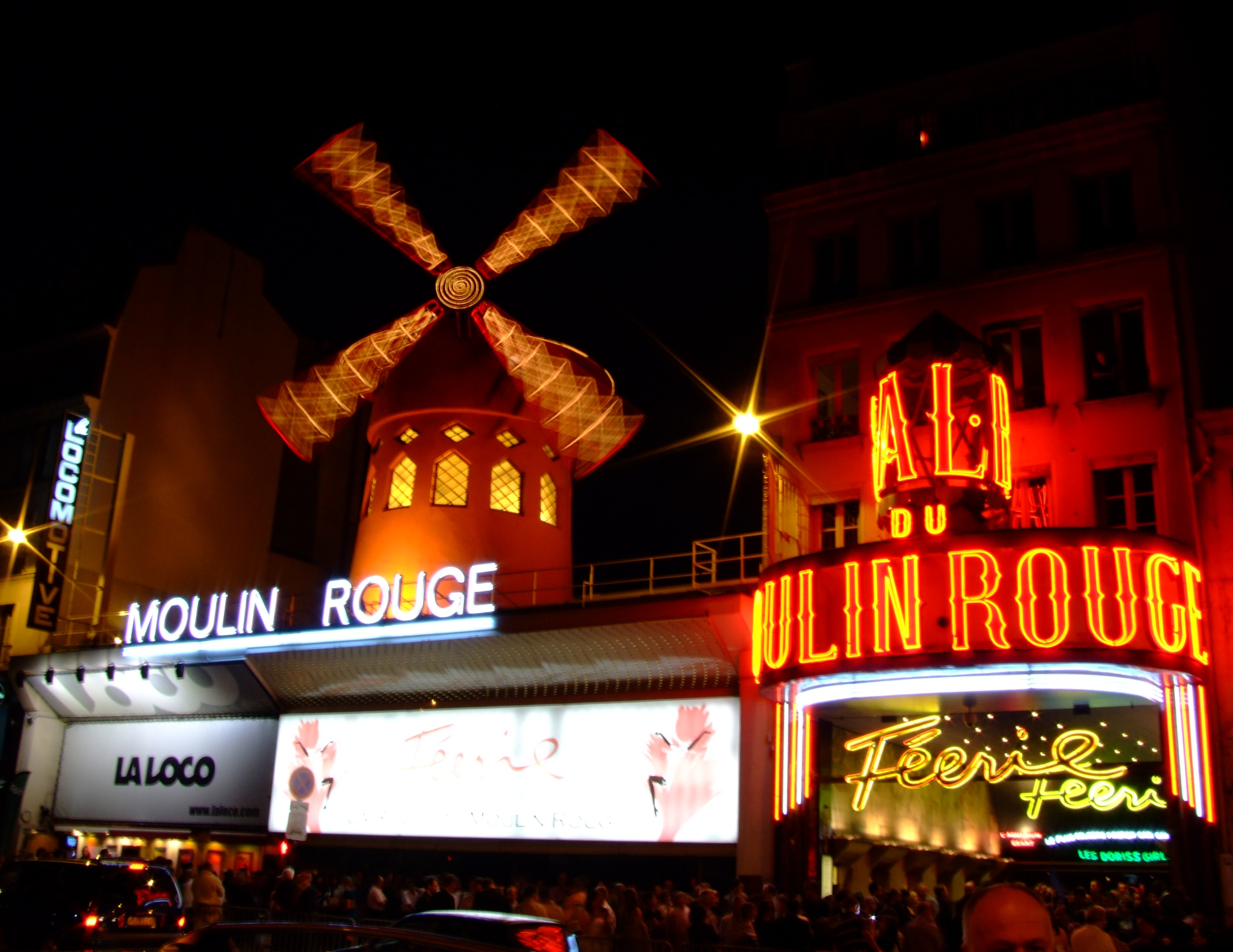
Bal du Moulin Rouge.
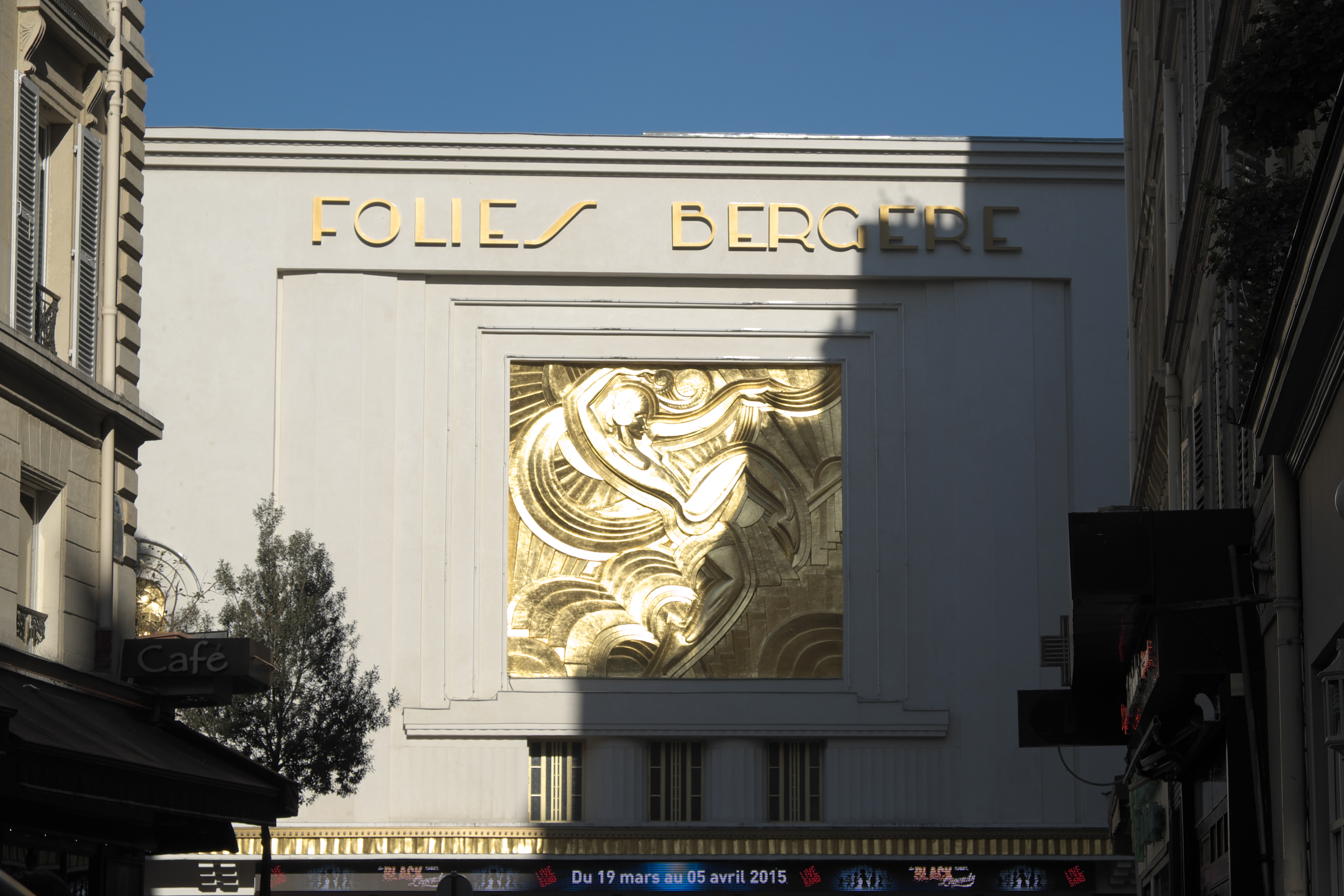
Les Folies Bergère.

#### Cinéma
Paris compte un grand nombre de salles obscures avec 98 cinémas en 2012 dont 38 classés « art et essai » pour environ 430 écrans en 2015, la plus grande concentration mondiale par habitant. L'offre est variée : environ 450 à 500 films sont à l'affiche chaque semaine, ce qui fait de Paris la ville où le plus de films différents sont distribués (du blockbuster américain au film d'art et essai moyen-oriental). Ces salles sont fréquentées par plus de 28,2 millions de spectateurs par an (chiffres 2011), soit 13 % de la fréquentation nationale.
Quelques grands groupes dominent de plus en plus et le cinéma indépendant est fragilisé. Depuis les années 1990, de grands multiplexes UGC, Pathé ou MK2 de dix à vingt salles ont été créés (aux Halles, à Bercy, etc.).
La plus grande salle de cinéma à Paris est aujourd'hui Le Grand Rex avec 2 800 places, depuis que le Gaumont-Palace de la place de Clichy (qui comptait 6 000 places) a été détruit en 1973. Toutes les autres salles parisiennes possèdent désormais moins de 1 000 places.
L'ancien American Center de l'architecte Frank O.Gehry abrite désormais la Cinémathèque française, au nord de la passerelle Simone-de-Beauvoir dont elle est séparée par le parc de Bercy ; elle fait face au site François-Mitterrand de la Bibliothèque nationale de France.

La Cinémathèque française.
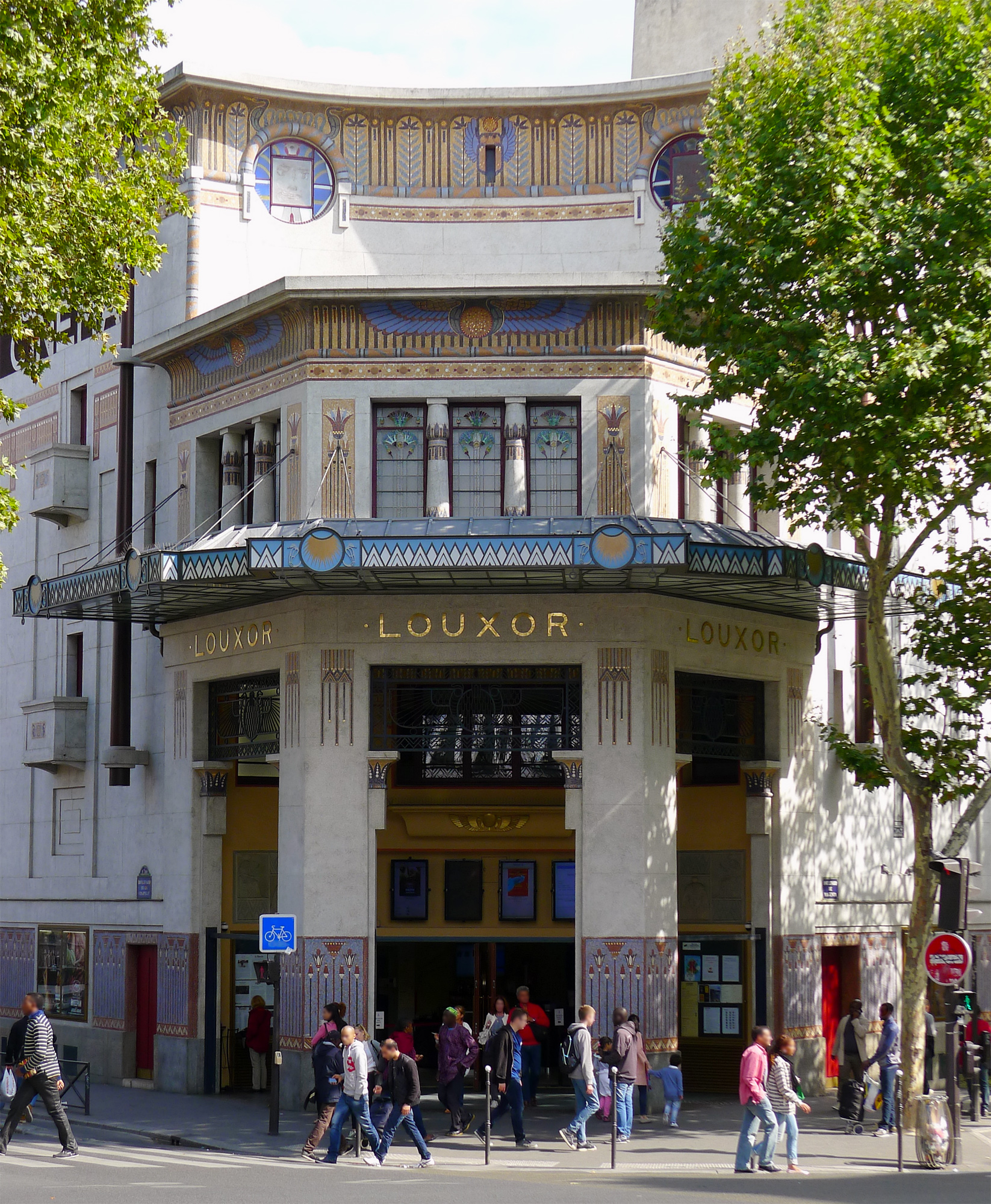
Cinéma Le Louxor.
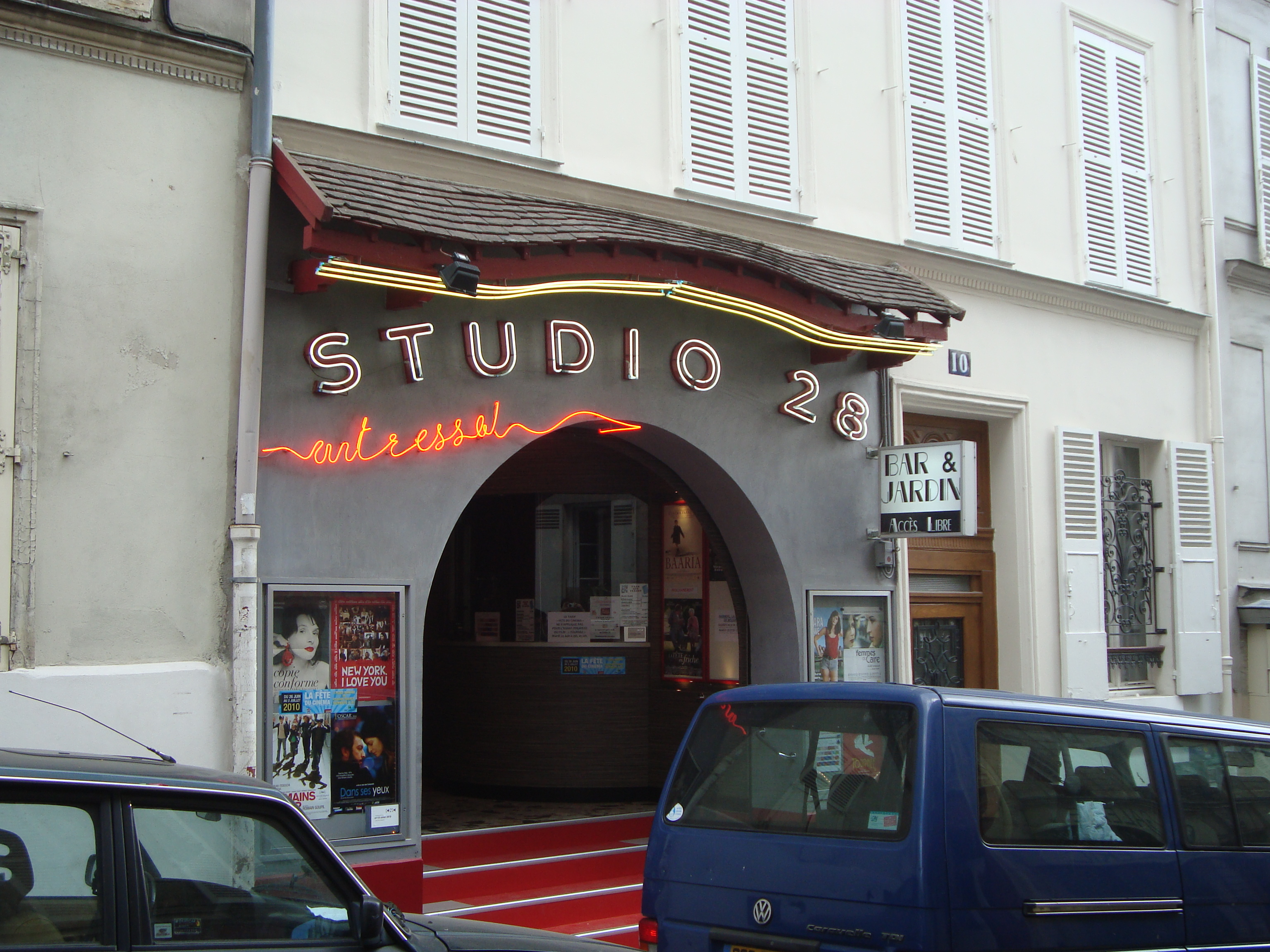
Le Studio 28.

#### Cafés, restaurants et brasseries

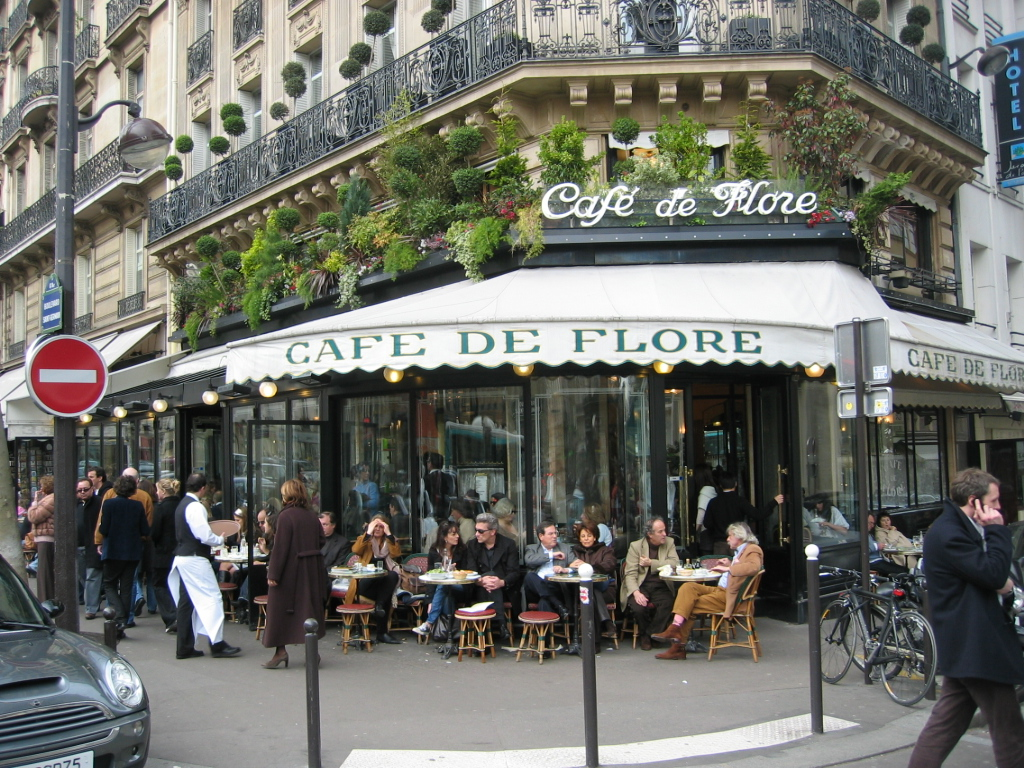
Le Café de Flore, célèbre café parisien, à Saint-Germain-des-Prés.

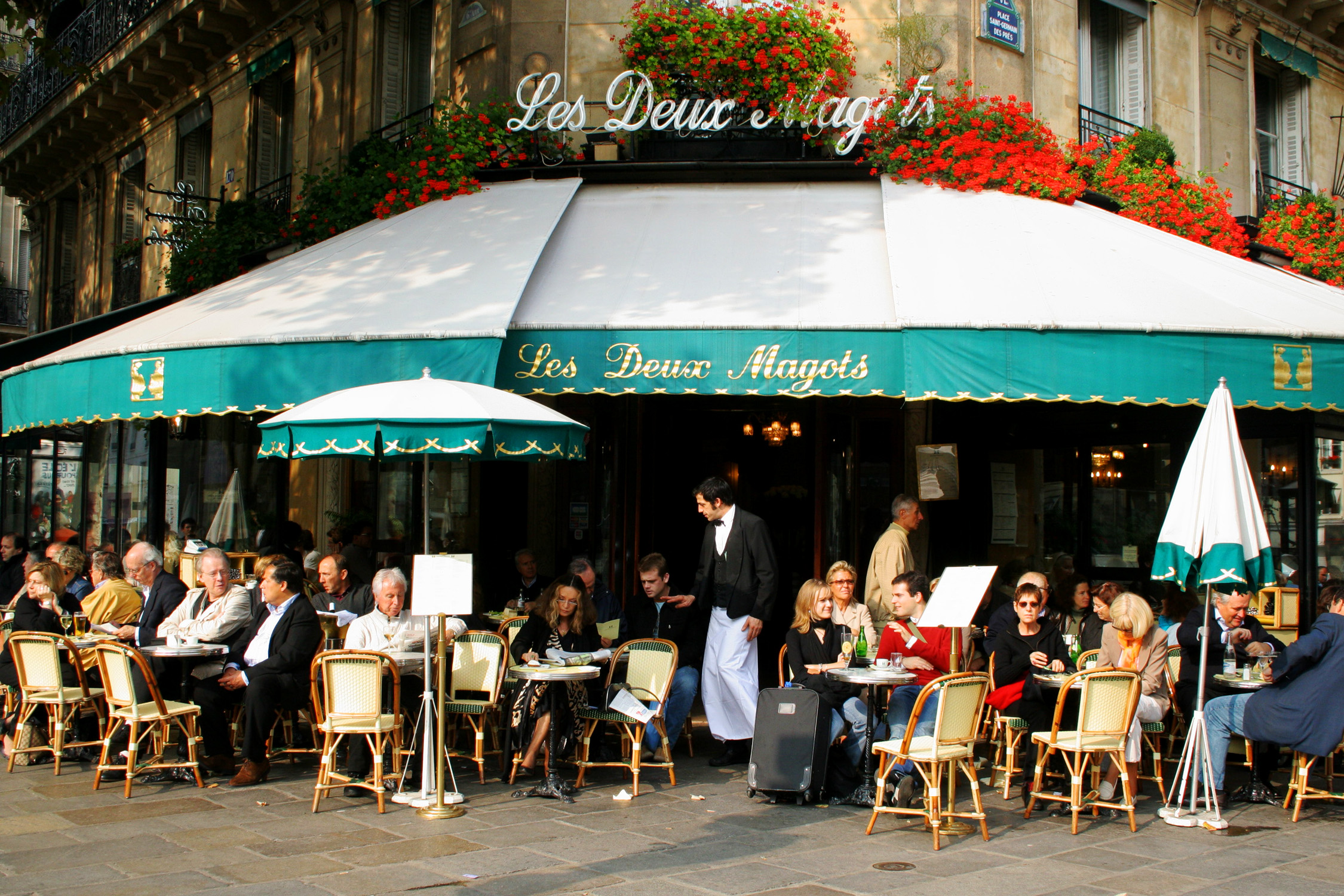
Les Deux Magots, un autre café parisien célèbre de Saint-Germain-des-Prés.

Les cafés sont rapidement devenus une partie intégrante de la culture française de par leur aspect, en particulier à partir de l'ouverture du Café de la Régence au Palais-Royal en 1681 puis, huit ans plus tard, du Café Procope sur la rive gauche. Les cafés dans les jardins du Palais-Royal sont devenus particulièrement populaires au cours du XVIIIe siècle et peuvent être considérés comme les premières « terrasses de café » à Paris. Celles-ci ne connurent pas d'expansion jusqu'à l'apparition des trottoirs et des boulevards au milieu du XIXe siècle. À la Révolution, les cuisiniers des princes et des nobles créèrent le concept de restaurant.
Le premier établissement annonciateur de « la restauration » semble avoir été à Paris La Tour d'Argent, fondé en 1582 par un certain Rourtaud ; l'endroit aurait contribué à l'utilisation de la « fourchette » en France. Le premier restaurant, dans l'acception moderne, est ouvert à Paris, rue des Poulies, en 1765 par un marchand de bouillon nommé Boulanger (dit Champ d'Oiseau) qui invente la « carte de restaurant » et le mot « restaurant », et en 1782, Antoine Beauvilliers, cuisinier du prince de Condé et officier de bouche du comte de Provence, reprend la formule et ouvre, dans un cadre raffiné, la Grande Taverne de Londres, au 26, rue de Richelieu. C'est là le premier véritable « grand restaurant » de Paris, qui restera pendant plus de vingt ans sans rival. Mais c'est à partir de la Révolution française que le phénomène prend de l'ampleur avec la fuite des nobles qui laissent sans emploi leur cuisinier, alors que de nombreux provinciaux arrivent à Paris où ils ne comptent pas de famille qui puisse les nourrir. Dès 1789, on compte à Paris une centaine de restaurants fréquentés par la bonne société, regroupés autour du Palais-Royal. Trente ans après on en dénombre 3 000.
Paris compte de grands restaurants de la gastronomie française, parmi lesquels figurent Maxim's, Le Grand Véfour, Lasserre, L'Archestrate, ainsi que La Tour d'Argent, établissement connu pour la vue panoramique qu'il offre sur la Seine.
La réputation culinaire de Paris trouve ses fondations dans les origines françaises diversifiées de ses habitants. Avec l'arrivée du chemin de fer au milieu du XIXe siècle et la révolution industrielle qui suivit, de nombreuses personnes de toute la France sont arrivées dans la capitale, apportant toute la diversité gastronomique des différentes régions de France et créant de nombreux restaurants de spécialités régionales, comme « Chez Jenny » pour la cuisine alsacienne et « Aux Lyonnais » pour celle de Lyon. L'immigration en provenance de pays étrangers a apporté une encore plus grande diversité culinaire et on trouve aujourd'hui à Paris, en plus d'un grand nombre d'établissements de cuisine d'Italie, du Maghreb ou d'Asie, des établissements proposant des préparations culinaires en provenance des cinq continents.

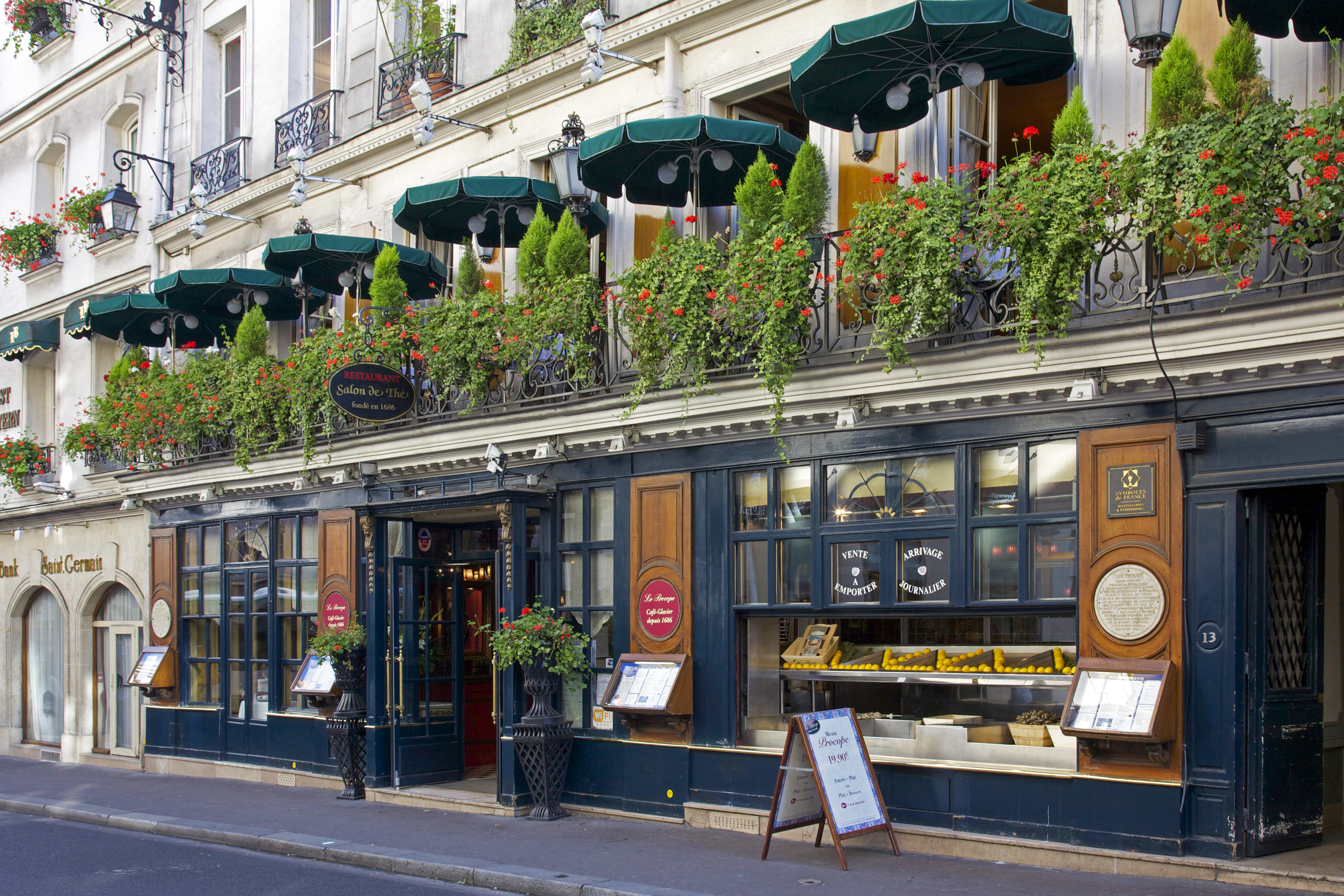
Le Procope, le plus vieux café d'Europe.
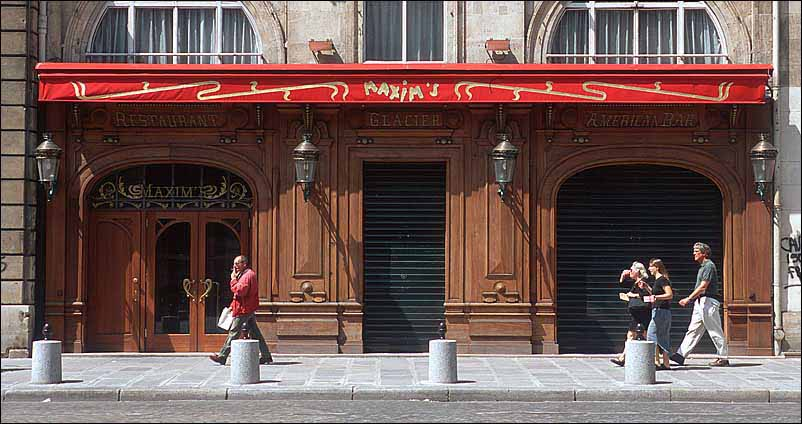
Maxim's.
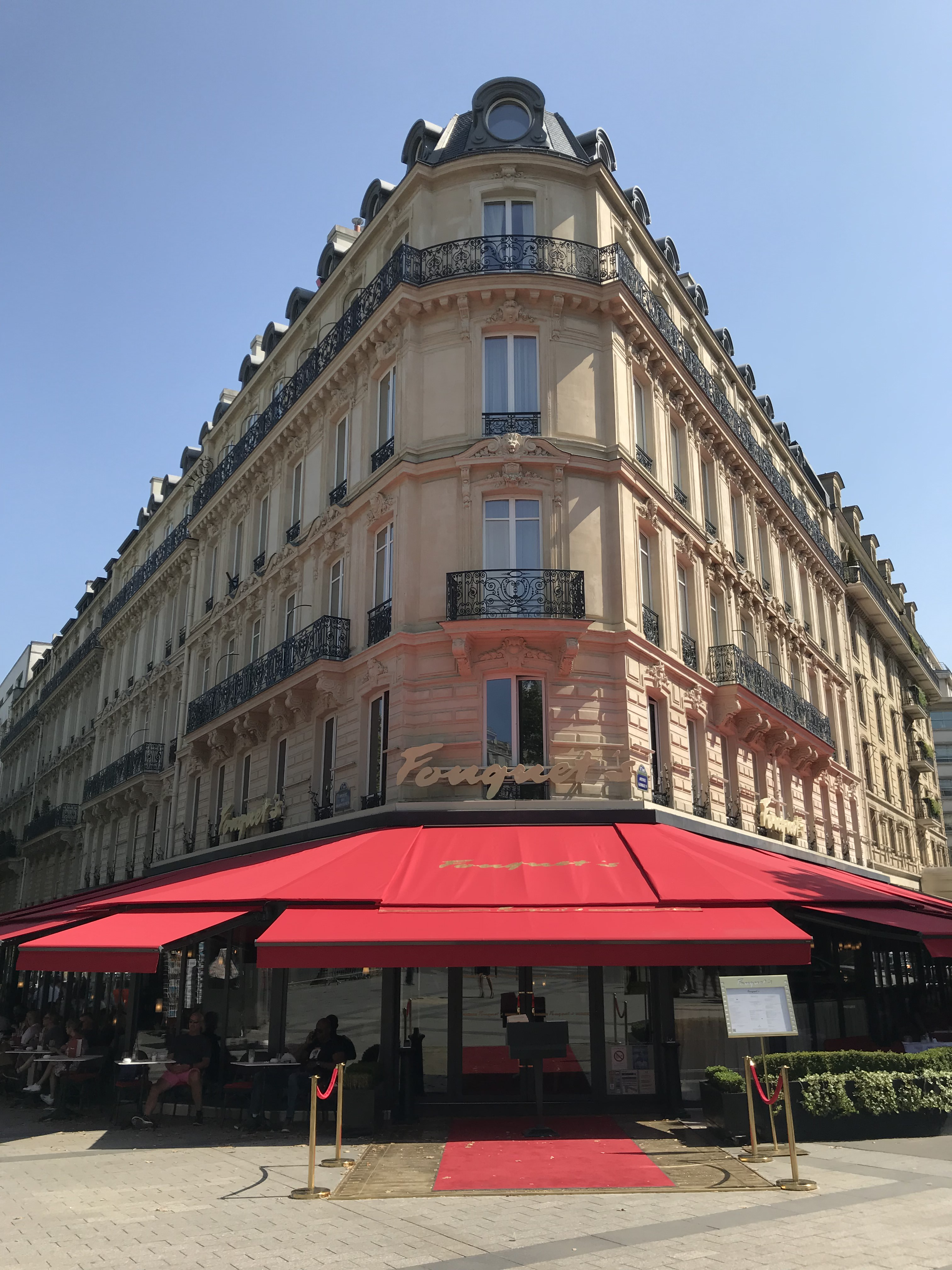
Le Fouquet's.
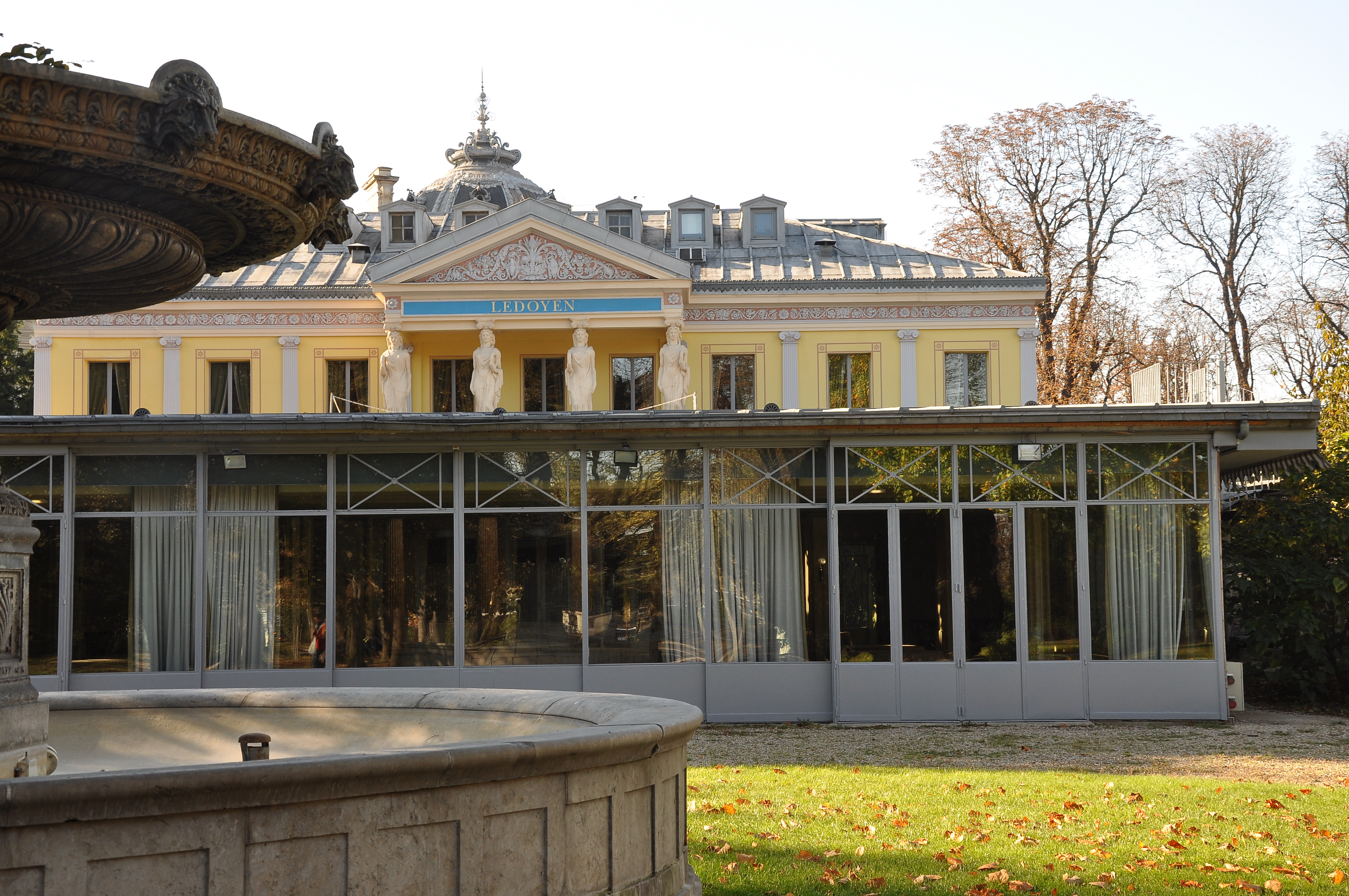
Restaurant Ledoyen.
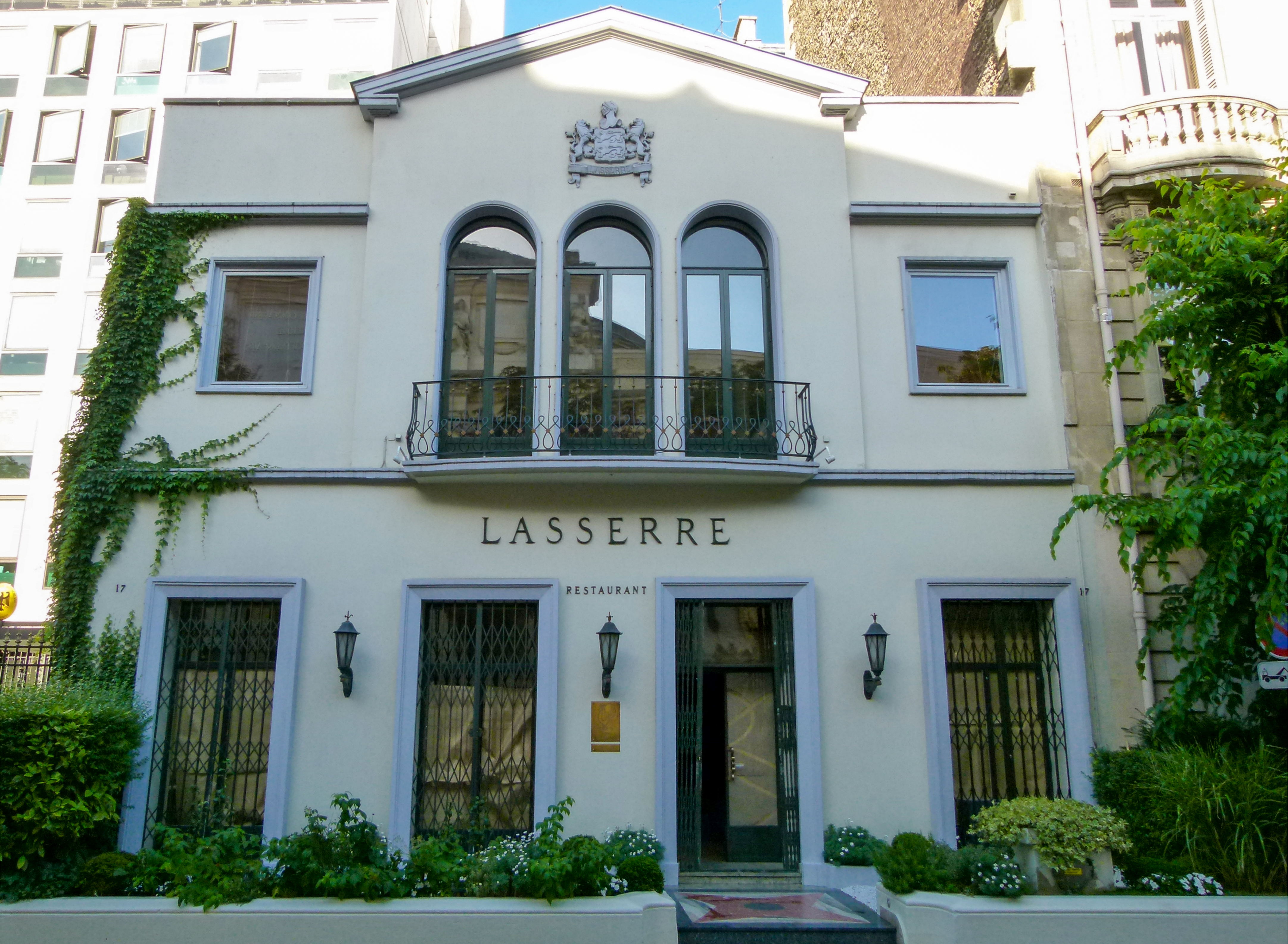
Restaurant Lasserre.

#### Hôtels et palaces
Une autre conséquence de l'augmentation du nombre de voyageurs et de touristes dans la capitale est, dès la fin du XIXe siècle, la présence de nombreux hôtels, en partie liée aux expositions universelles. Parmi les plus luxueux, figurent :
- l'hôtel Meurice, le plus ancien palace de Paris, ouvert en 1835 ;
- le Grand Hôtel Intercontinental, de 1862 ;
- l'hôtel Ritz, apparu sur la place Vendôme en 1898 ;
- l'hôtel de Crillon, ouvert sur le côté nord de la place de la Concorde en 1909 ;
- l'hôtel Lutetia, premier palace de la Rive Gauche, ouvert en 1910 ;
- l'hôtel Plaza Athénée, ouvert en 1911.

Dans les années 1920, durant les Années folles, de nombreux établissements sont créés :
- l'hôtel Bristol, en 1925 ;
- l'hôtel Raphael, en 1925 ;
- l'hôtel George-V, en 1928 ;
- l'hôtel Prince de Galles, en 1928 ;
- le Royal Monceau, en 1928.

Plus récemment, de grands groupes, souvent étrangers, ont ouvert de nombreux hôtels de luxe :
- l'hôtel Marriott Champs-Élysées (1997) ;
- l'hôtel Mandarin Oriental (2011) ;
- le Shangri-La Hotel Paris (2012) ;
- l'hôtel The Peninsula Paris (2014).

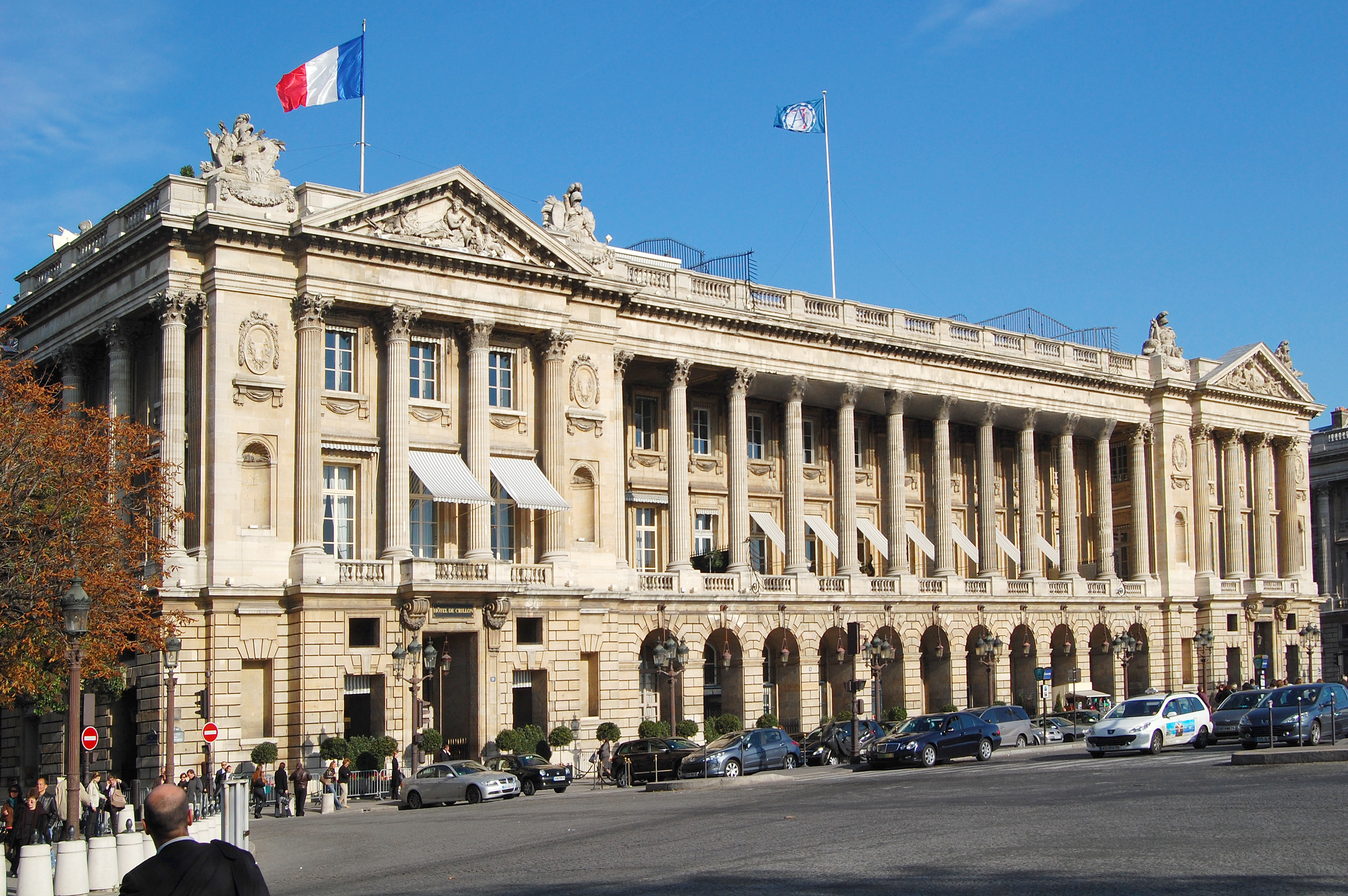
Hôtel de Crillon.
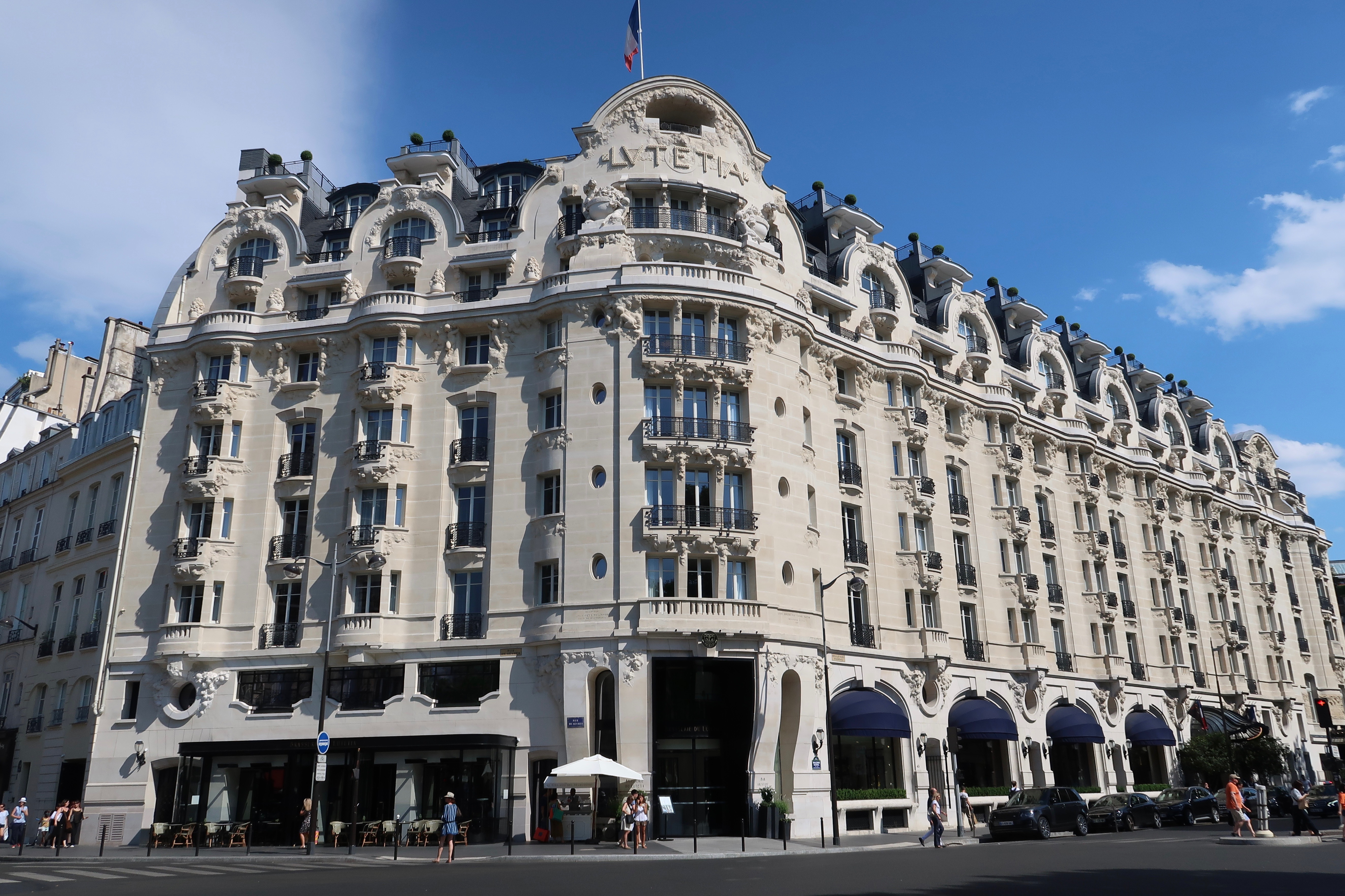
Hôtel Lutetia.
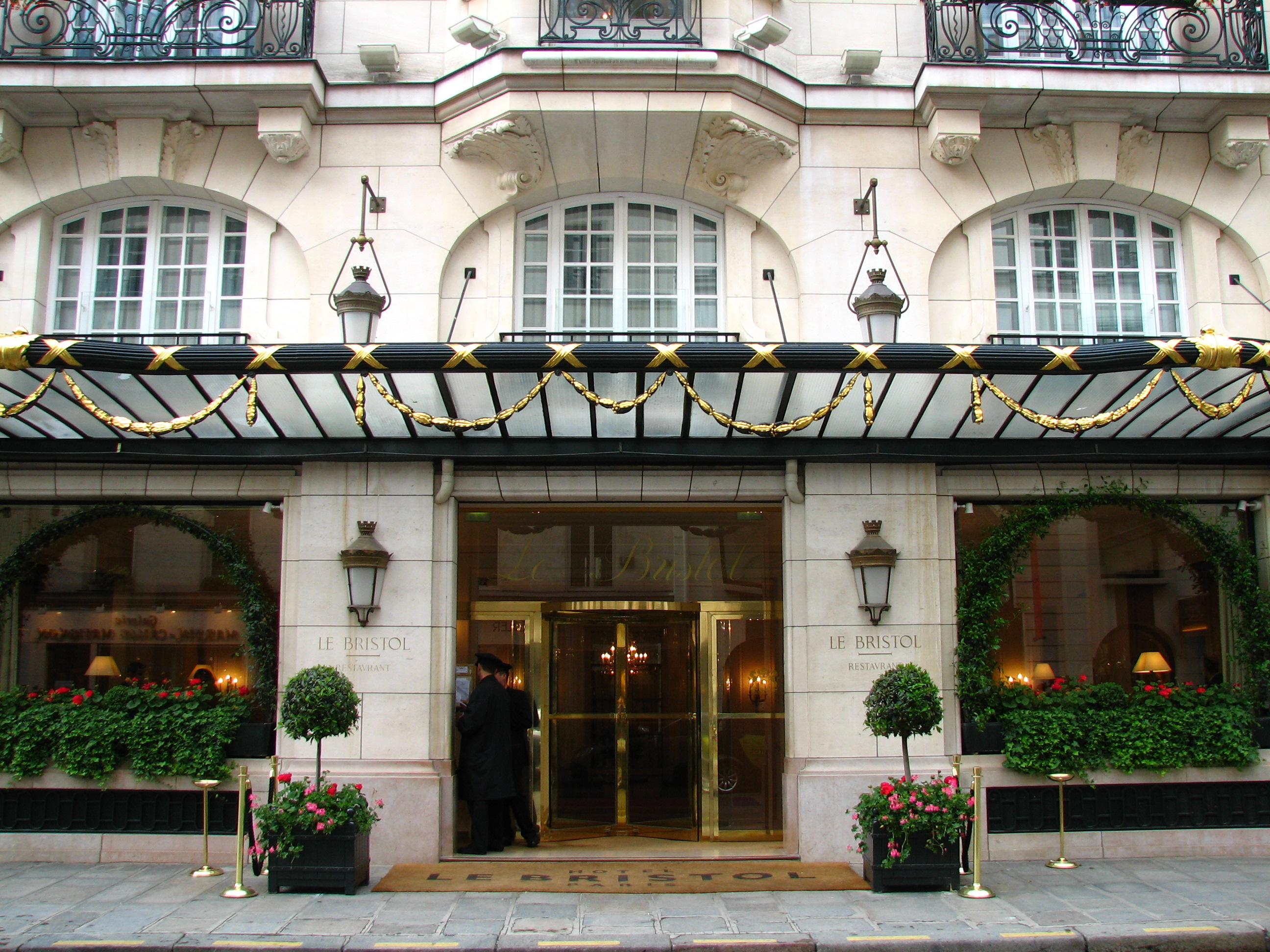
Le Bristol.
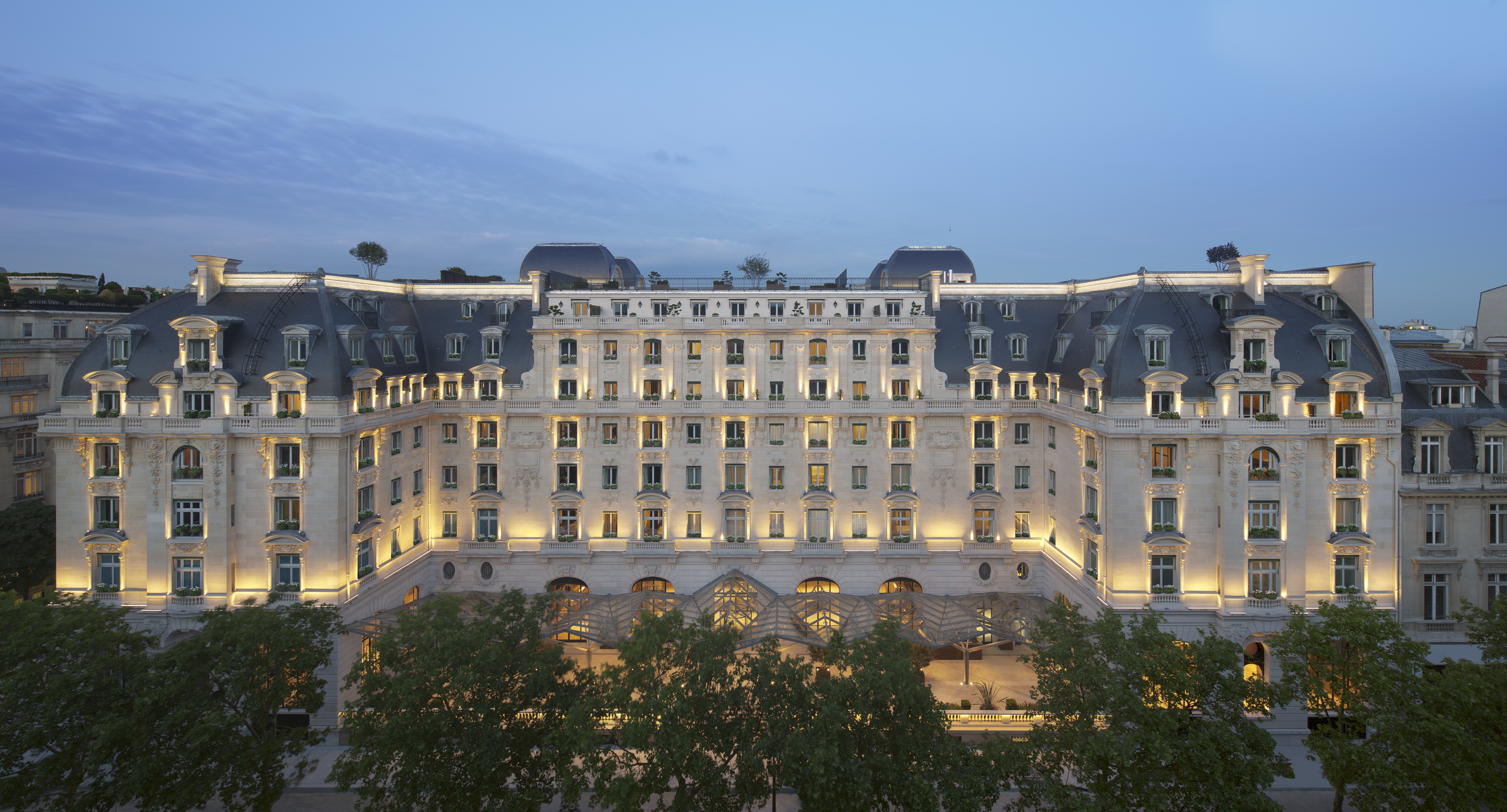
The Peninsula Paris.

### Paris, centre littéraire et intellectuel

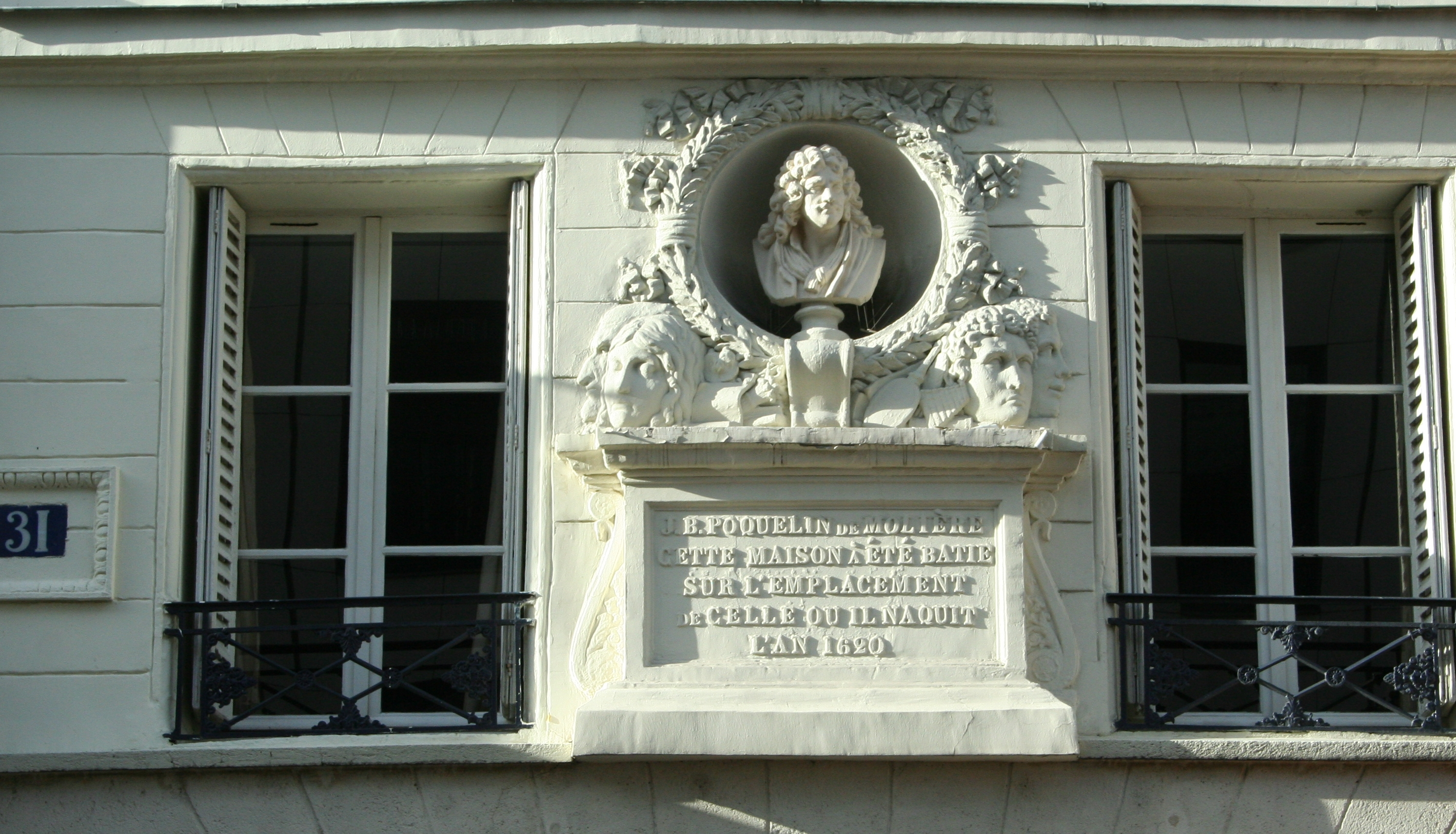
Buste de Molière au 31 rue du Pont-Neuf, né en réalité deux rues plus à l'ouest au 96 rue Saint-Honoré.

Dès le XIIe siècle, le rayonnement de son université fait de Paris l'un des grands foyers intellectuels du monde chrétien. L'adoption du dialecte parisien par la Cour affirme cette vocation. Durant la Renaissance, la ville devient un foyer de l'humanisme. Avec la progressive centralisation du pouvoir, Paris se trouve renforcée dans sa prééminence culturelle en France. Vers le milieu du XVIIe siècle, Paris et ses salons deviennent le centre presque unique de la littérature français avec notamment celui de l’hôtel de Rambouillet où se réunissaient Malherbe, Corneille, La Rochefoucauld, Madame de Sévigné, Madame de La Fayette, etc. Dans le dernier tiers du siècle, le prestige de la cour de Louis XIV à Versailles éclipse un peu celui de Paris. Toutefois, le théâtre classique et la vie intellectuelle parisienne restent actifs avec notamment Molière qui dirige la « Troupe du Roy » en 1665, qui deviendra la Comédie-Française sous le patronage du roi en 1680.
Au cours du XVIIIe siècle, Paris redevient le centre culturel du royaume. Les salons parisiens connaissent leur plus bel essor. Voltaire, au ton léger et ironique, est l'écrivain parisien par excellence. À l'inverse, Jean-Jacques Rousseau fuit cette ville « de bruit, de fumée et de boue » et se réfugie à Montmorency, à quinze kilomètres au nord de Paris, avant de s'y réinstaller en 1770.
À partir de la Révolution, le monde littéraire se fait plus large, plus complexe. Paris n'en demeure pas moins le cœur de la vie intellectuelle française, en attirant Carlo Goldoni et en accueillant des progressistes, comme Adam Mickiewicz ou Heinrich Heine, menacés ou chassés de différents pays d'une Europe restée globalement très conservatrice. Au cours des XIXe et XXe siècles, Paris est le théâtre où se succèdent les différents mouvements littéraires français et leurs figures principales, romantisme et réalisme avec Hugo ou Balzac, naturalisme avec Zola, Parnasse et symbolisme avec Baudelaire, Verlaine ou Mallarmé, surréalisme avec Apollinaire et André Breton, et d'où viendra le renouveau littéraire apporté par Proust et Céline.

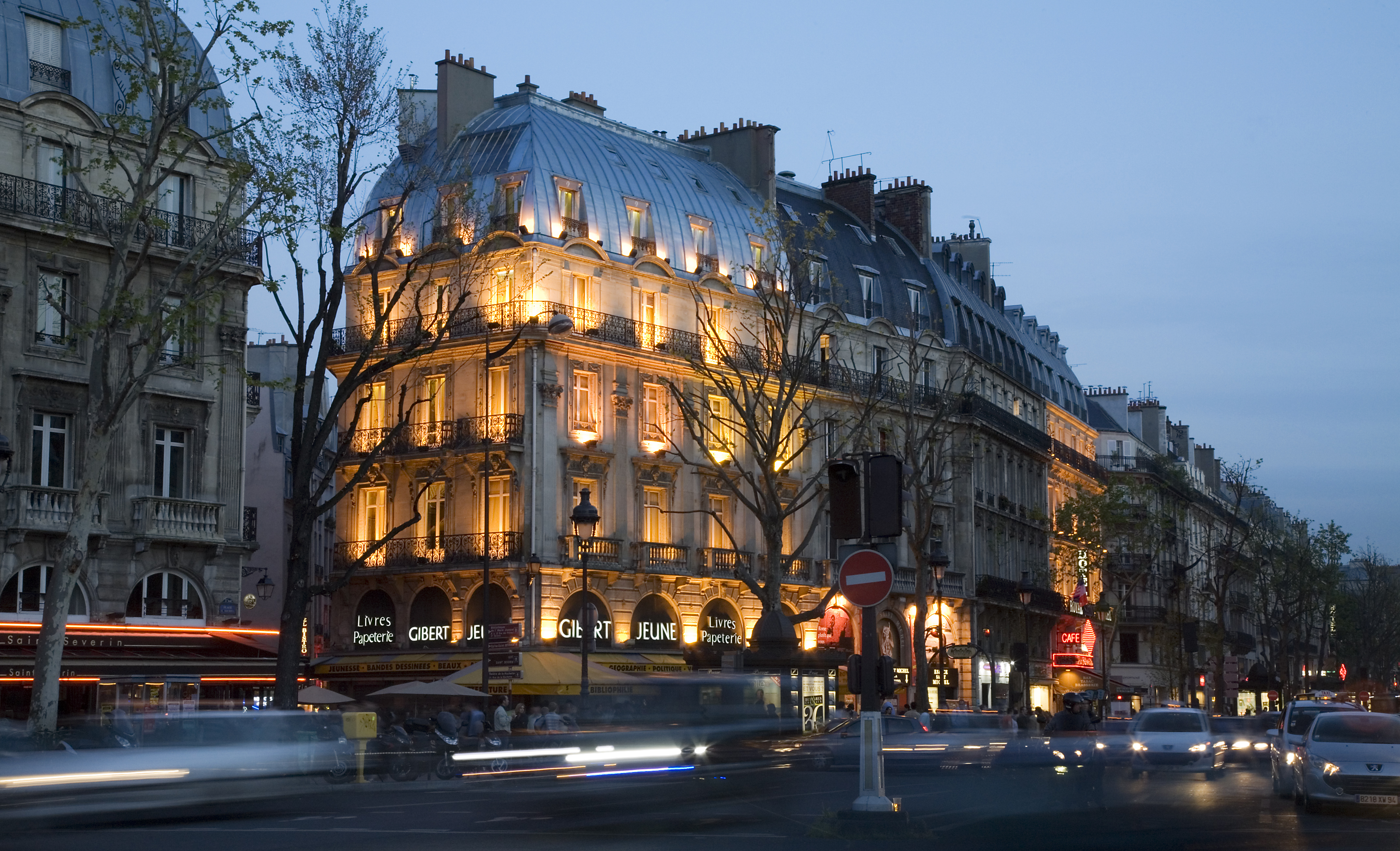
Le nord du boulevard Saint-Michel et ses librairies.

Dans les années 1920, beaucoup d'écrivains étrangers viennent découvrir Paris et s'en inspirent dans leur œuvre : Ernest Hemingway, Henry Miller, Gertrude Stein, Ezra Pound, etc. et d’autres attirés par son milieu littéraire viennent y chercher l’espoir d'un accueil propice : D. H. Lawrence, James Joyce, Samuel Beckett, Eugène Ionesco, Emil Cioran, Gao Xingjian, etc. Montparnasse, quartier des artistes depuis la fin du XIXe siècle, connaît son âge d'or dans l'entre-deux-guerres. Après la Seconde Guerre mondiale, c'est Saint-Germain-des-Prés qui devient le foyer littéraire le plus célèbre, avec la présence de Jean-Paul Sartre, Simone de Beauvoir, Boris Vian ou Jacques Prévert. Le quartier latin demeure le quartier des libraires et l'on y trouve aussi 217 bouquinistes sur les quais de Seine. Paris est la principale ville de l'activité littéraire et de l'édition françaises ; dans beaucoup de quartiers, des immeubles portent une plaque rappelant le séjour d'un écrivain.

### Paris dans les arts et la culture

#### Paris dans la littérature
Depuis longtemps, Paris a inspiré les écrivains. Au XVe siècle, François Villon plonge dans les bas-fonds de Paris pour amorcer son œuvre majeure : Le Testament. Toutefois, au XVIIe siècle et, dans une moindre mesure au XVIIIe siècle, la description de la réalité parisienne contemporaine intéresse peu les auteurs.

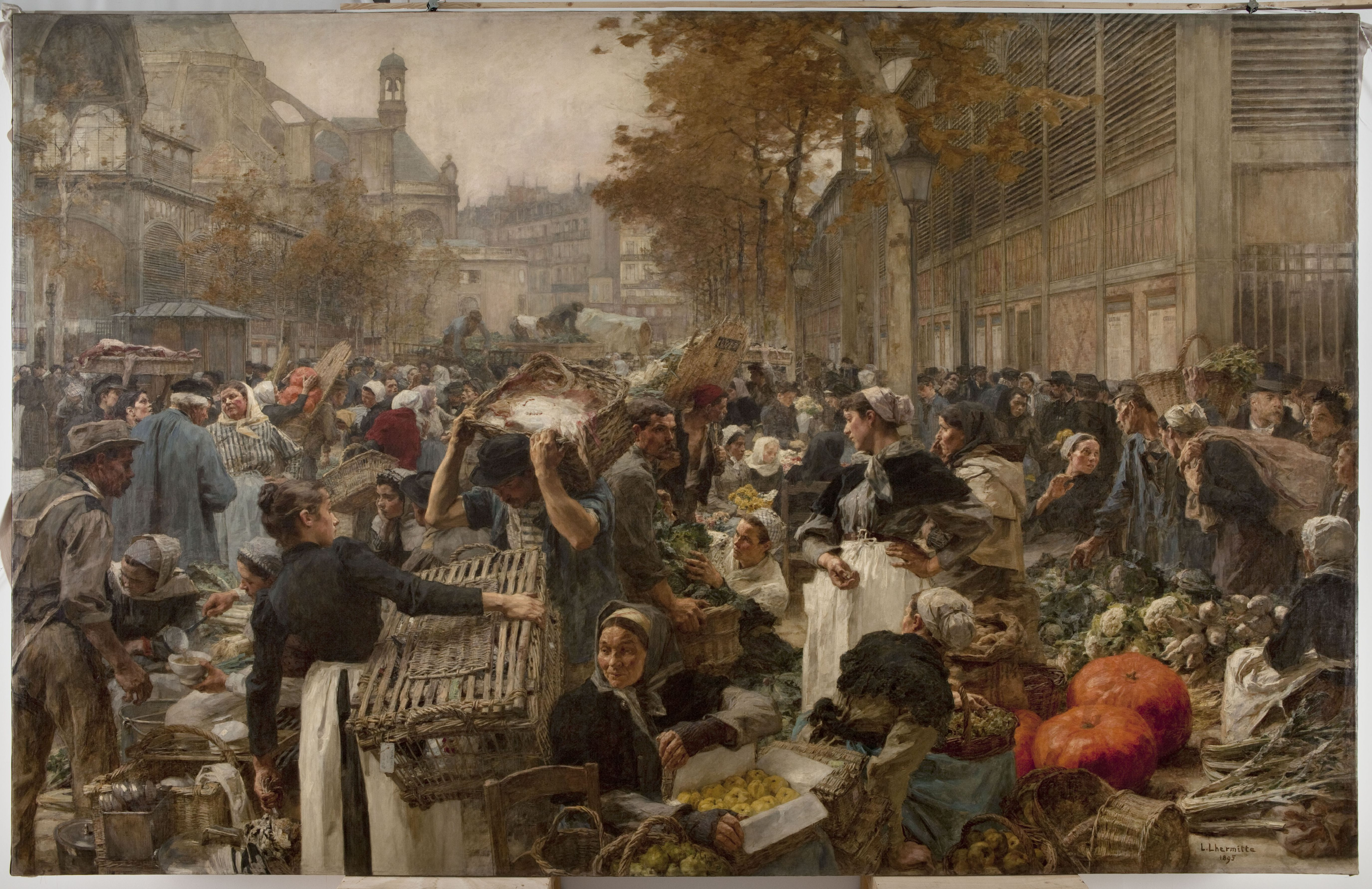
Les Halles ont inspiré Émile Zola pour Le Ventre de Paris (tableau de Léon Lhermitte).

Au XIXe siècle, les écrivains français s'attachent davantage à décrire la réalité de leur temps de manière plus exacte. Sous la monarchie de Juillet, Honoré de Balzac cherche à brosser un tableau détaillé et moderne de la société française, c'est La Comédie humaine. Paris occupe une place privilégiée dans cette œuvre et pas seulement dans les Scènes de la vie parisienne. Il distingue par la diversité des réseaux de relations : c'est là que sont possibles les succès les plus fulgurants, là que l'on cherche la gloire mais aussi là que l'on peut tomber dans l'anonymat le plus absolu.
Si Balzac s'intéresse avant tout à la haute société ou aux ambitieux désargentés, on commence à la même époque à s'intéresser à la ville populaire, perçue comme menaçante et fascinante. Des études paraissent sur les « classes dangereuses » d'une ville en expansion. Les Mystères de Paris d'Eugène Sue, qui fait une très large place au Paris de la pègre, connaît un immense succès lors de sa parution en feuilleton en 1842–1843. Vingt ans plus tard, c'est l'autre plus grand romancier de Paris, Victor Hugo, qui publie Notre-Dame de Paris et Les Misérables, autre volumineux ouvrages traitant du Paris populaire devenu des classiques. Paris fascine avec une double image : une ville fastueuse et prestigieuse (Stendhal sublime Le Frascati, Balzac chante le boulevard des Italiens, Nerval ou Baudelaire ne jurent que par le Divan Le Pelletier) mais aussi une ville populaire où règne le vice. Gérard de Nerval s'y suicide dans le lieu le plus sordide qu'il ait pu y trouver. Le Paris en mutation d'Haussmann est largement décrit par Émile Zola dans Les Rougon-Macquart (Le Ventre de Paris, Nana, Au Bonheur des Dames) ; il est le cadre des errances et états d'âme des poètes parnassiens et symbolistes et surtout de Baudelaire (Le Spleen de Paris). Guy de Maupassant utilise notamment la capitale pour dépeindre la société de son époque, comme dans la satire Bel-Ami (publié en 1885), dans lequel le héros grimpe dans la hiérarchie sociale parisienne grâce à ses maîtresses et ses coups bas.
Toujours au XIXe siècle, la ville de Paris est représentée dans d'autres genres que le roman social et le roman réaliste. Par exemple, Jules Verne l'imagine en dystopie dans son roman méconnu, Paris au XXe siècle, écrit en 1863. La ville apparaît aussi dans de nombreux romans-feuilleton, tels que ceux où apparait le personnage Rocambole. De même, elle sert beaucoup de lieux d'action pour les romans historiques tels que Les Trois Mousquetaires par Alexandre Dumas (1844). Enfin, on peut citer des pièces de théâtre, telles que la comédie héroïque Cyrano de Bergerac d'Edmond Rostand (1897), librement inspirée de la vie et de l'œuvre de l'écrivain libertin Savinien de Cyrano de Bergerac (1619-1655).
Au début du XXe siècle, la capitale servait de théâtre à des séries policières, telles que Fantômas (par Pierre Souvestre et Marcel Allain) ou Arsène Lupin (par Maurice Leblanc).
Dans les années 1960, les écrivains transforment Paris en une ville mythique : parfois drôle et burlesque comme Zazie dans le métro de Raymond Queneau ou encore pleine de souvenirs comme Je me souviens de Georges Perec.
La ville fascine encore les écrivains de la nouvelle génération, comme Patrick Modiano (et le quartier de Belleville), Brahim Metiba dans Je n'ai pas eu le temps de bavarder avec toi (un parcours en bus de Clichy-la-Garenne au centre de Paris), ou Jean-François Vilar (et le quartier de Bastille).
La poésie joue également à Paris un rôle dans de nombreuses œuvres : Jacques Réda et Les Ruines de Paris, Jacques Roubaud et La forme d'une ville change plus vite, hélas, que le cœur des humains.

#### Paris dans la peinture et la sculpture

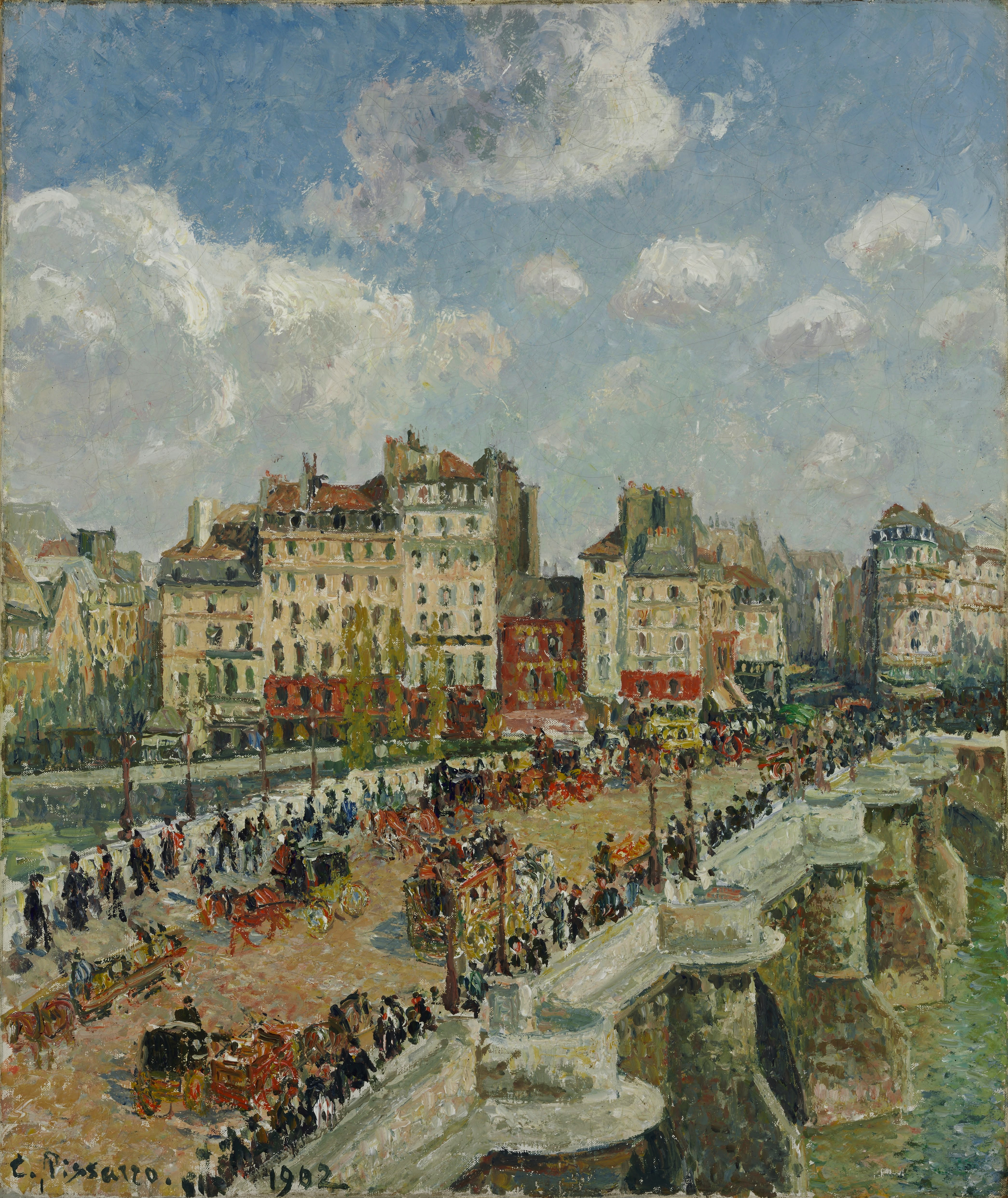
Camille Pissarro, le pont Neuf, 1902.

Paris a été une source d'inspiration pour de nombreux artistes qui ont diffusé son image dans le monde entier.
Il existe de rares représentations de la ville dans certaines peintures et miniatures médiévales, mais les peintures représentant Paris ne se multiplient de manière significative qu'à partir des Guerres de Religion à la fin du XVIe siècle. C'est sous les règnes d'Henri IV et de Louis XIII que la ville est représentée par Jacques Callot et par les peintres hollandais De Verwer et Zeeman, en particulier les bords de Seine qui les fascinent. Le Louvre devient un sujet de prédilection au XVIIe siècle mais il faut pourtant attendre la vogue de la peinture en plein air au XIXe siècle pour voir les artistes s'intéresser à la vie parisienne et au paysage urbain en mutation. Corot plante son chevalet sur les quais de Seine, Monet représente l'atmosphère vaporeuse de la gare Saint-Lazare, Renoir décrit la vie montmartroise (Moulin de la Galette, le Moulin-Rouge), Pissarro peint le Pont Neuf et Sisley l'Île Saint-Louis. Puis, au tournant du siècle, Seurat, Gauguin (Parisiens de naissance), Cézanne et Van Gogh représentent largement Paris dans leur œuvre. Toulouse-Lautrec est peut-être le plus parisien dans l'âme mais il s'intéresse plus aux cabarets et aux bas-fonds parisiens, qu'il fréquente assidûment, qu'aux paysages. Au XXe siècle, les plus parisiens des peintres sont certainement Matisse, Vlaminck, Derain, et Marquet ou Utrillo qui représentent souvent les quartiers déshérités de la ville. Picasso, van Dongen et Dumont mènent une vie de bohème au Bateau-Lavoir à Montmartre tandis que Léger, Modigliani, Chagall, Zadkine, Csaky et Soutine s'installent dans les ateliers de la Ruche à Montparnasse ; c'est l'âge d'or de l'école de Paris qui laisse place au surréalisme après la Seconde Guerre mondiale.
Les sculpteurs François Rude (La Marseillaise, composition la plus forte de l'Arc de Triomphe) puis Jean-Baptiste Carpeaux avec la fontaine de l'Observatoire précèdent les grands maîtres de la fin du XIXe siècle dont d'innombrables œuvres ornent la voie publique parisienne : Rodin, Dalou (jardin du Luxembourg, place de la Nation), Bourdelle (Palais de Tokyo), Maillol (jardin des Tuileries) puis Paul Landowski (sainte Geneviève au pont de la Tournelle). L'Art nouveau trouve un étonnant débouché en 1900 avec le métro de Paris naissant dont Guimard orne alors plusieurs dizaines de bouches d'entrée. L'art contemporain s'illustre par exemple au Palais-Royal avec les colonnes de Buren ou à Beaubourg avec la fontaine Stravinsky.

#### Paris dans la musique et la chanson

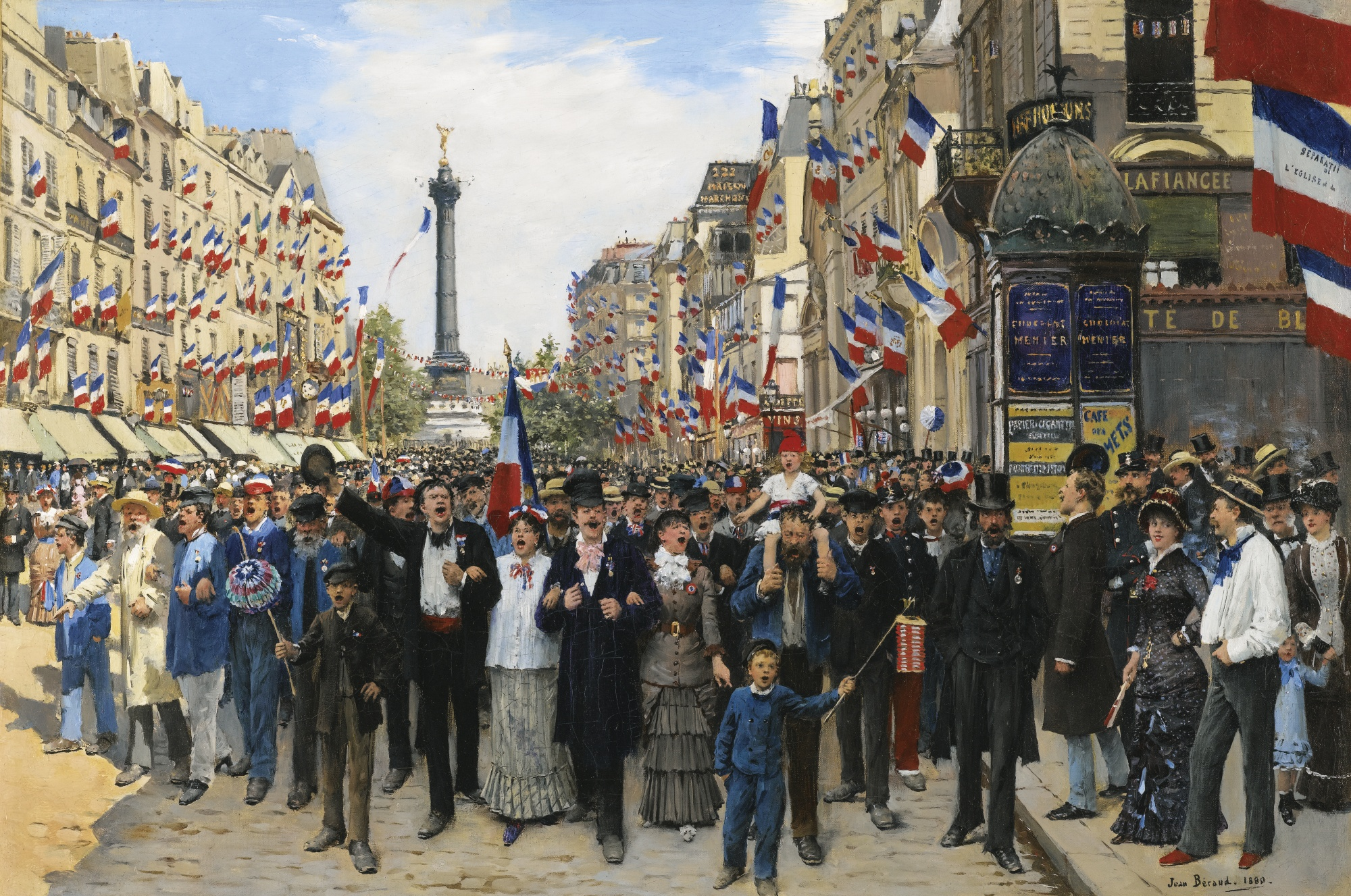
Jean Béraud, La Marseillaise, 1880.

Paris constitue un thème et un cadre pour d'innombrables chansons et œuvres musicales.
La tradition musicale à Paris remonte au Moyen Âge avec la création à la fin du XIIe siècle de l'école polyphonique de Notre-Dame dont les œuvres expriment la foi médiévale. Sous François Ier naît à Paris l'imprimerie musicale française et les premières chansons populaires apparaissent. Sous le règne de Louis XIV, les grands opéras sont représentés à Paris : Lully s'y installe et devient responsable de la musique de la Cour. Ses ballets sont représentés au Louvre à partir de 1655. Au XVIIIe siècle, Rameau accentue le rôle de l'orchestre dans ses opéras-ballets, la musique s'impose dans les salons. L'Histoire de France influence également la musique parisienne : de nombreuses chansons populaires sont créées durant la Révolution française ; La Carmagnole devient l'hymne des Sans-culottes en 1792. Au XIXe siècle, Paris devient la capitale de la musique, plus par les grands maîtres étrangers comme Rossini et Gaetano Donizetti et même Richard Wagner qu'elle attire par son rayonnement que grâce à ses propres compositions. La musique évolue progressivement vers le romantisme incarné par exemple par Frédéric Chopin et Franz Liszt. Gounod renouvelle l'opéra lyrique tandis que Berlioz importe la musique descriptive.
La musique festive de danses de Paris au XIXe siècle est célèbre dans le monde entier. Jouée notamment au moment du carnaval de Paris, elle influence des musiques traditionnelles et des compositeurs étrangers. Au nombre de ceux-ci, on trouve Johann Strauss père, venu à Paris, à l'invitation de Philippe Musard, alors très célèbre. Ce dernier, ainsi que des dizaines d'autres compositeurs parisiens très fameux à l'époque (Jullien, Tolbecque, etc.).
Après 1870, Dukas, Saint-Saëns ou Bizet font de la France la maîtresse de la musique de ballet. Le caractère national de la musique revient avec Ravel et Debussy, musiciens impressionnistes. La fin du XIXe siècle est aussi l'époque des chansonniers dont Le Chat noir est le lieu de représentation emblématique, immortalisé par Toulouse-Lautrec. Au XXe siècle, les chansons d'Édith Piaf, la « môme de Paris », ainsi que celles de Maurice Chevalier incarnent la chanson populaire parisienne dans le monde entier. Plus récemment, Jacques Dutronc chante en 1968 « Il est 5 heures, Paris s'éveille » et Dalida devient l'une des plus célèbres Montmartroises, une place de la Butte porte son nom et un buste a été érigé en son hommage dix ans après son décès.

#### Paris dans la photographie

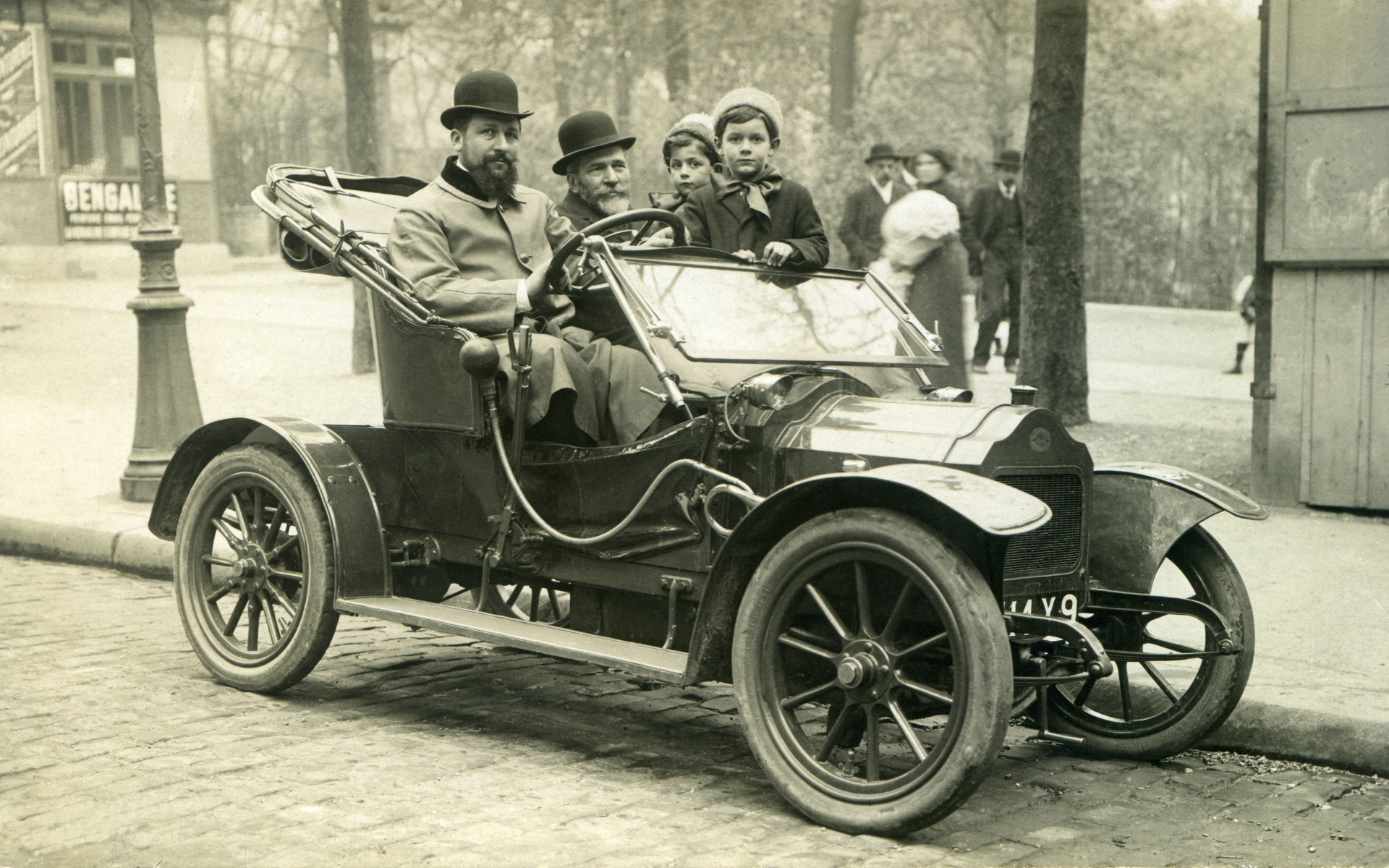
Phaéton de marque Brouhot à Paris en 1910.

Dès l'invention de la photographie, de nombreux artistes ont cherché à capter l'atmosphère de la ville et sa vie quotidienne prise sur le vif. Initiée par Eugène Atget (1857-1927), la photographie de scènes de rues et petits métiers aujourd'hui disparus est incarnée par Robert Doisneau (1912-1994), un des premiers grands photographes de Paris. Les scènes insolites constituaient ses sujets de prédilection : les enfants jouant dans les rues, les concierges, les bistrots, les marchés, etc. Ses photographies sont pleines d'humour et de tendresse, la plus célèbre étant Le Baiser de l'Hôtel de Ville. Les images de Willy Ronis évoquent le Belleville et le Ménilmontant d'autrefois, saisissante illustration d'une atmosphère populaire à jamais disparue. Marcel Bovis (1904-1997) a, quant à lui, représenté la magie de Paris la nuit.

#### Paris au cinéma

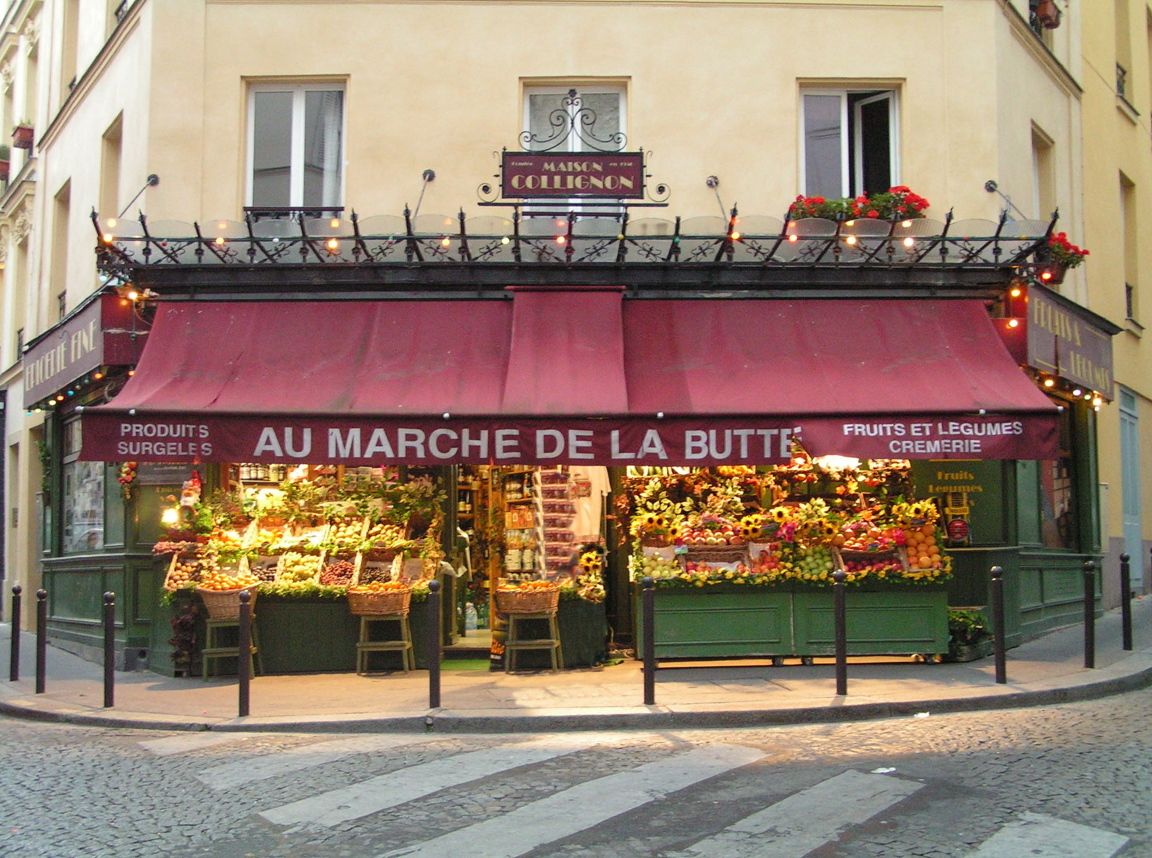
L'épicerie Collignon à Montmartre, apparaissant dans le film le Fabuleux Destin d'Amélie Poulain.

Paris est une des villes les plus filmées au monde. Outre l'importante production française, les réalisateurs étrangers qui l'ont choisie pour cadre sont nombreux.
Parmi une longue liste de films, quelques chefs-d'œuvre du cinéma français sont devenus des classiques. Hôtel du Nord (1938) fut le cadre de la célèbre réplique d'Arletty « Atmosphère, atmosphère, est-ce que j'ai une gueule d'atmosphère ? » ; le petit hôtel au bord du canal Saint-Martin, où le film ne fut d'ailleurs pas tourné est devenu un lieu de pèlerinage cinéphile.
La Traversée de Paris (1956) et Le Dernier Métro (1980) rappellent une certaine réalité de l'Occupation, tandis que Paris brûle-t-il ? (1966) évoque la libération de Paris en août 1944. Plus récemment, Chacun cherche son chat (1996) est une tranche de vie d'un immeuble parisien montrant l'isolement dans une grande métropole et la solidarité qui peut pourtant y exister. Enfin, le Fabuleux Destin d'Amélie Poulain (2001), conte contemporain dans un Paris mythique et intemporel, a rencontré un succès populaire international et amené de nombreux cinéphiles à Montmartre à la recherche des lieux emblématiques du tournage.
De grands succès du cinéma international, comme Tout le monde dit I love you (1996) ou Minuit à Paris (2011) de Woody Allen, Moulin Rouge ! (2001) ou Da Vinci code (2006), ont choisi la ville pour cadre. En 2007, grâce à son image et à sa position de capitale de la gastronomie, Paris a été choisie comme cadre de l'action du film d'animation des studios américains Pixar Ratatouille.
De plus, Paris apparaît dans de nombreux films récents comme La Mémoire dans la peau (2002) avec Matt Damon, qui se déroule en grande partie à Paris, ou Tout peut arriver (2003) avec Jack Nicholson, qui dîne dans le restaurant Le Grand Colbert à la fin du film. Le film choral de Cédric Klapisch Paris (2008) s'y déroule exclusivement. En 2010, Paris est aussi le lieu de résidence de Fabrice Luchini dans Les Femmes du 6e étage. Paris apparaît également dans le film Inception (2010) ainsi que dans une grande partie de Mission impossible : Fallout (2018).

#### Paris dans la culture populaire
L'argot « parisien » révélé par les écrivains du XIXe siècle comme Victor Hugo, Eugène Sue ou Balzac reste très vivace à Paris jusqu'aux années 1950. L'évolution sociologique et ethnique de la population parisienne explique en grande partie cette « mort » de l'argot parisien, qui ne se pratique plus vraiment dans la rue mais qui fit longtemps la joie des lecteurs de romans comme San Antonio, des spectateurs de films dialogués par Michel Audiard ou des auditeurs de chansons de Pierre Perret, de Renaud (titi parisien par excellence) ou de sketches de Coluche. Depuis, l'embourgeoisement de la capitale et l'arrivée massive de populations provinciales et étrangères contribuent progressivement à la disparition de l'argot parisien, supplanté par le verlan et par de nouvelles formes d'expression développées en banlieue, éventuellement ponctuées de mots empruntés aux langues étrangères, telles que l'anglais ou l'arabe.
On appelle souvent Paris la « Ville lumière ». L'origine de cette périphrase vient de la création de l’éclairage public à Paris par Gabriel Nicolas de La Reynie, au XVIIe siècle.
Paris est surnommée familièrement « Paname », surnom donné au début du XXe siècle aux Parisiens qui avaient adopté le chapeau dit panama, mis en vogue par les ouvriers qui creusaient le canal du même nom au début du XXe siècle. Cette coiffe très pratique s'exportait principalement vers les États-Unis et l'Europe ; elle avait fait fureur à Paris où tous les hommes portaient un panama. Ce chapeau a donné lieu à de nombreuses chansons, notamment le Paname de Léo Ferré, mélancolique déclaration d'amour à la capitale, qui vaudra au chanteur son premier grand succès.
Plus anciennement, Paris et aussi Pantin, une de ses proches banlieues, étaient surnommées argotiquement « Pantruche » (d'où le nom de la Compagnie carnavalesque parisienne « les Fumantes de Pantruche », présente au Carnaval de Paris).
« Parigot » est un terme d'argot qui désigne un Parisien. Ce terme est généralement considéré comme péjoratif ou au moins moqueur.

#### Paris dans les jeux vidéo
La ville est reproduite dans le jeu vidéo The Saboteur, sorti en 2009, avec la plupart des plus grands monuments de la ville. Le jeu se déroule au tout début de la Seconde Guerre mondiale,. Elle est également entièrement reproduite dans le jeu vidéo automobile Midtown Madness 3 et Midnight Club II. Une partie du scénario s'y déroule dans Tomb Raider : L'Ange des ténèbres, et une mission y a lieu au tout début du jeu 007: Nightfire. En novembre 2011, des missions y ont lieu également dans Call of Duty: Modern Warfare 3. De plus, on retrouve une carte de Battlefield 3 dans le mode multijoueur qui se déroule à Paris (Opération Métro et traversée de la Seine) ainsi que dans son mode solo. Paris apparait également dans le jeu Remember me, se déroulant dans la ville de Néo-Paris, une version plus technologique de la Ville Lumière. Le jeu vidéo Killing Floor 2 propose de se battre dans un Paris dévasté.
Dans le jeu vidéo de rôle Pokémon X et Y, développé par Game Freak et sorti en 2013, « Illumis » (le nom fait référence à la Ville Lumière) la plus grande ville de la région de Kalos (inspirée de la France) est une représentation fictive de Paris dans laquelle on trouve de nombreux cafés, taxis, etc. La ville est coupée en deux par un fleuve, la Seine, qui sépare la rue méridionale (Rive gauche) de la rue septentrionale (Rive droite) ; le centre de la ville est occupé par la tour Prismatique (la tour Eiffel), le tout étant relié par cinq places et quatre avenues portant des noms de mois du calendrier révolutionnaire.
Dans le jeu Clair-Obscur : Expedition 33 développé par le studio Sandfall Interactive et sorti en en avril 2025, « Lumières » est une représentation fictive de Paris inspiré de la belle époque, le jeu se déroulant après un événement cataclysmique, des monuments comme la tour Eiffel ainsi que l'arc de triomphe y apparaissent en partie détruit.
Dans le jeu Assassin's Creed Unity, opus de la série Assassin's Creed développé par les studios Ubisoft et sorti en octobre 2014, l'ensemble de l'intrigue et de l'action principale se déroule à Paris durant la Révolution française. La ville y est entièrement modélisée quasiment à l'échelle 1:1 telle qu'elle était de 1789 à 1794. Les principaux monuments sont reconstitués avec moult détails (y compris ceux disparus, comme la Bastille et le palais des Tuileries), et les développeurs se sont attachés à reconstituer l'ambiance populaire à cette période. Ici le caractère violent et sanguinaire de la société parisienne de l'époque est très souligné. L'expérience de jeu prenant place dans un monde dit ouvert, le joueur est encouragé à explorer cette reconstitution historique de Paris à un moment capital de son histoire.
Dans le jeu World of Tanks, Paris est une des cartes jouables. Il s'agit d'une représentation des alentours. Comme beaucoup des cartes du jeu, elle s'entend sur 1 km2, ici autour du Palais de Chaillot, le tout sur la rive droite de la Seine. La Tour Eiffel est visible mais est inaccessible. Paris est une carte estivale, réservée aux rangs VIII à X. La carte n'est pas une représentation fidèle de la disposition exacte des rues mais elle s'inspire directement du style architectural de la ville. La statue équestre du Maréchal Foch est également représentée.

#### Paris dans le neuvième art (bande dessinée)
Paris et la bande dessinée sont de vieilles amies. Dès le début du XXe siècle, des créateurs précurseurs du neuvième art font de la capitale le décor privilégié des aventures de leurs personnages. En 1905 apparaît Annak Labornez, plus connue sous le sobriquet de Bécassine, qui part bien vite travailler à Paris chez la marquise de Grand'Air. En 1908, trois authentiques Parigots commencent à arpenter le pavé parisien, au gré de leurs filouteries et arnaques en tout genre : Croquignol, Ribouldingue et Filochard deviennent célèbres sous le nom des Pieds nickelés.
Au sortir de la guerre, la bande dessinée est incontestablement belge, avec deux grandes écoles : la Ligne claire pour Le Journal de Tintin, sous la houlette de Hergé, et l'école de Marcinelle pour Spirou, inspirée par Joseph Gillain. Elle entame sa migration vers la France et Paris en 1959, avec la création par René Goscinny, Albert Uderzo et Jean-Michel Charlier de Pilote. C'est en France que la bande dessinée entame son renouveau, voyant apparaître des auteurs tels que Philippe Druillet, Giraud, Fred, etc.
En 1978, Casterman lance son propre journal, (À suivre), ambitieux magazine qui verra exploser le plus parisien des auteurs de BD, Jacques Tardi, dont nombre de ses œuvres prennent place dans la ville lumière, en particulier avec Les Aventures extraordinaires d'Adèle Blanc-Sec, série reconstituant le Paris de la Belle Époque, dans une parodie des romans populaires de l'époque, mais aussi dans ses différentes adaptations de romans de plusieurs auteurs, tels que Léo Malet (Nestor Burma), Pierre Siniac (Le Secret de l'étrangleur) ou encore, Jean Vautrin (Le Cri du peuple).
Edgar P. Jacobs, auteur de Blake et Mortimer, s'illustre aussi dans ce domaine, avec pas moins de trois albums se déroulant dans Paris et sa région. Ainsi, dans S.O.S. Météores (1958 – 1959 ; se déroulant dans la capitale et dans le département des Yvelines) et L'affaire du collier (1965 – 1966 ; exclusivement dans cette ville), les différents lieux visités par les personnages sont représentés de manière très réaliste. Dans l'aventure Le Piège diabolique (1960 – 1961), on n'y voit Paris que très furtivement, au début et à la fin, l'aventure se déroulant essentiellement dans la commune de La Roche-Guyon (Val-d'Oise).
Paris (sous le nom antique de Lutèce) apparaît dans pas moins de quatre aventures d'Astérix, série réalisée par René Goscinny et Albert Uderzo. Elle sert de décor dès la seconde aventure, La Serpe d'or (1962), dans lequel les héros luttent contre un réseau de trafiquants de serpes d'or. Puis, la cité gauloise sert de seconde étape dans Le Tour de Gaule d'Astérix (1965), où ils achètent du jambon de Lutèce et surtout, rencontre leur futur chien Idéfix (qui sera nommé à partir de l'album suivant). Elle apparait au début de l'histoire Les Lauriers de César (1972), où s'y déclenche l'intrigue : le chef Abraracourcix y fait un pari d'ivrogne auprès de son beau-frère (caricature de Parisien), dans lequel seront impliqués les héros. Enfin, elle est au centre de Lutèce olympique, courte histoire écrite et dessinée par Albert Uderzo (et qui sera publiée dans Astérix et la Rentrée gauloise, regroupant plusieurs histoires), visant à soutenir la candidature (infructueuse) de Paris aux Jeux olympiques d'été de 1992. En outre, Lutèce est souvent évoquée dans la série, donnant l'impression d'être la capitale de la Gaule (afin de mieux donner au lecteur le sentiment que la série se déroule à l'époque actuelle), alors que la capitale des Gaules était Lugdunum (l'antique Lyon), à partir de 27 avant notre ère.

#### Paris, capitale du cinéma
La première projection cinématographique publique a été réalisée à Paris, le 28 décembre 1895, par Antoine Lumière,, et montrant la sortie d'une usine de Lyon, où a été inventé l'appareil. C'est également à Paris que Georges Méliès (1861-1938) invente « l'art du cinéma » et le spectacle cinématographique : avant lui les films sont uniquement des documentaires ou des démonstrations techniques. Georges Méliès est connu pour les développements qu'il apporta aux techniques du cinéma, essentiellement dans le domaine du scénario et des trucages. Il est le premier réalisateur et le créateur du premier studio de cinéma.
La première projection publique du cinéma numérique en Europe a été réalisée à Paris, le 2 février 2000, par Philippe Binant.

#### Le Paris des mots célèbres
L'histoire de France et celle de sa capitale sont depuis longtemps intimement liées, du « Paris vaut bien une messe » (attribué à Henri IV qui y laissa sa vie) au « Paris, Paris outragé ! Paris brisé ! Paris martyrisé ! mais Paris libéré ! » (célèbre phrase du général de Gaulle prononcée lors de son discours donné à 19 heures, sur la place de l'Hôtel-de-Ville, le soir du 25 août 1944, jour même de la Libération de Paris).

### Héraldique, drapeau, logotype et devise

Logotype de la ville de Paris de 1988 à 1997[444].
Logotype de la mairie de Paris de 1997 à 2015.
Logotype de la ville de Paris de 2015 à 2018.
Logotype de la ville de Paris depuis janvier 2019.

| Armes de Paris avec ornements | Les armes de Paris se blasonnent ainsi : « De gueules à la nef équipée et habillée d'argent voguant sur des ondes du même mouvant de la pointe, au chef cousu d'azur semé de fleur de lys d'or » Le drapeau de Paris est formé de deux bandes verticales bleu et rouge (qui sont à l'origine des couleurs bleu et rouge du drapeau tricolore français actuel unies au blanc symbole de la monarchie) avec les armoiries de la ville. La devise de Paris est Fluctuat nec mergitur, ce qui signifie en latin : « Il est battu par les flots, mais ne sombre pas ». Elle évoque le navire représenté sur le blason de la ville, symbole de la corporation des Nautes ou Marchands de l'eau, puissante à l'époque antique de la ville. La patronne de la ville est sainte Geneviève, qui aurait écarté Attila et les Huns de la ville au Ve siècle par ses prières. Sa châsse se trouve aujourd'hui à l'église Saint-Étienne-du-Mont. La mairie s'est en outre dotée d'un logotype reprenant les couleurs bleu et rouge et le dessin de la nef, en place jusqu'en janvier 2019. | Drapeau de Paris |

### Menaces sur le patrimoine culturel
Selon une enquête réalisée par le journaliste et historien de l'art Didier Rykner, certains édifices religieux tels que Saint-Eustache, Saint-Paul-Saint-Louis, Saint-Augustin, la Trinité, Sainte Clotilde, etc. sont mal entretenus, des jardins publics sont à l'abandon, une partie du mobilier urbain du Second Empire est remplacée, une avalanche de publicités pourrait s'abattre sur Paris à la faveur des Jeux olympiques d'été de 2024. Le journaliste dénonce un « vandalisme idéologique » qui détruit la capitale à grande vitesse.